# Цугцванг

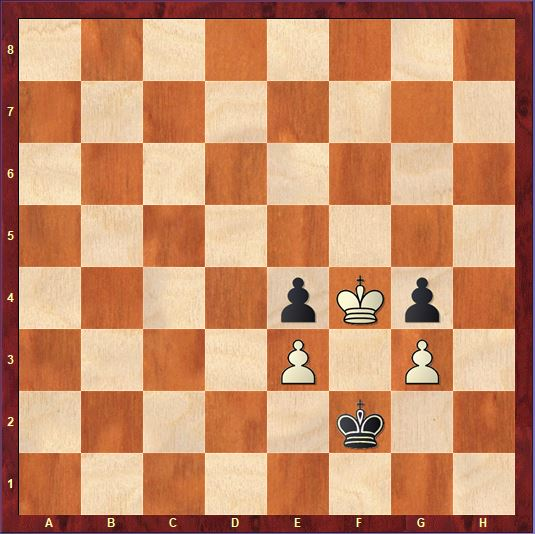
Цугцванг (см. пример № 4)

Цугцва́нг (нем. Zugzwang «принуждение к ходу») — положение в шашках и шахматах, в котором любой ход игрока ведёт к ухудшению его позиции.
В настоящее время термин употребляется не только в шахматах, но и в других видах спорта (бильярд, кёрлинг), в азартных и настольных играх (нарды, карточные игры), а также во многих других областях и даже в быту. Например, в значении, когда любое действие заведомо приведёт к ухудшению ситуации.
При цугцванге у одной из сторон или у обеих сразу (взаимный цугцванг) нет полезных или нейтральных ходов, и передвижение любой из фигур ведёт к ухудшению оценки собственной позиции (в строгом понимании — к ухудшению результата).
Нередко встречается мнимый цугцванг, то есть позиция, исход которой не меняется при воображаемом переходе хода к противнику, но субъективно ощущается отсутствие полезных ходов. Два таких примера изображены на диаграммах 2 и 3. Другим распространённым мнимым цугцвангом является любая проигранная позиция, при которой проигрывающий вынужден пассивно ожидать приближающееся поражение.
Таким образом, условия реального цугцванга сводятся к двум пунктам:
1. Игрок своим собственным ходом вынужден создать для себя угрозу, которой пока ещё нет перед тем, как он сделал ход. Например, на Диаграмме 5 (ход белых) белые могут вызвать цугцванг ходом 1. Лf2 (f3, f4, f5, f6). В получившейся позиции, даже если бы снова был ход белых, они не угрожали бы матом чёрному королю. Но чёрные вынуждены пойти таким образом, что мат становится возможен.
2. Оценка позиции должна быть следующей: «Проигрывает игрок, которому принадлежит очередь хода». Иными словами, цугцванг делает возможной победу той стороны, которая его вызвала. На Диаграмме 2 (ход чёрных) чёрные вынуждены своим ходом создать угрозу взятия своей пешки, то есть условие 1 выполняется. Однако оценка этой позиции — «Ничья». Поэтому в данном случае цугцванг мнимый.

Если в эндшпиле цугцванг встречается достаточно часто, а такой вид шахматных окончаний, как пешечные окончания, во многом базируется на цугцванге, то в миттельшпиле, ввиду наличия многих фигур на доске, цугцванга добиться гораздо сложнее. Обычно, говоря о цугцванге применительно к миттельшпильным позициям, его рассматривают в более широком смысле этого термина — например, позиции, в которых одна из сторон очень стеснена в своих действиях. Существует также понятие позиционного цугцванга — сторона, находящаяся в таком положении, не несёт материальные потери и не проигрывает сразу партию, а лишь вынуждена ухудшить свою позицию. И всё же в шахматной практике изредка встречаются позиции натурального цугцванга при наличии многих фигур на доске — см., например, ниже партию Алехин — Нимцович (Сан-Ремо, 1930).

## Примеры
|   | a                                                                     | b                                                                     | c                                                                     | d                                                                     | e                                                                     | f                                                                     | g                                                                     | h                                                                     |   |
| - | --------------------------------------------------------------------- | --------------------------------------------------------------------- | --------------------------------------------------------------------- | --------------------------------------------------------------------- | --------------------------------------------------------------------- | --------------------------------------------------------------------- | --------------------------------------------------------------------- | --------------------------------------------------------------------- | - |
| 8 | e5 чёрная пешка · g5 белый король · c4 чёрный король · e4 белая пешка | e5 чёрная пешка · g5 белый король · c4 чёрный король · e4 белая пешка | e5 чёрная пешка · g5 белый король · c4 чёрный король · e4 белая пешка | e5 чёрная пешка · g5 белый король · c4 чёрный король · e4 белая пешка | e5 чёрная пешка · g5 белый король · c4 чёрный король · e4 белая пешка | e5 чёрная пешка · g5 белый король · c4 чёрный король · e4 белая пешка | e5 чёрная пешка · g5 белый король · c4 чёрный король · e4 белая пешка | e5 чёрная пешка · g5 белый король · c4 чёрный король · e4 белая пешка | 8 |
| 7 | e5 чёрная пешка · g5 белый король · c4 чёрный король · e4 белая пешка | e5 чёрная пешка · g5 белый король · c4 чёрный король · e4 белая пешка | e5 чёрная пешка · g5 белый король · c4 чёрный король · e4 белая пешка | e5 чёрная пешка · g5 белый король · c4 чёрный король · e4 белая пешка | e5 чёрная пешка · g5 белый король · c4 чёрный король · e4 белая пешка | e5 чёрная пешка · g5 белый король · c4 чёрный король · e4 белая пешка | e5 чёрная пешка · g5 белый король · c4 чёрный король · e4 белая пешка | e5 чёрная пешка · g5 белый король · c4 чёрный король · e4 белая пешка | 7 |
| 6 | e5 чёрная пешка · g5 белый король · c4 чёрный король · e4 белая пешка | e5 чёрная пешка · g5 белый король · c4 чёрный король · e4 белая пешка | e5 чёрная пешка · g5 белый король · c4 чёрный король · e4 белая пешка | e5 чёрная пешка · g5 белый король · c4 чёрный король · e4 белая пешка | e5 чёрная пешка · g5 белый король · c4 чёрный король · e4 белая пешка | e5 чёрная пешка · g5 белый король · c4 чёрный король · e4 белая пешка | e5 чёрная пешка · g5 белый король · c4 чёрный король · e4 белая пешка | e5 чёрная пешка · g5 белый король · c4 чёрный король · e4 белая пешка | 6 |
| 5 | e5 чёрная пешка · g5 белый король · c4 чёрный король · e4 белая пешка | e5 чёрная пешка · g5 белый король · c4 чёрный король · e4 белая пешка | e5 чёрная пешка · g5 белый король · c4 чёрный король · e4 белая пешка | e5 чёрная пешка · g5 белый король · c4 чёрный король · e4 белая пешка | e5 чёрная пешка · g5 белый король · c4 чёрный король · e4 белая пешка | e5 чёрная пешка · g5 белый король · c4 чёрный король · e4 белая пешка | e5 чёрная пешка · g5 белый король · c4 чёрный король · e4 белая пешка | e5 чёрная пешка · g5 белый король · c4 чёрный король · e4 белая пешка | 5 |
| 4 | e5 чёрная пешка · g5 белый король · c4 чёрный король · e4 белая пешка | e5 чёрная пешка · g5 белый король · c4 чёрный король · e4 белая пешка | e5 чёрная пешка · g5 белый король · c4 чёрный король · e4 белая пешка | e5 чёрная пешка · g5 белый король · c4 чёрный король · e4 белая пешка | e5 чёрная пешка · g5 белый король · c4 чёрный король · e4 белая пешка | e5 чёрная пешка · g5 белый король · c4 чёрный король · e4 белая пешка | e5 чёрная пешка · g5 белый король · c4 чёрный король · e4 белая пешка | e5 чёрная пешка · g5 белый король · c4 чёрный король · e4 белая пешка | 4 |
| 3 | e5 чёрная пешка · g5 белый король · c4 чёрный король · e4 белая пешка | e5 чёрная пешка · g5 белый король · c4 чёрный король · e4 белая пешка | e5 чёрная пешка · g5 белый король · c4 чёрный король · e4 белая пешка | e5 чёрная пешка · g5 белый король · c4 чёрный король · e4 белая пешка | e5 чёрная пешка · g5 белый король · c4 чёрный король · e4 белая пешка | e5 чёрная пешка · g5 белый король · c4 чёрный король · e4 белая пешка | e5 чёрная пешка · g5 белый король · c4 чёрный король · e4 белая пешка | e5 чёрная пешка · g5 белый король · c4 чёрный король · e4 белая пешка | 3 |
| 2 | e5 чёрная пешка · g5 белый король · c4 чёрный король · e4 белая пешка | e5 чёрная пешка · g5 белый король · c4 чёрный король · e4 белая пешка | e5 чёрная пешка · g5 белый король · c4 чёрный король · e4 белая пешка | e5 чёрная пешка · g5 белый король · c4 чёрный король · e4 белая пешка | e5 чёрная пешка · g5 белый король · c4 чёрный король · e4 белая пешка | e5 чёрная пешка · g5 белый король · c4 чёрный король · e4 белая пешка | e5 чёрная пешка · g5 белый король · c4 чёрный король · e4 белая пешка | e5 чёрная пешка · g5 белый король · c4 чёрный король · e4 белая пешка | 2 |
| 1 | e5 чёрная пешка · g5 белый король · c4 чёрный король · e4 белая пешка | e5 чёрная пешка · g5 белый король · c4 чёрный король · e4 белая пешка | e5 чёрная пешка · g5 белый король · c4 чёрный король · e4 белая пешка | e5 чёрная пешка · g5 белый король · c4 чёрный король · e4 белая пешка | e5 чёрная пешка · g5 белый король · c4 чёрный король · e4 белая пешка | e5 чёрная пешка · g5 белый король · c4 чёрный король · e4 белая пешка | e5 чёрная пешка · g5 белый король · c4 чёрный король · e4 белая пешка | e5 чёрная пешка · g5 белый король · c4 чёрный король · e4 белая пешка | 1 |
|   | a                                                                     | b                                                                     | c                                                                     | d                                                                     | e                                                                     | f                                                                     | g                                                                     | h                                                                     |   |

Ход белых. В случае 1. Kpf5? Kpd4 белые попадают в цугцванг и проигрывают. Поэтому 1. Kpf6! Kpd4 2. Kpf5, достигая позиции взаимного цугцванга. Теперь проигрывают уже чёрные.
|   | a                                                                     | b                                                                     | c                                                                     | d                                                                     | e                                                                     | f                                                                     | g                                                                     | h                                                                     |   |
| - | --------------------------------------------------------------------- | --------------------------------------------------------------------- | --------------------------------------------------------------------- | --------------------------------------------------------------------- | --------------------------------------------------------------------- | --------------------------------------------------------------------- | --------------------------------------------------------------------- | --------------------------------------------------------------------- | - |
| 8 | d6 чёрный король · d5 белая пешка · e5 чёрная пешка · e4 белый король | d6 чёрный король · d5 белая пешка · e5 чёрная пешка · e4 белый король | d6 чёрный король · d5 белая пешка · e5 чёрная пешка · e4 белый король | d6 чёрный король · d5 белая пешка · e5 чёрная пешка · e4 белый король | d6 чёрный король · d5 белая пешка · e5 чёрная пешка · e4 белый король | d6 чёрный король · d5 белая пешка · e5 чёрная пешка · e4 белый король | d6 чёрный король · d5 белая пешка · e5 чёрная пешка · e4 белый король | d6 чёрный король · d5 белая пешка · e5 чёрная пешка · e4 белый король | 8 |
| 7 | d6 чёрный король · d5 белая пешка · e5 чёрная пешка · e4 белый король | d6 чёрный король · d5 белая пешка · e5 чёрная пешка · e4 белый король | d6 чёрный король · d5 белая пешка · e5 чёрная пешка · e4 белый король | d6 чёрный король · d5 белая пешка · e5 чёрная пешка · e4 белый король | d6 чёрный король · d5 белая пешка · e5 чёрная пешка · e4 белый король | d6 чёрный король · d5 белая пешка · e5 чёрная пешка · e4 белый король | d6 чёрный король · d5 белая пешка · e5 чёрная пешка · e4 белый король | d6 чёрный король · d5 белая пешка · e5 чёрная пешка · e4 белый король | 7 |
| 6 | d6 чёрный король · d5 белая пешка · e5 чёрная пешка · e4 белый король | d6 чёрный король · d5 белая пешка · e5 чёрная пешка · e4 белый король | d6 чёрный король · d5 белая пешка · e5 чёрная пешка · e4 белый король | d6 чёрный король · d5 белая пешка · e5 чёрная пешка · e4 белый король | d6 чёрный король · d5 белая пешка · e5 чёрная пешка · e4 белый король | d6 чёрный король · d5 белая пешка · e5 чёрная пешка · e4 белый король | d6 чёрный король · d5 белая пешка · e5 чёрная пешка · e4 белый король | d6 чёрный король · d5 белая пешка · e5 чёрная пешка · e4 белый король | 6 |
| 5 | d6 чёрный король · d5 белая пешка · e5 чёрная пешка · e4 белый король | d6 чёрный король · d5 белая пешка · e5 чёрная пешка · e4 белый король | d6 чёрный король · d5 белая пешка · e5 чёрная пешка · e4 белый король | d6 чёрный король · d5 белая пешка · e5 чёрная пешка · e4 белый король | d6 чёрный король · d5 белая пешка · e5 чёрная пешка · e4 белый король | d6 чёрный король · d5 белая пешка · e5 чёрная пешка · e4 белый король | d6 чёрный король · d5 белая пешка · e5 чёрная пешка · e4 белый король | d6 чёрный король · d5 белая пешка · e5 чёрная пешка · e4 белый король | 5 |
| 4 | d6 чёрный король · d5 белая пешка · e5 чёрная пешка · e4 белый король | d6 чёрный король · d5 белая пешка · e5 чёрная пешка · e4 белый король | d6 чёрный король · d5 белая пешка · e5 чёрная пешка · e4 белый король | d6 чёрный король · d5 белая пешка · e5 чёрная пешка · e4 белый король | d6 чёрный король · d5 белая пешка · e5 чёрная пешка · e4 белый король | d6 чёрный король · d5 белая пешка · e5 чёрная пешка · e4 белый король | d6 чёрный король · d5 белая пешка · e5 чёрная пешка · e4 белый король | d6 чёрный король · d5 белая пешка · e5 чёрная пешка · e4 белый король | 4 |
| 3 | d6 чёрный король · d5 белая пешка · e5 чёрная пешка · e4 белый король | d6 чёрный король · d5 белая пешка · e5 чёрная пешка · e4 белый король | d6 чёрный король · d5 белая пешка · e5 чёрная пешка · e4 белый король | d6 чёрный король · d5 белая пешка · e5 чёрная пешка · e4 белый король | d6 чёрный король · d5 белая пешка · e5 чёрная пешка · e4 белый король | d6 чёрный король · d5 белая пешка · e5 чёрная пешка · e4 белый король | d6 чёрный король · d5 белая пешка · e5 чёрная пешка · e4 белый король | d6 чёрный король · d5 белая пешка · e5 чёрная пешка · e4 белый король | 3 |
| 2 | d6 чёрный король · d5 белая пешка · e5 чёрная пешка · e4 белый король | d6 чёрный король · d5 белая пешка · e5 чёрная пешка · e4 белый король | d6 чёрный король · d5 белая пешка · e5 чёрная пешка · e4 белый король | d6 чёрный король · d5 белая пешка · e5 чёрная пешка · e4 белый король | d6 чёрный король · d5 белая пешка · e5 чёрная пешка · e4 белый король | d6 чёрный король · d5 белая пешка · e5 чёрная пешка · e4 белый король | d6 чёрный король · d5 белая пешка · e5 чёрная пешка · e4 белый король | d6 чёрный король · d5 белая пешка · e5 чёрная пешка · e4 белый король | 2 |
| 1 | d6 чёрный король · d5 белая пешка · e5 чёрная пешка · e4 белый король | d6 чёрный король · d5 белая пешка · e5 чёрная пешка · e4 белый король | d6 чёрный король · d5 белая пешка · e5 чёрная пешка · e4 белый король | d6 чёрный король · d5 белая пешка · e5 чёрная пешка · e4 белый король | d6 чёрный король · d5 белая пешка · e5 чёрная пешка · e4 белый король | d6 чёрный король · d5 белая пешка · e5 чёрная пешка · e4 белый король | d6 чёрный король · d5 белая пешка · e5 чёрная пешка · e4 белый король | d6 чёрный король · d5 белая пешка · e5 чёрная пешка · e4 белый король | 1 |
|   | a                                                                     | b                                                                     | c                                                                     | d                                                                     | e                                                                     | f                                                                     | g                                                                     | h                                                                     |   |

Пример мнимого цугцванга: любой возможный ход даст возможность противнику взять пешку, однако позиция останется ничейной. Например (при ходе чёрных): 1 …Kpd7 2. Kp: e5 Kpe7, и чёрные удерживают оппозицию.
|   | a                                                                                      | b                                                                                      | c                                                                                      | d                                                                                      | e                                                                                      | f                                                                                      | g                                                                                      | h                                                                                      |   |
| - | -------------------------------------------------------------------------------------- | -------------------------------------------------------------------------------------- | -------------------------------------------------------------------------------------- | -------------------------------------------------------------------------------------- | -------------------------------------------------------------------------------------- | -------------------------------------------------------------------------------------- | -------------------------------------------------------------------------------------- | -------------------------------------------------------------------------------------- | - |
| 8 | c8 чёрный король · a6 чёрная пешка · c6 белая пешка · a5 белая пешка · d5 белый король | c8 чёрный король · a6 чёрная пешка · c6 белая пешка · a5 белая пешка · d5 белый король | c8 чёрный король · a6 чёрная пешка · c6 белая пешка · a5 белая пешка · d5 белый король | c8 чёрный король · a6 чёрная пешка · c6 белая пешка · a5 белая пешка · d5 белый король | c8 чёрный король · a6 чёрная пешка · c6 белая пешка · a5 белая пешка · d5 белый король | c8 чёрный король · a6 чёрная пешка · c6 белая пешка · a5 белая пешка · d5 белый король | c8 чёрный король · a6 чёрная пешка · c6 белая пешка · a5 белая пешка · d5 белый король | c8 чёрный король · a6 чёрная пешка · c6 белая пешка · a5 белая пешка · d5 белый король | 8 |
| 7 | c8 чёрный король · a6 чёрная пешка · c6 белая пешка · a5 белая пешка · d5 белый король | c8 чёрный король · a6 чёрная пешка · c6 белая пешка · a5 белая пешка · d5 белый король | c8 чёрный король · a6 чёрная пешка · c6 белая пешка · a5 белая пешка · d5 белый король | c8 чёрный король · a6 чёрная пешка · c6 белая пешка · a5 белая пешка · d5 белый король | c8 чёрный король · a6 чёрная пешка · c6 белая пешка · a5 белая пешка · d5 белый король | c8 чёрный король · a6 чёрная пешка · c6 белая пешка · a5 белая пешка · d5 белый король | c8 чёрный король · a6 чёрная пешка · c6 белая пешка · a5 белая пешка · d5 белый король | c8 чёрный король · a6 чёрная пешка · c6 белая пешка · a5 белая пешка · d5 белый король | 7 |
| 6 | c8 чёрный король · a6 чёрная пешка · c6 белая пешка · a5 белая пешка · d5 белый король | c8 чёрный король · a6 чёрная пешка · c6 белая пешка · a5 белая пешка · d5 белый король | c8 чёрный король · a6 чёрная пешка · c6 белая пешка · a5 белая пешка · d5 белый король | c8 чёрный король · a6 чёрная пешка · c6 белая пешка · a5 белая пешка · d5 белый король | c8 чёрный король · a6 чёрная пешка · c6 белая пешка · a5 белая пешка · d5 белый король | c8 чёрный король · a6 чёрная пешка · c6 белая пешка · a5 белая пешка · d5 белый король | c8 чёрный король · a6 чёрная пешка · c6 белая пешка · a5 белая пешка · d5 белый король | c8 чёрный король · a6 чёрная пешка · c6 белая пешка · a5 белая пешка · d5 белый король | 6 |
| 5 | c8 чёрный король · a6 чёрная пешка · c6 белая пешка · a5 белая пешка · d5 белый король | c8 чёрный король · a6 чёрная пешка · c6 белая пешка · a5 белая пешка · d5 белый король | c8 чёрный король · a6 чёрная пешка · c6 белая пешка · a5 белая пешка · d5 белый король | c8 чёрный король · a6 чёрная пешка · c6 белая пешка · a5 белая пешка · d5 белый король | c8 чёрный король · a6 чёрная пешка · c6 белая пешка · a5 белая пешка · d5 белый король | c8 чёрный король · a6 чёрная пешка · c6 белая пешка · a5 белая пешка · d5 белый король | c8 чёрный король · a6 чёрная пешка · c6 белая пешка · a5 белая пешка · d5 белый король | c8 чёрный король · a6 чёрная пешка · c6 белая пешка · a5 белая пешка · d5 белый король | 5 |
| 4 | c8 чёрный король · a6 чёрная пешка · c6 белая пешка · a5 белая пешка · d5 белый король | c8 чёрный король · a6 чёрная пешка · c6 белая пешка · a5 белая пешка · d5 белый король | c8 чёрный король · a6 чёрная пешка · c6 белая пешка · a5 белая пешка · d5 белый король | c8 чёрный король · a6 чёрная пешка · c6 белая пешка · a5 белая пешка · d5 белый король | c8 чёрный король · a6 чёрная пешка · c6 белая пешка · a5 белая пешка · d5 белый король | c8 чёрный король · a6 чёрная пешка · c6 белая пешка · a5 белая пешка · d5 белый король | c8 чёрный король · a6 чёрная пешка · c6 белая пешка · a5 белая пешка · d5 белый король | c8 чёрный король · a6 чёрная пешка · c6 белая пешка · a5 белая пешка · d5 белый король | 4 |
| 3 | c8 чёрный король · a6 чёрная пешка · c6 белая пешка · a5 белая пешка · d5 белый король | c8 чёрный король · a6 чёрная пешка · c6 белая пешка · a5 белая пешка · d5 белый король | c8 чёрный король · a6 чёрная пешка · c6 белая пешка · a5 белая пешка · d5 белый король | c8 чёрный король · a6 чёрная пешка · c6 белая пешка · a5 белая пешка · d5 белый король | c8 чёрный король · a6 чёрная пешка · c6 белая пешка · a5 белая пешка · d5 белый король | c8 чёрный король · a6 чёрная пешка · c6 белая пешка · a5 белая пешка · d5 белый король | c8 чёрный король · a6 чёрная пешка · c6 белая пешка · a5 белая пешка · d5 белый король | c8 чёрный король · a6 чёрная пешка · c6 белая пешка · a5 белая пешка · d5 белый король | 3 |
| 2 | c8 чёрный король · a6 чёрная пешка · c6 белая пешка · a5 белая пешка · d5 белый король | c8 чёрный король · a6 чёрная пешка · c6 белая пешка · a5 белая пешка · d5 белый король | c8 чёрный король · a6 чёрная пешка · c6 белая пешка · a5 белая пешка · d5 белый король | c8 чёрный король · a6 чёрная пешка · c6 белая пешка · a5 белая пешка · d5 белый король | c8 чёрный король · a6 чёрная пешка · c6 белая пешка · a5 белая пешка · d5 белый король | c8 чёрный король · a6 чёрная пешка · c6 белая пешка · a5 белая пешка · d5 белый король | c8 чёрный король · a6 чёрная пешка · c6 белая пешка · a5 белая пешка · d5 белый король | c8 чёрный король · a6 чёрная пешка · c6 белая пешка · a5 белая пешка · d5 белый король | 2 |
| 1 | c8 чёрный король · a6 чёрная пешка · c6 белая пешка · a5 белая пешка · d5 белый король | c8 чёрный король · a6 чёрная пешка · c6 белая пешка · a5 белая пешка · d5 белый король | c8 чёрный король · a6 чёрная пешка · c6 белая пешка · a5 белая пешка · d5 белый король | c8 чёрный король · a6 чёрная пешка · c6 белая пешка · a5 белая пешка · d5 белый король | c8 чёрный король · a6 чёрная пешка · c6 белая пешка · a5 белая пешка · d5 белый король | c8 чёрный король · a6 чёрная пешка · c6 белая пешка · a5 белая пешка · d5 белый король | c8 чёрный король · a6 чёрная пешка · c6 белая пешка · a5 белая пешка · d5 белый король | c8 чёрный король · a6 чёрная пешка · c6 белая пешка · a5 белая пешка · d5 белый король | 1 |
|   | a                                                                                      | b                                                                                      | c                                                                                      | d                                                                                      | e                                                                                      | f                                                                                      | g                                                                                      | h                                                                                      |   |

При своём ходе чёрные быстро проигрывают: 1 …Kpc7 2. Kpc5 или 1 …Kpd8 2. Kpd6. Однако кажется, что белые в цугцванге, ведь нельзя ни 1. Kpc5? Kpc7, ни 1. Kpd6? Kpd8 2. Kpe6 Kpc7 3. Kpd5 Kpc8. Белые выигрывают, передавая очередь хода противнику методом треугольника: 1. Kpd4 Kpd8 2. Kpc4 Kpc8 3. Kpd5 и чёрные оказываются в цугцванге.
|   | a | b | c | d | e | f | g | h |   |
| - | --- | --- | --- | --- | --- | --- | --- | --- | - |
| 8 | e4 чёрная пешка · f4 белый король · g4 чёрная пешка · e3 белая пешка · g3 белая пешка · f2 чёрный король | e4 чёрная пешка · f4 белый король · g4 чёрная пешка · e3 белая пешка · g3 белая пешка · f2 чёрный король | e4 чёрная пешка · f4 белый король · g4 чёрная пешка · e3 белая пешка · g3 белая пешка · f2 чёрный король | e4 чёрная пешка · f4 белый король · g4 чёрная пешка · e3 белая пешка · g3 белая пешка · f2 чёрный король | e4 чёрная пешка · f4 белый король · g4 чёрная пешка · e3 белая пешка · g3 белая пешка · f2 чёрный король | e4 чёрная пешка · f4 белый король · g4 чёрная пешка · e3 белая пешка · g3 белая пешка · f2 чёрный король | e4 чёрная пешка · f4 белый король · g4 чёрная пешка · e3 белая пешка · g3 белая пешка · f2 чёрный король | e4 чёрная пешка · f4 белый король · g4 чёрная пешка · e3 белая пешка · g3 белая пешка · f2 чёрный король | 8 |
| 7 | e4 чёрная пешка · f4 белый король · g4 чёрная пешка · e3 белая пешка · g3 белая пешка · f2 чёрный король | e4 чёрная пешка · f4 белый король · g4 чёрная пешка · e3 белая пешка · g3 белая пешка · f2 чёрный король | e4 чёрная пешка · f4 белый король · g4 чёрная пешка · e3 белая пешка · g3 белая пешка · f2 чёрный король | e4 чёрная пешка · f4 белый король · g4 чёрная пешка · e3 белая пешка · g3 белая пешка · f2 чёрный король | e4 чёрная пешка · f4 белый король · g4 чёрная пешка · e3 белая пешка · g3 белая пешка · f2 чёрный король | e4 чёрная пешка · f4 белый король · g4 чёрная пешка · e3 белая пешка · g3 белая пешка · f2 чёрный король | e4 чёрная пешка · f4 белый король · g4 чёрная пешка · e3 белая пешка · g3 белая пешка · f2 чёрный король | e4 чёрная пешка · f4 белый король · g4 чёрная пешка · e3 белая пешка · g3 белая пешка · f2 чёрный король | 7 |
| 6 | e4 чёрная пешка · f4 белый король · g4 чёрная пешка · e3 белая пешка · g3 белая пешка · f2 чёрный король | e4 чёрная пешка · f4 белый король · g4 чёрная пешка · e3 белая пешка · g3 белая пешка · f2 чёрный король | e4 чёрная пешка · f4 белый король · g4 чёрная пешка · e3 белая пешка · g3 белая пешка · f2 чёрный король | e4 чёрная пешка · f4 белый король · g4 чёрная пешка · e3 белая пешка · g3 белая пешка · f2 чёрный король | e4 чёрная пешка · f4 белый король · g4 чёрная пешка · e3 белая пешка · g3 белая пешка · f2 чёрный король | e4 чёрная пешка · f4 белый король · g4 чёрная пешка · e3 белая пешка · g3 белая пешка · f2 чёрный король | e4 чёрная пешка · f4 белый король · g4 чёрная пешка · e3 белая пешка · g3 белая пешка · f2 чёрный король | e4 чёрная пешка · f4 белый король · g4 чёрная пешка · e3 белая пешка · g3 белая пешка · f2 чёрный король | 6 |
| 5 | e4 чёрная пешка · f4 белый король · g4 чёрная пешка · e3 белая пешка · g3 белая пешка · f2 чёрный король | e4 чёрная пешка · f4 белый король · g4 чёрная пешка · e3 белая пешка · g3 белая пешка · f2 чёрный король | e4 чёрная пешка · f4 белый король · g4 чёрная пешка · e3 белая пешка · g3 белая пешка · f2 чёрный король | e4 чёрная пешка · f4 белый король · g4 чёрная пешка · e3 белая пешка · g3 белая пешка · f2 чёрный король | e4 чёрная пешка · f4 белый король · g4 чёрная пешка · e3 белая пешка · g3 белая пешка · f2 чёрный король | e4 чёрная пешка · f4 белый король · g4 чёрная пешка · e3 белая пешка · g3 белая пешка · f2 чёрный король | e4 чёрная пешка · f4 белый король · g4 чёрная пешка · e3 белая пешка · g3 белая пешка · f2 чёрный король | e4 чёрная пешка · f4 белый король · g4 чёрная пешка · e3 белая пешка · g3 белая пешка · f2 чёрный король | 5 |
| 4 | e4 чёрная пешка · f4 белый король · g4 чёрная пешка · e3 белая пешка · g3 белая пешка · f2 чёрный король | e4 чёрная пешка · f4 белый король · g4 чёрная пешка · e3 белая пешка · g3 белая пешка · f2 чёрный король | e4 чёрная пешка · f4 белый король · g4 чёрная пешка · e3 белая пешка · g3 белая пешка · f2 чёрный король | e4 чёрная пешка · f4 белый король · g4 чёрная пешка · e3 белая пешка · g3 белая пешка · f2 чёрный король | e4 чёрная пешка · f4 белый король · g4 чёрная пешка · e3 белая пешка · g3 белая пешка · f2 чёрный король | e4 чёрная пешка · f4 белый король · g4 чёрная пешка · e3 белая пешка · g3 белая пешка · f2 чёрный король | e4 чёрная пешка · f4 белый король · g4 чёрная пешка · e3 белая пешка · g3 белая пешка · f2 чёрный король | e4 чёрная пешка · f4 белый король · g4 чёрная пешка · e3 белая пешка · g3 белая пешка · f2 чёрный король | 4 |
| 3 | e4 чёрная пешка · f4 белый король · g4 чёрная пешка · e3 белая пешка · g3 белая пешка · f2 чёрный король | e4 чёрная пешка · f4 белый король · g4 чёрная пешка · e3 белая пешка · g3 белая пешка · f2 чёрный король | e4 чёрная пешка · f4 белый король · g4 чёрная пешка · e3 белая пешка · g3 белая пешка · f2 чёрный король | e4 чёрная пешка · f4 белый король · g4 чёрная пешка · e3 белая пешка · g3 белая пешка · f2 чёрный король | e4 чёрная пешка · f4 белый король · g4 чёрная пешка · e3 белая пешка · g3 белая пешка · f2 чёрный король | e4 чёрная пешка · f4 белый король · g4 чёрная пешка · e3 белая пешка · g3 белая пешка · f2 чёрный король | e4 чёрная пешка · f4 белый король · g4 чёрная пешка · e3 белая пешка · g3 белая пешка · f2 чёрный король | e4 чёрная пешка · f4 белый король · g4 чёрная пешка · e3 белая пешка · g3 белая пешка · f2 чёрный король | 3 |
| 2 | e4 чёрная пешка · f4 белый король · g4 чёрная пешка · e3 белая пешка · g3 белая пешка · f2 чёрный король | e4 чёрная пешка · f4 белый король · g4 чёрная пешка · e3 белая пешка · g3 белая пешка · f2 чёрный король | e4 чёрная пешка · f4 белый король · g4 чёрная пешка · e3 белая пешка · g3 белая пешка · f2 чёрный король | e4 чёрная пешка · f4 белый король · g4 чёрная пешка · e3 белая пешка · g3 белая пешка · f2 чёрный король | e4 чёрная пешка · f4 белый король · g4 чёрная пешка · e3 белая пешка · g3 белая пешка · f2 чёрный король | e4 чёрная пешка · f4 белый король · g4 чёрная пешка · e3 белая пешка · g3 белая пешка · f2 чёрный король | e4 чёрная пешка · f4 белый король · g4 чёрная пешка · e3 белая пешка · g3 белая пешка · f2 чёрный король | e4 чёрная пешка · f4 белый король · g4 чёрная пешка · e3 белая пешка · g3 белая пешка · f2 чёрный король | 2 |
| 1 | e4 чёрная пешка · f4 белый король · g4 чёрная пешка · e3 белая пешка · g3 белая пешка · f2 чёрный король | e4 чёрная пешка · f4 белый король · g4 чёрная пешка · e3 белая пешка · g3 белая пешка · f2 чёрный король | e4 чёрная пешка · f4 белый король · g4 чёрная пешка · e3 белая пешка · g3 белая пешка · f2 чёрный король | e4 чёрная пешка · f4 белый король · g4 чёрная пешка · e3 белая пешка · g3 белая пешка · f2 чёрный король | e4 чёрная пешка · f4 белый король · g4 чёрная пешка · e3 белая пешка · g3 белая пешка · f2 чёрный король | e4 чёрная пешка · f4 белый король · g4 чёрная пешка · e3 белая пешка · g3 белая пешка · f2 чёрный король | e4 чёрная пешка · f4 белый король · g4 чёрная пешка · e3 белая пешка · g3 белая пешка · f2 чёрный король | e4 чёрная пешка · f4 белый король · g4 чёрная пешка · e3 белая пешка · g3 белая пешка · f2 чёрный король | 1 |
|   | a | b | c | d | e | f | g | h |   |

На диаграмме пример обоюдного цугцванга — кто начинает, тот проигрывает. Например, при ходе белых: 1. Кр:e4 Кр:g3 2. Крf5 Крf3 3. e4 g3 4. e5 g2 5. e6 g1Ф, и белые не успевают провести своего ферзя. Или 1. Кр:g4 Кр:e3 с симметричной игрой. А при ходе чёрных выигрывают белые: 1 …Крe2 2. Кр:e4 или 1 …Крg2 2. Кр:g4.
|   | a                                                   | b                                                   | c                                                   | d                                                   | e                                                   | f                                                   | g                                                   | h                                                   |   |
| - | --------------------------------------------------- | --------------------------------------------------- | --------------------------------------------------- | --------------------------------------------------- | --------------------------------------------------- | --------------------------------------------------- | --------------------------------------------------- | --------------------------------------------------- | - |
| 8 | e8 чёрный король · d6 белый король · f1 белая ладья | e8 чёрный король · d6 белый король · f1 белая ладья | e8 чёрный король · d6 белый король · f1 белая ладья | e8 чёрный король · d6 белый король · f1 белая ладья | e8 чёрный король · d6 белый король · f1 белая ладья | e8 чёрный король · d6 белый король · f1 белая ладья | e8 чёрный король · d6 белый король · f1 белая ладья | e8 чёрный король · d6 белый король · f1 белая ладья | 8 |
| 7 | e8 чёрный король · d6 белый король · f1 белая ладья | e8 чёрный король · d6 белый король · f1 белая ладья | e8 чёрный король · d6 белый король · f1 белая ладья | e8 чёрный король · d6 белый король · f1 белая ладья | e8 чёрный король · d6 белый король · f1 белая ладья | e8 чёрный король · d6 белый король · f1 белая ладья | e8 чёрный король · d6 белый король · f1 белая ладья | e8 чёрный король · d6 белый король · f1 белая ладья | 7 |
| 6 | e8 чёрный король · d6 белый король · f1 белая ладья | e8 чёрный король · d6 белый король · f1 белая ладья | e8 чёрный король · d6 белый король · f1 белая ладья | e8 чёрный король · d6 белый король · f1 белая ладья | e8 чёрный король · d6 белый король · f1 белая ладья | e8 чёрный король · d6 белый король · f1 белая ладья | e8 чёрный король · d6 белый король · f1 белая ладья | e8 чёрный король · d6 белый король · f1 белая ладья | 6 |
| 5 | e8 чёрный король · d6 белый король · f1 белая ладья | e8 чёрный король · d6 белый король · f1 белая ладья | e8 чёрный король · d6 белый король · f1 белая ладья | e8 чёрный король · d6 белый король · f1 белая ладья | e8 чёрный король · d6 белый король · f1 белая ладья | e8 чёрный король · d6 белый король · f1 белая ладья | e8 чёрный король · d6 белый король · f1 белая ладья | e8 чёрный король · d6 белый король · f1 белая ладья | 5 |
| 4 | e8 чёрный король · d6 белый король · f1 белая ладья | e8 чёрный король · d6 белый король · f1 белая ладья | e8 чёрный король · d6 белый король · f1 белая ладья | e8 чёрный король · d6 белый король · f1 белая ладья | e8 чёрный король · d6 белый король · f1 белая ладья | e8 чёрный король · d6 белый король · f1 белая ладья | e8 чёрный король · d6 белый король · f1 белая ладья | e8 чёрный король · d6 белый король · f1 белая ладья | 4 |
| 3 | e8 чёрный король · d6 белый король · f1 белая ладья | e8 чёрный король · d6 белый король · f1 белая ладья | e8 чёрный король · d6 белый король · f1 белая ладья | e8 чёрный король · d6 белый король · f1 белая ладья | e8 чёрный король · d6 белый король · f1 белая ладья | e8 чёрный король · d6 белый король · f1 белая ладья | e8 чёрный король · d6 белый король · f1 белая ладья | e8 чёрный король · d6 белый король · f1 белая ладья | 3 |
| 2 | e8 чёрный король · d6 белый король · f1 белая ладья | e8 чёрный король · d6 белый король · f1 белая ладья | e8 чёрный король · d6 белый король · f1 белая ладья | e8 чёрный король · d6 белый король · f1 белая ладья | e8 чёрный король · d6 белый король · f1 белая ладья | e8 чёрный король · d6 белый король · f1 белая ладья | e8 чёрный король · d6 белый король · f1 белая ладья | e8 чёрный король · d6 белый король · f1 белая ладья | 2 |
| 1 | e8 чёрный король · d6 белый король · f1 белая ладья | e8 чёрный король · d6 белый король · f1 белая ладья | e8 чёрный король · d6 белый король · f1 белая ладья | e8 чёрный король · d6 белый король · f1 белая ладья | e8 чёрный король · d6 белый король · f1 белая ладья | e8 чёрный король · d6 белый король · f1 белая ладья | e8 чёрный король · d6 белый король · f1 белая ладья | e8 чёрный король · d6 белый король · f1 белая ладья | 1 |
|   | a                                                   | b                                                   | c                                                   | d                                                   | e                                                   | f                                                   | g                                                   | h                                                   |   |

Один из простейших видов цугцванга представлен на этой диаграмме. После 1. Лf2 (f3, f4, f5, f6) чёрный король ввиду отсутствия других ходов сам вынужден идти под мат — 1 …Kpd8 2. Лf8#. Таким образом, без помощи цугцванга мат ладьёй был бы невозможен.
|   | a | b | c | d | e | f | g | h |   |
| - | --- | --- | --- | --- | --- | --- | --- | --- | - |
| 8 | e6 чёрная пешка · f6 чёрный король · d5 чёрная ладья · e5 чёрный слон · f5 чёрная пешка · b2 белый слон · e2 белая ладья · g2 белая пешка · g1 белый король | e6 чёрная пешка · f6 чёрный король · d5 чёрная ладья · e5 чёрный слон · f5 чёрная пешка · b2 белый слон · e2 белая ладья · g2 белая пешка · g1 белый король | e6 чёрная пешка · f6 чёрный король · d5 чёрная ладья · e5 чёрный слон · f5 чёрная пешка · b2 белый слон · e2 белая ладья · g2 белая пешка · g1 белый король | e6 чёрная пешка · f6 чёрный король · d5 чёрная ладья · e5 чёрный слон · f5 чёрная пешка · b2 белый слон · e2 белая ладья · g2 белая пешка · g1 белый король | e6 чёрная пешка · f6 чёрный король · d5 чёрная ладья · e5 чёрный слон · f5 чёрная пешка · b2 белый слон · e2 белая ладья · g2 белая пешка · g1 белый король | e6 чёрная пешка · f6 чёрный король · d5 чёрная ладья · e5 чёрный слон · f5 чёрная пешка · b2 белый слон · e2 белая ладья · g2 белая пешка · g1 белый король | e6 чёрная пешка · f6 чёрный король · d5 чёрная ладья · e5 чёрный слон · f5 чёрная пешка · b2 белый слон · e2 белая ладья · g2 белая пешка · g1 белый король | e6 чёрная пешка · f6 чёрный король · d5 чёрная ладья · e5 чёрный слон · f5 чёрная пешка · b2 белый слон · e2 белая ладья · g2 белая пешка · g1 белый король | 8 |
| 7 | e6 чёрная пешка · f6 чёрный король · d5 чёрная ладья · e5 чёрный слон · f5 чёрная пешка · b2 белый слон · e2 белая ладья · g2 белая пешка · g1 белый король | e6 чёрная пешка · f6 чёрный король · d5 чёрная ладья · e5 чёрный слон · f5 чёрная пешка · b2 белый слон · e2 белая ладья · g2 белая пешка · g1 белый король | e6 чёрная пешка · f6 чёрный король · d5 чёрная ладья · e5 чёрный слон · f5 чёрная пешка · b2 белый слон · e2 белая ладья · g2 белая пешка · g1 белый король | e6 чёрная пешка · f6 чёрный король · d5 чёрная ладья · e5 чёрный слон · f5 чёрная пешка · b2 белый слон · e2 белая ладья · g2 белая пешка · g1 белый король | e6 чёрная пешка · f6 чёрный король · d5 чёрная ладья · e5 чёрный слон · f5 чёрная пешка · b2 белый слон · e2 белая ладья · g2 белая пешка · g1 белый король | e6 чёрная пешка · f6 чёрный король · d5 чёрная ладья · e5 чёрный слон · f5 чёрная пешка · b2 белый слон · e2 белая ладья · g2 белая пешка · g1 белый король | e6 чёрная пешка · f6 чёрный король · d5 чёрная ладья · e5 чёрный слон · f5 чёрная пешка · b2 белый слон · e2 белая ладья · g2 белая пешка · g1 белый король | e6 чёрная пешка · f6 чёрный король · d5 чёрная ладья · e5 чёрный слон · f5 чёрная пешка · b2 белый слон · e2 белая ладья · g2 белая пешка · g1 белый король | 7 |
| 6 | e6 чёрная пешка · f6 чёрный король · d5 чёрная ладья · e5 чёрный слон · f5 чёрная пешка · b2 белый слон · e2 белая ладья · g2 белая пешка · g1 белый король | e6 чёрная пешка · f6 чёрный король · d5 чёрная ладья · e5 чёрный слон · f5 чёрная пешка · b2 белый слон · e2 белая ладья · g2 белая пешка · g1 белый король | e6 чёрная пешка · f6 чёрный король · d5 чёрная ладья · e5 чёрный слон · f5 чёрная пешка · b2 белый слон · e2 белая ладья · g2 белая пешка · g1 белый король | e6 чёрная пешка · f6 чёрный король · d5 чёрная ладья · e5 чёрный слон · f5 чёрная пешка · b2 белый слон · e2 белая ладья · g2 белая пешка · g1 белый король | e6 чёрная пешка · f6 чёрный король · d5 чёрная ладья · e5 чёрный слон · f5 чёрная пешка · b2 белый слон · e2 белая ладья · g2 белая пешка · g1 белый король | e6 чёрная пешка · f6 чёрный король · d5 чёрная ладья · e5 чёрный слон · f5 чёрная пешка · b2 белый слон · e2 белая ладья · g2 белая пешка · g1 белый король | e6 чёрная пешка · f6 чёрный король · d5 чёрная ладья · e5 чёрный слон · f5 чёрная пешка · b2 белый слон · e2 белая ладья · g2 белая пешка · g1 белый король | e6 чёрная пешка · f6 чёрный король · d5 чёрная ладья · e5 чёрный слон · f5 чёрная пешка · b2 белый слон · e2 белая ладья · g2 белая пешка · g1 белый король | 6 |
| 5 | e6 чёрная пешка · f6 чёрный король · d5 чёрная ладья · e5 чёрный слон · f5 чёрная пешка · b2 белый слон · e2 белая ладья · g2 белая пешка · g1 белый король | e6 чёрная пешка · f6 чёрный король · d5 чёрная ладья · e5 чёрный слон · f5 чёрная пешка · b2 белый слон · e2 белая ладья · g2 белая пешка · g1 белый король | e6 чёрная пешка · f6 чёрный король · d5 чёрная ладья · e5 чёрный слон · f5 чёрная пешка · b2 белый слон · e2 белая ладья · g2 белая пешка · g1 белый король | e6 чёрная пешка · f6 чёрный король · d5 чёрная ладья · e5 чёрный слон · f5 чёрная пешка · b2 белый слон · e2 белая ладья · g2 белая пешка · g1 белый король | e6 чёрная пешка · f6 чёрный король · d5 чёрная ладья · e5 чёрный слон · f5 чёрная пешка · b2 белый слон · e2 белая ладья · g2 белая пешка · g1 белый король | e6 чёрная пешка · f6 чёрный король · d5 чёрная ладья · e5 чёрный слон · f5 чёрная пешка · b2 белый слон · e2 белая ладья · g2 белая пешка · g1 белый король | e6 чёрная пешка · f6 чёрный король · d5 чёрная ладья · e5 чёрный слон · f5 чёрная пешка · b2 белый слон · e2 белая ладья · g2 белая пешка · g1 белый король | e6 чёрная пешка · f6 чёрный король · d5 чёрная ладья · e5 чёрный слон · f5 чёрная пешка · b2 белый слон · e2 белая ладья · g2 белая пешка · g1 белый король | 5 |
| 4 | e6 чёрная пешка · f6 чёрный король · d5 чёрная ладья · e5 чёрный слон · f5 чёрная пешка · b2 белый слон · e2 белая ладья · g2 белая пешка · g1 белый король | e6 чёрная пешка · f6 чёрный король · d5 чёрная ладья · e5 чёрный слон · f5 чёрная пешка · b2 белый слон · e2 белая ладья · g2 белая пешка · g1 белый король | e6 чёрная пешка · f6 чёрный король · d5 чёрная ладья · e5 чёрный слон · f5 чёрная пешка · b2 белый слон · e2 белая ладья · g2 белая пешка · g1 белый король | e6 чёрная пешка · f6 чёрный король · d5 чёрная ладья · e5 чёрный слон · f5 чёрная пешка · b2 белый слон · e2 белая ладья · g2 белая пешка · g1 белый король | e6 чёрная пешка · f6 чёрный король · d5 чёрная ладья · e5 чёрный слон · f5 чёрная пешка · b2 белый слон · e2 белая ладья · g2 белая пешка · g1 белый король | e6 чёрная пешка · f6 чёрный король · d5 чёрная ладья · e5 чёрный слон · f5 чёрная пешка · b2 белый слон · e2 белая ладья · g2 белая пешка · g1 белый король | e6 чёрная пешка · f6 чёрный король · d5 чёрная ладья · e5 чёрный слон · f5 чёрная пешка · b2 белый слон · e2 белая ладья · g2 белая пешка · g1 белый король | e6 чёрная пешка · f6 чёрный король · d5 чёрная ладья · e5 чёрный слон · f5 чёрная пешка · b2 белый слон · e2 белая ладья · g2 белая пешка · g1 белый король | 4 |
| 3 | e6 чёрная пешка · f6 чёрный король · d5 чёрная ладья · e5 чёрный слон · f5 чёрная пешка · b2 белый слон · e2 белая ладья · g2 белая пешка · g1 белый король | e6 чёрная пешка · f6 чёрный король · d5 чёрная ладья · e5 чёрный слон · f5 чёрная пешка · b2 белый слон · e2 белая ладья · g2 белая пешка · g1 белый король | e6 чёрная пешка · f6 чёрный король · d5 чёрная ладья · e5 чёрный слон · f5 чёрная пешка · b2 белый слон · e2 белая ладья · g2 белая пешка · g1 белый король | e6 чёрная пешка · f6 чёрный король · d5 чёрная ладья · e5 чёрный слон · f5 чёрная пешка · b2 белый слон · e2 белая ладья · g2 белая пешка · g1 белый король | e6 чёрная пешка · f6 чёрный король · d5 чёрная ладья · e5 чёрный слон · f5 чёрная пешка · b2 белый слон · e2 белая ладья · g2 белая пешка · g1 белый король | e6 чёрная пешка · f6 чёрный король · d5 чёрная ладья · e5 чёрный слон · f5 чёрная пешка · b2 белый слон · e2 белая ладья · g2 белая пешка · g1 белый король | e6 чёрная пешка · f6 чёрный король · d5 чёрная ладья · e5 чёрный слон · f5 чёрная пешка · b2 белый слон · e2 белая ладья · g2 белая пешка · g1 белый король | e6 чёрная пешка · f6 чёрный король · d5 чёрная ладья · e5 чёрный слон · f5 чёрная пешка · b2 белый слон · e2 белая ладья · g2 белая пешка · g1 белый король | 3 |
| 2 | e6 чёрная пешка · f6 чёрный король · d5 чёрная ладья · e5 чёрный слон · f5 чёрная пешка · b2 белый слон · e2 белая ладья · g2 белая пешка · g1 белый король | e6 чёрная пешка · f6 чёрный король · d5 чёрная ладья · e5 чёрный слон · f5 чёрная пешка · b2 белый слон · e2 белая ладья · g2 белая пешка · g1 белый король | e6 чёрная пешка · f6 чёрный король · d5 чёрная ладья · e5 чёрный слон · f5 чёрная пешка · b2 белый слон · e2 белая ладья · g2 белая пешка · g1 белый король | e6 чёрная пешка · f6 чёрный король · d5 чёрная ладья · e5 чёрный слон · f5 чёрная пешка · b2 белый слон · e2 белая ладья · g2 белая пешка · g1 белый король | e6 чёрная пешка · f6 чёрный король · d5 чёрная ладья · e5 чёрный слон · f5 чёрная пешка · b2 белый слон · e2 белая ладья · g2 белая пешка · g1 белый король | e6 чёрная пешка · f6 чёрный король · d5 чёрная ладья · e5 чёрный слон · f5 чёрная пешка · b2 белый слон · e2 белая ладья · g2 белая пешка · g1 белый король | e6 чёрная пешка · f6 чёрный король · d5 чёрная ладья · e5 чёрный слон · f5 чёрная пешка · b2 белый слон · e2 белая ладья · g2 белая пешка · g1 белый король | e6 чёрная пешка · f6 чёрный король · d5 чёрная ладья · e5 чёрный слон · f5 чёрная пешка · b2 белый слон · e2 белая ладья · g2 белая пешка · g1 белый король | 2 |
| 1 | e6 чёрная пешка · f6 чёрный король · d5 чёрная ладья · e5 чёрный слон · f5 чёрная пешка · b2 белый слон · e2 белая ладья · g2 белая пешка · g1 белый король | e6 чёрная пешка · f6 чёрный король · d5 чёрная ладья · e5 чёрный слон · f5 чёрная пешка · b2 белый слон · e2 белая ладья · g2 белая пешка · g1 белый король | e6 чёрная пешка · f6 чёрный король · d5 чёрная ладья · e5 чёрный слон · f5 чёрная пешка · b2 белый слон · e2 белая ладья · g2 белая пешка · g1 белый король | e6 чёрная пешка · f6 чёрный король · d5 чёрная ладья · e5 чёрный слон · f5 чёрная пешка · b2 белый слон · e2 белая ладья · g2 белая пешка · g1 белый король | e6 чёрная пешка · f6 чёрный король · d5 чёрная ладья · e5 чёрный слон · f5 чёрная пешка · b2 белый слон · e2 белая ладья · g2 белая пешка · g1 белый король | e6 чёрная пешка · f6 чёрный король · d5 чёрная ладья · e5 чёрный слон · f5 чёрная пешка · b2 белый слон · e2 белая ладья · g2 белая пешка · g1 белый король | e6 чёрная пешка · f6 чёрный король · d5 чёрная ладья · e5 чёрный слон · f5 чёрная пешка · b2 белый слон · e2 белая ладья · g2 белая пешка · g1 белый король | e6 чёрная пешка · f6 чёрный король · d5 чёрная ладья · e5 чёрный слон · f5 чёрная пешка · b2 белый слон · e2 белая ладья · g2 белая пешка · g1 белый король | 1 |
|   | a | b | c | d | e | f | g | h |   |

После 1. Л:е5! Л:е5 2. g3! чёрные в цугцванге. Выбор у них невелик — или отойти королём, оставляя ладью без защиты, или играть 2 …f4 3. gf. В любом случае белые остаются с лишней фигурой.

## Примеры из практических партий

### «Бессмертная партия цугцванга»
Позиции цугцванга либо мнимого цугцванга могут встречаться и в сложных многофигурных позициях, пример тому следующая партия.
|   | a | b | c | d | e | f | g | h |   |
| - | --- | --- | --- | --- | --- | --- | --- | --- | - |
| 8 | g8 чёрный король · d7 чёрный ферзь · g7 чёрная пешка · a6 чёрная пешка · d6 чёрный слон · e6 чёрная пешка · h6 чёрная пешка · d5 чёрная пешка · f5 чёрная ладья · b4 чёрная пешка · d4 белая пешка · e4 чёрная пешка · d3 чёрный слон · e3 белый ферзь · g3 белая пешка · h3 белая пешка · a2 белая пешка · b2 белая пешка · d2 белый слон · f2 чёрная ладья · g2 белый слон · b1 белый конь · e1 белая ладья · g1 белая ладья · h1 белый король | g8 чёрный король · d7 чёрный ферзь · g7 чёрная пешка · a6 чёрная пешка · d6 чёрный слон · e6 чёрная пешка · h6 чёрная пешка · d5 чёрная пешка · f5 чёрная ладья · b4 чёрная пешка · d4 белая пешка · e4 чёрная пешка · d3 чёрный слон · e3 белый ферзь · g3 белая пешка · h3 белая пешка · a2 белая пешка · b2 белая пешка · d2 белый слон · f2 чёрная ладья · g2 белый слон · b1 белый конь · e1 белая ладья · g1 белая ладья · h1 белый король | g8 чёрный король · d7 чёрный ферзь · g7 чёрная пешка · a6 чёрная пешка · d6 чёрный слон · e6 чёрная пешка · h6 чёрная пешка · d5 чёрная пешка · f5 чёрная ладья · b4 чёрная пешка · d4 белая пешка · e4 чёрная пешка · d3 чёрный слон · e3 белый ферзь · g3 белая пешка · h3 белая пешка · a2 белая пешка · b2 белая пешка · d2 белый слон · f2 чёрная ладья · g2 белый слон · b1 белый конь · e1 белая ладья · g1 белая ладья · h1 белый король | g8 чёрный король · d7 чёрный ферзь · g7 чёрная пешка · a6 чёрная пешка · d6 чёрный слон · e6 чёрная пешка · h6 чёрная пешка · d5 чёрная пешка · f5 чёрная ладья · b4 чёрная пешка · d4 белая пешка · e4 чёрная пешка · d3 чёрный слон · e3 белый ферзь · g3 белая пешка · h3 белая пешка · a2 белая пешка · b2 белая пешка · d2 белый слон · f2 чёрная ладья · g2 белый слон · b1 белый конь · e1 белая ладья · g1 белая ладья · h1 белый король | g8 чёрный король · d7 чёрный ферзь · g7 чёрная пешка · a6 чёрная пешка · d6 чёрный слон · e6 чёрная пешка · h6 чёрная пешка · d5 чёрная пешка · f5 чёрная ладья · b4 чёрная пешка · d4 белая пешка · e4 чёрная пешка · d3 чёрный слон · e3 белый ферзь · g3 белая пешка · h3 белая пешка · a2 белая пешка · b2 белая пешка · d2 белый слон · f2 чёрная ладья · g2 белый слон · b1 белый конь · e1 белая ладья · g1 белая ладья · h1 белый король | g8 чёрный король · d7 чёрный ферзь · g7 чёрная пешка · a6 чёрная пешка · d6 чёрный слон · e6 чёрная пешка · h6 чёрная пешка · d5 чёрная пешка · f5 чёрная ладья · b4 чёрная пешка · d4 белая пешка · e4 чёрная пешка · d3 чёрный слон · e3 белый ферзь · g3 белая пешка · h3 белая пешка · a2 белая пешка · b2 белая пешка · d2 белый слон · f2 чёрная ладья · g2 белый слон · b1 белый конь · e1 белая ладья · g1 белая ладья · h1 белый король | g8 чёрный король · d7 чёрный ферзь · g7 чёрная пешка · a6 чёрная пешка · d6 чёрный слон · e6 чёрная пешка · h6 чёрная пешка · d5 чёрная пешка · f5 чёрная ладья · b4 чёрная пешка · d4 белая пешка · e4 чёрная пешка · d3 чёрный слон · e3 белый ферзь · g3 белая пешка · h3 белая пешка · a2 белая пешка · b2 белая пешка · d2 белый слон · f2 чёрная ладья · g2 белый слон · b1 белый конь · e1 белая ладья · g1 белая ладья · h1 белый король | g8 чёрный король · d7 чёрный ферзь · g7 чёрная пешка · a6 чёрная пешка · d6 чёрный слон · e6 чёрная пешка · h6 чёрная пешка · d5 чёрная пешка · f5 чёрная ладья · b4 чёрная пешка · d4 белая пешка · e4 чёрная пешка · d3 чёрный слон · e3 белый ферзь · g3 белая пешка · h3 белая пешка · a2 белая пешка · b2 белая пешка · d2 белый слон · f2 чёрная ладья · g2 белый слон · b1 белый конь · e1 белая ладья · g1 белая ладья · h1 белый король | 8 |
| 7 | g8 чёрный король · d7 чёрный ферзь · g7 чёрная пешка · a6 чёрная пешка · d6 чёрный слон · e6 чёрная пешка · h6 чёрная пешка · d5 чёрная пешка · f5 чёрная ладья · b4 чёрная пешка · d4 белая пешка · e4 чёрная пешка · d3 чёрный слон · e3 белый ферзь · g3 белая пешка · h3 белая пешка · a2 белая пешка · b2 белая пешка · d2 белый слон · f2 чёрная ладья · g2 белый слон · b1 белый конь · e1 белая ладья · g1 белая ладья · h1 белый король | g8 чёрный король · d7 чёрный ферзь · g7 чёрная пешка · a6 чёрная пешка · d6 чёрный слон · e6 чёрная пешка · h6 чёрная пешка · d5 чёрная пешка · f5 чёрная ладья · b4 чёрная пешка · d4 белая пешка · e4 чёрная пешка · d3 чёрный слон · e3 белый ферзь · g3 белая пешка · h3 белая пешка · a2 белая пешка · b2 белая пешка · d2 белый слон · f2 чёрная ладья · g2 белый слон · b1 белый конь · e1 белая ладья · g1 белая ладья · h1 белый король | g8 чёрный король · d7 чёрный ферзь · g7 чёрная пешка · a6 чёрная пешка · d6 чёрный слон · e6 чёрная пешка · h6 чёрная пешка · d5 чёрная пешка · f5 чёрная ладья · b4 чёрная пешка · d4 белая пешка · e4 чёрная пешка · d3 чёрный слон · e3 белый ферзь · g3 белая пешка · h3 белая пешка · a2 белая пешка · b2 белая пешка · d2 белый слон · f2 чёрная ладья · g2 белый слон · b1 белый конь · e1 белая ладья · g1 белая ладья · h1 белый король | g8 чёрный король · d7 чёрный ферзь · g7 чёрная пешка · a6 чёрная пешка · d6 чёрный слон · e6 чёрная пешка · h6 чёрная пешка · d5 чёрная пешка · f5 чёрная ладья · b4 чёрная пешка · d4 белая пешка · e4 чёрная пешка · d3 чёрный слон · e3 белый ферзь · g3 белая пешка · h3 белая пешка · a2 белая пешка · b2 белая пешка · d2 белый слон · f2 чёрная ладья · g2 белый слон · b1 белый конь · e1 белая ладья · g1 белая ладья · h1 белый король | g8 чёрный король · d7 чёрный ферзь · g7 чёрная пешка · a6 чёрная пешка · d6 чёрный слон · e6 чёрная пешка · h6 чёрная пешка · d5 чёрная пешка · f5 чёрная ладья · b4 чёрная пешка · d4 белая пешка · e4 чёрная пешка · d3 чёрный слон · e3 белый ферзь · g3 белая пешка · h3 белая пешка · a2 белая пешка · b2 белая пешка · d2 белый слон · f2 чёрная ладья · g2 белый слон · b1 белый конь · e1 белая ладья · g1 белая ладья · h1 белый король | g8 чёрный король · d7 чёрный ферзь · g7 чёрная пешка · a6 чёрная пешка · d6 чёрный слон · e6 чёрная пешка · h6 чёрная пешка · d5 чёрная пешка · f5 чёрная ладья · b4 чёрная пешка · d4 белая пешка · e4 чёрная пешка · d3 чёрный слон · e3 белый ферзь · g3 белая пешка · h3 белая пешка · a2 белая пешка · b2 белая пешка · d2 белый слон · f2 чёрная ладья · g2 белый слон · b1 белый конь · e1 белая ладья · g1 белая ладья · h1 белый король | g8 чёрный король · d7 чёрный ферзь · g7 чёрная пешка · a6 чёрная пешка · d6 чёрный слон · e6 чёрная пешка · h6 чёрная пешка · d5 чёрная пешка · f5 чёрная ладья · b4 чёрная пешка · d4 белая пешка · e4 чёрная пешка · d3 чёрный слон · e3 белый ферзь · g3 белая пешка · h3 белая пешка · a2 белая пешка · b2 белая пешка · d2 белый слон · f2 чёрная ладья · g2 белый слон · b1 белый конь · e1 белая ладья · g1 белая ладья · h1 белый король | g8 чёрный король · d7 чёрный ферзь · g7 чёрная пешка · a6 чёрная пешка · d6 чёрный слон · e6 чёрная пешка · h6 чёрная пешка · d5 чёрная пешка · f5 чёрная ладья · b4 чёрная пешка · d4 белая пешка · e4 чёрная пешка · d3 чёрный слон · e3 белый ферзь · g3 белая пешка · h3 белая пешка · a2 белая пешка · b2 белая пешка · d2 белый слон · f2 чёрная ладья · g2 белый слон · b1 белый конь · e1 белая ладья · g1 белая ладья · h1 белый король | 7 |
| 6 | g8 чёрный король · d7 чёрный ферзь · g7 чёрная пешка · a6 чёрная пешка · d6 чёрный слон · e6 чёрная пешка · h6 чёрная пешка · d5 чёрная пешка · f5 чёрная ладья · b4 чёрная пешка · d4 белая пешка · e4 чёрная пешка · d3 чёрный слон · e3 белый ферзь · g3 белая пешка · h3 белая пешка · a2 белая пешка · b2 белая пешка · d2 белый слон · f2 чёрная ладья · g2 белый слон · b1 белый конь · e1 белая ладья · g1 белая ладья · h1 белый король | g8 чёрный король · d7 чёрный ферзь · g7 чёрная пешка · a6 чёрная пешка · d6 чёрный слон · e6 чёрная пешка · h6 чёрная пешка · d5 чёрная пешка · f5 чёрная ладья · b4 чёрная пешка · d4 белая пешка · e4 чёрная пешка · d3 чёрный слон · e3 белый ферзь · g3 белая пешка · h3 белая пешка · a2 белая пешка · b2 белая пешка · d2 белый слон · f2 чёрная ладья · g2 белый слон · b1 белый конь · e1 белая ладья · g1 белая ладья · h1 белый король | g8 чёрный король · d7 чёрный ферзь · g7 чёрная пешка · a6 чёрная пешка · d6 чёрный слон · e6 чёрная пешка · h6 чёрная пешка · d5 чёрная пешка · f5 чёрная ладья · b4 чёрная пешка · d4 белая пешка · e4 чёрная пешка · d3 чёрный слон · e3 белый ферзь · g3 белая пешка · h3 белая пешка · a2 белая пешка · b2 белая пешка · d2 белый слон · f2 чёрная ладья · g2 белый слон · b1 белый конь · e1 белая ладья · g1 белая ладья · h1 белый король | g8 чёрный король · d7 чёрный ферзь · g7 чёрная пешка · a6 чёрная пешка · d6 чёрный слон · e6 чёрная пешка · h6 чёрная пешка · d5 чёрная пешка · f5 чёрная ладья · b4 чёрная пешка · d4 белая пешка · e4 чёрная пешка · d3 чёрный слон · e3 белый ферзь · g3 белая пешка · h3 белая пешка · a2 белая пешка · b2 белая пешка · d2 белый слон · f2 чёрная ладья · g2 белый слон · b1 белый конь · e1 белая ладья · g1 белая ладья · h1 белый король | g8 чёрный король · d7 чёрный ферзь · g7 чёрная пешка · a6 чёрная пешка · d6 чёрный слон · e6 чёрная пешка · h6 чёрная пешка · d5 чёрная пешка · f5 чёрная ладья · b4 чёрная пешка · d4 белая пешка · e4 чёрная пешка · d3 чёрный слон · e3 белый ферзь · g3 белая пешка · h3 белая пешка · a2 белая пешка · b2 белая пешка · d2 белый слон · f2 чёрная ладья · g2 белый слон · b1 белый конь · e1 белая ладья · g1 белая ладья · h1 белый король | g8 чёрный король · d7 чёрный ферзь · g7 чёрная пешка · a6 чёрная пешка · d6 чёрный слон · e6 чёрная пешка · h6 чёрная пешка · d5 чёрная пешка · f5 чёрная ладья · b4 чёрная пешка · d4 белая пешка · e4 чёрная пешка · d3 чёрный слон · e3 белый ферзь · g3 белая пешка · h3 белая пешка · a2 белая пешка · b2 белая пешка · d2 белый слон · f2 чёрная ладья · g2 белый слон · b1 белый конь · e1 белая ладья · g1 белая ладья · h1 белый король | g8 чёрный король · d7 чёрный ферзь · g7 чёрная пешка · a6 чёрная пешка · d6 чёрный слон · e6 чёрная пешка · h6 чёрная пешка · d5 чёрная пешка · f5 чёрная ладья · b4 чёрная пешка · d4 белая пешка · e4 чёрная пешка · d3 чёрный слон · e3 белый ферзь · g3 белая пешка · h3 белая пешка · a2 белая пешка · b2 белая пешка · d2 белый слон · f2 чёрная ладья · g2 белый слон · b1 белый конь · e1 белая ладья · g1 белая ладья · h1 белый король | g8 чёрный король · d7 чёрный ферзь · g7 чёрная пешка · a6 чёрная пешка · d6 чёрный слон · e6 чёрная пешка · h6 чёрная пешка · d5 чёрная пешка · f5 чёрная ладья · b4 чёрная пешка · d4 белая пешка · e4 чёрная пешка · d3 чёрный слон · e3 белый ферзь · g3 белая пешка · h3 белая пешка · a2 белая пешка · b2 белая пешка · d2 белый слон · f2 чёрная ладья · g2 белый слон · b1 белый конь · e1 белая ладья · g1 белая ладья · h1 белый король | 6 |
| 5 | g8 чёрный король · d7 чёрный ферзь · g7 чёрная пешка · a6 чёрная пешка · d6 чёрный слон · e6 чёрная пешка · h6 чёрная пешка · d5 чёрная пешка · f5 чёрная ладья · b4 чёрная пешка · d4 белая пешка · e4 чёрная пешка · d3 чёрный слон · e3 белый ферзь · g3 белая пешка · h3 белая пешка · a2 белая пешка · b2 белая пешка · d2 белый слон · f2 чёрная ладья · g2 белый слон · b1 белый конь · e1 белая ладья · g1 белая ладья · h1 белый король | g8 чёрный король · d7 чёрный ферзь · g7 чёрная пешка · a6 чёрная пешка · d6 чёрный слон · e6 чёрная пешка · h6 чёрная пешка · d5 чёрная пешка · f5 чёрная ладья · b4 чёрная пешка · d4 белая пешка · e4 чёрная пешка · d3 чёрный слон · e3 белый ферзь · g3 белая пешка · h3 белая пешка · a2 белая пешка · b2 белая пешка · d2 белый слон · f2 чёрная ладья · g2 белый слон · b1 белый конь · e1 белая ладья · g1 белая ладья · h1 белый король | g8 чёрный король · d7 чёрный ферзь · g7 чёрная пешка · a6 чёрная пешка · d6 чёрный слон · e6 чёрная пешка · h6 чёрная пешка · d5 чёрная пешка · f5 чёрная ладья · b4 чёрная пешка · d4 белая пешка · e4 чёрная пешка · d3 чёрный слон · e3 белый ферзь · g3 белая пешка · h3 белая пешка · a2 белая пешка · b2 белая пешка · d2 белый слон · f2 чёрная ладья · g2 белый слон · b1 белый конь · e1 белая ладья · g1 белая ладья · h1 белый король | g8 чёрный король · d7 чёрный ферзь · g7 чёрная пешка · a6 чёрная пешка · d6 чёрный слон · e6 чёрная пешка · h6 чёрная пешка · d5 чёрная пешка · f5 чёрная ладья · b4 чёрная пешка · d4 белая пешка · e4 чёрная пешка · d3 чёрный слон · e3 белый ферзь · g3 белая пешка · h3 белая пешка · a2 белая пешка · b2 белая пешка · d2 белый слон · f2 чёрная ладья · g2 белый слон · b1 белый конь · e1 белая ладья · g1 белая ладья · h1 белый король | g8 чёрный король · d7 чёрный ферзь · g7 чёрная пешка · a6 чёрная пешка · d6 чёрный слон · e6 чёрная пешка · h6 чёрная пешка · d5 чёрная пешка · f5 чёрная ладья · b4 чёрная пешка · d4 белая пешка · e4 чёрная пешка · d3 чёрный слон · e3 белый ферзь · g3 белая пешка · h3 белая пешка · a2 белая пешка · b2 белая пешка · d2 белый слон · f2 чёрная ладья · g2 белый слон · b1 белый конь · e1 белая ладья · g1 белая ладья · h1 белый король | g8 чёрный король · d7 чёрный ферзь · g7 чёрная пешка · a6 чёрная пешка · d6 чёрный слон · e6 чёрная пешка · h6 чёрная пешка · d5 чёрная пешка · f5 чёрная ладья · b4 чёрная пешка · d4 белая пешка · e4 чёрная пешка · d3 чёрный слон · e3 белый ферзь · g3 белая пешка · h3 белая пешка · a2 белая пешка · b2 белая пешка · d2 белый слон · f2 чёрная ладья · g2 белый слон · b1 белый конь · e1 белая ладья · g1 белая ладья · h1 белый король | g8 чёрный король · d7 чёрный ферзь · g7 чёрная пешка · a6 чёрная пешка · d6 чёрный слон · e6 чёрная пешка · h6 чёрная пешка · d5 чёрная пешка · f5 чёрная ладья · b4 чёрная пешка · d4 белая пешка · e4 чёрная пешка · d3 чёрный слон · e3 белый ферзь · g3 белая пешка · h3 белая пешка · a2 белая пешка · b2 белая пешка · d2 белый слон · f2 чёрная ладья · g2 белый слон · b1 белый конь · e1 белая ладья · g1 белая ладья · h1 белый король | g8 чёрный король · d7 чёрный ферзь · g7 чёрная пешка · a6 чёрная пешка · d6 чёрный слон · e6 чёрная пешка · h6 чёрная пешка · d5 чёрная пешка · f5 чёрная ладья · b4 чёрная пешка · d4 белая пешка · e4 чёрная пешка · d3 чёрный слон · e3 белый ферзь · g3 белая пешка · h3 белая пешка · a2 белая пешка · b2 белая пешка · d2 белый слон · f2 чёрная ладья · g2 белый слон · b1 белый конь · e1 белая ладья · g1 белая ладья · h1 белый король | 5 |
| 4 | g8 чёрный король · d7 чёрный ферзь · g7 чёрная пешка · a6 чёрная пешка · d6 чёрный слон · e6 чёрная пешка · h6 чёрная пешка · d5 чёрная пешка · f5 чёрная ладья · b4 чёрная пешка · d4 белая пешка · e4 чёрная пешка · d3 чёрный слон · e3 белый ферзь · g3 белая пешка · h3 белая пешка · a2 белая пешка · b2 белая пешка · d2 белый слон · f2 чёрная ладья · g2 белый слон · b1 белый конь · e1 белая ладья · g1 белая ладья · h1 белый король | g8 чёрный король · d7 чёрный ферзь · g7 чёрная пешка · a6 чёрная пешка · d6 чёрный слон · e6 чёрная пешка · h6 чёрная пешка · d5 чёрная пешка · f5 чёрная ладья · b4 чёрная пешка · d4 белая пешка · e4 чёрная пешка · d3 чёрный слон · e3 белый ферзь · g3 белая пешка · h3 белая пешка · a2 белая пешка · b2 белая пешка · d2 белый слон · f2 чёрная ладья · g2 белый слон · b1 белый конь · e1 белая ладья · g1 белая ладья · h1 белый король | g8 чёрный король · d7 чёрный ферзь · g7 чёрная пешка · a6 чёрная пешка · d6 чёрный слон · e6 чёрная пешка · h6 чёрная пешка · d5 чёрная пешка · f5 чёрная ладья · b4 чёрная пешка · d4 белая пешка · e4 чёрная пешка · d3 чёрный слон · e3 белый ферзь · g3 белая пешка · h3 белая пешка · a2 белая пешка · b2 белая пешка · d2 белый слон · f2 чёрная ладья · g2 белый слон · b1 белый конь · e1 белая ладья · g1 белая ладья · h1 белый король | g8 чёрный король · d7 чёрный ферзь · g7 чёрная пешка · a6 чёрная пешка · d6 чёрный слон · e6 чёрная пешка · h6 чёрная пешка · d5 чёрная пешка · f5 чёрная ладья · b4 чёрная пешка · d4 белая пешка · e4 чёрная пешка · d3 чёрный слон · e3 белый ферзь · g3 белая пешка · h3 белая пешка · a2 белая пешка · b2 белая пешка · d2 белый слон · f2 чёрная ладья · g2 белый слон · b1 белый конь · e1 белая ладья · g1 белая ладья · h1 белый король | g8 чёрный король · d7 чёрный ферзь · g7 чёрная пешка · a6 чёрная пешка · d6 чёрный слон · e6 чёрная пешка · h6 чёрная пешка · d5 чёрная пешка · f5 чёрная ладья · b4 чёрная пешка · d4 белая пешка · e4 чёрная пешка · d3 чёрный слон · e3 белый ферзь · g3 белая пешка · h3 белая пешка · a2 белая пешка · b2 белая пешка · d2 белый слон · f2 чёрная ладья · g2 белый слон · b1 белый конь · e1 белая ладья · g1 белая ладья · h1 белый король | g8 чёрный король · d7 чёрный ферзь · g7 чёрная пешка · a6 чёрная пешка · d6 чёрный слон · e6 чёрная пешка · h6 чёрная пешка · d5 чёрная пешка · f5 чёрная ладья · b4 чёрная пешка · d4 белая пешка · e4 чёрная пешка · d3 чёрный слон · e3 белый ферзь · g3 белая пешка · h3 белая пешка · a2 белая пешка · b2 белая пешка · d2 белый слон · f2 чёрная ладья · g2 белый слон · b1 белый конь · e1 белая ладья · g1 белая ладья · h1 белый король | g8 чёрный король · d7 чёрный ферзь · g7 чёрная пешка · a6 чёрная пешка · d6 чёрный слон · e6 чёрная пешка · h6 чёрная пешка · d5 чёрная пешка · f5 чёрная ладья · b4 чёрная пешка · d4 белая пешка · e4 чёрная пешка · d3 чёрный слон · e3 белый ферзь · g3 белая пешка · h3 белая пешка · a2 белая пешка · b2 белая пешка · d2 белый слон · f2 чёрная ладья · g2 белый слон · b1 белый конь · e1 белая ладья · g1 белая ладья · h1 белый король | g8 чёрный король · d7 чёрный ферзь · g7 чёрная пешка · a6 чёрная пешка · d6 чёрный слон · e6 чёрная пешка · h6 чёрная пешка · d5 чёрная пешка · f5 чёрная ладья · b4 чёрная пешка · d4 белая пешка · e4 чёрная пешка · d3 чёрный слон · e3 белый ферзь · g3 белая пешка · h3 белая пешка · a2 белая пешка · b2 белая пешка · d2 белый слон · f2 чёрная ладья · g2 белый слон · b1 белый конь · e1 белая ладья · g1 белая ладья · h1 белый король | 4 |
| 3 | g8 чёрный король · d7 чёрный ферзь · g7 чёрная пешка · a6 чёрная пешка · d6 чёрный слон · e6 чёрная пешка · h6 чёрная пешка · d5 чёрная пешка · f5 чёрная ладья · b4 чёрная пешка · d4 белая пешка · e4 чёрная пешка · d3 чёрный слон · e3 белый ферзь · g3 белая пешка · h3 белая пешка · a2 белая пешка · b2 белая пешка · d2 белый слон · f2 чёрная ладья · g2 белый слон · b1 белый конь · e1 белая ладья · g1 белая ладья · h1 белый король | g8 чёрный король · d7 чёрный ферзь · g7 чёрная пешка · a6 чёрная пешка · d6 чёрный слон · e6 чёрная пешка · h6 чёрная пешка · d5 чёрная пешка · f5 чёрная ладья · b4 чёрная пешка · d4 белая пешка · e4 чёрная пешка · d3 чёрный слон · e3 белый ферзь · g3 белая пешка · h3 белая пешка · a2 белая пешка · b2 белая пешка · d2 белый слон · f2 чёрная ладья · g2 белый слон · b1 белый конь · e1 белая ладья · g1 белая ладья · h1 белый король | g8 чёрный король · d7 чёрный ферзь · g7 чёрная пешка · a6 чёрная пешка · d6 чёрный слон · e6 чёрная пешка · h6 чёрная пешка · d5 чёрная пешка · f5 чёрная ладья · b4 чёрная пешка · d4 белая пешка · e4 чёрная пешка · d3 чёрный слон · e3 белый ферзь · g3 белая пешка · h3 белая пешка · a2 белая пешка · b2 белая пешка · d2 белый слон · f2 чёрная ладья · g2 белый слон · b1 белый конь · e1 белая ладья · g1 белая ладья · h1 белый король | g8 чёрный король · d7 чёрный ферзь · g7 чёрная пешка · a6 чёрная пешка · d6 чёрный слон · e6 чёрная пешка · h6 чёрная пешка · d5 чёрная пешка · f5 чёрная ладья · b4 чёрная пешка · d4 белая пешка · e4 чёрная пешка · d3 чёрный слон · e3 белый ферзь · g3 белая пешка · h3 белая пешка · a2 белая пешка · b2 белая пешка · d2 белый слон · f2 чёрная ладья · g2 белый слон · b1 белый конь · e1 белая ладья · g1 белая ладья · h1 белый король | g8 чёрный король · d7 чёрный ферзь · g7 чёрная пешка · a6 чёрная пешка · d6 чёрный слон · e6 чёрная пешка · h6 чёрная пешка · d5 чёрная пешка · f5 чёрная ладья · b4 чёрная пешка · d4 белая пешка · e4 чёрная пешка · d3 чёрный слон · e3 белый ферзь · g3 белая пешка · h3 белая пешка · a2 белая пешка · b2 белая пешка · d2 белый слон · f2 чёрная ладья · g2 белый слон · b1 белый конь · e1 белая ладья · g1 белая ладья · h1 белый король | g8 чёрный король · d7 чёрный ферзь · g7 чёрная пешка · a6 чёрная пешка · d6 чёрный слон · e6 чёрная пешка · h6 чёрная пешка · d5 чёрная пешка · f5 чёрная ладья · b4 чёрная пешка · d4 белая пешка · e4 чёрная пешка · d3 чёрный слон · e3 белый ферзь · g3 белая пешка · h3 белая пешка · a2 белая пешка · b2 белая пешка · d2 белый слон · f2 чёрная ладья · g2 белый слон · b1 белый конь · e1 белая ладья · g1 белая ладья · h1 белый король | g8 чёрный король · d7 чёрный ферзь · g7 чёрная пешка · a6 чёрная пешка · d6 чёрный слон · e6 чёрная пешка · h6 чёрная пешка · d5 чёрная пешка · f5 чёрная ладья · b4 чёрная пешка · d4 белая пешка · e4 чёрная пешка · d3 чёрный слон · e3 белый ферзь · g3 белая пешка · h3 белая пешка · a2 белая пешка · b2 белая пешка · d2 белый слон · f2 чёрная ладья · g2 белый слон · b1 белый конь · e1 белая ладья · g1 белая ладья · h1 белый король | g8 чёрный король · d7 чёрный ферзь · g7 чёрная пешка · a6 чёрная пешка · d6 чёрный слон · e6 чёрная пешка · h6 чёрная пешка · d5 чёрная пешка · f5 чёрная ладья · b4 чёрная пешка · d4 белая пешка · e4 чёрная пешка · d3 чёрный слон · e3 белый ферзь · g3 белая пешка · h3 белая пешка · a2 белая пешка · b2 белая пешка · d2 белый слон · f2 чёрная ладья · g2 белый слон · b1 белый конь · e1 белая ладья · g1 белая ладья · h1 белый король | 3 |
| 2 | g8 чёрный король · d7 чёрный ферзь · g7 чёрная пешка · a6 чёрная пешка · d6 чёрный слон · e6 чёрная пешка · h6 чёрная пешка · d5 чёрная пешка · f5 чёрная ладья · b4 чёрная пешка · d4 белая пешка · e4 чёрная пешка · d3 чёрный слон · e3 белый ферзь · g3 белая пешка · h3 белая пешка · a2 белая пешка · b2 белая пешка · d2 белый слон · f2 чёрная ладья · g2 белый слон · b1 белый конь · e1 белая ладья · g1 белая ладья · h1 белый король | g8 чёрный король · d7 чёрный ферзь · g7 чёрная пешка · a6 чёрная пешка · d6 чёрный слон · e6 чёрная пешка · h6 чёрная пешка · d5 чёрная пешка · f5 чёрная ладья · b4 чёрная пешка · d4 белая пешка · e4 чёрная пешка · d3 чёрный слон · e3 белый ферзь · g3 белая пешка · h3 белая пешка · a2 белая пешка · b2 белая пешка · d2 белый слон · f2 чёрная ладья · g2 белый слон · b1 белый конь · e1 белая ладья · g1 белая ладья · h1 белый король | g8 чёрный король · d7 чёрный ферзь · g7 чёрная пешка · a6 чёрная пешка · d6 чёрный слон · e6 чёрная пешка · h6 чёрная пешка · d5 чёрная пешка · f5 чёрная ладья · b4 чёрная пешка · d4 белая пешка · e4 чёрная пешка · d3 чёрный слон · e3 белый ферзь · g3 белая пешка · h3 белая пешка · a2 белая пешка · b2 белая пешка · d2 белый слон · f2 чёрная ладья · g2 белый слон · b1 белый конь · e1 белая ладья · g1 белая ладья · h1 белый король | g8 чёрный король · d7 чёрный ферзь · g7 чёрная пешка · a6 чёрная пешка · d6 чёрный слон · e6 чёрная пешка · h6 чёрная пешка · d5 чёрная пешка · f5 чёрная ладья · b4 чёрная пешка · d4 белая пешка · e4 чёрная пешка · d3 чёрный слон · e3 белый ферзь · g3 белая пешка · h3 белая пешка · a2 белая пешка · b2 белая пешка · d2 белый слон · f2 чёрная ладья · g2 белый слон · b1 белый конь · e1 белая ладья · g1 белая ладья · h1 белый король | g8 чёрный король · d7 чёрный ферзь · g7 чёрная пешка · a6 чёрная пешка · d6 чёрный слон · e6 чёрная пешка · h6 чёрная пешка · d5 чёрная пешка · f5 чёрная ладья · b4 чёрная пешка · d4 белая пешка · e4 чёрная пешка · d3 чёрный слон · e3 белый ферзь · g3 белая пешка · h3 белая пешка · a2 белая пешка · b2 белая пешка · d2 белый слон · f2 чёрная ладья · g2 белый слон · b1 белый конь · e1 белая ладья · g1 белая ладья · h1 белый король | g8 чёрный король · d7 чёрный ферзь · g7 чёрная пешка · a6 чёрная пешка · d6 чёрный слон · e6 чёрная пешка · h6 чёрная пешка · d5 чёрная пешка · f5 чёрная ладья · b4 чёрная пешка · d4 белая пешка · e4 чёрная пешка · d3 чёрный слон · e3 белый ферзь · g3 белая пешка · h3 белая пешка · a2 белая пешка · b2 белая пешка · d2 белый слон · f2 чёрная ладья · g2 белый слон · b1 белый конь · e1 белая ладья · g1 белая ладья · h1 белый король | g8 чёрный король · d7 чёрный ферзь · g7 чёрная пешка · a6 чёрная пешка · d6 чёрный слон · e6 чёрная пешка · h6 чёрная пешка · d5 чёрная пешка · f5 чёрная ладья · b4 чёрная пешка · d4 белая пешка · e4 чёрная пешка · d3 чёрный слон · e3 белый ферзь · g3 белая пешка · h3 белая пешка · a2 белая пешка · b2 белая пешка · d2 белый слон · f2 чёрная ладья · g2 белый слон · b1 белый конь · e1 белая ладья · g1 белая ладья · h1 белый король | g8 чёрный король · d7 чёрный ферзь · g7 чёрная пешка · a6 чёрная пешка · d6 чёрный слон · e6 чёрная пешка · h6 чёрная пешка · d5 чёрная пешка · f5 чёрная ладья · b4 чёрная пешка · d4 белая пешка · e4 чёрная пешка · d3 чёрный слон · e3 белый ферзь · g3 белая пешка · h3 белая пешка · a2 белая пешка · b2 белая пешка · d2 белый слон · f2 чёрная ладья · g2 белый слон · b1 белый конь · e1 белая ладья · g1 белая ладья · h1 белый король | 2 |
| 1 | g8 чёрный король · d7 чёрный ферзь · g7 чёрная пешка · a6 чёрная пешка · d6 чёрный слон · e6 чёрная пешка · h6 чёрная пешка · d5 чёрная пешка · f5 чёрная ладья · b4 чёрная пешка · d4 белая пешка · e4 чёрная пешка · d3 чёрный слон · e3 белый ферзь · g3 белая пешка · h3 белая пешка · a2 белая пешка · b2 белая пешка · d2 белый слон · f2 чёрная ладья · g2 белый слон · b1 белый конь · e1 белая ладья · g1 белая ладья · h1 белый король | g8 чёрный король · d7 чёрный ферзь · g7 чёрная пешка · a6 чёрная пешка · d6 чёрный слон · e6 чёрная пешка · h6 чёрная пешка · d5 чёрная пешка · f5 чёрная ладья · b4 чёрная пешка · d4 белая пешка · e4 чёрная пешка · d3 чёрный слон · e3 белый ферзь · g3 белая пешка · h3 белая пешка · a2 белая пешка · b2 белая пешка · d2 белый слон · f2 чёрная ладья · g2 белый слон · b1 белый конь · e1 белая ладья · g1 белая ладья · h1 белый король | g8 чёрный король · d7 чёрный ферзь · g7 чёрная пешка · a6 чёрная пешка · d6 чёрный слон · e6 чёрная пешка · h6 чёрная пешка · d5 чёрная пешка · f5 чёрная ладья · b4 чёрная пешка · d4 белая пешка · e4 чёрная пешка · d3 чёрный слон · e3 белый ферзь · g3 белая пешка · h3 белая пешка · a2 белая пешка · b2 белая пешка · d2 белый слон · f2 чёрная ладья · g2 белый слон · b1 белый конь · e1 белая ладья · g1 белая ладья · h1 белый король | g8 чёрный король · d7 чёрный ферзь · g7 чёрная пешка · a6 чёрная пешка · d6 чёрный слон · e6 чёрная пешка · h6 чёрная пешка · d5 чёрная пешка · f5 чёрная ладья · b4 чёрная пешка · d4 белая пешка · e4 чёрная пешка · d3 чёрный слон · e3 белый ферзь · g3 белая пешка · h3 белая пешка · a2 белая пешка · b2 белая пешка · d2 белый слон · f2 чёрная ладья · g2 белый слон · b1 белый конь · e1 белая ладья · g1 белая ладья · h1 белый король | g8 чёрный король · d7 чёрный ферзь · g7 чёрная пешка · a6 чёрная пешка · d6 чёрный слон · e6 чёрная пешка · h6 чёрная пешка · d5 чёрная пешка · f5 чёрная ладья · b4 чёрная пешка · d4 белая пешка · e4 чёрная пешка · d3 чёрный слон · e3 белый ферзь · g3 белая пешка · h3 белая пешка · a2 белая пешка · b2 белая пешка · d2 белый слон · f2 чёрная ладья · g2 белый слон · b1 белый конь · e1 белая ладья · g1 белая ладья · h1 белый король | g8 чёрный король · d7 чёрный ферзь · g7 чёрная пешка · a6 чёрная пешка · d6 чёрный слон · e6 чёрная пешка · h6 чёрная пешка · d5 чёрная пешка · f5 чёрная ладья · b4 чёрная пешка · d4 белая пешка · e4 чёрная пешка · d3 чёрный слон · e3 белый ферзь · g3 белая пешка · h3 белая пешка · a2 белая пешка · b2 белая пешка · d2 белый слон · f2 чёрная ладья · g2 белый слон · b1 белый конь · e1 белая ладья · g1 белая ладья · h1 белый король | g8 чёрный король · d7 чёрный ферзь · g7 чёрная пешка · a6 чёрная пешка · d6 чёрный слон · e6 чёрная пешка · h6 чёрная пешка · d5 чёрная пешка · f5 чёрная ладья · b4 чёрная пешка · d4 белая пешка · e4 чёрная пешка · d3 чёрный слон · e3 белый ферзь · g3 белая пешка · h3 белая пешка · a2 белая пешка · b2 белая пешка · d2 белый слон · f2 чёрная ладья · g2 белый слон · b1 белый конь · e1 белая ладья · g1 белая ладья · h1 белый король | g8 чёрный король · d7 чёрный ферзь · g7 чёрная пешка · a6 чёрная пешка · d6 чёрный слон · e6 чёрная пешка · h6 чёрная пешка · d5 чёрная пешка · f5 чёрная ладья · b4 чёрная пешка · d4 белая пешка · e4 чёрная пешка · d3 чёрный слон · e3 белый ферзь · g3 белая пешка · h3 белая пешка · a2 белая пешка · b2 белая пешка · d2 белый слон · f2 чёрная ладья · g2 белый слон · b1 белый конь · e1 белая ладья · g1 белая ладья · h1 белый король | 1 |
|   | a | b | c | d | e | f | g | h |   |

1. d4 Kf6 2. c4 e6 3. Kf3 b6 4. g3 Cb7 5. Cg2 Ce7 6. Kc3 O-O 7. O-O d5 8. Ke5 c6 9. cd cd 10. Cf4 a6 11. Лc1 b5 12. Фb3 Kc6 13. K:c6 C:c6 14. h3 Фd7 15. Kph2 Kh5 16. Cd2 f5 17. Фd1 b4 18. Kb1 Cb5 19. Лg1 Cd6 20. e4 fe! 21. Ф:h5 Л:f2 22. Фg5 Лaf8 23. Kph1 Л8f5 24. Фe3 Cd3 25. Лce1 h6. Теперь белым совершенно нечем ходить, 0 : 1

### ПартияФишер—Россетто
|   | a | b | c | d | e | f | g | h |   |
| - | --- | --- | --- | --- | --- | --- | --- | --- | - |
| 8 | c8 чёрная ладья · f8 чёрный конь · b7 белая ладья · c7 белая пешка · g7 чёрный король · h6 чёрная пешка · a5 чёрная пешка · e5 чёрная пешка · g5 чёрная пешка · a4 белая пешка · g4 белая пешка · b3 белый слон · f3 белая пешка · g1 белый король | c8 чёрная ладья · f8 чёрный конь · b7 белая ладья · c7 белая пешка · g7 чёрный король · h6 чёрная пешка · a5 чёрная пешка · e5 чёрная пешка · g5 чёрная пешка · a4 белая пешка · g4 белая пешка · b3 белый слон · f3 белая пешка · g1 белый король | c8 чёрная ладья · f8 чёрный конь · b7 белая ладья · c7 белая пешка · g7 чёрный король · h6 чёрная пешка · a5 чёрная пешка · e5 чёрная пешка · g5 чёрная пешка · a4 белая пешка · g4 белая пешка · b3 белый слон · f3 белая пешка · g1 белый король | c8 чёрная ладья · f8 чёрный конь · b7 белая ладья · c7 белая пешка · g7 чёрный король · h6 чёрная пешка · a5 чёрная пешка · e5 чёрная пешка · g5 чёрная пешка · a4 белая пешка · g4 белая пешка · b3 белый слон · f3 белая пешка · g1 белый король | c8 чёрная ладья · f8 чёрный конь · b7 белая ладья · c7 белая пешка · g7 чёрный король · h6 чёрная пешка · a5 чёрная пешка · e5 чёрная пешка · g5 чёрная пешка · a4 белая пешка · g4 белая пешка · b3 белый слон · f3 белая пешка · g1 белый король | c8 чёрная ладья · f8 чёрный конь · b7 белая ладья · c7 белая пешка · g7 чёрный король · h6 чёрная пешка · a5 чёрная пешка · e5 чёрная пешка · g5 чёрная пешка · a4 белая пешка · g4 белая пешка · b3 белый слон · f3 белая пешка · g1 белый король | c8 чёрная ладья · f8 чёрный конь · b7 белая ладья · c7 белая пешка · g7 чёрный король · h6 чёрная пешка · a5 чёрная пешка · e5 чёрная пешка · g5 чёрная пешка · a4 белая пешка · g4 белая пешка · b3 белый слон · f3 белая пешка · g1 белый король | c8 чёрная ладья · f8 чёрный конь · b7 белая ладья · c7 белая пешка · g7 чёрный король · h6 чёрная пешка · a5 чёрная пешка · e5 чёрная пешка · g5 чёрная пешка · a4 белая пешка · g4 белая пешка · b3 белый слон · f3 белая пешка · g1 белый король | 8 |
| 7 | c8 чёрная ладья · f8 чёрный конь · b7 белая ладья · c7 белая пешка · g7 чёрный король · h6 чёрная пешка · a5 чёрная пешка · e5 чёрная пешка · g5 чёрная пешка · a4 белая пешка · g4 белая пешка · b3 белый слон · f3 белая пешка · g1 белый король | c8 чёрная ладья · f8 чёрный конь · b7 белая ладья · c7 белая пешка · g7 чёрный король · h6 чёрная пешка · a5 чёрная пешка · e5 чёрная пешка · g5 чёрная пешка · a4 белая пешка · g4 белая пешка · b3 белый слон · f3 белая пешка · g1 белый король | c8 чёрная ладья · f8 чёрный конь · b7 белая ладья · c7 белая пешка · g7 чёрный король · h6 чёрная пешка · a5 чёрная пешка · e5 чёрная пешка · g5 чёрная пешка · a4 белая пешка · g4 белая пешка · b3 белый слон · f3 белая пешка · g1 белый король | c8 чёрная ладья · f8 чёрный конь · b7 белая ладья · c7 белая пешка · g7 чёрный король · h6 чёрная пешка · a5 чёрная пешка · e5 чёрная пешка · g5 чёрная пешка · a4 белая пешка · g4 белая пешка · b3 белый слон · f3 белая пешка · g1 белый король | c8 чёрная ладья · f8 чёрный конь · b7 белая ладья · c7 белая пешка · g7 чёрный король · h6 чёрная пешка · a5 чёрная пешка · e5 чёрная пешка · g5 чёрная пешка · a4 белая пешка · g4 белая пешка · b3 белый слон · f3 белая пешка · g1 белый король | c8 чёрная ладья · f8 чёрный конь · b7 белая ладья · c7 белая пешка · g7 чёрный король · h6 чёрная пешка · a5 чёрная пешка · e5 чёрная пешка · g5 чёрная пешка · a4 белая пешка · g4 белая пешка · b3 белый слон · f3 белая пешка · g1 белый король | c8 чёрная ладья · f8 чёрный конь · b7 белая ладья · c7 белая пешка · g7 чёрный король · h6 чёрная пешка · a5 чёрная пешка · e5 чёрная пешка · g5 чёрная пешка · a4 белая пешка · g4 белая пешка · b3 белый слон · f3 белая пешка · g1 белый король | c8 чёрная ладья · f8 чёрный конь · b7 белая ладья · c7 белая пешка · g7 чёрный король · h6 чёрная пешка · a5 чёрная пешка · e5 чёрная пешка · g5 чёрная пешка · a4 белая пешка · g4 белая пешка · b3 белый слон · f3 белая пешка · g1 белый король | 7 |
| 6 | c8 чёрная ладья · f8 чёрный конь · b7 белая ладья · c7 белая пешка · g7 чёрный король · h6 чёрная пешка · a5 чёрная пешка · e5 чёрная пешка · g5 чёрная пешка · a4 белая пешка · g4 белая пешка · b3 белый слон · f3 белая пешка · g1 белый король | c8 чёрная ладья · f8 чёрный конь · b7 белая ладья · c7 белая пешка · g7 чёрный король · h6 чёрная пешка · a5 чёрная пешка · e5 чёрная пешка · g5 чёрная пешка · a4 белая пешка · g4 белая пешка · b3 белый слон · f3 белая пешка · g1 белый король | c8 чёрная ладья · f8 чёрный конь · b7 белая ладья · c7 белая пешка · g7 чёрный король · h6 чёрная пешка · a5 чёрная пешка · e5 чёрная пешка · g5 чёрная пешка · a4 белая пешка · g4 белая пешка · b3 белый слон · f3 белая пешка · g1 белый король | c8 чёрная ладья · f8 чёрный конь · b7 белая ладья · c7 белая пешка · g7 чёрный король · h6 чёрная пешка · a5 чёрная пешка · e5 чёрная пешка · g5 чёрная пешка · a4 белая пешка · g4 белая пешка · b3 белый слон · f3 белая пешка · g1 белый король | c8 чёрная ладья · f8 чёрный конь · b7 белая ладья · c7 белая пешка · g7 чёрный король · h6 чёрная пешка · a5 чёрная пешка · e5 чёрная пешка · g5 чёрная пешка · a4 белая пешка · g4 белая пешка · b3 белый слон · f3 белая пешка · g1 белый король | c8 чёрная ладья · f8 чёрный конь · b7 белая ладья · c7 белая пешка · g7 чёрный король · h6 чёрная пешка · a5 чёрная пешка · e5 чёрная пешка · g5 чёрная пешка · a4 белая пешка · g4 белая пешка · b3 белый слон · f3 белая пешка · g1 белый король | c8 чёрная ладья · f8 чёрный конь · b7 белая ладья · c7 белая пешка · g7 чёрный король · h6 чёрная пешка · a5 чёрная пешка · e5 чёрная пешка · g5 чёрная пешка · a4 белая пешка · g4 белая пешка · b3 белый слон · f3 белая пешка · g1 белый король | c8 чёрная ладья · f8 чёрный конь · b7 белая ладья · c7 белая пешка · g7 чёрный король · h6 чёрная пешка · a5 чёрная пешка · e5 чёрная пешка · g5 чёрная пешка · a4 белая пешка · g4 белая пешка · b3 белый слон · f3 белая пешка · g1 белый король | 6 |
| 5 | c8 чёрная ладья · f8 чёрный конь · b7 белая ладья · c7 белая пешка · g7 чёрный король · h6 чёрная пешка · a5 чёрная пешка · e5 чёрная пешка · g5 чёрная пешка · a4 белая пешка · g4 белая пешка · b3 белый слон · f3 белая пешка · g1 белый король | c8 чёрная ладья · f8 чёрный конь · b7 белая ладья · c7 белая пешка · g7 чёрный король · h6 чёрная пешка · a5 чёрная пешка · e5 чёрная пешка · g5 чёрная пешка · a4 белая пешка · g4 белая пешка · b3 белый слон · f3 белая пешка · g1 белый король | c8 чёрная ладья · f8 чёрный конь · b7 белая ладья · c7 белая пешка · g7 чёрный король · h6 чёрная пешка · a5 чёрная пешка · e5 чёрная пешка · g5 чёрная пешка · a4 белая пешка · g4 белая пешка · b3 белый слон · f3 белая пешка · g1 белый король | c8 чёрная ладья · f8 чёрный конь · b7 белая ладья · c7 белая пешка · g7 чёрный король · h6 чёрная пешка · a5 чёрная пешка · e5 чёрная пешка · g5 чёрная пешка · a4 белая пешка · g4 белая пешка · b3 белый слон · f3 белая пешка · g1 белый король | c8 чёрная ладья · f8 чёрный конь · b7 белая ладья · c7 белая пешка · g7 чёрный король · h6 чёрная пешка · a5 чёрная пешка · e5 чёрная пешка · g5 чёрная пешка · a4 белая пешка · g4 белая пешка · b3 белый слон · f3 белая пешка · g1 белый король | c8 чёрная ладья · f8 чёрный конь · b7 белая ладья · c7 белая пешка · g7 чёрный король · h6 чёрная пешка · a5 чёрная пешка · e5 чёрная пешка · g5 чёрная пешка · a4 белая пешка · g4 белая пешка · b3 белый слон · f3 белая пешка · g1 белый король | c8 чёрная ладья · f8 чёрный конь · b7 белая ладья · c7 белая пешка · g7 чёрный король · h6 чёрная пешка · a5 чёрная пешка · e5 чёрная пешка · g5 чёрная пешка · a4 белая пешка · g4 белая пешка · b3 белый слон · f3 белая пешка · g1 белый король | c8 чёрная ладья · f8 чёрный конь · b7 белая ладья · c7 белая пешка · g7 чёрный король · h6 чёрная пешка · a5 чёрная пешка · e5 чёрная пешка · g5 чёрная пешка · a4 белая пешка · g4 белая пешка · b3 белый слон · f3 белая пешка · g1 белый король | 5 |
| 4 | c8 чёрная ладья · f8 чёрный конь · b7 белая ладья · c7 белая пешка · g7 чёрный король · h6 чёрная пешка · a5 чёрная пешка · e5 чёрная пешка · g5 чёрная пешка · a4 белая пешка · g4 белая пешка · b3 белый слон · f3 белая пешка · g1 белый король | c8 чёрная ладья · f8 чёрный конь · b7 белая ладья · c7 белая пешка · g7 чёрный король · h6 чёрная пешка · a5 чёрная пешка · e5 чёрная пешка · g5 чёрная пешка · a4 белая пешка · g4 белая пешка · b3 белый слон · f3 белая пешка · g1 белый король | c8 чёрная ладья · f8 чёрный конь · b7 белая ладья · c7 белая пешка · g7 чёрный король · h6 чёрная пешка · a5 чёрная пешка · e5 чёрная пешка · g5 чёрная пешка · a4 белая пешка · g4 белая пешка · b3 белый слон · f3 белая пешка · g1 белый король | c8 чёрная ладья · f8 чёрный конь · b7 белая ладья · c7 белая пешка · g7 чёрный король · h6 чёрная пешка · a5 чёрная пешка · e5 чёрная пешка · g5 чёрная пешка · a4 белая пешка · g4 белая пешка · b3 белый слон · f3 белая пешка · g1 белый король | c8 чёрная ладья · f8 чёрный конь · b7 белая ладья · c7 белая пешка · g7 чёрный король · h6 чёрная пешка · a5 чёрная пешка · e5 чёрная пешка · g5 чёрная пешка · a4 белая пешка · g4 белая пешка · b3 белый слон · f3 белая пешка · g1 белый король | c8 чёрная ладья · f8 чёрный конь · b7 белая ладья · c7 белая пешка · g7 чёрный король · h6 чёрная пешка · a5 чёрная пешка · e5 чёрная пешка · g5 чёрная пешка · a4 белая пешка · g4 белая пешка · b3 белый слон · f3 белая пешка · g1 белый король | c8 чёрная ладья · f8 чёрный конь · b7 белая ладья · c7 белая пешка · g7 чёрный король · h6 чёрная пешка · a5 чёрная пешка · e5 чёрная пешка · g5 чёрная пешка · a4 белая пешка · g4 белая пешка · b3 белый слон · f3 белая пешка · g1 белый король | c8 чёрная ладья · f8 чёрный конь · b7 белая ладья · c7 белая пешка · g7 чёрный король · h6 чёрная пешка · a5 чёрная пешка · e5 чёрная пешка · g5 чёрная пешка · a4 белая пешка · g4 белая пешка · b3 белый слон · f3 белая пешка · g1 белый король | 4 |
| 3 | c8 чёрная ладья · f8 чёрный конь · b7 белая ладья · c7 белая пешка · g7 чёрный король · h6 чёрная пешка · a5 чёрная пешка · e5 чёрная пешка · g5 чёрная пешка · a4 белая пешка · g4 белая пешка · b3 белый слон · f3 белая пешка · g1 белый король | c8 чёрная ладья · f8 чёрный конь · b7 белая ладья · c7 белая пешка · g7 чёрный король · h6 чёрная пешка · a5 чёрная пешка · e5 чёрная пешка · g5 чёрная пешка · a4 белая пешка · g4 белая пешка · b3 белый слон · f3 белая пешка · g1 белый король | c8 чёрная ладья · f8 чёрный конь · b7 белая ладья · c7 белая пешка · g7 чёрный король · h6 чёрная пешка · a5 чёрная пешка · e5 чёрная пешка · g5 чёрная пешка · a4 белая пешка · g4 белая пешка · b3 белый слон · f3 белая пешка · g1 белый король | c8 чёрная ладья · f8 чёрный конь · b7 белая ладья · c7 белая пешка · g7 чёрный король · h6 чёрная пешка · a5 чёрная пешка · e5 чёрная пешка · g5 чёрная пешка · a4 белая пешка · g4 белая пешка · b3 белый слон · f3 белая пешка · g1 белый король | c8 чёрная ладья · f8 чёрный конь · b7 белая ладья · c7 белая пешка · g7 чёрный король · h6 чёрная пешка · a5 чёрная пешка · e5 чёрная пешка · g5 чёрная пешка · a4 белая пешка · g4 белая пешка · b3 белый слон · f3 белая пешка · g1 белый король | c8 чёрная ладья · f8 чёрный конь · b7 белая ладья · c7 белая пешка · g7 чёрный король · h6 чёрная пешка · a5 чёрная пешка · e5 чёрная пешка · g5 чёрная пешка · a4 белая пешка · g4 белая пешка · b3 белый слон · f3 белая пешка · g1 белый король | c8 чёрная ладья · f8 чёрный конь · b7 белая ладья · c7 белая пешка · g7 чёрный король · h6 чёрная пешка · a5 чёрная пешка · e5 чёрная пешка · g5 чёрная пешка · a4 белая пешка · g4 белая пешка · b3 белый слон · f3 белая пешка · g1 белый король | c8 чёрная ладья · f8 чёрный конь · b7 белая ладья · c7 белая пешка · g7 чёрный король · h6 чёрная пешка · a5 чёрная пешка · e5 чёрная пешка · g5 чёрная пешка · a4 белая пешка · g4 белая пешка · b3 белый слон · f3 белая пешка · g1 белый король | 3 |
| 2 | c8 чёрная ладья · f8 чёрный конь · b7 белая ладья · c7 белая пешка · g7 чёрный король · h6 чёрная пешка · a5 чёрная пешка · e5 чёрная пешка · g5 чёрная пешка · a4 белая пешка · g4 белая пешка · b3 белый слон · f3 белая пешка · g1 белый король | c8 чёрная ладья · f8 чёрный конь · b7 белая ладья · c7 белая пешка · g7 чёрный король · h6 чёрная пешка · a5 чёрная пешка · e5 чёрная пешка · g5 чёрная пешка · a4 белая пешка · g4 белая пешка · b3 белый слон · f3 белая пешка · g1 белый король | c8 чёрная ладья · f8 чёрный конь · b7 белая ладья · c7 белая пешка · g7 чёрный король · h6 чёрная пешка · a5 чёрная пешка · e5 чёрная пешка · g5 чёрная пешка · a4 белая пешка · g4 белая пешка · b3 белый слон · f3 белая пешка · g1 белый король | c8 чёрная ладья · f8 чёрный конь · b7 белая ладья · c7 белая пешка · g7 чёрный король · h6 чёрная пешка · a5 чёрная пешка · e5 чёрная пешка · g5 чёрная пешка · a4 белая пешка · g4 белая пешка · b3 белый слон · f3 белая пешка · g1 белый король | c8 чёрная ладья · f8 чёрный конь · b7 белая ладья · c7 белая пешка · g7 чёрный король · h6 чёрная пешка · a5 чёрная пешка · e5 чёрная пешка · g5 чёрная пешка · a4 белая пешка · g4 белая пешка · b3 белый слон · f3 белая пешка · g1 белый король | c8 чёрная ладья · f8 чёрный конь · b7 белая ладья · c7 белая пешка · g7 чёрный король · h6 чёрная пешка · a5 чёрная пешка · e5 чёрная пешка · g5 чёрная пешка · a4 белая пешка · g4 белая пешка · b3 белый слон · f3 белая пешка · g1 белый король | c8 чёрная ладья · f8 чёрный конь · b7 белая ладья · c7 белая пешка · g7 чёрный король · h6 чёрная пешка · a5 чёрная пешка · e5 чёрная пешка · g5 чёрная пешка · a4 белая пешка · g4 белая пешка · b3 белый слон · f3 белая пешка · g1 белый король | c8 чёрная ладья · f8 чёрный конь · b7 белая ладья · c7 белая пешка · g7 чёрный король · h6 чёрная пешка · a5 чёрная пешка · e5 чёрная пешка · g5 чёрная пешка · a4 белая пешка · g4 белая пешка · b3 белый слон · f3 белая пешка · g1 белый король | 2 |
| 1 | c8 чёрная ладья · f8 чёрный конь · b7 белая ладья · c7 белая пешка · g7 чёрный король · h6 чёрная пешка · a5 чёрная пешка · e5 чёрная пешка · g5 чёрная пешка · a4 белая пешка · g4 белая пешка · b3 белый слон · f3 белая пешка · g1 белый король | c8 чёрная ладья · f8 чёрный конь · b7 белая ладья · c7 белая пешка · g7 чёрный король · h6 чёрная пешка · a5 чёрная пешка · e5 чёрная пешка · g5 чёрная пешка · a4 белая пешка · g4 белая пешка · b3 белый слон · f3 белая пешка · g1 белый король | c8 чёрная ладья · f8 чёрный конь · b7 белая ладья · c7 белая пешка · g7 чёрный король · h6 чёрная пешка · a5 чёрная пешка · e5 чёрная пешка · g5 чёрная пешка · a4 белая пешка · g4 белая пешка · b3 белый слон · f3 белая пешка · g1 белый король | c8 чёрная ладья · f8 чёрный конь · b7 белая ладья · c7 белая пешка · g7 чёрный король · h6 чёрная пешка · a5 чёрная пешка · e5 чёрная пешка · g5 чёрная пешка · a4 белая пешка · g4 белая пешка · b3 белый слон · f3 белая пешка · g1 белый король | c8 чёрная ладья · f8 чёрный конь · b7 белая ладья · c7 белая пешка · g7 чёрный король · h6 чёрная пешка · a5 чёрная пешка · e5 чёрная пешка · g5 чёрная пешка · a4 белая пешка · g4 белая пешка · b3 белый слон · f3 белая пешка · g1 белый король | c8 чёрная ладья · f8 чёрный конь · b7 белая ладья · c7 белая пешка · g7 чёрный король · h6 чёрная пешка · a5 чёрная пешка · e5 чёрная пешка · g5 чёрная пешка · a4 белая пешка · g4 белая пешка · b3 белый слон · f3 белая пешка · g1 белый король | c8 чёрная ладья · f8 чёрный конь · b7 белая ладья · c7 белая пешка · g7 чёрный король · h6 чёрная пешка · a5 чёрная пешка · e5 чёрная пешка · g5 чёрная пешка · a4 белая пешка · g4 белая пешка · b3 белый слон · f3 белая пешка · g1 белый король | c8 чёрная ладья · f8 чёрный конь · b7 белая ладья · c7 белая пешка · g7 чёрный король · h6 чёрная пешка · a5 чёрная пешка · e5 чёрная пешка · g5 чёрная пешка · a4 белая пешка · g4 белая пешка · b3 белый слон · f3 белая пешка · g1 белый король | 1 |
|   | a | b | c | d | e | f | g | h |   |

После последнего хода 37. hg чёрные сдались. Цугцванг! У чёрных иссякли ходы пешками. После 37 …Kpf6 38. Лb8 белые выигрывают фигуру. Нельзя ходить конём из-за 38. Се6 и ладьёй — из-за 38. с8Ф+. (Прим. Р. Фишера).

### ПартияМорфи—Лёвенталь
|   | a | b | c | d | e | f | g | h |   |
| - | --- | --- | --- | --- | --- | --- | --- | --- | - |
| 8 | c7 чёрная пешка · g7 чёрный ферзь · h7 чёрный король · a6 чёрная пешка · b6 чёрная пешка · e6 белая ладья · h6 чёрная пешка · c5 чёрная пешка · d5 чёрная ладья · f5 чёрная пешка · h5 белый ферзь · f4 белая пешка · b3 белая пешка · h3 белая пешка · a2 белая пешка · g2 белая пешка · h2 белый король | c7 чёрная пешка · g7 чёрный ферзь · h7 чёрный король · a6 чёрная пешка · b6 чёрная пешка · e6 белая ладья · h6 чёрная пешка · c5 чёрная пешка · d5 чёрная ладья · f5 чёрная пешка · h5 белый ферзь · f4 белая пешка · b3 белая пешка · h3 белая пешка · a2 белая пешка · g2 белая пешка · h2 белый король | c7 чёрная пешка · g7 чёрный ферзь · h7 чёрный король · a6 чёрная пешка · b6 чёрная пешка · e6 белая ладья · h6 чёрная пешка · c5 чёрная пешка · d5 чёрная ладья · f5 чёрная пешка · h5 белый ферзь · f4 белая пешка · b3 белая пешка · h3 белая пешка · a2 белая пешка · g2 белая пешка · h2 белый король | c7 чёрная пешка · g7 чёрный ферзь · h7 чёрный король · a6 чёрная пешка · b6 чёрная пешка · e6 белая ладья · h6 чёрная пешка · c5 чёрная пешка · d5 чёрная ладья · f5 чёрная пешка · h5 белый ферзь · f4 белая пешка · b3 белая пешка · h3 белая пешка · a2 белая пешка · g2 белая пешка · h2 белый король | c7 чёрная пешка · g7 чёрный ферзь · h7 чёрный король · a6 чёрная пешка · b6 чёрная пешка · e6 белая ладья · h6 чёрная пешка · c5 чёрная пешка · d5 чёрная ладья · f5 чёрная пешка · h5 белый ферзь · f4 белая пешка · b3 белая пешка · h3 белая пешка · a2 белая пешка · g2 белая пешка · h2 белый король | c7 чёрная пешка · g7 чёрный ферзь · h7 чёрный король · a6 чёрная пешка · b6 чёрная пешка · e6 белая ладья · h6 чёрная пешка · c5 чёрная пешка · d5 чёрная ладья · f5 чёрная пешка · h5 белый ферзь · f4 белая пешка · b3 белая пешка · h3 белая пешка · a2 белая пешка · g2 белая пешка · h2 белый король | c7 чёрная пешка · g7 чёрный ферзь · h7 чёрный король · a6 чёрная пешка · b6 чёрная пешка · e6 белая ладья · h6 чёрная пешка · c5 чёрная пешка · d5 чёрная ладья · f5 чёрная пешка · h5 белый ферзь · f4 белая пешка · b3 белая пешка · h3 белая пешка · a2 белая пешка · g2 белая пешка · h2 белый король | c7 чёрная пешка · g7 чёрный ферзь · h7 чёрный король · a6 чёрная пешка · b6 чёрная пешка · e6 белая ладья · h6 чёрная пешка · c5 чёрная пешка · d5 чёрная ладья · f5 чёрная пешка · h5 белый ферзь · f4 белая пешка · b3 белая пешка · h3 белая пешка · a2 белая пешка · g2 белая пешка · h2 белый король | 8 |
| 7 | c7 чёрная пешка · g7 чёрный ферзь · h7 чёрный король · a6 чёрная пешка · b6 чёрная пешка · e6 белая ладья · h6 чёрная пешка · c5 чёрная пешка · d5 чёрная ладья · f5 чёрная пешка · h5 белый ферзь · f4 белая пешка · b3 белая пешка · h3 белая пешка · a2 белая пешка · g2 белая пешка · h2 белый король | c7 чёрная пешка · g7 чёрный ферзь · h7 чёрный король · a6 чёрная пешка · b6 чёрная пешка · e6 белая ладья · h6 чёрная пешка · c5 чёрная пешка · d5 чёрная ладья · f5 чёрная пешка · h5 белый ферзь · f4 белая пешка · b3 белая пешка · h3 белая пешка · a2 белая пешка · g2 белая пешка · h2 белый король | c7 чёрная пешка · g7 чёрный ферзь · h7 чёрный король · a6 чёрная пешка · b6 чёрная пешка · e6 белая ладья · h6 чёрная пешка · c5 чёрная пешка · d5 чёрная ладья · f5 чёрная пешка · h5 белый ферзь · f4 белая пешка · b3 белая пешка · h3 белая пешка · a2 белая пешка · g2 белая пешка · h2 белый король | c7 чёрная пешка · g7 чёрный ферзь · h7 чёрный король · a6 чёрная пешка · b6 чёрная пешка · e6 белая ладья · h6 чёрная пешка · c5 чёрная пешка · d5 чёрная ладья · f5 чёрная пешка · h5 белый ферзь · f4 белая пешка · b3 белая пешка · h3 белая пешка · a2 белая пешка · g2 белая пешка · h2 белый король | c7 чёрная пешка · g7 чёрный ферзь · h7 чёрный король · a6 чёрная пешка · b6 чёрная пешка · e6 белая ладья · h6 чёрная пешка · c5 чёрная пешка · d5 чёрная ладья · f5 чёрная пешка · h5 белый ферзь · f4 белая пешка · b3 белая пешка · h3 белая пешка · a2 белая пешка · g2 белая пешка · h2 белый король | c7 чёрная пешка · g7 чёрный ферзь · h7 чёрный король · a6 чёрная пешка · b6 чёрная пешка · e6 белая ладья · h6 чёрная пешка · c5 чёрная пешка · d5 чёрная ладья · f5 чёрная пешка · h5 белый ферзь · f4 белая пешка · b3 белая пешка · h3 белая пешка · a2 белая пешка · g2 белая пешка · h2 белый король | c7 чёрная пешка · g7 чёрный ферзь · h7 чёрный король · a6 чёрная пешка · b6 чёрная пешка · e6 белая ладья · h6 чёрная пешка · c5 чёрная пешка · d5 чёрная ладья · f5 чёрная пешка · h5 белый ферзь · f4 белая пешка · b3 белая пешка · h3 белая пешка · a2 белая пешка · g2 белая пешка · h2 белый король | c7 чёрная пешка · g7 чёрный ферзь · h7 чёрный король · a6 чёрная пешка · b6 чёрная пешка · e6 белая ладья · h6 чёрная пешка · c5 чёрная пешка · d5 чёрная ладья · f5 чёрная пешка · h5 белый ферзь · f4 белая пешка · b3 белая пешка · h3 белая пешка · a2 белая пешка · g2 белая пешка · h2 белый король | 7 |
| 6 | c7 чёрная пешка · g7 чёрный ферзь · h7 чёрный король · a6 чёрная пешка · b6 чёрная пешка · e6 белая ладья · h6 чёрная пешка · c5 чёрная пешка · d5 чёрная ладья · f5 чёрная пешка · h5 белый ферзь · f4 белая пешка · b3 белая пешка · h3 белая пешка · a2 белая пешка · g2 белая пешка · h2 белый король | c7 чёрная пешка · g7 чёрный ферзь · h7 чёрный король · a6 чёрная пешка · b6 чёрная пешка · e6 белая ладья · h6 чёрная пешка · c5 чёрная пешка · d5 чёрная ладья · f5 чёрная пешка · h5 белый ферзь · f4 белая пешка · b3 белая пешка · h3 белая пешка · a2 белая пешка · g2 белая пешка · h2 белый король | c7 чёрная пешка · g7 чёрный ферзь · h7 чёрный король · a6 чёрная пешка · b6 чёрная пешка · e6 белая ладья · h6 чёрная пешка · c5 чёрная пешка · d5 чёрная ладья · f5 чёрная пешка · h5 белый ферзь · f4 белая пешка · b3 белая пешка · h3 белая пешка · a2 белая пешка · g2 белая пешка · h2 белый король | c7 чёрная пешка · g7 чёрный ферзь · h7 чёрный король · a6 чёрная пешка · b6 чёрная пешка · e6 белая ладья · h6 чёрная пешка · c5 чёрная пешка · d5 чёрная ладья · f5 чёрная пешка · h5 белый ферзь · f4 белая пешка · b3 белая пешка · h3 белая пешка · a2 белая пешка · g2 белая пешка · h2 белый король | c7 чёрная пешка · g7 чёрный ферзь · h7 чёрный король · a6 чёрная пешка · b6 чёрная пешка · e6 белая ладья · h6 чёрная пешка · c5 чёрная пешка · d5 чёрная ладья · f5 чёрная пешка · h5 белый ферзь · f4 белая пешка · b3 белая пешка · h3 белая пешка · a2 белая пешка · g2 белая пешка · h2 белый король | c7 чёрная пешка · g7 чёрный ферзь · h7 чёрный король · a6 чёрная пешка · b6 чёрная пешка · e6 белая ладья · h6 чёрная пешка · c5 чёрная пешка · d5 чёрная ладья · f5 чёрная пешка · h5 белый ферзь · f4 белая пешка · b3 белая пешка · h3 белая пешка · a2 белая пешка · g2 белая пешка · h2 белый король | c7 чёрная пешка · g7 чёрный ферзь · h7 чёрный король · a6 чёрная пешка · b6 чёрная пешка · e6 белая ладья · h6 чёрная пешка · c5 чёрная пешка · d5 чёрная ладья · f5 чёрная пешка · h5 белый ферзь · f4 белая пешка · b3 белая пешка · h3 белая пешка · a2 белая пешка · g2 белая пешка · h2 белый король | c7 чёрная пешка · g7 чёрный ферзь · h7 чёрный король · a6 чёрная пешка · b6 чёрная пешка · e6 белая ладья · h6 чёрная пешка · c5 чёрная пешка · d5 чёрная ладья · f5 чёрная пешка · h5 белый ферзь · f4 белая пешка · b3 белая пешка · h3 белая пешка · a2 белая пешка · g2 белая пешка · h2 белый король | 6 |
| 5 | c7 чёрная пешка · g7 чёрный ферзь · h7 чёрный король · a6 чёрная пешка · b6 чёрная пешка · e6 белая ладья · h6 чёрная пешка · c5 чёрная пешка · d5 чёрная ладья · f5 чёрная пешка · h5 белый ферзь · f4 белая пешка · b3 белая пешка · h3 белая пешка · a2 белая пешка · g2 белая пешка · h2 белый король | c7 чёрная пешка · g7 чёрный ферзь · h7 чёрный король · a6 чёрная пешка · b6 чёрная пешка · e6 белая ладья · h6 чёрная пешка · c5 чёрная пешка · d5 чёрная ладья · f5 чёрная пешка · h5 белый ферзь · f4 белая пешка · b3 белая пешка · h3 белая пешка · a2 белая пешка · g2 белая пешка · h2 белый король | c7 чёрная пешка · g7 чёрный ферзь · h7 чёрный король · a6 чёрная пешка · b6 чёрная пешка · e6 белая ладья · h6 чёрная пешка · c5 чёрная пешка · d5 чёрная ладья · f5 чёрная пешка · h5 белый ферзь · f4 белая пешка · b3 белая пешка · h3 белая пешка · a2 белая пешка · g2 белая пешка · h2 белый король | c7 чёрная пешка · g7 чёрный ферзь · h7 чёрный король · a6 чёрная пешка · b6 чёрная пешка · e6 белая ладья · h6 чёрная пешка · c5 чёрная пешка · d5 чёрная ладья · f5 чёрная пешка · h5 белый ферзь · f4 белая пешка · b3 белая пешка · h3 белая пешка · a2 белая пешка · g2 белая пешка · h2 белый король | c7 чёрная пешка · g7 чёрный ферзь · h7 чёрный король · a6 чёрная пешка · b6 чёрная пешка · e6 белая ладья · h6 чёрная пешка · c5 чёрная пешка · d5 чёрная ладья · f5 чёрная пешка · h5 белый ферзь · f4 белая пешка · b3 белая пешка · h3 белая пешка · a2 белая пешка · g2 белая пешка · h2 белый король | c7 чёрная пешка · g7 чёрный ферзь · h7 чёрный король · a6 чёрная пешка · b6 чёрная пешка · e6 белая ладья · h6 чёрная пешка · c5 чёрная пешка · d5 чёрная ладья · f5 чёрная пешка · h5 белый ферзь · f4 белая пешка · b3 белая пешка · h3 белая пешка · a2 белая пешка · g2 белая пешка · h2 белый король | c7 чёрная пешка · g7 чёрный ферзь · h7 чёрный король · a6 чёрная пешка · b6 чёрная пешка · e6 белая ладья · h6 чёрная пешка · c5 чёрная пешка · d5 чёрная ладья · f5 чёрная пешка · h5 белый ферзь · f4 белая пешка · b3 белая пешка · h3 белая пешка · a2 белая пешка · g2 белая пешка · h2 белый король | c7 чёрная пешка · g7 чёрный ферзь · h7 чёрный король · a6 чёрная пешка · b6 чёрная пешка · e6 белая ладья · h6 чёрная пешка · c5 чёрная пешка · d5 чёрная ладья · f5 чёрная пешка · h5 белый ферзь · f4 белая пешка · b3 белая пешка · h3 белая пешка · a2 белая пешка · g2 белая пешка · h2 белый король | 5 |
| 4 | c7 чёрная пешка · g7 чёрный ферзь · h7 чёрный король · a6 чёрная пешка · b6 чёрная пешка · e6 белая ладья · h6 чёрная пешка · c5 чёрная пешка · d5 чёрная ладья · f5 чёрная пешка · h5 белый ферзь · f4 белая пешка · b3 белая пешка · h3 белая пешка · a2 белая пешка · g2 белая пешка · h2 белый король | c7 чёрная пешка · g7 чёрный ферзь · h7 чёрный король · a6 чёрная пешка · b6 чёрная пешка · e6 белая ладья · h6 чёрная пешка · c5 чёрная пешка · d5 чёрная ладья · f5 чёрная пешка · h5 белый ферзь · f4 белая пешка · b3 белая пешка · h3 белая пешка · a2 белая пешка · g2 белая пешка · h2 белый король | c7 чёрная пешка · g7 чёрный ферзь · h7 чёрный король · a6 чёрная пешка · b6 чёрная пешка · e6 белая ладья · h6 чёрная пешка · c5 чёрная пешка · d5 чёрная ладья · f5 чёрная пешка · h5 белый ферзь · f4 белая пешка · b3 белая пешка · h3 белая пешка · a2 белая пешка · g2 белая пешка · h2 белый король | c7 чёрная пешка · g7 чёрный ферзь · h7 чёрный король · a6 чёрная пешка · b6 чёрная пешка · e6 белая ладья · h6 чёрная пешка · c5 чёрная пешка · d5 чёрная ладья · f5 чёрная пешка · h5 белый ферзь · f4 белая пешка · b3 белая пешка · h3 белая пешка · a2 белая пешка · g2 белая пешка · h2 белый король | c7 чёрная пешка · g7 чёрный ферзь · h7 чёрный король · a6 чёрная пешка · b6 чёрная пешка · e6 белая ладья · h6 чёрная пешка · c5 чёрная пешка · d5 чёрная ладья · f5 чёрная пешка · h5 белый ферзь · f4 белая пешка · b3 белая пешка · h3 белая пешка · a2 белая пешка · g2 белая пешка · h2 белый король | c7 чёрная пешка · g7 чёрный ферзь · h7 чёрный король · a6 чёрная пешка · b6 чёрная пешка · e6 белая ладья · h6 чёрная пешка · c5 чёрная пешка · d5 чёрная ладья · f5 чёрная пешка · h5 белый ферзь · f4 белая пешка · b3 белая пешка · h3 белая пешка · a2 белая пешка · g2 белая пешка · h2 белый король | c7 чёрная пешка · g7 чёрный ферзь · h7 чёрный король · a6 чёрная пешка · b6 чёрная пешка · e6 белая ладья · h6 чёрная пешка · c5 чёрная пешка · d5 чёрная ладья · f5 чёрная пешка · h5 белый ферзь · f4 белая пешка · b3 белая пешка · h3 белая пешка · a2 белая пешка · g2 белая пешка · h2 белый король | c7 чёрная пешка · g7 чёрный ферзь · h7 чёрный король · a6 чёрная пешка · b6 чёрная пешка · e6 белая ладья · h6 чёрная пешка · c5 чёрная пешка · d5 чёрная ладья · f5 чёрная пешка · h5 белый ферзь · f4 белая пешка · b3 белая пешка · h3 белая пешка · a2 белая пешка · g2 белая пешка · h2 белый король | 4 |
| 3 | c7 чёрная пешка · g7 чёрный ферзь · h7 чёрный король · a6 чёрная пешка · b6 чёрная пешка · e6 белая ладья · h6 чёрная пешка · c5 чёрная пешка · d5 чёрная ладья · f5 чёрная пешка · h5 белый ферзь · f4 белая пешка · b3 белая пешка · h3 белая пешка · a2 белая пешка · g2 белая пешка · h2 белый король | c7 чёрная пешка · g7 чёрный ферзь · h7 чёрный король · a6 чёрная пешка · b6 чёрная пешка · e6 белая ладья · h6 чёрная пешка · c5 чёрная пешка · d5 чёрная ладья · f5 чёрная пешка · h5 белый ферзь · f4 белая пешка · b3 белая пешка · h3 белая пешка · a2 белая пешка · g2 белая пешка · h2 белый король | c7 чёрная пешка · g7 чёрный ферзь · h7 чёрный король · a6 чёрная пешка · b6 чёрная пешка · e6 белая ладья · h6 чёрная пешка · c5 чёрная пешка · d5 чёрная ладья · f5 чёрная пешка · h5 белый ферзь · f4 белая пешка · b3 белая пешка · h3 белая пешка · a2 белая пешка · g2 белая пешка · h2 белый король | c7 чёрная пешка · g7 чёрный ферзь · h7 чёрный король · a6 чёрная пешка · b6 чёрная пешка · e6 белая ладья · h6 чёрная пешка · c5 чёрная пешка · d5 чёрная ладья · f5 чёрная пешка · h5 белый ферзь · f4 белая пешка · b3 белая пешка · h3 белая пешка · a2 белая пешка · g2 белая пешка · h2 белый король | c7 чёрная пешка · g7 чёрный ферзь · h7 чёрный король · a6 чёрная пешка · b6 чёрная пешка · e6 белая ладья · h6 чёрная пешка · c5 чёрная пешка · d5 чёрная ладья · f5 чёрная пешка · h5 белый ферзь · f4 белая пешка · b3 белая пешка · h3 белая пешка · a2 белая пешка · g2 белая пешка · h2 белый король | c7 чёрная пешка · g7 чёрный ферзь · h7 чёрный король · a6 чёрная пешка · b6 чёрная пешка · e6 белая ладья · h6 чёрная пешка · c5 чёрная пешка · d5 чёрная ладья · f5 чёрная пешка · h5 белый ферзь · f4 белая пешка · b3 белая пешка · h3 белая пешка · a2 белая пешка · g2 белая пешка · h2 белый король | c7 чёрная пешка · g7 чёрный ферзь · h7 чёрный король · a6 чёрная пешка · b6 чёрная пешка · e6 белая ладья · h6 чёрная пешка · c5 чёрная пешка · d5 чёрная ладья · f5 чёрная пешка · h5 белый ферзь · f4 белая пешка · b3 белая пешка · h3 белая пешка · a2 белая пешка · g2 белая пешка · h2 белый король | c7 чёрная пешка · g7 чёрный ферзь · h7 чёрный король · a6 чёрная пешка · b6 чёрная пешка · e6 белая ладья · h6 чёрная пешка · c5 чёрная пешка · d5 чёрная ладья · f5 чёрная пешка · h5 белый ферзь · f4 белая пешка · b3 белая пешка · h3 белая пешка · a2 белая пешка · g2 белая пешка · h2 белый король | 3 |
| 2 | c7 чёрная пешка · g7 чёрный ферзь · h7 чёрный король · a6 чёрная пешка · b6 чёрная пешка · e6 белая ладья · h6 чёрная пешка · c5 чёрная пешка · d5 чёрная ладья · f5 чёрная пешка · h5 белый ферзь · f4 белая пешка · b3 белая пешка · h3 белая пешка · a2 белая пешка · g2 белая пешка · h2 белый король | c7 чёрная пешка · g7 чёрный ферзь · h7 чёрный король · a6 чёрная пешка · b6 чёрная пешка · e6 белая ладья · h6 чёрная пешка · c5 чёрная пешка · d5 чёрная ладья · f5 чёрная пешка · h5 белый ферзь · f4 белая пешка · b3 белая пешка · h3 белая пешка · a2 белая пешка · g2 белая пешка · h2 белый король | c7 чёрная пешка · g7 чёрный ферзь · h7 чёрный король · a6 чёрная пешка · b6 чёрная пешка · e6 белая ладья · h6 чёрная пешка · c5 чёрная пешка · d5 чёрная ладья · f5 чёрная пешка · h5 белый ферзь · f4 белая пешка · b3 белая пешка · h3 белая пешка · a2 белая пешка · g2 белая пешка · h2 белый король | c7 чёрная пешка · g7 чёрный ферзь · h7 чёрный король · a6 чёрная пешка · b6 чёрная пешка · e6 белая ладья · h6 чёрная пешка · c5 чёрная пешка · d5 чёрная ладья · f5 чёрная пешка · h5 белый ферзь · f4 белая пешка · b3 белая пешка · h3 белая пешка · a2 белая пешка · g2 белая пешка · h2 белый король | c7 чёрная пешка · g7 чёрный ферзь · h7 чёрный король · a6 чёрная пешка · b6 чёрная пешка · e6 белая ладья · h6 чёрная пешка · c5 чёрная пешка · d5 чёрная ладья · f5 чёрная пешка · h5 белый ферзь · f4 белая пешка · b3 белая пешка · h3 белая пешка · a2 белая пешка · g2 белая пешка · h2 белый король | c7 чёрная пешка · g7 чёрный ферзь · h7 чёрный король · a6 чёрная пешка · b6 чёрная пешка · e6 белая ладья · h6 чёрная пешка · c5 чёрная пешка · d5 чёрная ладья · f5 чёрная пешка · h5 белый ферзь · f4 белая пешка · b3 белая пешка · h3 белая пешка · a2 белая пешка · g2 белая пешка · h2 белый король | c7 чёрная пешка · g7 чёрный ферзь · h7 чёрный король · a6 чёрная пешка · b6 чёрная пешка · e6 белая ладья · h6 чёрная пешка · c5 чёрная пешка · d5 чёрная ладья · f5 чёрная пешка · h5 белый ферзь · f4 белая пешка · b3 белая пешка · h3 белая пешка · a2 белая пешка · g2 белая пешка · h2 белый король | c7 чёрная пешка · g7 чёрный ферзь · h7 чёрный король · a6 чёрная пешка · b6 чёрная пешка · e6 белая ладья · h6 чёрная пешка · c5 чёрная пешка · d5 чёрная ладья · f5 чёрная пешка · h5 белый ферзь · f4 белая пешка · b3 белая пешка · h3 белая пешка · a2 белая пешка · g2 белая пешка · h2 белый король | 2 |
| 1 | c7 чёрная пешка · g7 чёрный ферзь · h7 чёрный король · a6 чёрная пешка · b6 чёрная пешка · e6 белая ладья · h6 чёрная пешка · c5 чёрная пешка · d5 чёрная ладья · f5 чёрная пешка · h5 белый ферзь · f4 белая пешка · b3 белая пешка · h3 белая пешка · a2 белая пешка · g2 белая пешка · h2 белый король | c7 чёрная пешка · g7 чёрный ферзь · h7 чёрный король · a6 чёрная пешка · b6 чёрная пешка · e6 белая ладья · h6 чёрная пешка · c5 чёрная пешка · d5 чёрная ладья · f5 чёрная пешка · h5 белый ферзь · f4 белая пешка · b3 белая пешка · h3 белая пешка · a2 белая пешка · g2 белая пешка · h2 белый король | c7 чёрная пешка · g7 чёрный ферзь · h7 чёрный король · a6 чёрная пешка · b6 чёрная пешка · e6 белая ладья · h6 чёрная пешка · c5 чёрная пешка · d5 чёрная ладья · f5 чёрная пешка · h5 белый ферзь · f4 белая пешка · b3 белая пешка · h3 белая пешка · a2 белая пешка · g2 белая пешка · h2 белый король | c7 чёрная пешка · g7 чёрный ферзь · h7 чёрный король · a6 чёрная пешка · b6 чёрная пешка · e6 белая ладья · h6 чёрная пешка · c5 чёрная пешка · d5 чёрная ладья · f5 чёрная пешка · h5 белый ферзь · f4 белая пешка · b3 белая пешка · h3 белая пешка · a2 белая пешка · g2 белая пешка · h2 белый король | c7 чёрная пешка · g7 чёрный ферзь · h7 чёрный король · a6 чёрная пешка · b6 чёрная пешка · e6 белая ладья · h6 чёрная пешка · c5 чёрная пешка · d5 чёрная ладья · f5 чёрная пешка · h5 белый ферзь · f4 белая пешка · b3 белая пешка · h3 белая пешка · a2 белая пешка · g2 белая пешка · h2 белый король | c7 чёрная пешка · g7 чёрный ферзь · h7 чёрный король · a6 чёрная пешка · b6 чёрная пешка · e6 белая ладья · h6 чёрная пешка · c5 чёрная пешка · d5 чёрная ладья · f5 чёрная пешка · h5 белый ферзь · f4 белая пешка · b3 белая пешка · h3 белая пешка · a2 белая пешка · g2 белая пешка · h2 белый король | c7 чёрная пешка · g7 чёрный ферзь · h7 чёрный король · a6 чёрная пешка · b6 чёрная пешка · e6 белая ладья · h6 чёрная пешка · c5 чёрная пешка · d5 чёрная ладья · f5 чёрная пешка · h5 белый ферзь · f4 белая пешка · b3 белая пешка · h3 белая пешка · a2 белая пешка · g2 белая пешка · h2 белый король | c7 чёрная пешка · g7 чёрный ферзь · h7 чёрный король · a6 чёрная пешка · b6 чёрная пешка · e6 белая ладья · h6 чёрная пешка · c5 чёрная пешка · d5 чёрная ладья · f5 чёрная пешка · h5 белый ферзь · f4 белая пешка · b3 белая пешка · h3 белая пешка · a2 белая пешка · g2 белая пешка · h2 белый король | 1 |
|   | a | b | c | d | e | f | g | h |   |

После 33. b3! чёрные оказались в цугцванге. Их фигуры скованы защитой слабых пешек f5 и h6, ходы же пешками ведут к материальным потерям. На 49-м ходу чёрные сдались.

### ПартияЛевитский—Омелянский
|   | a | b | c | d | e | f | g | h |   |
| - | --- | --- | --- | --- | --- | --- | --- | --- | - |
| 8 | e8 чёрный слон · b6 чёрная пешка · f6 чёрный король · g6 чёрная пешка · a5 чёрная пешка · d5 чёрная пешка · e5 белый конь · f5 чёрная пешка · h5 чёрная пешка · a4 белая пешка · b4 чёрный конь · d4 белая пешка · f4 белый конь · h4 белая пешка · b3 белая пешка · g3 белая пешка · d2 белый король · f2 белая пешка | e8 чёрный слон · b6 чёрная пешка · f6 чёрный король · g6 чёрная пешка · a5 чёрная пешка · d5 чёрная пешка · e5 белый конь · f5 чёрная пешка · h5 чёрная пешка · a4 белая пешка · b4 чёрный конь · d4 белая пешка · f4 белый конь · h4 белая пешка · b3 белая пешка · g3 белая пешка · d2 белый король · f2 белая пешка | e8 чёрный слон · b6 чёрная пешка · f6 чёрный король · g6 чёрная пешка · a5 чёрная пешка · d5 чёрная пешка · e5 белый конь · f5 чёрная пешка · h5 чёрная пешка · a4 белая пешка · b4 чёрный конь · d4 белая пешка · f4 белый конь · h4 белая пешка · b3 белая пешка · g3 белая пешка · d2 белый король · f2 белая пешка | e8 чёрный слон · b6 чёрная пешка · f6 чёрный король · g6 чёрная пешка · a5 чёрная пешка · d5 чёрная пешка · e5 белый конь · f5 чёрная пешка · h5 чёрная пешка · a4 белая пешка · b4 чёрный конь · d4 белая пешка · f4 белый конь · h4 белая пешка · b3 белая пешка · g3 белая пешка · d2 белый король · f2 белая пешка | e8 чёрный слон · b6 чёрная пешка · f6 чёрный король · g6 чёрная пешка · a5 чёрная пешка · d5 чёрная пешка · e5 белый конь · f5 чёрная пешка · h5 чёрная пешка · a4 белая пешка · b4 чёрный конь · d4 белая пешка · f4 белый конь · h4 белая пешка · b3 белая пешка · g3 белая пешка · d2 белый король · f2 белая пешка | e8 чёрный слон · b6 чёрная пешка · f6 чёрный король · g6 чёрная пешка · a5 чёрная пешка · d5 чёрная пешка · e5 белый конь · f5 чёрная пешка · h5 чёрная пешка · a4 белая пешка · b4 чёрный конь · d4 белая пешка · f4 белый конь · h4 белая пешка · b3 белая пешка · g3 белая пешка · d2 белый король · f2 белая пешка | e8 чёрный слон · b6 чёрная пешка · f6 чёрный король · g6 чёрная пешка · a5 чёрная пешка · d5 чёрная пешка · e5 белый конь · f5 чёрная пешка · h5 чёрная пешка · a4 белая пешка · b4 чёрный конь · d4 белая пешка · f4 белый конь · h4 белая пешка · b3 белая пешка · g3 белая пешка · d2 белый король · f2 белая пешка | e8 чёрный слон · b6 чёрная пешка · f6 чёрный король · g6 чёрная пешка · a5 чёрная пешка · d5 чёрная пешка · e5 белый конь · f5 чёрная пешка · h5 чёрная пешка · a4 белая пешка · b4 чёрный конь · d4 белая пешка · f4 белый конь · h4 белая пешка · b3 белая пешка · g3 белая пешка · d2 белый король · f2 белая пешка | 8 |
| 7 | e8 чёрный слон · b6 чёрная пешка · f6 чёрный король · g6 чёрная пешка · a5 чёрная пешка · d5 чёрная пешка · e5 белый конь · f5 чёрная пешка · h5 чёрная пешка · a4 белая пешка · b4 чёрный конь · d4 белая пешка · f4 белый конь · h4 белая пешка · b3 белая пешка · g3 белая пешка · d2 белый король · f2 белая пешка | e8 чёрный слон · b6 чёрная пешка · f6 чёрный король · g6 чёрная пешка · a5 чёрная пешка · d5 чёрная пешка · e5 белый конь · f5 чёрная пешка · h5 чёрная пешка · a4 белая пешка · b4 чёрный конь · d4 белая пешка · f4 белый конь · h4 белая пешка · b3 белая пешка · g3 белая пешка · d2 белый король · f2 белая пешка | e8 чёрный слон · b6 чёрная пешка · f6 чёрный король · g6 чёрная пешка · a5 чёрная пешка · d5 чёрная пешка · e5 белый конь · f5 чёрная пешка · h5 чёрная пешка · a4 белая пешка · b4 чёрный конь · d4 белая пешка · f4 белый конь · h4 белая пешка · b3 белая пешка · g3 белая пешка · d2 белый король · f2 белая пешка | e8 чёрный слон · b6 чёрная пешка · f6 чёрный король · g6 чёрная пешка · a5 чёрная пешка · d5 чёрная пешка · e5 белый конь · f5 чёрная пешка · h5 чёрная пешка · a4 белая пешка · b4 чёрный конь · d4 белая пешка · f4 белый конь · h4 белая пешка · b3 белая пешка · g3 белая пешка · d2 белый король · f2 белая пешка | e8 чёрный слон · b6 чёрная пешка · f6 чёрный король · g6 чёрная пешка · a5 чёрная пешка · d5 чёрная пешка · e5 белый конь · f5 чёрная пешка · h5 чёрная пешка · a4 белая пешка · b4 чёрный конь · d4 белая пешка · f4 белый конь · h4 белая пешка · b3 белая пешка · g3 белая пешка · d2 белый король · f2 белая пешка | e8 чёрный слон · b6 чёрная пешка · f6 чёрный король · g6 чёрная пешка · a5 чёрная пешка · d5 чёрная пешка · e5 белый конь · f5 чёрная пешка · h5 чёрная пешка · a4 белая пешка · b4 чёрный конь · d4 белая пешка · f4 белый конь · h4 белая пешка · b3 белая пешка · g3 белая пешка · d2 белый король · f2 белая пешка | e8 чёрный слон · b6 чёрная пешка · f6 чёрный король · g6 чёрная пешка · a5 чёрная пешка · d5 чёрная пешка · e5 белый конь · f5 чёрная пешка · h5 чёрная пешка · a4 белая пешка · b4 чёрный конь · d4 белая пешка · f4 белый конь · h4 белая пешка · b3 белая пешка · g3 белая пешка · d2 белый король · f2 белая пешка | e8 чёрный слон · b6 чёрная пешка · f6 чёрный король · g6 чёрная пешка · a5 чёрная пешка · d5 чёрная пешка · e5 белый конь · f5 чёрная пешка · h5 чёрная пешка · a4 белая пешка · b4 чёрный конь · d4 белая пешка · f4 белый конь · h4 белая пешка · b3 белая пешка · g3 белая пешка · d2 белый король · f2 белая пешка | 7 |
| 6 | e8 чёрный слон · b6 чёрная пешка · f6 чёрный король · g6 чёрная пешка · a5 чёрная пешка · d5 чёрная пешка · e5 белый конь · f5 чёрная пешка · h5 чёрная пешка · a4 белая пешка · b4 чёрный конь · d4 белая пешка · f4 белый конь · h4 белая пешка · b3 белая пешка · g3 белая пешка · d2 белый король · f2 белая пешка | e8 чёрный слон · b6 чёрная пешка · f6 чёрный король · g6 чёрная пешка · a5 чёрная пешка · d5 чёрная пешка · e5 белый конь · f5 чёрная пешка · h5 чёрная пешка · a4 белая пешка · b4 чёрный конь · d4 белая пешка · f4 белый конь · h4 белая пешка · b3 белая пешка · g3 белая пешка · d2 белый король · f2 белая пешка | e8 чёрный слон · b6 чёрная пешка · f6 чёрный король · g6 чёрная пешка · a5 чёрная пешка · d5 чёрная пешка · e5 белый конь · f5 чёрная пешка · h5 чёрная пешка · a4 белая пешка · b4 чёрный конь · d4 белая пешка · f4 белый конь · h4 белая пешка · b3 белая пешка · g3 белая пешка · d2 белый король · f2 белая пешка | e8 чёрный слон · b6 чёрная пешка · f6 чёрный король · g6 чёрная пешка · a5 чёрная пешка · d5 чёрная пешка · e5 белый конь · f5 чёрная пешка · h5 чёрная пешка · a4 белая пешка · b4 чёрный конь · d4 белая пешка · f4 белый конь · h4 белая пешка · b3 белая пешка · g3 белая пешка · d2 белый король · f2 белая пешка | e8 чёрный слон · b6 чёрная пешка · f6 чёрный король · g6 чёрная пешка · a5 чёрная пешка · d5 чёрная пешка · e5 белый конь · f5 чёрная пешка · h5 чёрная пешка · a4 белая пешка · b4 чёрный конь · d4 белая пешка · f4 белый конь · h4 белая пешка · b3 белая пешка · g3 белая пешка · d2 белый король · f2 белая пешка | e8 чёрный слон · b6 чёрная пешка · f6 чёрный король · g6 чёрная пешка · a5 чёрная пешка · d5 чёрная пешка · e5 белый конь · f5 чёрная пешка · h5 чёрная пешка · a4 белая пешка · b4 чёрный конь · d4 белая пешка · f4 белый конь · h4 белая пешка · b3 белая пешка · g3 белая пешка · d2 белый король · f2 белая пешка | e8 чёрный слон · b6 чёрная пешка · f6 чёрный король · g6 чёрная пешка · a5 чёрная пешка · d5 чёрная пешка · e5 белый конь · f5 чёрная пешка · h5 чёрная пешка · a4 белая пешка · b4 чёрный конь · d4 белая пешка · f4 белый конь · h4 белая пешка · b3 белая пешка · g3 белая пешка · d2 белый король · f2 белая пешка | e8 чёрный слон · b6 чёрная пешка · f6 чёрный король · g6 чёрная пешка · a5 чёрная пешка · d5 чёрная пешка · e5 белый конь · f5 чёрная пешка · h5 чёрная пешка · a4 белая пешка · b4 чёрный конь · d4 белая пешка · f4 белый конь · h4 белая пешка · b3 белая пешка · g3 белая пешка · d2 белый король · f2 белая пешка | 6 |
| 5 | e8 чёрный слон · b6 чёрная пешка · f6 чёрный король · g6 чёрная пешка · a5 чёрная пешка · d5 чёрная пешка · e5 белый конь · f5 чёрная пешка · h5 чёрная пешка · a4 белая пешка · b4 чёрный конь · d4 белая пешка · f4 белый конь · h4 белая пешка · b3 белая пешка · g3 белая пешка · d2 белый король · f2 белая пешка | e8 чёрный слон · b6 чёрная пешка · f6 чёрный король · g6 чёрная пешка · a5 чёрная пешка · d5 чёрная пешка · e5 белый конь · f5 чёрная пешка · h5 чёрная пешка · a4 белая пешка · b4 чёрный конь · d4 белая пешка · f4 белый конь · h4 белая пешка · b3 белая пешка · g3 белая пешка · d2 белый король · f2 белая пешка | e8 чёрный слон · b6 чёрная пешка · f6 чёрный король · g6 чёрная пешка · a5 чёрная пешка · d5 чёрная пешка · e5 белый конь · f5 чёрная пешка · h5 чёрная пешка · a4 белая пешка · b4 чёрный конь · d4 белая пешка · f4 белый конь · h4 белая пешка · b3 белая пешка · g3 белая пешка · d2 белый король · f2 белая пешка | e8 чёрный слон · b6 чёрная пешка · f6 чёрный король · g6 чёрная пешка · a5 чёрная пешка · d5 чёрная пешка · e5 белый конь · f5 чёрная пешка · h5 чёрная пешка · a4 белая пешка · b4 чёрный конь · d4 белая пешка · f4 белый конь · h4 белая пешка · b3 белая пешка · g3 белая пешка · d2 белый король · f2 белая пешка | e8 чёрный слон · b6 чёрная пешка · f6 чёрный король · g6 чёрная пешка · a5 чёрная пешка · d5 чёрная пешка · e5 белый конь · f5 чёрная пешка · h5 чёрная пешка · a4 белая пешка · b4 чёрный конь · d4 белая пешка · f4 белый конь · h4 белая пешка · b3 белая пешка · g3 белая пешка · d2 белый король · f2 белая пешка | e8 чёрный слон · b6 чёрная пешка · f6 чёрный король · g6 чёрная пешка · a5 чёрная пешка · d5 чёрная пешка · e5 белый конь · f5 чёрная пешка · h5 чёрная пешка · a4 белая пешка · b4 чёрный конь · d4 белая пешка · f4 белый конь · h4 белая пешка · b3 белая пешка · g3 белая пешка · d2 белый король · f2 белая пешка | e8 чёрный слон · b6 чёрная пешка · f6 чёрный король · g6 чёрная пешка · a5 чёрная пешка · d5 чёрная пешка · e5 белый конь · f5 чёрная пешка · h5 чёрная пешка · a4 белая пешка · b4 чёрный конь · d4 белая пешка · f4 белый конь · h4 белая пешка · b3 белая пешка · g3 белая пешка · d2 белый король · f2 белая пешка | e8 чёрный слон · b6 чёрная пешка · f6 чёрный король · g6 чёрная пешка · a5 чёрная пешка · d5 чёрная пешка · e5 белый конь · f5 чёрная пешка · h5 чёрная пешка · a4 белая пешка · b4 чёрный конь · d4 белая пешка · f4 белый конь · h4 белая пешка · b3 белая пешка · g3 белая пешка · d2 белый король · f2 белая пешка | 5 |
| 4 | e8 чёрный слон · b6 чёрная пешка · f6 чёрный король · g6 чёрная пешка · a5 чёрная пешка · d5 чёрная пешка · e5 белый конь · f5 чёрная пешка · h5 чёрная пешка · a4 белая пешка · b4 чёрный конь · d4 белая пешка · f4 белый конь · h4 белая пешка · b3 белая пешка · g3 белая пешка · d2 белый король · f2 белая пешка | e8 чёрный слон · b6 чёрная пешка · f6 чёрный король · g6 чёрная пешка · a5 чёрная пешка · d5 чёрная пешка · e5 белый конь · f5 чёрная пешка · h5 чёрная пешка · a4 белая пешка · b4 чёрный конь · d4 белая пешка · f4 белый конь · h4 белая пешка · b3 белая пешка · g3 белая пешка · d2 белый король · f2 белая пешка | e8 чёрный слон · b6 чёрная пешка · f6 чёрный король · g6 чёрная пешка · a5 чёрная пешка · d5 чёрная пешка · e5 белый конь · f5 чёрная пешка · h5 чёрная пешка · a4 белая пешка · b4 чёрный конь · d4 белая пешка · f4 белый конь · h4 белая пешка · b3 белая пешка · g3 белая пешка · d2 белый король · f2 белая пешка | e8 чёрный слон · b6 чёрная пешка · f6 чёрный король · g6 чёрная пешка · a5 чёрная пешка · d5 чёрная пешка · e5 белый конь · f5 чёрная пешка · h5 чёрная пешка · a4 белая пешка · b4 чёрный конь · d4 белая пешка · f4 белый конь · h4 белая пешка · b3 белая пешка · g3 белая пешка · d2 белый король · f2 белая пешка | e8 чёрный слон · b6 чёрная пешка · f6 чёрный король · g6 чёрная пешка · a5 чёрная пешка · d5 чёрная пешка · e5 белый конь · f5 чёрная пешка · h5 чёрная пешка · a4 белая пешка · b4 чёрный конь · d4 белая пешка · f4 белый конь · h4 белая пешка · b3 белая пешка · g3 белая пешка · d2 белый король · f2 белая пешка | e8 чёрный слон · b6 чёрная пешка · f6 чёрный король · g6 чёрная пешка · a5 чёрная пешка · d5 чёрная пешка · e5 белый конь · f5 чёрная пешка · h5 чёрная пешка · a4 белая пешка · b4 чёрный конь · d4 белая пешка · f4 белый конь · h4 белая пешка · b3 белая пешка · g3 белая пешка · d2 белый король · f2 белая пешка | e8 чёрный слон · b6 чёрная пешка · f6 чёрный король · g6 чёрная пешка · a5 чёрная пешка · d5 чёрная пешка · e5 белый конь · f5 чёрная пешка · h5 чёрная пешка · a4 белая пешка · b4 чёрный конь · d4 белая пешка · f4 белый конь · h4 белая пешка · b3 белая пешка · g3 белая пешка · d2 белый король · f2 белая пешка | e8 чёрный слон · b6 чёрная пешка · f6 чёрный король · g6 чёрная пешка · a5 чёрная пешка · d5 чёрная пешка · e5 белый конь · f5 чёрная пешка · h5 чёрная пешка · a4 белая пешка · b4 чёрный конь · d4 белая пешка · f4 белый конь · h4 белая пешка · b3 белая пешка · g3 белая пешка · d2 белый король · f2 белая пешка | 4 |
| 3 | e8 чёрный слон · b6 чёрная пешка · f6 чёрный король · g6 чёрная пешка · a5 чёрная пешка · d5 чёрная пешка · e5 белый конь · f5 чёрная пешка · h5 чёрная пешка · a4 белая пешка · b4 чёрный конь · d4 белая пешка · f4 белый конь · h4 белая пешка · b3 белая пешка · g3 белая пешка · d2 белый король · f2 белая пешка | e8 чёрный слон · b6 чёрная пешка · f6 чёрный король · g6 чёрная пешка · a5 чёрная пешка · d5 чёрная пешка · e5 белый конь · f5 чёрная пешка · h5 чёрная пешка · a4 белая пешка · b4 чёрный конь · d4 белая пешка · f4 белый конь · h4 белая пешка · b3 белая пешка · g3 белая пешка · d2 белый король · f2 белая пешка | e8 чёрный слон · b6 чёрная пешка · f6 чёрный король · g6 чёрная пешка · a5 чёрная пешка · d5 чёрная пешка · e5 белый конь · f5 чёрная пешка · h5 чёрная пешка · a4 белая пешка · b4 чёрный конь · d4 белая пешка · f4 белый конь · h4 белая пешка · b3 белая пешка · g3 белая пешка · d2 белый король · f2 белая пешка | e8 чёрный слон · b6 чёрная пешка · f6 чёрный король · g6 чёрная пешка · a5 чёрная пешка · d5 чёрная пешка · e5 белый конь · f5 чёрная пешка · h5 чёрная пешка · a4 белая пешка · b4 чёрный конь · d4 белая пешка · f4 белый конь · h4 белая пешка · b3 белая пешка · g3 белая пешка · d2 белый король · f2 белая пешка | e8 чёрный слон · b6 чёрная пешка · f6 чёрный король · g6 чёрная пешка · a5 чёрная пешка · d5 чёрная пешка · e5 белый конь · f5 чёрная пешка · h5 чёрная пешка · a4 белая пешка · b4 чёрный конь · d4 белая пешка · f4 белый конь · h4 белая пешка · b3 белая пешка · g3 белая пешка · d2 белый король · f2 белая пешка | e8 чёрный слон · b6 чёрная пешка · f6 чёрный король · g6 чёрная пешка · a5 чёрная пешка · d5 чёрная пешка · e5 белый конь · f5 чёрная пешка · h5 чёрная пешка · a4 белая пешка · b4 чёрный конь · d4 белая пешка · f4 белый конь · h4 белая пешка · b3 белая пешка · g3 белая пешка · d2 белый король · f2 белая пешка | e8 чёрный слон · b6 чёрная пешка · f6 чёрный король · g6 чёрная пешка · a5 чёрная пешка · d5 чёрная пешка · e5 белый конь · f5 чёрная пешка · h5 чёрная пешка · a4 белая пешка · b4 чёрный конь · d4 белая пешка · f4 белый конь · h4 белая пешка · b3 белая пешка · g3 белая пешка · d2 белый король · f2 белая пешка | e8 чёрный слон · b6 чёрная пешка · f6 чёрный король · g6 чёрная пешка · a5 чёрная пешка · d5 чёрная пешка · e5 белый конь · f5 чёрная пешка · h5 чёрная пешка · a4 белая пешка · b4 чёрный конь · d4 белая пешка · f4 белый конь · h4 белая пешка · b3 белая пешка · g3 белая пешка · d2 белый король · f2 белая пешка | 3 |
| 2 | e8 чёрный слон · b6 чёрная пешка · f6 чёрный король · g6 чёрная пешка · a5 чёрная пешка · d5 чёрная пешка · e5 белый конь · f5 чёрная пешка · h5 чёрная пешка · a4 белая пешка · b4 чёрный конь · d4 белая пешка · f4 белый конь · h4 белая пешка · b3 белая пешка · g3 белая пешка · d2 белый король · f2 белая пешка | e8 чёрный слон · b6 чёрная пешка · f6 чёрный король · g6 чёрная пешка · a5 чёрная пешка · d5 чёрная пешка · e5 белый конь · f5 чёрная пешка · h5 чёрная пешка · a4 белая пешка · b4 чёрный конь · d4 белая пешка · f4 белый конь · h4 белая пешка · b3 белая пешка · g3 белая пешка · d2 белый король · f2 белая пешка | e8 чёрный слон · b6 чёрная пешка · f6 чёрный король · g6 чёрная пешка · a5 чёрная пешка · d5 чёрная пешка · e5 белый конь · f5 чёрная пешка · h5 чёрная пешка · a4 белая пешка · b4 чёрный конь · d4 белая пешка · f4 белый конь · h4 белая пешка · b3 белая пешка · g3 белая пешка · d2 белый король · f2 белая пешка | e8 чёрный слон · b6 чёрная пешка · f6 чёрный король · g6 чёрная пешка · a5 чёрная пешка · d5 чёрная пешка · e5 белый конь · f5 чёрная пешка · h5 чёрная пешка · a4 белая пешка · b4 чёрный конь · d4 белая пешка · f4 белый конь · h4 белая пешка · b3 белая пешка · g3 белая пешка · d2 белый король · f2 белая пешка | e8 чёрный слон · b6 чёрная пешка · f6 чёрный король · g6 чёрная пешка · a5 чёрная пешка · d5 чёрная пешка · e5 белый конь · f5 чёрная пешка · h5 чёрная пешка · a4 белая пешка · b4 чёрный конь · d4 белая пешка · f4 белый конь · h4 белая пешка · b3 белая пешка · g3 белая пешка · d2 белый король · f2 белая пешка | e8 чёрный слон · b6 чёрная пешка · f6 чёрный король · g6 чёрная пешка · a5 чёрная пешка · d5 чёрная пешка · e5 белый конь · f5 чёрная пешка · h5 чёрная пешка · a4 белая пешка · b4 чёрный конь · d4 белая пешка · f4 белый конь · h4 белая пешка · b3 белая пешка · g3 белая пешка · d2 белый король · f2 белая пешка | e8 чёрный слон · b6 чёрная пешка · f6 чёрный король · g6 чёрная пешка · a5 чёрная пешка · d5 чёрная пешка · e5 белый конь · f5 чёрная пешка · h5 чёрная пешка · a4 белая пешка · b4 чёрный конь · d4 белая пешка · f4 белый конь · h4 белая пешка · b3 белая пешка · g3 белая пешка · d2 белый король · f2 белая пешка | e8 чёрный слон · b6 чёрная пешка · f6 чёрный король · g6 чёрная пешка · a5 чёрная пешка · d5 чёрная пешка · e5 белый конь · f5 чёрная пешка · h5 чёрная пешка · a4 белая пешка · b4 чёрный конь · d4 белая пешка · f4 белый конь · h4 белая пешка · b3 белая пешка · g3 белая пешка · d2 белый король · f2 белая пешка | 2 |
| 1 | e8 чёрный слон · b6 чёрная пешка · f6 чёрный король · g6 чёрная пешка · a5 чёрная пешка · d5 чёрная пешка · e5 белый конь · f5 чёрная пешка · h5 чёрная пешка · a4 белая пешка · b4 чёрный конь · d4 белая пешка · f4 белый конь · h4 белая пешка · b3 белая пешка · g3 белая пешка · d2 белый король · f2 белая пешка | e8 чёрный слон · b6 чёрная пешка · f6 чёрный король · g6 чёрная пешка · a5 чёрная пешка · d5 чёрная пешка · e5 белый конь · f5 чёрная пешка · h5 чёрная пешка · a4 белая пешка · b4 чёрный конь · d4 белая пешка · f4 белый конь · h4 белая пешка · b3 белая пешка · g3 белая пешка · d2 белый король · f2 белая пешка | e8 чёрный слон · b6 чёрная пешка · f6 чёрный король · g6 чёрная пешка · a5 чёрная пешка · d5 чёрная пешка · e5 белый конь · f5 чёрная пешка · h5 чёрная пешка · a4 белая пешка · b4 чёрный конь · d4 белая пешка · f4 белый конь · h4 белая пешка · b3 белая пешка · g3 белая пешка · d2 белый король · f2 белая пешка | e8 чёрный слон · b6 чёрная пешка · f6 чёрный король · g6 чёрная пешка · a5 чёрная пешка · d5 чёрная пешка · e5 белый конь · f5 чёрная пешка · h5 чёрная пешка · a4 белая пешка · b4 чёрный конь · d4 белая пешка · f4 белый конь · h4 белая пешка · b3 белая пешка · g3 белая пешка · d2 белый король · f2 белая пешка | e8 чёрный слон · b6 чёрная пешка · f6 чёрный король · g6 чёрная пешка · a5 чёрная пешка · d5 чёрная пешка · e5 белый конь · f5 чёрная пешка · h5 чёрная пешка · a4 белая пешка · b4 чёрный конь · d4 белая пешка · f4 белый конь · h4 белая пешка · b3 белая пешка · g3 белая пешка · d2 белый король · f2 белая пешка | e8 чёрный слон · b6 чёрная пешка · f6 чёрный король · g6 чёрная пешка · a5 чёрная пешка · d5 чёрная пешка · e5 белый конь · f5 чёрная пешка · h5 чёрная пешка · a4 белая пешка · b4 чёрный конь · d4 белая пешка · f4 белый конь · h4 белая пешка · b3 белая пешка · g3 белая пешка · d2 белый король · f2 белая пешка | e8 чёрный слон · b6 чёрная пешка · f6 чёрный король · g6 чёрная пешка · a5 чёрная пешка · d5 чёрная пешка · e5 белый конь · f5 чёрная пешка · h5 чёрная пешка · a4 белая пешка · b4 чёрный конь · d4 белая пешка · f4 белый конь · h4 белая пешка · b3 белая пешка · g3 белая пешка · d2 белый король · f2 белая пешка | e8 чёрный слон · b6 чёрная пешка · f6 чёрный король · g6 чёрная пешка · a5 чёрная пешка · d5 чёрная пешка · e5 белый конь · f5 чёрная пешка · h5 чёрная пешка · a4 белая пешка · b4 чёрный конь · d4 белая пешка · f4 белый конь · h4 белая пешка · b3 белая пешка · g3 белая пешка · d2 белый король · f2 белая пешка | 1 |
|   | a | b | c | d | e | f | g | h |   |

После последнего хода 47. Ke5 чёрные оказались в цугцванге. У них слабы пешки b6, d5 и g6 и они не в состоянии всё защитить. Последовало: 47 …Kpg7 48. Ke6+ Kpf6 49. Kc7 Cf7 50. Ka8 Ce8 51. K:b6; белые выиграли пешку, а вскоре и партию.

### ПартияБотвинник—Бронштейн
|   | a | b | c | d | e | f | g | h |   |
| - | --- | --- | --- | --- | --- | --- | --- | --- | - |
| 8 | c8 чёрный конь · b7 чёрная пешка · e7 чёрный конь · b6 чёрная пешка · g6 чёрный король · d5 чёрная пешка · g5 белый слон · h5 чёрная пешка · a4 белая пешка · d4 белая пешка · h4 белая пешка · c3 белый король · f3 белый слон | c8 чёрный конь · b7 чёрная пешка · e7 чёрный конь · b6 чёрная пешка · g6 чёрный король · d5 чёрная пешка · g5 белый слон · h5 чёрная пешка · a4 белая пешка · d4 белая пешка · h4 белая пешка · c3 белый король · f3 белый слон | c8 чёрный конь · b7 чёрная пешка · e7 чёрный конь · b6 чёрная пешка · g6 чёрный король · d5 чёрная пешка · g5 белый слон · h5 чёрная пешка · a4 белая пешка · d4 белая пешка · h4 белая пешка · c3 белый король · f3 белый слон | c8 чёрный конь · b7 чёрная пешка · e7 чёрный конь · b6 чёрная пешка · g6 чёрный король · d5 чёрная пешка · g5 белый слон · h5 чёрная пешка · a4 белая пешка · d4 белая пешка · h4 белая пешка · c3 белый король · f3 белый слон | c8 чёрный конь · b7 чёрная пешка · e7 чёрный конь · b6 чёрная пешка · g6 чёрный король · d5 чёрная пешка · g5 белый слон · h5 чёрная пешка · a4 белая пешка · d4 белая пешка · h4 белая пешка · c3 белый король · f3 белый слон | c8 чёрный конь · b7 чёрная пешка · e7 чёрный конь · b6 чёрная пешка · g6 чёрный король · d5 чёрная пешка · g5 белый слон · h5 чёрная пешка · a4 белая пешка · d4 белая пешка · h4 белая пешка · c3 белый король · f3 белый слон | c8 чёрный конь · b7 чёрная пешка · e7 чёрный конь · b6 чёрная пешка · g6 чёрный король · d5 чёрная пешка · g5 белый слон · h5 чёрная пешка · a4 белая пешка · d4 белая пешка · h4 белая пешка · c3 белый король · f3 белый слон | c8 чёрный конь · b7 чёрная пешка · e7 чёрный конь · b6 чёрная пешка · g6 чёрный король · d5 чёрная пешка · g5 белый слон · h5 чёрная пешка · a4 белая пешка · d4 белая пешка · h4 белая пешка · c3 белый король · f3 белый слон | 8 |
| 7 | c8 чёрный конь · b7 чёрная пешка · e7 чёрный конь · b6 чёрная пешка · g6 чёрный король · d5 чёрная пешка · g5 белый слон · h5 чёрная пешка · a4 белая пешка · d4 белая пешка · h4 белая пешка · c3 белый король · f3 белый слон | c8 чёрный конь · b7 чёрная пешка · e7 чёрный конь · b6 чёрная пешка · g6 чёрный король · d5 чёрная пешка · g5 белый слон · h5 чёрная пешка · a4 белая пешка · d4 белая пешка · h4 белая пешка · c3 белый король · f3 белый слон | c8 чёрный конь · b7 чёрная пешка · e7 чёрный конь · b6 чёрная пешка · g6 чёрный король · d5 чёрная пешка · g5 белый слон · h5 чёрная пешка · a4 белая пешка · d4 белая пешка · h4 белая пешка · c3 белый король · f3 белый слон | c8 чёрный конь · b7 чёрная пешка · e7 чёрный конь · b6 чёрная пешка · g6 чёрный король · d5 чёрная пешка · g5 белый слон · h5 чёрная пешка · a4 белая пешка · d4 белая пешка · h4 белая пешка · c3 белый король · f3 белый слон | c8 чёрный конь · b7 чёрная пешка · e7 чёрный конь · b6 чёрная пешка · g6 чёрный король · d5 чёрная пешка · g5 белый слон · h5 чёрная пешка · a4 белая пешка · d4 белая пешка · h4 белая пешка · c3 белый король · f3 белый слон | c8 чёрный конь · b7 чёрная пешка · e7 чёрный конь · b6 чёрная пешка · g6 чёрный король · d5 чёрная пешка · g5 белый слон · h5 чёрная пешка · a4 белая пешка · d4 белая пешка · h4 белая пешка · c3 белый король · f3 белый слон | c8 чёрный конь · b7 чёрная пешка · e7 чёрный конь · b6 чёрная пешка · g6 чёрный король · d5 чёрная пешка · g5 белый слон · h5 чёрная пешка · a4 белая пешка · d4 белая пешка · h4 белая пешка · c3 белый король · f3 белый слон | c8 чёрный конь · b7 чёрная пешка · e7 чёрный конь · b6 чёрная пешка · g6 чёрный король · d5 чёрная пешка · g5 белый слон · h5 чёрная пешка · a4 белая пешка · d4 белая пешка · h4 белая пешка · c3 белый король · f3 белый слон | 7 |
| 6 | c8 чёрный конь · b7 чёрная пешка · e7 чёрный конь · b6 чёрная пешка · g6 чёрный король · d5 чёрная пешка · g5 белый слон · h5 чёрная пешка · a4 белая пешка · d4 белая пешка · h4 белая пешка · c3 белый король · f3 белый слон | c8 чёрный конь · b7 чёрная пешка · e7 чёрный конь · b6 чёрная пешка · g6 чёрный король · d5 чёрная пешка · g5 белый слон · h5 чёрная пешка · a4 белая пешка · d4 белая пешка · h4 белая пешка · c3 белый король · f3 белый слон | c8 чёрный конь · b7 чёрная пешка · e7 чёрный конь · b6 чёрная пешка · g6 чёрный король · d5 чёрная пешка · g5 белый слон · h5 чёрная пешка · a4 белая пешка · d4 белая пешка · h4 белая пешка · c3 белый король · f3 белый слон | c8 чёрный конь · b7 чёрная пешка · e7 чёрный конь · b6 чёрная пешка · g6 чёрный король · d5 чёрная пешка · g5 белый слон · h5 чёрная пешка · a4 белая пешка · d4 белая пешка · h4 белая пешка · c3 белый король · f3 белый слон | c8 чёрный конь · b7 чёрная пешка · e7 чёрный конь · b6 чёрная пешка · g6 чёрный король · d5 чёрная пешка · g5 белый слон · h5 чёрная пешка · a4 белая пешка · d4 белая пешка · h4 белая пешка · c3 белый король · f3 белый слон | c8 чёрный конь · b7 чёрная пешка · e7 чёрный конь · b6 чёрная пешка · g6 чёрный король · d5 чёрная пешка · g5 белый слон · h5 чёрная пешка · a4 белая пешка · d4 белая пешка · h4 белая пешка · c3 белый король · f3 белый слон | c8 чёрный конь · b7 чёрная пешка · e7 чёрный конь · b6 чёрная пешка · g6 чёрный король · d5 чёрная пешка · g5 белый слон · h5 чёрная пешка · a4 белая пешка · d4 белая пешка · h4 белая пешка · c3 белый король · f3 белый слон | c8 чёрный конь · b7 чёрная пешка · e7 чёрный конь · b6 чёрная пешка · g6 чёрный король · d5 чёрная пешка · g5 белый слон · h5 чёрная пешка · a4 белая пешка · d4 белая пешка · h4 белая пешка · c3 белый король · f3 белый слон | 6 |
| 5 | c8 чёрный конь · b7 чёрная пешка · e7 чёрный конь · b6 чёрная пешка · g6 чёрный король · d5 чёрная пешка · g5 белый слон · h5 чёрная пешка · a4 белая пешка · d4 белая пешка · h4 белая пешка · c3 белый король · f3 белый слон | c8 чёрный конь · b7 чёрная пешка · e7 чёрный конь · b6 чёрная пешка · g6 чёрный король · d5 чёрная пешка · g5 белый слон · h5 чёрная пешка · a4 белая пешка · d4 белая пешка · h4 белая пешка · c3 белый король · f3 белый слон | c8 чёрный конь · b7 чёрная пешка · e7 чёрный конь · b6 чёрная пешка · g6 чёрный король · d5 чёрная пешка · g5 белый слон · h5 чёрная пешка · a4 белая пешка · d4 белая пешка · h4 белая пешка · c3 белый король · f3 белый слон | c8 чёрный конь · b7 чёрная пешка · e7 чёрный конь · b6 чёрная пешка · g6 чёрный король · d5 чёрная пешка · g5 белый слон · h5 чёрная пешка · a4 белая пешка · d4 белая пешка · h4 белая пешка · c3 белый король · f3 белый слон | c8 чёрный конь · b7 чёрная пешка · e7 чёрный конь · b6 чёрная пешка · g6 чёрный король · d5 чёрная пешка · g5 белый слон · h5 чёрная пешка · a4 белая пешка · d4 белая пешка · h4 белая пешка · c3 белый король · f3 белый слон | c8 чёрный конь · b7 чёрная пешка · e7 чёрный конь · b6 чёрная пешка · g6 чёрный король · d5 чёрная пешка · g5 белый слон · h5 чёрная пешка · a4 белая пешка · d4 белая пешка · h4 белая пешка · c3 белый король · f3 белый слон | c8 чёрный конь · b7 чёрная пешка · e7 чёрный конь · b6 чёрная пешка · g6 чёрный король · d5 чёрная пешка · g5 белый слон · h5 чёрная пешка · a4 белая пешка · d4 белая пешка · h4 белая пешка · c3 белый король · f3 белый слон | c8 чёрный конь · b7 чёрная пешка · e7 чёрный конь · b6 чёрная пешка · g6 чёрный король · d5 чёрная пешка · g5 белый слон · h5 чёрная пешка · a4 белая пешка · d4 белая пешка · h4 белая пешка · c3 белый король · f3 белый слон | 5 |
| 4 | c8 чёрный конь · b7 чёрная пешка · e7 чёрный конь · b6 чёрная пешка · g6 чёрный король · d5 чёрная пешка · g5 белый слон · h5 чёрная пешка · a4 белая пешка · d4 белая пешка · h4 белая пешка · c3 белый король · f3 белый слон | c8 чёрный конь · b7 чёрная пешка · e7 чёрный конь · b6 чёрная пешка · g6 чёрный король · d5 чёрная пешка · g5 белый слон · h5 чёрная пешка · a4 белая пешка · d4 белая пешка · h4 белая пешка · c3 белый король · f3 белый слон | c8 чёрный конь · b7 чёрная пешка · e7 чёрный конь · b6 чёрная пешка · g6 чёрный король · d5 чёрная пешка · g5 белый слон · h5 чёрная пешка · a4 белая пешка · d4 белая пешка · h4 белая пешка · c3 белый король · f3 белый слон | c8 чёрный конь · b7 чёрная пешка · e7 чёрный конь · b6 чёрная пешка · g6 чёрный король · d5 чёрная пешка · g5 белый слон · h5 чёрная пешка · a4 белая пешка · d4 белая пешка · h4 белая пешка · c3 белый король · f3 белый слон | c8 чёрный конь · b7 чёрная пешка · e7 чёрный конь · b6 чёрная пешка · g6 чёрный король · d5 чёрная пешка · g5 белый слон · h5 чёрная пешка · a4 белая пешка · d4 белая пешка · h4 белая пешка · c3 белый король · f3 белый слон | c8 чёрный конь · b7 чёрная пешка · e7 чёрный конь · b6 чёрная пешка · g6 чёрный король · d5 чёрная пешка · g5 белый слон · h5 чёрная пешка · a4 белая пешка · d4 белая пешка · h4 белая пешка · c3 белый король · f3 белый слон | c8 чёрный конь · b7 чёрная пешка · e7 чёрный конь · b6 чёрная пешка · g6 чёрный король · d5 чёрная пешка · g5 белый слон · h5 чёрная пешка · a4 белая пешка · d4 белая пешка · h4 белая пешка · c3 белый король · f3 белый слон | c8 чёрный конь · b7 чёрная пешка · e7 чёрный конь · b6 чёрная пешка · g6 чёрный король · d5 чёрная пешка · g5 белый слон · h5 чёрная пешка · a4 белая пешка · d4 белая пешка · h4 белая пешка · c3 белый король · f3 белый слон | 4 |
| 3 | c8 чёрный конь · b7 чёрная пешка · e7 чёрный конь · b6 чёрная пешка · g6 чёрный король · d5 чёрная пешка · g5 белый слон · h5 чёрная пешка · a4 белая пешка · d4 белая пешка · h4 белая пешка · c3 белый король · f3 белый слон | c8 чёрный конь · b7 чёрная пешка · e7 чёрный конь · b6 чёрная пешка · g6 чёрный король · d5 чёрная пешка · g5 белый слон · h5 чёрная пешка · a4 белая пешка · d4 белая пешка · h4 белая пешка · c3 белый король · f3 белый слон | c8 чёрный конь · b7 чёрная пешка · e7 чёрный конь · b6 чёрная пешка · g6 чёрный король · d5 чёрная пешка · g5 белый слон · h5 чёрная пешка · a4 белая пешка · d4 белая пешка · h4 белая пешка · c3 белый король · f3 белый слон | c8 чёрный конь · b7 чёрная пешка · e7 чёрный конь · b6 чёрная пешка · g6 чёрный король · d5 чёрная пешка · g5 белый слон · h5 чёрная пешка · a4 белая пешка · d4 белая пешка · h4 белая пешка · c3 белый король · f3 белый слон | c8 чёрный конь · b7 чёрная пешка · e7 чёрный конь · b6 чёрная пешка · g6 чёрный король · d5 чёрная пешка · g5 белый слон · h5 чёрная пешка · a4 белая пешка · d4 белая пешка · h4 белая пешка · c3 белый король · f3 белый слон | c8 чёрный конь · b7 чёрная пешка · e7 чёрный конь · b6 чёрная пешка · g6 чёрный король · d5 чёрная пешка · g5 белый слон · h5 чёрная пешка · a4 белая пешка · d4 белая пешка · h4 белая пешка · c3 белый король · f3 белый слон | c8 чёрный конь · b7 чёрная пешка · e7 чёрный конь · b6 чёрная пешка · g6 чёрный король · d5 чёрная пешка · g5 белый слон · h5 чёрная пешка · a4 белая пешка · d4 белая пешка · h4 белая пешка · c3 белый король · f3 белый слон | c8 чёрный конь · b7 чёрная пешка · e7 чёрный конь · b6 чёрная пешка · g6 чёрный король · d5 чёрная пешка · g5 белый слон · h5 чёрная пешка · a4 белая пешка · d4 белая пешка · h4 белая пешка · c3 белый король · f3 белый слон | 3 |
| 2 | c8 чёрный конь · b7 чёрная пешка · e7 чёрный конь · b6 чёрная пешка · g6 чёрный король · d5 чёрная пешка · g5 белый слон · h5 чёрная пешка · a4 белая пешка · d4 белая пешка · h4 белая пешка · c3 белый король · f3 белый слон | c8 чёрный конь · b7 чёрная пешка · e7 чёрный конь · b6 чёрная пешка · g6 чёрный король · d5 чёрная пешка · g5 белый слон · h5 чёрная пешка · a4 белая пешка · d4 белая пешка · h4 белая пешка · c3 белый король · f3 белый слон | c8 чёрный конь · b7 чёрная пешка · e7 чёрный конь · b6 чёрная пешка · g6 чёрный король · d5 чёрная пешка · g5 белый слон · h5 чёрная пешка · a4 белая пешка · d4 белая пешка · h4 белая пешка · c3 белый король · f3 белый слон | c8 чёрный конь · b7 чёрная пешка · e7 чёрный конь · b6 чёрная пешка · g6 чёрный король · d5 чёрная пешка · g5 белый слон · h5 чёрная пешка · a4 белая пешка · d4 белая пешка · h4 белая пешка · c3 белый король · f3 белый слон | c8 чёрный конь · b7 чёрная пешка · e7 чёрный конь · b6 чёрная пешка · g6 чёрный король · d5 чёрная пешка · g5 белый слон · h5 чёрная пешка · a4 белая пешка · d4 белая пешка · h4 белая пешка · c3 белый король · f3 белый слон | c8 чёрный конь · b7 чёрная пешка · e7 чёрный конь · b6 чёрная пешка · g6 чёрный король · d5 чёрная пешка · g5 белый слон · h5 чёрная пешка · a4 белая пешка · d4 белая пешка · h4 белая пешка · c3 белый король · f3 белый слон | c8 чёрный конь · b7 чёрная пешка · e7 чёрный конь · b6 чёрная пешка · g6 чёрный король · d5 чёрная пешка · g5 белый слон · h5 чёрная пешка · a4 белая пешка · d4 белая пешка · h4 белая пешка · c3 белый король · f3 белый слон | c8 чёрный конь · b7 чёрная пешка · e7 чёрный конь · b6 чёрная пешка · g6 чёрный король · d5 чёрная пешка · g5 белый слон · h5 чёрная пешка · a4 белая пешка · d4 белая пешка · h4 белая пешка · c3 белый король · f3 белый слон | 2 |
| 1 | c8 чёрный конь · b7 чёрная пешка · e7 чёрный конь · b6 чёрная пешка · g6 чёрный король · d5 чёрная пешка · g5 белый слон · h5 чёрная пешка · a4 белая пешка · d4 белая пешка · h4 белая пешка · c3 белый король · f3 белый слон | c8 чёрный конь · b7 чёрная пешка · e7 чёрный конь · b6 чёрная пешка · g6 чёрный король · d5 чёрная пешка · g5 белый слон · h5 чёрная пешка · a4 белая пешка · d4 белая пешка · h4 белая пешка · c3 белый король · f3 белый слон | c8 чёрный конь · b7 чёрная пешка · e7 чёрный конь · b6 чёрная пешка · g6 чёрный король · d5 чёрная пешка · g5 белый слон · h5 чёрная пешка · a4 белая пешка · d4 белая пешка · h4 белая пешка · c3 белый король · f3 белый слон | c8 чёрный конь · b7 чёрная пешка · e7 чёрный конь · b6 чёрная пешка · g6 чёрный король · d5 чёрная пешка · g5 белый слон · h5 чёрная пешка · a4 белая пешка · d4 белая пешка · h4 белая пешка · c3 белый король · f3 белый слон | c8 чёрный конь · b7 чёрная пешка · e7 чёрный конь · b6 чёрная пешка · g6 чёрный король · d5 чёрная пешка · g5 белый слон · h5 чёрная пешка · a4 белая пешка · d4 белая пешка · h4 белая пешка · c3 белый король · f3 белый слон | c8 чёрный конь · b7 чёрная пешка · e7 чёрный конь · b6 чёрная пешка · g6 чёрный король · d5 чёрная пешка · g5 белый слон · h5 чёрная пешка · a4 белая пешка · d4 белая пешка · h4 белая пешка · c3 белый король · f3 белый слон | c8 чёрный конь · b7 чёрная пешка · e7 чёрный конь · b6 чёрная пешка · g6 чёрный король · d5 чёрная пешка · g5 белый слон · h5 чёрная пешка · a4 белая пешка · d4 белая пешка · h4 белая пешка · c3 белый король · f3 белый слон | c8 чёрный конь · b7 чёрная пешка · e7 чёрный конь · b6 чёрная пешка · g6 чёрный король · d5 чёрная пешка · g5 белый слон · h5 чёрная пешка · a4 белая пешка · d4 белая пешка · h4 белая пешка · c3 белый король · f3 белый слон | 1 |
|   | a | b | c | d | e | f | g | h |   |

После 57. Сg5 Бронштейн сдался ввиду цугцванга, и небезосновательно, о чём свидетельствует указанный Ботвинником вариант: 57 …Кс6 58. С:d5 Кd6 59. Сf3 Крf5 60. Сс1 b5 61. С:с6 bc 62. а5.

### ПартияКапабланка—Элисказес
|   | a | b | c | d | e | f | g | h |   |
| - | --- | --- | --- | --- | --- | --- | --- | --- | - |
| 8 | g8 чёрная ладья · h8 чёрный король · a7 чёрная пешка · b7 чёрная пешка · c6 чёрная пешка · e6 чёрная пешка · g6 чёрная пешка · h6 чёрный ферзь · d5 чёрная пешка · e5 белая пешка · g5 белая ладья · h5 чёрная ладья · b4 белая пешка · d4 белая пешка · f4 белая пешка · g4 белый ферзь · h4 белая пешка · a3 белая пешка · f3 белая ладья · h3 белый король | g8 чёрная ладья · h8 чёрный король · a7 чёрная пешка · b7 чёрная пешка · c6 чёрная пешка · e6 чёрная пешка · g6 чёрная пешка · h6 чёрный ферзь · d5 чёрная пешка · e5 белая пешка · g5 белая ладья · h5 чёрная ладья · b4 белая пешка · d4 белая пешка · f4 белая пешка · g4 белый ферзь · h4 белая пешка · a3 белая пешка · f3 белая ладья · h3 белый король | g8 чёрная ладья · h8 чёрный король · a7 чёрная пешка · b7 чёрная пешка · c6 чёрная пешка · e6 чёрная пешка · g6 чёрная пешка · h6 чёрный ферзь · d5 чёрная пешка · e5 белая пешка · g5 белая ладья · h5 чёрная ладья · b4 белая пешка · d4 белая пешка · f4 белая пешка · g4 белый ферзь · h4 белая пешка · a3 белая пешка · f3 белая ладья · h3 белый король | g8 чёрная ладья · h8 чёрный король · a7 чёрная пешка · b7 чёрная пешка · c6 чёрная пешка · e6 чёрная пешка · g6 чёрная пешка · h6 чёрный ферзь · d5 чёрная пешка · e5 белая пешка · g5 белая ладья · h5 чёрная ладья · b4 белая пешка · d4 белая пешка · f4 белая пешка · g4 белый ферзь · h4 белая пешка · a3 белая пешка · f3 белая ладья · h3 белый король | g8 чёрная ладья · h8 чёрный король · a7 чёрная пешка · b7 чёрная пешка · c6 чёрная пешка · e6 чёрная пешка · g6 чёрная пешка · h6 чёрный ферзь · d5 чёрная пешка · e5 белая пешка · g5 белая ладья · h5 чёрная ладья · b4 белая пешка · d4 белая пешка · f4 белая пешка · g4 белый ферзь · h4 белая пешка · a3 белая пешка · f3 белая ладья · h3 белый король | g8 чёрная ладья · h8 чёрный король · a7 чёрная пешка · b7 чёрная пешка · c6 чёрная пешка · e6 чёрная пешка · g6 чёрная пешка · h6 чёрный ферзь · d5 чёрная пешка · e5 белая пешка · g5 белая ладья · h5 чёрная ладья · b4 белая пешка · d4 белая пешка · f4 белая пешка · g4 белый ферзь · h4 белая пешка · a3 белая пешка · f3 белая ладья · h3 белый король | g8 чёрная ладья · h8 чёрный король · a7 чёрная пешка · b7 чёрная пешка · c6 чёрная пешка · e6 чёрная пешка · g6 чёрная пешка · h6 чёрный ферзь · d5 чёрная пешка · e5 белая пешка · g5 белая ладья · h5 чёрная ладья · b4 белая пешка · d4 белая пешка · f4 белая пешка · g4 белый ферзь · h4 белая пешка · a3 белая пешка · f3 белая ладья · h3 белый король | g8 чёрная ладья · h8 чёрный король · a7 чёрная пешка · b7 чёрная пешка · c6 чёрная пешка · e6 чёрная пешка · g6 чёрная пешка · h6 чёрный ферзь · d5 чёрная пешка · e5 белая пешка · g5 белая ладья · h5 чёрная ладья · b4 белая пешка · d4 белая пешка · f4 белая пешка · g4 белый ферзь · h4 белая пешка · a3 белая пешка · f3 белая ладья · h3 белый король | 8 |
| 7 | g8 чёрная ладья · h8 чёрный король · a7 чёрная пешка · b7 чёрная пешка · c6 чёрная пешка · e6 чёрная пешка · g6 чёрная пешка · h6 чёрный ферзь · d5 чёрная пешка · e5 белая пешка · g5 белая ладья · h5 чёрная ладья · b4 белая пешка · d4 белая пешка · f4 белая пешка · g4 белый ферзь · h4 белая пешка · a3 белая пешка · f3 белая ладья · h3 белый король | g8 чёрная ладья · h8 чёрный король · a7 чёрная пешка · b7 чёрная пешка · c6 чёрная пешка · e6 чёрная пешка · g6 чёрная пешка · h6 чёрный ферзь · d5 чёрная пешка · e5 белая пешка · g5 белая ладья · h5 чёрная ладья · b4 белая пешка · d4 белая пешка · f4 белая пешка · g4 белый ферзь · h4 белая пешка · a3 белая пешка · f3 белая ладья · h3 белый король | g8 чёрная ладья · h8 чёрный король · a7 чёрная пешка · b7 чёрная пешка · c6 чёрная пешка · e6 чёрная пешка · g6 чёрная пешка · h6 чёрный ферзь · d5 чёрная пешка · e5 белая пешка · g5 белая ладья · h5 чёрная ладья · b4 белая пешка · d4 белая пешка · f4 белая пешка · g4 белый ферзь · h4 белая пешка · a3 белая пешка · f3 белая ладья · h3 белый король | g8 чёрная ладья · h8 чёрный король · a7 чёрная пешка · b7 чёрная пешка · c6 чёрная пешка · e6 чёрная пешка · g6 чёрная пешка · h6 чёрный ферзь · d5 чёрная пешка · e5 белая пешка · g5 белая ладья · h5 чёрная ладья · b4 белая пешка · d4 белая пешка · f4 белая пешка · g4 белый ферзь · h4 белая пешка · a3 белая пешка · f3 белая ладья · h3 белый король | g8 чёрная ладья · h8 чёрный король · a7 чёрная пешка · b7 чёрная пешка · c6 чёрная пешка · e6 чёрная пешка · g6 чёрная пешка · h6 чёрный ферзь · d5 чёрная пешка · e5 белая пешка · g5 белая ладья · h5 чёрная ладья · b4 белая пешка · d4 белая пешка · f4 белая пешка · g4 белый ферзь · h4 белая пешка · a3 белая пешка · f3 белая ладья · h3 белый король | g8 чёрная ладья · h8 чёрный король · a7 чёрная пешка · b7 чёрная пешка · c6 чёрная пешка · e6 чёрная пешка · g6 чёрная пешка · h6 чёрный ферзь · d5 чёрная пешка · e5 белая пешка · g5 белая ладья · h5 чёрная ладья · b4 белая пешка · d4 белая пешка · f4 белая пешка · g4 белый ферзь · h4 белая пешка · a3 белая пешка · f3 белая ладья · h3 белый король | g8 чёрная ладья · h8 чёрный король · a7 чёрная пешка · b7 чёрная пешка · c6 чёрная пешка · e6 чёрная пешка · g6 чёрная пешка · h6 чёрный ферзь · d5 чёрная пешка · e5 белая пешка · g5 белая ладья · h5 чёрная ладья · b4 белая пешка · d4 белая пешка · f4 белая пешка · g4 белый ферзь · h4 белая пешка · a3 белая пешка · f3 белая ладья · h3 белый король | g8 чёрная ладья · h8 чёрный король · a7 чёрная пешка · b7 чёрная пешка · c6 чёрная пешка · e6 чёрная пешка · g6 чёрная пешка · h6 чёрный ферзь · d5 чёрная пешка · e5 белая пешка · g5 белая ладья · h5 чёрная ладья · b4 белая пешка · d4 белая пешка · f4 белая пешка · g4 белый ферзь · h4 белая пешка · a3 белая пешка · f3 белая ладья · h3 белый король | 7 |
| 6 | g8 чёрная ладья · h8 чёрный король · a7 чёрная пешка · b7 чёрная пешка · c6 чёрная пешка · e6 чёрная пешка · g6 чёрная пешка · h6 чёрный ферзь · d5 чёрная пешка · e5 белая пешка · g5 белая ладья · h5 чёрная ладья · b4 белая пешка · d4 белая пешка · f4 белая пешка · g4 белый ферзь · h4 белая пешка · a3 белая пешка · f3 белая ладья · h3 белый король | g8 чёрная ладья · h8 чёрный король · a7 чёрная пешка · b7 чёрная пешка · c6 чёрная пешка · e6 чёрная пешка · g6 чёрная пешка · h6 чёрный ферзь · d5 чёрная пешка · e5 белая пешка · g5 белая ладья · h5 чёрная ладья · b4 белая пешка · d4 белая пешка · f4 белая пешка · g4 белый ферзь · h4 белая пешка · a3 белая пешка · f3 белая ладья · h3 белый король | g8 чёрная ладья · h8 чёрный король · a7 чёрная пешка · b7 чёрная пешка · c6 чёрная пешка · e6 чёрная пешка · g6 чёрная пешка · h6 чёрный ферзь · d5 чёрная пешка · e5 белая пешка · g5 белая ладья · h5 чёрная ладья · b4 белая пешка · d4 белая пешка · f4 белая пешка · g4 белый ферзь · h4 белая пешка · a3 белая пешка · f3 белая ладья · h3 белый король | g8 чёрная ладья · h8 чёрный король · a7 чёрная пешка · b7 чёрная пешка · c6 чёрная пешка · e6 чёрная пешка · g6 чёрная пешка · h6 чёрный ферзь · d5 чёрная пешка · e5 белая пешка · g5 белая ладья · h5 чёрная ладья · b4 белая пешка · d4 белая пешка · f4 белая пешка · g4 белый ферзь · h4 белая пешка · a3 белая пешка · f3 белая ладья · h3 белый король | g8 чёрная ладья · h8 чёрный король · a7 чёрная пешка · b7 чёрная пешка · c6 чёрная пешка · e6 чёрная пешка · g6 чёрная пешка · h6 чёрный ферзь · d5 чёрная пешка · e5 белая пешка · g5 белая ладья · h5 чёрная ладья · b4 белая пешка · d4 белая пешка · f4 белая пешка · g4 белый ферзь · h4 белая пешка · a3 белая пешка · f3 белая ладья · h3 белый король | g8 чёрная ладья · h8 чёрный король · a7 чёрная пешка · b7 чёрная пешка · c6 чёрная пешка · e6 чёрная пешка · g6 чёрная пешка · h6 чёрный ферзь · d5 чёрная пешка · e5 белая пешка · g5 белая ладья · h5 чёрная ладья · b4 белая пешка · d4 белая пешка · f4 белая пешка · g4 белый ферзь · h4 белая пешка · a3 белая пешка · f3 белая ладья · h3 белый король | g8 чёрная ладья · h8 чёрный король · a7 чёрная пешка · b7 чёрная пешка · c6 чёрная пешка · e6 чёрная пешка · g6 чёрная пешка · h6 чёрный ферзь · d5 чёрная пешка · e5 белая пешка · g5 белая ладья · h5 чёрная ладья · b4 белая пешка · d4 белая пешка · f4 белая пешка · g4 белый ферзь · h4 белая пешка · a3 белая пешка · f3 белая ладья · h3 белый король | g8 чёрная ладья · h8 чёрный король · a7 чёрная пешка · b7 чёрная пешка · c6 чёрная пешка · e6 чёрная пешка · g6 чёрная пешка · h6 чёрный ферзь · d5 чёрная пешка · e5 белая пешка · g5 белая ладья · h5 чёрная ладья · b4 белая пешка · d4 белая пешка · f4 белая пешка · g4 белый ферзь · h4 белая пешка · a3 белая пешка · f3 белая ладья · h3 белый король | 6 |
| 5 | g8 чёрная ладья · h8 чёрный король · a7 чёрная пешка · b7 чёрная пешка · c6 чёрная пешка · e6 чёрная пешка · g6 чёрная пешка · h6 чёрный ферзь · d5 чёрная пешка · e5 белая пешка · g5 белая ладья · h5 чёрная ладья · b4 белая пешка · d4 белая пешка · f4 белая пешка · g4 белый ферзь · h4 белая пешка · a3 белая пешка · f3 белая ладья · h3 белый король | g8 чёрная ладья · h8 чёрный король · a7 чёрная пешка · b7 чёрная пешка · c6 чёрная пешка · e6 чёрная пешка · g6 чёрная пешка · h6 чёрный ферзь · d5 чёрная пешка · e5 белая пешка · g5 белая ладья · h5 чёрная ладья · b4 белая пешка · d4 белая пешка · f4 белая пешка · g4 белый ферзь · h4 белая пешка · a3 белая пешка · f3 белая ладья · h3 белый король | g8 чёрная ладья · h8 чёрный король · a7 чёрная пешка · b7 чёрная пешка · c6 чёрная пешка · e6 чёрная пешка · g6 чёрная пешка · h6 чёрный ферзь · d5 чёрная пешка · e5 белая пешка · g5 белая ладья · h5 чёрная ладья · b4 белая пешка · d4 белая пешка · f4 белая пешка · g4 белый ферзь · h4 белая пешка · a3 белая пешка · f3 белая ладья · h3 белый король | g8 чёрная ладья · h8 чёрный король · a7 чёрная пешка · b7 чёрная пешка · c6 чёрная пешка · e6 чёрная пешка · g6 чёрная пешка · h6 чёрный ферзь · d5 чёрная пешка · e5 белая пешка · g5 белая ладья · h5 чёрная ладья · b4 белая пешка · d4 белая пешка · f4 белая пешка · g4 белый ферзь · h4 белая пешка · a3 белая пешка · f3 белая ладья · h3 белый король | g8 чёрная ладья · h8 чёрный король · a7 чёрная пешка · b7 чёрная пешка · c6 чёрная пешка · e6 чёрная пешка · g6 чёрная пешка · h6 чёрный ферзь · d5 чёрная пешка · e5 белая пешка · g5 белая ладья · h5 чёрная ладья · b4 белая пешка · d4 белая пешка · f4 белая пешка · g4 белый ферзь · h4 белая пешка · a3 белая пешка · f3 белая ладья · h3 белый король | g8 чёрная ладья · h8 чёрный король · a7 чёрная пешка · b7 чёрная пешка · c6 чёрная пешка · e6 чёрная пешка · g6 чёрная пешка · h6 чёрный ферзь · d5 чёрная пешка · e5 белая пешка · g5 белая ладья · h5 чёрная ладья · b4 белая пешка · d4 белая пешка · f4 белая пешка · g4 белый ферзь · h4 белая пешка · a3 белая пешка · f3 белая ладья · h3 белый король | g8 чёрная ладья · h8 чёрный король · a7 чёрная пешка · b7 чёрная пешка · c6 чёрная пешка · e6 чёрная пешка · g6 чёрная пешка · h6 чёрный ферзь · d5 чёрная пешка · e5 белая пешка · g5 белая ладья · h5 чёрная ладья · b4 белая пешка · d4 белая пешка · f4 белая пешка · g4 белый ферзь · h4 белая пешка · a3 белая пешка · f3 белая ладья · h3 белый король | g8 чёрная ладья · h8 чёрный король · a7 чёрная пешка · b7 чёрная пешка · c6 чёрная пешка · e6 чёрная пешка · g6 чёрная пешка · h6 чёрный ферзь · d5 чёрная пешка · e5 белая пешка · g5 белая ладья · h5 чёрная ладья · b4 белая пешка · d4 белая пешка · f4 белая пешка · g4 белый ферзь · h4 белая пешка · a3 белая пешка · f3 белая ладья · h3 белый король | 5 |
| 4 | g8 чёрная ладья · h8 чёрный король · a7 чёрная пешка · b7 чёрная пешка · c6 чёрная пешка · e6 чёрная пешка · g6 чёрная пешка · h6 чёрный ферзь · d5 чёрная пешка · e5 белая пешка · g5 белая ладья · h5 чёрная ладья · b4 белая пешка · d4 белая пешка · f4 белая пешка · g4 белый ферзь · h4 белая пешка · a3 белая пешка · f3 белая ладья · h3 белый король | g8 чёрная ладья · h8 чёрный король · a7 чёрная пешка · b7 чёрная пешка · c6 чёрная пешка · e6 чёрная пешка · g6 чёрная пешка · h6 чёрный ферзь · d5 чёрная пешка · e5 белая пешка · g5 белая ладья · h5 чёрная ладья · b4 белая пешка · d4 белая пешка · f4 белая пешка · g4 белый ферзь · h4 белая пешка · a3 белая пешка · f3 белая ладья · h3 белый король | g8 чёрная ладья · h8 чёрный король · a7 чёрная пешка · b7 чёрная пешка · c6 чёрная пешка · e6 чёрная пешка · g6 чёрная пешка · h6 чёрный ферзь · d5 чёрная пешка · e5 белая пешка · g5 белая ладья · h5 чёрная ладья · b4 белая пешка · d4 белая пешка · f4 белая пешка · g4 белый ферзь · h4 белая пешка · a3 белая пешка · f3 белая ладья · h3 белый король | g8 чёрная ладья · h8 чёрный король · a7 чёрная пешка · b7 чёрная пешка · c6 чёрная пешка · e6 чёрная пешка · g6 чёрная пешка · h6 чёрный ферзь · d5 чёрная пешка · e5 белая пешка · g5 белая ладья · h5 чёрная ладья · b4 белая пешка · d4 белая пешка · f4 белая пешка · g4 белый ферзь · h4 белая пешка · a3 белая пешка · f3 белая ладья · h3 белый король | g8 чёрная ладья · h8 чёрный король · a7 чёрная пешка · b7 чёрная пешка · c6 чёрная пешка · e6 чёрная пешка · g6 чёрная пешка · h6 чёрный ферзь · d5 чёрная пешка · e5 белая пешка · g5 белая ладья · h5 чёрная ладья · b4 белая пешка · d4 белая пешка · f4 белая пешка · g4 белый ферзь · h4 белая пешка · a3 белая пешка · f3 белая ладья · h3 белый король | g8 чёрная ладья · h8 чёрный король · a7 чёрная пешка · b7 чёрная пешка · c6 чёрная пешка · e6 чёрная пешка · g6 чёрная пешка · h6 чёрный ферзь · d5 чёрная пешка · e5 белая пешка · g5 белая ладья · h5 чёрная ладья · b4 белая пешка · d4 белая пешка · f4 белая пешка · g4 белый ферзь · h4 белая пешка · a3 белая пешка · f3 белая ладья · h3 белый король | g8 чёрная ладья · h8 чёрный король · a7 чёрная пешка · b7 чёрная пешка · c6 чёрная пешка · e6 чёрная пешка · g6 чёрная пешка · h6 чёрный ферзь · d5 чёрная пешка · e5 белая пешка · g5 белая ладья · h5 чёрная ладья · b4 белая пешка · d4 белая пешка · f4 белая пешка · g4 белый ферзь · h4 белая пешка · a3 белая пешка · f3 белая ладья · h3 белый король | g8 чёрная ладья · h8 чёрный король · a7 чёрная пешка · b7 чёрная пешка · c6 чёрная пешка · e6 чёрная пешка · g6 чёрная пешка · h6 чёрный ферзь · d5 чёрная пешка · e5 белая пешка · g5 белая ладья · h5 чёрная ладья · b4 белая пешка · d4 белая пешка · f4 белая пешка · g4 белый ферзь · h4 белая пешка · a3 белая пешка · f3 белая ладья · h3 белый король | 4 |
| 3 | g8 чёрная ладья · h8 чёрный король · a7 чёрная пешка · b7 чёрная пешка · c6 чёрная пешка · e6 чёрная пешка · g6 чёрная пешка · h6 чёрный ферзь · d5 чёрная пешка · e5 белая пешка · g5 белая ладья · h5 чёрная ладья · b4 белая пешка · d4 белая пешка · f4 белая пешка · g4 белый ферзь · h4 белая пешка · a3 белая пешка · f3 белая ладья · h3 белый король | g8 чёрная ладья · h8 чёрный король · a7 чёрная пешка · b7 чёрная пешка · c6 чёрная пешка · e6 чёрная пешка · g6 чёрная пешка · h6 чёрный ферзь · d5 чёрная пешка · e5 белая пешка · g5 белая ладья · h5 чёрная ладья · b4 белая пешка · d4 белая пешка · f4 белая пешка · g4 белый ферзь · h4 белая пешка · a3 белая пешка · f3 белая ладья · h3 белый король | g8 чёрная ладья · h8 чёрный король · a7 чёрная пешка · b7 чёрная пешка · c6 чёрная пешка · e6 чёрная пешка · g6 чёрная пешка · h6 чёрный ферзь · d5 чёрная пешка · e5 белая пешка · g5 белая ладья · h5 чёрная ладья · b4 белая пешка · d4 белая пешка · f4 белая пешка · g4 белый ферзь · h4 белая пешка · a3 белая пешка · f3 белая ладья · h3 белый король | g8 чёрная ладья · h8 чёрный король · a7 чёрная пешка · b7 чёрная пешка · c6 чёрная пешка · e6 чёрная пешка · g6 чёрная пешка · h6 чёрный ферзь · d5 чёрная пешка · e5 белая пешка · g5 белая ладья · h5 чёрная ладья · b4 белая пешка · d4 белая пешка · f4 белая пешка · g4 белый ферзь · h4 белая пешка · a3 белая пешка · f3 белая ладья · h3 белый король | g8 чёрная ладья · h8 чёрный король · a7 чёрная пешка · b7 чёрная пешка · c6 чёрная пешка · e6 чёрная пешка · g6 чёрная пешка · h6 чёрный ферзь · d5 чёрная пешка · e5 белая пешка · g5 белая ладья · h5 чёрная ладья · b4 белая пешка · d4 белая пешка · f4 белая пешка · g4 белый ферзь · h4 белая пешка · a3 белая пешка · f3 белая ладья · h3 белый король | g8 чёрная ладья · h8 чёрный король · a7 чёрная пешка · b7 чёрная пешка · c6 чёрная пешка · e6 чёрная пешка · g6 чёрная пешка · h6 чёрный ферзь · d5 чёрная пешка · e5 белая пешка · g5 белая ладья · h5 чёрная ладья · b4 белая пешка · d4 белая пешка · f4 белая пешка · g4 белый ферзь · h4 белая пешка · a3 белая пешка · f3 белая ладья · h3 белый король | g8 чёрная ладья · h8 чёрный король · a7 чёрная пешка · b7 чёрная пешка · c6 чёрная пешка · e6 чёрная пешка · g6 чёрная пешка · h6 чёрный ферзь · d5 чёрная пешка · e5 белая пешка · g5 белая ладья · h5 чёрная ладья · b4 белая пешка · d4 белая пешка · f4 белая пешка · g4 белый ферзь · h4 белая пешка · a3 белая пешка · f3 белая ладья · h3 белый король | g8 чёрная ладья · h8 чёрный король · a7 чёрная пешка · b7 чёрная пешка · c6 чёрная пешка · e6 чёрная пешка · g6 чёрная пешка · h6 чёрный ферзь · d5 чёрная пешка · e5 белая пешка · g5 белая ладья · h5 чёрная ладья · b4 белая пешка · d4 белая пешка · f4 белая пешка · g4 белый ферзь · h4 белая пешка · a3 белая пешка · f3 белая ладья · h3 белый король | 3 |
| 2 | g8 чёрная ладья · h8 чёрный король · a7 чёрная пешка · b7 чёрная пешка · c6 чёрная пешка · e6 чёрная пешка · g6 чёрная пешка · h6 чёрный ферзь · d5 чёрная пешка · e5 белая пешка · g5 белая ладья · h5 чёрная ладья · b4 белая пешка · d4 белая пешка · f4 белая пешка · g4 белый ферзь · h4 белая пешка · a3 белая пешка · f3 белая ладья · h3 белый король | g8 чёрная ладья · h8 чёрный король · a7 чёрная пешка · b7 чёрная пешка · c6 чёрная пешка · e6 чёрная пешка · g6 чёрная пешка · h6 чёрный ферзь · d5 чёрная пешка · e5 белая пешка · g5 белая ладья · h5 чёрная ладья · b4 белая пешка · d4 белая пешка · f4 белая пешка · g4 белый ферзь · h4 белая пешка · a3 белая пешка · f3 белая ладья · h3 белый король | g8 чёрная ладья · h8 чёрный король · a7 чёрная пешка · b7 чёрная пешка · c6 чёрная пешка · e6 чёрная пешка · g6 чёрная пешка · h6 чёрный ферзь · d5 чёрная пешка · e5 белая пешка · g5 белая ладья · h5 чёрная ладья · b4 белая пешка · d4 белая пешка · f4 белая пешка · g4 белый ферзь · h4 белая пешка · a3 белая пешка · f3 белая ладья · h3 белый король | g8 чёрная ладья · h8 чёрный король · a7 чёрная пешка · b7 чёрная пешка · c6 чёрная пешка · e6 чёрная пешка · g6 чёрная пешка · h6 чёрный ферзь · d5 чёрная пешка · e5 белая пешка · g5 белая ладья · h5 чёрная ладья · b4 белая пешка · d4 белая пешка · f4 белая пешка · g4 белый ферзь · h4 белая пешка · a3 белая пешка · f3 белая ладья · h3 белый король | g8 чёрная ладья · h8 чёрный король · a7 чёрная пешка · b7 чёрная пешка · c6 чёрная пешка · e6 чёрная пешка · g6 чёрная пешка · h6 чёрный ферзь · d5 чёрная пешка · e5 белая пешка · g5 белая ладья · h5 чёрная ладья · b4 белая пешка · d4 белая пешка · f4 белая пешка · g4 белый ферзь · h4 белая пешка · a3 белая пешка · f3 белая ладья · h3 белый король | g8 чёрная ладья · h8 чёрный король · a7 чёрная пешка · b7 чёрная пешка · c6 чёрная пешка · e6 чёрная пешка · g6 чёрная пешка · h6 чёрный ферзь · d5 чёрная пешка · e5 белая пешка · g5 белая ладья · h5 чёрная ладья · b4 белая пешка · d4 белая пешка · f4 белая пешка · g4 белый ферзь · h4 белая пешка · a3 белая пешка · f3 белая ладья · h3 белый король | g8 чёрная ладья · h8 чёрный король · a7 чёрная пешка · b7 чёрная пешка · c6 чёрная пешка · e6 чёрная пешка · g6 чёрная пешка · h6 чёрный ферзь · d5 чёрная пешка · e5 белая пешка · g5 белая ладья · h5 чёрная ладья · b4 белая пешка · d4 белая пешка · f4 белая пешка · g4 белый ферзь · h4 белая пешка · a3 белая пешка · f3 белая ладья · h3 белый король | g8 чёрная ладья · h8 чёрный король · a7 чёрная пешка · b7 чёрная пешка · c6 чёрная пешка · e6 чёрная пешка · g6 чёрная пешка · h6 чёрный ферзь · d5 чёрная пешка · e5 белая пешка · g5 белая ладья · h5 чёрная ладья · b4 белая пешка · d4 белая пешка · f4 белая пешка · g4 белый ферзь · h4 белая пешка · a3 белая пешка · f3 белая ладья · h3 белый король | 2 |
| 1 | g8 чёрная ладья · h8 чёрный король · a7 чёрная пешка · b7 чёрная пешка · c6 чёрная пешка · e6 чёрная пешка · g6 чёрная пешка · h6 чёрный ферзь · d5 чёрная пешка · e5 белая пешка · g5 белая ладья · h5 чёрная ладья · b4 белая пешка · d4 белая пешка · f4 белая пешка · g4 белый ферзь · h4 белая пешка · a3 белая пешка · f3 белая ладья · h3 белый король | g8 чёрная ладья · h8 чёрный король · a7 чёрная пешка · b7 чёрная пешка · c6 чёрная пешка · e6 чёрная пешка · g6 чёрная пешка · h6 чёрный ферзь · d5 чёрная пешка · e5 белая пешка · g5 белая ладья · h5 чёрная ладья · b4 белая пешка · d4 белая пешка · f4 белая пешка · g4 белый ферзь · h4 белая пешка · a3 белая пешка · f3 белая ладья · h3 белый король | g8 чёрная ладья · h8 чёрный король · a7 чёрная пешка · b7 чёрная пешка · c6 чёрная пешка · e6 чёрная пешка · g6 чёрная пешка · h6 чёрный ферзь · d5 чёрная пешка · e5 белая пешка · g5 белая ладья · h5 чёрная ладья · b4 белая пешка · d4 белая пешка · f4 белая пешка · g4 белый ферзь · h4 белая пешка · a3 белая пешка · f3 белая ладья · h3 белый король | g8 чёрная ладья · h8 чёрный король · a7 чёрная пешка · b7 чёрная пешка · c6 чёрная пешка · e6 чёрная пешка · g6 чёрная пешка · h6 чёрный ферзь · d5 чёрная пешка · e5 белая пешка · g5 белая ладья · h5 чёрная ладья · b4 белая пешка · d4 белая пешка · f4 белая пешка · g4 белый ферзь · h4 белая пешка · a3 белая пешка · f3 белая ладья · h3 белый король | g8 чёрная ладья · h8 чёрный король · a7 чёрная пешка · b7 чёрная пешка · c6 чёрная пешка · e6 чёрная пешка · g6 чёрная пешка · h6 чёрный ферзь · d5 чёрная пешка · e5 белая пешка · g5 белая ладья · h5 чёрная ладья · b4 белая пешка · d4 белая пешка · f4 белая пешка · g4 белый ферзь · h4 белая пешка · a3 белая пешка · f3 белая ладья · h3 белый король | g8 чёрная ладья · h8 чёрный король · a7 чёрная пешка · b7 чёрная пешка · c6 чёрная пешка · e6 чёрная пешка · g6 чёрная пешка · h6 чёрный ферзь · d5 чёрная пешка · e5 белая пешка · g5 белая ладья · h5 чёрная ладья · b4 белая пешка · d4 белая пешка · f4 белая пешка · g4 белый ферзь · h4 белая пешка · a3 белая пешка · f3 белая ладья · h3 белый король | g8 чёрная ладья · h8 чёрный король · a7 чёрная пешка · b7 чёрная пешка · c6 чёрная пешка · e6 чёрная пешка · g6 чёрная пешка · h6 чёрный ферзь · d5 чёрная пешка · e5 белая пешка · g5 белая ладья · h5 чёрная ладья · b4 белая пешка · d4 белая пешка · f4 белая пешка · g4 белый ферзь · h4 белая пешка · a3 белая пешка · f3 белая ладья · h3 белый король | g8 чёрная ладья · h8 чёрный король · a7 чёрная пешка · b7 чёрная пешка · c6 чёрная пешка · e6 чёрная пешка · g6 чёрная пешка · h6 чёрный ферзь · d5 чёрная пешка · e5 белая пешка · g5 белая ладья · h5 чёрная ладья · b4 белая пешка · d4 белая пешка · f4 белая пешка · g4 белый ферзь · h4 белая пешка · a3 белая пешка · f3 белая ладья · h3 белый король | 1 |
|   | a | b | c | d | e | f | g | h |   |

Здесь после хода 40. Фg4 возникла позиция, в которой белые пока конкретно ничем не угрожают. Например, сразу брать пешку будет плохо — 41. Ф:е6? Л:h4+. Однако белые могут продолжать усиливать позицию, чтобы в подходящий момент либо выиграть материал, либо произвести необходимые упрощения и перейти в выигранный эндшпиль. Чёрные же крайне стеснены в своих действиях и, по сути, находятся в положении позиционного цугцванга. Как бы они ни защищались, даже лучшим образом — вероятно, их партию спасти уже нельзя. В партии последовало: 40 …Лg7 41. Лg3 Kph7 42. Лg2 Kph8 43. Kpg3 Kph7 44. Лh2 Ле7 45. Лh3 Kpg7 46. Л:h5 Ф:h5 47. Ф:h5 gh 48. f5 ef 49. Kpf4 Ле6 50. Kp: f5 с выигранным для белых ладейным эндшпилем.

### ПартияФишер—Тайманов
|   | a | b | c | d | e | f | g | h |   |
| - | --- | --- | --- | --- | --- | --- | --- | --- | - |
| 8 | a7 чёрная ладья · b7 белый слон · c7 чёрный король · f7 чёрная пешка · a6 белая пешка · e6 чёрный конь · g6 чёрная пешка · h6 чёрная пешка · b5 белый король · d5 белая ладья · b4 чёрная пешка · b2 белая пешка · g2 белая пешка | a7 чёрная ладья · b7 белый слон · c7 чёрный король · f7 чёрная пешка · a6 белая пешка · e6 чёрный конь · g6 чёрная пешка · h6 чёрная пешка · b5 белый король · d5 белая ладья · b4 чёрная пешка · b2 белая пешка · g2 белая пешка | a7 чёрная ладья · b7 белый слон · c7 чёрный король · f7 чёрная пешка · a6 белая пешка · e6 чёрный конь · g6 чёрная пешка · h6 чёрная пешка · b5 белый король · d5 белая ладья · b4 чёрная пешка · b2 белая пешка · g2 белая пешка | a7 чёрная ладья · b7 белый слон · c7 чёрный король · f7 чёрная пешка · a6 белая пешка · e6 чёрный конь · g6 чёрная пешка · h6 чёрная пешка · b5 белый король · d5 белая ладья · b4 чёрная пешка · b2 белая пешка · g2 белая пешка | a7 чёрная ладья · b7 белый слон · c7 чёрный король · f7 чёрная пешка · a6 белая пешка · e6 чёрный конь · g6 чёрная пешка · h6 чёрная пешка · b5 белый король · d5 белая ладья · b4 чёрная пешка · b2 белая пешка · g2 белая пешка | a7 чёрная ладья · b7 белый слон · c7 чёрный король · f7 чёрная пешка · a6 белая пешка · e6 чёрный конь · g6 чёрная пешка · h6 чёрная пешка · b5 белый король · d5 белая ладья · b4 чёрная пешка · b2 белая пешка · g2 белая пешка | a7 чёрная ладья · b7 белый слон · c7 чёрный король · f7 чёрная пешка · a6 белая пешка · e6 чёрный конь · g6 чёрная пешка · h6 чёрная пешка · b5 белый король · d5 белая ладья · b4 чёрная пешка · b2 белая пешка · g2 белая пешка | a7 чёрная ладья · b7 белый слон · c7 чёрный король · f7 чёрная пешка · a6 белая пешка · e6 чёрный конь · g6 чёрная пешка · h6 чёрная пешка · b5 белый король · d5 белая ладья · b4 чёрная пешка · b2 белая пешка · g2 белая пешка | 8 |
| 7 | a7 чёрная ладья · b7 белый слон · c7 чёрный король · f7 чёрная пешка · a6 белая пешка · e6 чёрный конь · g6 чёрная пешка · h6 чёрная пешка · b5 белый король · d5 белая ладья · b4 чёрная пешка · b2 белая пешка · g2 белая пешка | a7 чёрная ладья · b7 белый слон · c7 чёрный король · f7 чёрная пешка · a6 белая пешка · e6 чёрный конь · g6 чёрная пешка · h6 чёрная пешка · b5 белый король · d5 белая ладья · b4 чёрная пешка · b2 белая пешка · g2 белая пешка | a7 чёрная ладья · b7 белый слон · c7 чёрный король · f7 чёрная пешка · a6 белая пешка · e6 чёрный конь · g6 чёрная пешка · h6 чёрная пешка · b5 белый король · d5 белая ладья · b4 чёрная пешка · b2 белая пешка · g2 белая пешка | a7 чёрная ладья · b7 белый слон · c7 чёрный король · f7 чёрная пешка · a6 белая пешка · e6 чёрный конь · g6 чёрная пешка · h6 чёрная пешка · b5 белый король · d5 белая ладья · b4 чёрная пешка · b2 белая пешка · g2 белая пешка | a7 чёрная ладья · b7 белый слон · c7 чёрный король · f7 чёрная пешка · a6 белая пешка · e6 чёрный конь · g6 чёрная пешка · h6 чёрная пешка · b5 белый король · d5 белая ладья · b4 чёрная пешка · b2 белая пешка · g2 белая пешка | a7 чёрная ладья · b7 белый слон · c7 чёрный король · f7 чёрная пешка · a6 белая пешка · e6 чёрный конь · g6 чёрная пешка · h6 чёрная пешка · b5 белый король · d5 белая ладья · b4 чёрная пешка · b2 белая пешка · g2 белая пешка | a7 чёрная ладья · b7 белый слон · c7 чёрный король · f7 чёрная пешка · a6 белая пешка · e6 чёрный конь · g6 чёрная пешка · h6 чёрная пешка · b5 белый король · d5 белая ладья · b4 чёрная пешка · b2 белая пешка · g2 белая пешка | a7 чёрная ладья · b7 белый слон · c7 чёрный король · f7 чёрная пешка · a6 белая пешка · e6 чёрный конь · g6 чёрная пешка · h6 чёрная пешка · b5 белый король · d5 белая ладья · b4 чёрная пешка · b2 белая пешка · g2 белая пешка | 7 |
| 6 | a7 чёрная ладья · b7 белый слон · c7 чёрный король · f7 чёрная пешка · a6 белая пешка · e6 чёрный конь · g6 чёрная пешка · h6 чёрная пешка · b5 белый король · d5 белая ладья · b4 чёрная пешка · b2 белая пешка · g2 белая пешка | a7 чёрная ладья · b7 белый слон · c7 чёрный король · f7 чёрная пешка · a6 белая пешка · e6 чёрный конь · g6 чёрная пешка · h6 чёрная пешка · b5 белый король · d5 белая ладья · b4 чёрная пешка · b2 белая пешка · g2 белая пешка | a7 чёрная ладья · b7 белый слон · c7 чёрный король · f7 чёрная пешка · a6 белая пешка · e6 чёрный конь · g6 чёрная пешка · h6 чёрная пешка · b5 белый король · d5 белая ладья · b4 чёрная пешка · b2 белая пешка · g2 белая пешка | a7 чёрная ладья · b7 белый слон · c7 чёрный король · f7 чёрная пешка · a6 белая пешка · e6 чёрный конь · g6 чёрная пешка · h6 чёрная пешка · b5 белый король · d5 белая ладья · b4 чёрная пешка · b2 белая пешка · g2 белая пешка | a7 чёрная ладья · b7 белый слон · c7 чёрный король · f7 чёрная пешка · a6 белая пешка · e6 чёрный конь · g6 чёрная пешка · h6 чёрная пешка · b5 белый король · d5 белая ладья · b4 чёрная пешка · b2 белая пешка · g2 белая пешка | a7 чёрная ладья · b7 белый слон · c7 чёрный король · f7 чёрная пешка · a6 белая пешка · e6 чёрный конь · g6 чёрная пешка · h6 чёрная пешка · b5 белый король · d5 белая ладья · b4 чёрная пешка · b2 белая пешка · g2 белая пешка | a7 чёрная ладья · b7 белый слон · c7 чёрный король · f7 чёрная пешка · a6 белая пешка · e6 чёрный конь · g6 чёрная пешка · h6 чёрная пешка · b5 белый король · d5 белая ладья · b4 чёрная пешка · b2 белая пешка · g2 белая пешка | a7 чёрная ладья · b7 белый слон · c7 чёрный король · f7 чёрная пешка · a6 белая пешка · e6 чёрный конь · g6 чёрная пешка · h6 чёрная пешка · b5 белый король · d5 белая ладья · b4 чёрная пешка · b2 белая пешка · g2 белая пешка | 6 |
| 5 | a7 чёрная ладья · b7 белый слон · c7 чёрный король · f7 чёрная пешка · a6 белая пешка · e6 чёрный конь · g6 чёрная пешка · h6 чёрная пешка · b5 белый король · d5 белая ладья · b4 чёрная пешка · b2 белая пешка · g2 белая пешка | a7 чёрная ладья · b7 белый слон · c7 чёрный король · f7 чёрная пешка · a6 белая пешка · e6 чёрный конь · g6 чёрная пешка · h6 чёрная пешка · b5 белый король · d5 белая ладья · b4 чёрная пешка · b2 белая пешка · g2 белая пешка | a7 чёрная ладья · b7 белый слон · c7 чёрный король · f7 чёрная пешка · a6 белая пешка · e6 чёрный конь · g6 чёрная пешка · h6 чёрная пешка · b5 белый король · d5 белая ладья · b4 чёрная пешка · b2 белая пешка · g2 белая пешка | a7 чёрная ладья · b7 белый слон · c7 чёрный король · f7 чёрная пешка · a6 белая пешка · e6 чёрный конь · g6 чёрная пешка · h6 чёрная пешка · b5 белый король · d5 белая ладья · b4 чёрная пешка · b2 белая пешка · g2 белая пешка | a7 чёрная ладья · b7 белый слон · c7 чёрный король · f7 чёрная пешка · a6 белая пешка · e6 чёрный конь · g6 чёрная пешка · h6 чёрная пешка · b5 белый король · d5 белая ладья · b4 чёрная пешка · b2 белая пешка · g2 белая пешка | a7 чёрная ладья · b7 белый слон · c7 чёрный король · f7 чёрная пешка · a6 белая пешка · e6 чёрный конь · g6 чёрная пешка · h6 чёрная пешка · b5 белый король · d5 белая ладья · b4 чёрная пешка · b2 белая пешка · g2 белая пешка | a7 чёрная ладья · b7 белый слон · c7 чёрный король · f7 чёрная пешка · a6 белая пешка · e6 чёрный конь · g6 чёрная пешка · h6 чёрная пешка · b5 белый король · d5 белая ладья · b4 чёрная пешка · b2 белая пешка · g2 белая пешка | a7 чёрная ладья · b7 белый слон · c7 чёрный король · f7 чёрная пешка · a6 белая пешка · e6 чёрный конь · g6 чёрная пешка · h6 чёрная пешка · b5 белый король · d5 белая ладья · b4 чёрная пешка · b2 белая пешка · g2 белая пешка | 5 |
| 4 | a7 чёрная ладья · b7 белый слон · c7 чёрный король · f7 чёрная пешка · a6 белая пешка · e6 чёрный конь · g6 чёрная пешка · h6 чёрная пешка · b5 белый король · d5 белая ладья · b4 чёрная пешка · b2 белая пешка · g2 белая пешка | a7 чёрная ладья · b7 белый слон · c7 чёрный король · f7 чёрная пешка · a6 белая пешка · e6 чёрный конь · g6 чёрная пешка · h6 чёрная пешка · b5 белый король · d5 белая ладья · b4 чёрная пешка · b2 белая пешка · g2 белая пешка | a7 чёрная ладья · b7 белый слон · c7 чёрный король · f7 чёрная пешка · a6 белая пешка · e6 чёрный конь · g6 чёрная пешка · h6 чёрная пешка · b5 белый король · d5 белая ладья · b4 чёрная пешка · b2 белая пешка · g2 белая пешка | a7 чёрная ладья · b7 белый слон · c7 чёрный король · f7 чёрная пешка · a6 белая пешка · e6 чёрный конь · g6 чёрная пешка · h6 чёрная пешка · b5 белый король · d5 белая ладья · b4 чёрная пешка · b2 белая пешка · g2 белая пешка | a7 чёрная ладья · b7 белый слон · c7 чёрный король · f7 чёрная пешка · a6 белая пешка · e6 чёрный конь · g6 чёрная пешка · h6 чёрная пешка · b5 белый король · d5 белая ладья · b4 чёрная пешка · b2 белая пешка · g2 белая пешка | a7 чёрная ладья · b7 белый слон · c7 чёрный король · f7 чёрная пешка · a6 белая пешка · e6 чёрный конь · g6 чёрная пешка · h6 чёрная пешка · b5 белый король · d5 белая ладья · b4 чёрная пешка · b2 белая пешка · g2 белая пешка | a7 чёрная ладья · b7 белый слон · c7 чёрный король · f7 чёрная пешка · a6 белая пешка · e6 чёрный конь · g6 чёрная пешка · h6 чёрная пешка · b5 белый король · d5 белая ладья · b4 чёрная пешка · b2 белая пешка · g2 белая пешка | a7 чёрная ладья · b7 белый слон · c7 чёрный король · f7 чёрная пешка · a6 белая пешка · e6 чёрный конь · g6 чёрная пешка · h6 чёрная пешка · b5 белый король · d5 белая ладья · b4 чёрная пешка · b2 белая пешка · g2 белая пешка | 4 |
| 3 | a7 чёрная ладья · b7 белый слон · c7 чёрный король · f7 чёрная пешка · a6 белая пешка · e6 чёрный конь · g6 чёрная пешка · h6 чёрная пешка · b5 белый король · d5 белая ладья · b4 чёрная пешка · b2 белая пешка · g2 белая пешка | a7 чёрная ладья · b7 белый слон · c7 чёрный король · f7 чёрная пешка · a6 белая пешка · e6 чёрный конь · g6 чёрная пешка · h6 чёрная пешка · b5 белый король · d5 белая ладья · b4 чёрная пешка · b2 белая пешка · g2 белая пешка | a7 чёрная ладья · b7 белый слон · c7 чёрный король · f7 чёрная пешка · a6 белая пешка · e6 чёрный конь · g6 чёрная пешка · h6 чёрная пешка · b5 белый король · d5 белая ладья · b4 чёрная пешка · b2 белая пешка · g2 белая пешка | a7 чёрная ладья · b7 белый слон · c7 чёрный король · f7 чёрная пешка · a6 белая пешка · e6 чёрный конь · g6 чёрная пешка · h6 чёрная пешка · b5 белый король · d5 белая ладья · b4 чёрная пешка · b2 белая пешка · g2 белая пешка | a7 чёрная ладья · b7 белый слон · c7 чёрный король · f7 чёрная пешка · a6 белая пешка · e6 чёрный конь · g6 чёрная пешка · h6 чёрная пешка · b5 белый король · d5 белая ладья · b4 чёрная пешка · b2 белая пешка · g2 белая пешка | a7 чёрная ладья · b7 белый слон · c7 чёрный король · f7 чёрная пешка · a6 белая пешка · e6 чёрный конь · g6 чёрная пешка · h6 чёрная пешка · b5 белый король · d5 белая ладья · b4 чёрная пешка · b2 белая пешка · g2 белая пешка | a7 чёрная ладья · b7 белый слон · c7 чёрный король · f7 чёрная пешка · a6 белая пешка · e6 чёрный конь · g6 чёрная пешка · h6 чёрная пешка · b5 белый король · d5 белая ладья · b4 чёрная пешка · b2 белая пешка · g2 белая пешка | a7 чёрная ладья · b7 белый слон · c7 чёрный король · f7 чёрная пешка · a6 белая пешка · e6 чёрный конь · g6 чёрная пешка · h6 чёрная пешка · b5 белый король · d5 белая ладья · b4 чёрная пешка · b2 белая пешка · g2 белая пешка | 3 |
| 2 | a7 чёрная ладья · b7 белый слон · c7 чёрный король · f7 чёрная пешка · a6 белая пешка · e6 чёрный конь · g6 чёрная пешка · h6 чёрная пешка · b5 белый король · d5 белая ладья · b4 чёрная пешка · b2 белая пешка · g2 белая пешка | a7 чёрная ладья · b7 белый слон · c7 чёрный король · f7 чёрная пешка · a6 белая пешка · e6 чёрный конь · g6 чёрная пешка · h6 чёрная пешка · b5 белый король · d5 белая ладья · b4 чёрная пешка · b2 белая пешка · g2 белая пешка | a7 чёрная ладья · b7 белый слон · c7 чёрный король · f7 чёрная пешка · a6 белая пешка · e6 чёрный конь · g6 чёрная пешка · h6 чёрная пешка · b5 белый король · d5 белая ладья · b4 чёрная пешка · b2 белая пешка · g2 белая пешка | a7 чёрная ладья · b7 белый слон · c7 чёрный король · f7 чёрная пешка · a6 белая пешка · e6 чёрный конь · g6 чёрная пешка · h6 чёрная пешка · b5 белый король · d5 белая ладья · b4 чёрная пешка · b2 белая пешка · g2 белая пешка | a7 чёрная ладья · b7 белый слон · c7 чёрный король · f7 чёрная пешка · a6 белая пешка · e6 чёрный конь · g6 чёрная пешка · h6 чёрная пешка · b5 белый король · d5 белая ладья · b4 чёрная пешка · b2 белая пешка · g2 белая пешка | a7 чёрная ладья · b7 белый слон · c7 чёрный король · f7 чёрная пешка · a6 белая пешка · e6 чёрный конь · g6 чёрная пешка · h6 чёрная пешка · b5 белый король · d5 белая ладья · b4 чёрная пешка · b2 белая пешка · g2 белая пешка | a7 чёрная ладья · b7 белый слон · c7 чёрный король · f7 чёрная пешка · a6 белая пешка · e6 чёрный конь · g6 чёрная пешка · h6 чёрная пешка · b5 белый король · d5 белая ладья · b4 чёрная пешка · b2 белая пешка · g2 белая пешка | a7 чёрная ладья · b7 белый слон · c7 чёрный король · f7 чёрная пешка · a6 белая пешка · e6 чёрный конь · g6 чёрная пешка · h6 чёрная пешка · b5 белый король · d5 белая ладья · b4 чёрная пешка · b2 белая пешка · g2 белая пешка | 2 |
| 1 | a7 чёрная ладья · b7 белый слон · c7 чёрный король · f7 чёрная пешка · a6 белая пешка · e6 чёрный конь · g6 чёрная пешка · h6 чёрная пешка · b5 белый король · d5 белая ладья · b4 чёрная пешка · b2 белая пешка · g2 белая пешка | a7 чёрная ладья · b7 белый слон · c7 чёрный король · f7 чёрная пешка · a6 белая пешка · e6 чёрный конь · g6 чёрная пешка · h6 чёрная пешка · b5 белый король · d5 белая ладья · b4 чёрная пешка · b2 белая пешка · g2 белая пешка | a7 чёрная ладья · b7 белый слон · c7 чёрный король · f7 чёрная пешка · a6 белая пешка · e6 чёрный конь · g6 чёрная пешка · h6 чёрная пешка · b5 белый король · d5 белая ладья · b4 чёрная пешка · b2 белая пешка · g2 белая пешка | a7 чёрная ладья · b7 белый слон · c7 чёрный король · f7 чёрная пешка · a6 белая пешка · e6 чёрный конь · g6 чёрная пешка · h6 чёрная пешка · b5 белый король · d5 белая ладья · b4 чёрная пешка · b2 белая пешка · g2 белая пешка | a7 чёрная ладья · b7 белый слон · c7 чёрный король · f7 чёрная пешка · a6 белая пешка · e6 чёрный конь · g6 чёрная пешка · h6 чёрная пешка · b5 белый король · d5 белая ладья · b4 чёрная пешка · b2 белая пешка · g2 белая пешка | a7 чёрная ладья · b7 белый слон · c7 чёрный король · f7 чёрная пешка · a6 белая пешка · e6 чёрный конь · g6 чёрная пешка · h6 чёрная пешка · b5 белый король · d5 белая ладья · b4 чёрная пешка · b2 белая пешка · g2 белая пешка | a7 чёрная ладья · b7 белый слон · c7 чёрный король · f7 чёрная пешка · a6 белая пешка · e6 чёрный конь · g6 чёрная пешка · h6 чёрная пешка · b5 белый король · d5 белая ладья · b4 чёрная пешка · b2 белая пешка · g2 белая пешка | a7 чёрная ладья · b7 белый слон · c7 чёрный король · f7 чёрная пешка · a6 белая пешка · e6 чёрный конь · g6 чёрная пешка · h6 чёрная пешка · b5 белый король · d5 белая ладья · b4 чёрная пешка · b2 белая пешка · g2 белая пешка | 1 |
|   | a | b | c | d | e | f | g | h |   |

Здесь после 58. Kpb5 чёрные, несмотря на свой формальный материальный перевес (лишняя пешка), сдались, так как находятся в положении цугцванга или близком к тому. Гроссмейстер А. Суэтин, комментируя создавшееся положение, употребляет термин «позиционный цугцванг». У чёрных заперта ладья, а королём и конём им ходить невыгодно, так как это пропускает белого короля на b6, например 58 …Kd8 59. Лс5+ Kpd6 60. Kpb6. Пешечные ходы на королевском фланге тоже ничего не решают, например 58 …g5 59. g4 f6 60. b3 или 58 …h5 59. Лd1 с идеей 60. Лс1+. Если чёрные вынужденно жертвуют качество на b7, то и в этом случае спасти окончание не смогут.

### ПартияФлор—Эм. Ласкер
|   | a | b | c | d | e | f | g | h |   |
| - | --- | --- | --- | --- | --- | --- | --- | --- | - |
| 8 | d8 чёрный ферзь · f8 чёрная ладья · h8 чёрный король · d7 белая пешка · e7 чёрный слон · g7 чёрная пешка · h7 чёрная пешка · a6 белый слон · b6 чёрная пешка · e6 белый ферзь · c5 чёрная пешка · e5 белый слон · f5 чёрная пешка · a4 белая пешка · e4 чёрная пешка · b3 белая пешка · e3 белая пешка · f2 белая пешка · g2 белая пешка · h2 белая пешка · g1 белый король | d8 чёрный ферзь · f8 чёрная ладья · h8 чёрный король · d7 белая пешка · e7 чёрный слон · g7 чёрная пешка · h7 чёрная пешка · a6 белый слон · b6 чёрная пешка · e6 белый ферзь · c5 чёрная пешка · e5 белый слон · f5 чёрная пешка · a4 белая пешка · e4 чёрная пешка · b3 белая пешка · e3 белая пешка · f2 белая пешка · g2 белая пешка · h2 белая пешка · g1 белый король | d8 чёрный ферзь · f8 чёрная ладья · h8 чёрный король · d7 белая пешка · e7 чёрный слон · g7 чёрная пешка · h7 чёрная пешка · a6 белый слон · b6 чёрная пешка · e6 белый ферзь · c5 чёрная пешка · e5 белый слон · f5 чёрная пешка · a4 белая пешка · e4 чёрная пешка · b3 белая пешка · e3 белая пешка · f2 белая пешка · g2 белая пешка · h2 белая пешка · g1 белый король | d8 чёрный ферзь · f8 чёрная ладья · h8 чёрный король · d7 белая пешка · e7 чёрный слон · g7 чёрная пешка · h7 чёрная пешка · a6 белый слон · b6 чёрная пешка · e6 белый ферзь · c5 чёрная пешка · e5 белый слон · f5 чёрная пешка · a4 белая пешка · e4 чёрная пешка · b3 белая пешка · e3 белая пешка · f2 белая пешка · g2 белая пешка · h2 белая пешка · g1 белый король | d8 чёрный ферзь · f8 чёрная ладья · h8 чёрный король · d7 белая пешка · e7 чёрный слон · g7 чёрная пешка · h7 чёрная пешка · a6 белый слон · b6 чёрная пешка · e6 белый ферзь · c5 чёрная пешка · e5 белый слон · f5 чёрная пешка · a4 белая пешка · e4 чёрная пешка · b3 белая пешка · e3 белая пешка · f2 белая пешка · g2 белая пешка · h2 белая пешка · g1 белый король | d8 чёрный ферзь · f8 чёрная ладья · h8 чёрный король · d7 белая пешка · e7 чёрный слон · g7 чёрная пешка · h7 чёрная пешка · a6 белый слон · b6 чёрная пешка · e6 белый ферзь · c5 чёрная пешка · e5 белый слон · f5 чёрная пешка · a4 белая пешка · e4 чёрная пешка · b3 белая пешка · e3 белая пешка · f2 белая пешка · g2 белая пешка · h2 белая пешка · g1 белый король | d8 чёрный ферзь · f8 чёрная ладья · h8 чёрный король · d7 белая пешка · e7 чёрный слон · g7 чёрная пешка · h7 чёрная пешка · a6 белый слон · b6 чёрная пешка · e6 белый ферзь · c5 чёрная пешка · e5 белый слон · f5 чёрная пешка · a4 белая пешка · e4 чёрная пешка · b3 белая пешка · e3 белая пешка · f2 белая пешка · g2 белая пешка · h2 белая пешка · g1 белый король | d8 чёрный ферзь · f8 чёрная ладья · h8 чёрный король · d7 белая пешка · e7 чёрный слон · g7 чёрная пешка · h7 чёрная пешка · a6 белый слон · b6 чёрная пешка · e6 белый ферзь · c5 чёрная пешка · e5 белый слон · f5 чёрная пешка · a4 белая пешка · e4 чёрная пешка · b3 белая пешка · e3 белая пешка · f2 белая пешка · g2 белая пешка · h2 белая пешка · g1 белый король | 8 |
| 7 | d8 чёрный ферзь · f8 чёрная ладья · h8 чёрный король · d7 белая пешка · e7 чёрный слон · g7 чёрная пешка · h7 чёрная пешка · a6 белый слон · b6 чёрная пешка · e6 белый ферзь · c5 чёрная пешка · e5 белый слон · f5 чёрная пешка · a4 белая пешка · e4 чёрная пешка · b3 белая пешка · e3 белая пешка · f2 белая пешка · g2 белая пешка · h2 белая пешка · g1 белый король | d8 чёрный ферзь · f8 чёрная ладья · h8 чёрный король · d7 белая пешка · e7 чёрный слон · g7 чёрная пешка · h7 чёрная пешка · a6 белый слон · b6 чёрная пешка · e6 белый ферзь · c5 чёрная пешка · e5 белый слон · f5 чёрная пешка · a4 белая пешка · e4 чёрная пешка · b3 белая пешка · e3 белая пешка · f2 белая пешка · g2 белая пешка · h2 белая пешка · g1 белый король | d8 чёрный ферзь · f8 чёрная ладья · h8 чёрный король · d7 белая пешка · e7 чёрный слон · g7 чёрная пешка · h7 чёрная пешка · a6 белый слон · b6 чёрная пешка · e6 белый ферзь · c5 чёрная пешка · e5 белый слон · f5 чёрная пешка · a4 белая пешка · e4 чёрная пешка · b3 белая пешка · e3 белая пешка · f2 белая пешка · g2 белая пешка · h2 белая пешка · g1 белый король | d8 чёрный ферзь · f8 чёрная ладья · h8 чёрный король · d7 белая пешка · e7 чёрный слон · g7 чёрная пешка · h7 чёрная пешка · a6 белый слон · b6 чёрная пешка · e6 белый ферзь · c5 чёрная пешка · e5 белый слон · f5 чёрная пешка · a4 белая пешка · e4 чёрная пешка · b3 белая пешка · e3 белая пешка · f2 белая пешка · g2 белая пешка · h2 белая пешка · g1 белый король | d8 чёрный ферзь · f8 чёрная ладья · h8 чёрный король · d7 белая пешка · e7 чёрный слон · g7 чёрная пешка · h7 чёрная пешка · a6 белый слон · b6 чёрная пешка · e6 белый ферзь · c5 чёрная пешка · e5 белый слон · f5 чёрная пешка · a4 белая пешка · e4 чёрная пешка · b3 белая пешка · e3 белая пешка · f2 белая пешка · g2 белая пешка · h2 белая пешка · g1 белый король | d8 чёрный ферзь · f8 чёрная ладья · h8 чёрный король · d7 белая пешка · e7 чёрный слон · g7 чёрная пешка · h7 чёрная пешка · a6 белый слон · b6 чёрная пешка · e6 белый ферзь · c5 чёрная пешка · e5 белый слон · f5 чёрная пешка · a4 белая пешка · e4 чёрная пешка · b3 белая пешка · e3 белая пешка · f2 белая пешка · g2 белая пешка · h2 белая пешка · g1 белый король | d8 чёрный ферзь · f8 чёрная ладья · h8 чёрный король · d7 белая пешка · e7 чёрный слон · g7 чёрная пешка · h7 чёрная пешка · a6 белый слон · b6 чёрная пешка · e6 белый ферзь · c5 чёрная пешка · e5 белый слон · f5 чёрная пешка · a4 белая пешка · e4 чёрная пешка · b3 белая пешка · e3 белая пешка · f2 белая пешка · g2 белая пешка · h2 белая пешка · g1 белый король | d8 чёрный ферзь · f8 чёрная ладья · h8 чёрный король · d7 белая пешка · e7 чёрный слон · g7 чёрная пешка · h7 чёрная пешка · a6 белый слон · b6 чёрная пешка · e6 белый ферзь · c5 чёрная пешка · e5 белый слон · f5 чёрная пешка · a4 белая пешка · e4 чёрная пешка · b3 белая пешка · e3 белая пешка · f2 белая пешка · g2 белая пешка · h2 белая пешка · g1 белый король | 7 |
| 6 | d8 чёрный ферзь · f8 чёрная ладья · h8 чёрный король · d7 белая пешка · e7 чёрный слон · g7 чёрная пешка · h7 чёрная пешка · a6 белый слон · b6 чёрная пешка · e6 белый ферзь · c5 чёрная пешка · e5 белый слон · f5 чёрная пешка · a4 белая пешка · e4 чёрная пешка · b3 белая пешка · e3 белая пешка · f2 белая пешка · g2 белая пешка · h2 белая пешка · g1 белый король | d8 чёрный ферзь · f8 чёрная ладья · h8 чёрный король · d7 белая пешка · e7 чёрный слон · g7 чёрная пешка · h7 чёрная пешка · a6 белый слон · b6 чёрная пешка · e6 белый ферзь · c5 чёрная пешка · e5 белый слон · f5 чёрная пешка · a4 белая пешка · e4 чёрная пешка · b3 белая пешка · e3 белая пешка · f2 белая пешка · g2 белая пешка · h2 белая пешка · g1 белый король | d8 чёрный ферзь · f8 чёрная ладья · h8 чёрный король · d7 белая пешка · e7 чёрный слон · g7 чёрная пешка · h7 чёрная пешка · a6 белый слон · b6 чёрная пешка · e6 белый ферзь · c5 чёрная пешка · e5 белый слон · f5 чёрная пешка · a4 белая пешка · e4 чёрная пешка · b3 белая пешка · e3 белая пешка · f2 белая пешка · g2 белая пешка · h2 белая пешка · g1 белый король | d8 чёрный ферзь · f8 чёрная ладья · h8 чёрный король · d7 белая пешка · e7 чёрный слон · g7 чёрная пешка · h7 чёрная пешка · a6 белый слон · b6 чёрная пешка · e6 белый ферзь · c5 чёрная пешка · e5 белый слон · f5 чёрная пешка · a4 белая пешка · e4 чёрная пешка · b3 белая пешка · e3 белая пешка · f2 белая пешка · g2 белая пешка · h2 белая пешка · g1 белый король | d8 чёрный ферзь · f8 чёрная ладья · h8 чёрный король · d7 белая пешка · e7 чёрный слон · g7 чёрная пешка · h7 чёрная пешка · a6 белый слон · b6 чёрная пешка · e6 белый ферзь · c5 чёрная пешка · e5 белый слон · f5 чёрная пешка · a4 белая пешка · e4 чёрная пешка · b3 белая пешка · e3 белая пешка · f2 белая пешка · g2 белая пешка · h2 белая пешка · g1 белый король | d8 чёрный ферзь · f8 чёрная ладья · h8 чёрный король · d7 белая пешка · e7 чёрный слон · g7 чёрная пешка · h7 чёрная пешка · a6 белый слон · b6 чёрная пешка · e6 белый ферзь · c5 чёрная пешка · e5 белый слон · f5 чёрная пешка · a4 белая пешка · e4 чёрная пешка · b3 белая пешка · e3 белая пешка · f2 белая пешка · g2 белая пешка · h2 белая пешка · g1 белый король | d8 чёрный ферзь · f8 чёрная ладья · h8 чёрный король · d7 белая пешка · e7 чёрный слон · g7 чёрная пешка · h7 чёрная пешка · a6 белый слон · b6 чёрная пешка · e6 белый ферзь · c5 чёрная пешка · e5 белый слон · f5 чёрная пешка · a4 белая пешка · e4 чёрная пешка · b3 белая пешка · e3 белая пешка · f2 белая пешка · g2 белая пешка · h2 белая пешка · g1 белый король | d8 чёрный ферзь · f8 чёрная ладья · h8 чёрный король · d7 белая пешка · e7 чёрный слон · g7 чёрная пешка · h7 чёрная пешка · a6 белый слон · b6 чёрная пешка · e6 белый ферзь · c5 чёрная пешка · e5 белый слон · f5 чёрная пешка · a4 белая пешка · e4 чёрная пешка · b3 белая пешка · e3 белая пешка · f2 белая пешка · g2 белая пешка · h2 белая пешка · g1 белый король | 6 |
| 5 | d8 чёрный ферзь · f8 чёрная ладья · h8 чёрный король · d7 белая пешка · e7 чёрный слон · g7 чёрная пешка · h7 чёрная пешка · a6 белый слон · b6 чёрная пешка · e6 белый ферзь · c5 чёрная пешка · e5 белый слон · f5 чёрная пешка · a4 белая пешка · e4 чёрная пешка · b3 белая пешка · e3 белая пешка · f2 белая пешка · g2 белая пешка · h2 белая пешка · g1 белый король | d8 чёрный ферзь · f8 чёрная ладья · h8 чёрный король · d7 белая пешка · e7 чёрный слон · g7 чёрная пешка · h7 чёрная пешка · a6 белый слон · b6 чёрная пешка · e6 белый ферзь · c5 чёрная пешка · e5 белый слон · f5 чёрная пешка · a4 белая пешка · e4 чёрная пешка · b3 белая пешка · e3 белая пешка · f2 белая пешка · g2 белая пешка · h2 белая пешка · g1 белый король | d8 чёрный ферзь · f8 чёрная ладья · h8 чёрный король · d7 белая пешка · e7 чёрный слон · g7 чёрная пешка · h7 чёрная пешка · a6 белый слон · b6 чёрная пешка · e6 белый ферзь · c5 чёрная пешка · e5 белый слон · f5 чёрная пешка · a4 белая пешка · e4 чёрная пешка · b3 белая пешка · e3 белая пешка · f2 белая пешка · g2 белая пешка · h2 белая пешка · g1 белый король | d8 чёрный ферзь · f8 чёрная ладья · h8 чёрный король · d7 белая пешка · e7 чёрный слон · g7 чёрная пешка · h7 чёрная пешка · a6 белый слон · b6 чёрная пешка · e6 белый ферзь · c5 чёрная пешка · e5 белый слон · f5 чёрная пешка · a4 белая пешка · e4 чёрная пешка · b3 белая пешка · e3 белая пешка · f2 белая пешка · g2 белая пешка · h2 белая пешка · g1 белый король | d8 чёрный ферзь · f8 чёрная ладья · h8 чёрный король · d7 белая пешка · e7 чёрный слон · g7 чёрная пешка · h7 чёрная пешка · a6 белый слон · b6 чёрная пешка · e6 белый ферзь · c5 чёрная пешка · e5 белый слон · f5 чёрная пешка · a4 белая пешка · e4 чёрная пешка · b3 белая пешка · e3 белая пешка · f2 белая пешка · g2 белая пешка · h2 белая пешка · g1 белый король | d8 чёрный ферзь · f8 чёрная ладья · h8 чёрный король · d7 белая пешка · e7 чёрный слон · g7 чёрная пешка · h7 чёрная пешка · a6 белый слон · b6 чёрная пешка · e6 белый ферзь · c5 чёрная пешка · e5 белый слон · f5 чёрная пешка · a4 белая пешка · e4 чёрная пешка · b3 белая пешка · e3 белая пешка · f2 белая пешка · g2 белая пешка · h2 белая пешка · g1 белый король | d8 чёрный ферзь · f8 чёрная ладья · h8 чёрный король · d7 белая пешка · e7 чёрный слон · g7 чёрная пешка · h7 чёрная пешка · a6 белый слон · b6 чёрная пешка · e6 белый ферзь · c5 чёрная пешка · e5 белый слон · f5 чёрная пешка · a4 белая пешка · e4 чёрная пешка · b3 белая пешка · e3 белая пешка · f2 белая пешка · g2 белая пешка · h2 белая пешка · g1 белый король | d8 чёрный ферзь · f8 чёрная ладья · h8 чёрный король · d7 белая пешка · e7 чёрный слон · g7 чёрная пешка · h7 чёрная пешка · a6 белый слон · b6 чёрная пешка · e6 белый ферзь · c5 чёрная пешка · e5 белый слон · f5 чёрная пешка · a4 белая пешка · e4 чёрная пешка · b3 белая пешка · e3 белая пешка · f2 белая пешка · g2 белая пешка · h2 белая пешка · g1 белый король | 5 |
| 4 | d8 чёрный ферзь · f8 чёрная ладья · h8 чёрный король · d7 белая пешка · e7 чёрный слон · g7 чёрная пешка · h7 чёрная пешка · a6 белый слон · b6 чёрная пешка · e6 белый ферзь · c5 чёрная пешка · e5 белый слон · f5 чёрная пешка · a4 белая пешка · e4 чёрная пешка · b3 белая пешка · e3 белая пешка · f2 белая пешка · g2 белая пешка · h2 белая пешка · g1 белый король | d8 чёрный ферзь · f8 чёрная ладья · h8 чёрный король · d7 белая пешка · e7 чёрный слон · g7 чёрная пешка · h7 чёрная пешка · a6 белый слон · b6 чёрная пешка · e6 белый ферзь · c5 чёрная пешка · e5 белый слон · f5 чёрная пешка · a4 белая пешка · e4 чёрная пешка · b3 белая пешка · e3 белая пешка · f2 белая пешка · g2 белая пешка · h2 белая пешка · g1 белый король | d8 чёрный ферзь · f8 чёрная ладья · h8 чёрный король · d7 белая пешка · e7 чёрный слон · g7 чёрная пешка · h7 чёрная пешка · a6 белый слон · b6 чёрная пешка · e6 белый ферзь · c5 чёрная пешка · e5 белый слон · f5 чёрная пешка · a4 белая пешка · e4 чёрная пешка · b3 белая пешка · e3 белая пешка · f2 белая пешка · g2 белая пешка · h2 белая пешка · g1 белый король | d8 чёрный ферзь · f8 чёрная ладья · h8 чёрный король · d7 белая пешка · e7 чёрный слон · g7 чёрная пешка · h7 чёрная пешка · a6 белый слон · b6 чёрная пешка · e6 белый ферзь · c5 чёрная пешка · e5 белый слон · f5 чёрная пешка · a4 белая пешка · e4 чёрная пешка · b3 белая пешка · e3 белая пешка · f2 белая пешка · g2 белая пешка · h2 белая пешка · g1 белый король | d8 чёрный ферзь · f8 чёрная ладья · h8 чёрный король · d7 белая пешка · e7 чёрный слон · g7 чёрная пешка · h7 чёрная пешка · a6 белый слон · b6 чёрная пешка · e6 белый ферзь · c5 чёрная пешка · e5 белый слон · f5 чёрная пешка · a4 белая пешка · e4 чёрная пешка · b3 белая пешка · e3 белая пешка · f2 белая пешка · g2 белая пешка · h2 белая пешка · g1 белый король | d8 чёрный ферзь · f8 чёрная ладья · h8 чёрный король · d7 белая пешка · e7 чёрный слон · g7 чёрная пешка · h7 чёрная пешка · a6 белый слон · b6 чёрная пешка · e6 белый ферзь · c5 чёрная пешка · e5 белый слон · f5 чёрная пешка · a4 белая пешка · e4 чёрная пешка · b3 белая пешка · e3 белая пешка · f2 белая пешка · g2 белая пешка · h2 белая пешка · g1 белый король | d8 чёрный ферзь · f8 чёрная ладья · h8 чёрный король · d7 белая пешка · e7 чёрный слон · g7 чёрная пешка · h7 чёрная пешка · a6 белый слон · b6 чёрная пешка · e6 белый ферзь · c5 чёрная пешка · e5 белый слон · f5 чёрная пешка · a4 белая пешка · e4 чёрная пешка · b3 белая пешка · e3 белая пешка · f2 белая пешка · g2 белая пешка · h2 белая пешка · g1 белый король | d8 чёрный ферзь · f8 чёрная ладья · h8 чёрный король · d7 белая пешка · e7 чёрный слон · g7 чёрная пешка · h7 чёрная пешка · a6 белый слон · b6 чёрная пешка · e6 белый ферзь · c5 чёрная пешка · e5 белый слон · f5 чёрная пешка · a4 белая пешка · e4 чёрная пешка · b3 белая пешка · e3 белая пешка · f2 белая пешка · g2 белая пешка · h2 белая пешка · g1 белый король | 4 |
| 3 | d8 чёрный ферзь · f8 чёрная ладья · h8 чёрный король · d7 белая пешка · e7 чёрный слон · g7 чёрная пешка · h7 чёрная пешка · a6 белый слон · b6 чёрная пешка · e6 белый ферзь · c5 чёрная пешка · e5 белый слон · f5 чёрная пешка · a4 белая пешка · e4 чёрная пешка · b3 белая пешка · e3 белая пешка · f2 белая пешка · g2 белая пешка · h2 белая пешка · g1 белый король | d8 чёрный ферзь · f8 чёрная ладья · h8 чёрный король · d7 белая пешка · e7 чёрный слон · g7 чёрная пешка · h7 чёрная пешка · a6 белый слон · b6 чёрная пешка · e6 белый ферзь · c5 чёрная пешка · e5 белый слон · f5 чёрная пешка · a4 белая пешка · e4 чёрная пешка · b3 белая пешка · e3 белая пешка · f2 белая пешка · g2 белая пешка · h2 белая пешка · g1 белый король | d8 чёрный ферзь · f8 чёрная ладья · h8 чёрный король · d7 белая пешка · e7 чёрный слон · g7 чёрная пешка · h7 чёрная пешка · a6 белый слон · b6 чёрная пешка · e6 белый ферзь · c5 чёрная пешка · e5 белый слон · f5 чёрная пешка · a4 белая пешка · e4 чёрная пешка · b3 белая пешка · e3 белая пешка · f2 белая пешка · g2 белая пешка · h2 белая пешка · g1 белый король | d8 чёрный ферзь · f8 чёрная ладья · h8 чёрный король · d7 белая пешка · e7 чёрный слон · g7 чёрная пешка · h7 чёрная пешка · a6 белый слон · b6 чёрная пешка · e6 белый ферзь · c5 чёрная пешка · e5 белый слон · f5 чёрная пешка · a4 белая пешка · e4 чёрная пешка · b3 белая пешка · e3 белая пешка · f2 белая пешка · g2 белая пешка · h2 белая пешка · g1 белый король | d8 чёрный ферзь · f8 чёрная ладья · h8 чёрный король · d7 белая пешка · e7 чёрный слон · g7 чёрная пешка · h7 чёрная пешка · a6 белый слон · b6 чёрная пешка · e6 белый ферзь · c5 чёрная пешка · e5 белый слон · f5 чёрная пешка · a4 белая пешка · e4 чёрная пешка · b3 белая пешка · e3 белая пешка · f2 белая пешка · g2 белая пешка · h2 белая пешка · g1 белый король | d8 чёрный ферзь · f8 чёрная ладья · h8 чёрный король · d7 белая пешка · e7 чёрный слон · g7 чёрная пешка · h7 чёрная пешка · a6 белый слон · b6 чёрная пешка · e6 белый ферзь · c5 чёрная пешка · e5 белый слон · f5 чёрная пешка · a4 белая пешка · e4 чёрная пешка · b3 белая пешка · e3 белая пешка · f2 белая пешка · g2 белая пешка · h2 белая пешка · g1 белый король | d8 чёрный ферзь · f8 чёрная ладья · h8 чёрный король · d7 белая пешка · e7 чёрный слон · g7 чёрная пешка · h7 чёрная пешка · a6 белый слон · b6 чёрная пешка · e6 белый ферзь · c5 чёрная пешка · e5 белый слон · f5 чёрная пешка · a4 белая пешка · e4 чёрная пешка · b3 белая пешка · e3 белая пешка · f2 белая пешка · g2 белая пешка · h2 белая пешка · g1 белый король | d8 чёрный ферзь · f8 чёрная ладья · h8 чёрный король · d7 белая пешка · e7 чёрный слон · g7 чёрная пешка · h7 чёрная пешка · a6 белый слон · b6 чёрная пешка · e6 белый ферзь · c5 чёрная пешка · e5 белый слон · f5 чёрная пешка · a4 белая пешка · e4 чёрная пешка · b3 белая пешка · e3 белая пешка · f2 белая пешка · g2 белая пешка · h2 белая пешка · g1 белый король | 3 |
| 2 | d8 чёрный ферзь · f8 чёрная ладья · h8 чёрный король · d7 белая пешка · e7 чёрный слон · g7 чёрная пешка · h7 чёрная пешка · a6 белый слон · b6 чёрная пешка · e6 белый ферзь · c5 чёрная пешка · e5 белый слон · f5 чёрная пешка · a4 белая пешка · e4 чёрная пешка · b3 белая пешка · e3 белая пешка · f2 белая пешка · g2 белая пешка · h2 белая пешка · g1 белый король | d8 чёрный ферзь · f8 чёрная ладья · h8 чёрный король · d7 белая пешка · e7 чёрный слон · g7 чёрная пешка · h7 чёрная пешка · a6 белый слон · b6 чёрная пешка · e6 белый ферзь · c5 чёрная пешка · e5 белый слон · f5 чёрная пешка · a4 белая пешка · e4 чёрная пешка · b3 белая пешка · e3 белая пешка · f2 белая пешка · g2 белая пешка · h2 белая пешка · g1 белый король | d8 чёрный ферзь · f8 чёрная ладья · h8 чёрный король · d7 белая пешка · e7 чёрный слон · g7 чёрная пешка · h7 чёрная пешка · a6 белый слон · b6 чёрная пешка · e6 белый ферзь · c5 чёрная пешка · e5 белый слон · f5 чёрная пешка · a4 белая пешка · e4 чёрная пешка · b3 белая пешка · e3 белая пешка · f2 белая пешка · g2 белая пешка · h2 белая пешка · g1 белый король | d8 чёрный ферзь · f8 чёрная ладья · h8 чёрный король · d7 белая пешка · e7 чёрный слон · g7 чёрная пешка · h7 чёрная пешка · a6 белый слон · b6 чёрная пешка · e6 белый ферзь · c5 чёрная пешка · e5 белый слон · f5 чёрная пешка · a4 белая пешка · e4 чёрная пешка · b3 белая пешка · e3 белая пешка · f2 белая пешка · g2 белая пешка · h2 белая пешка · g1 белый король | d8 чёрный ферзь · f8 чёрная ладья · h8 чёрный король · d7 белая пешка · e7 чёрный слон · g7 чёрная пешка · h7 чёрная пешка · a6 белый слон · b6 чёрная пешка · e6 белый ферзь · c5 чёрная пешка · e5 белый слон · f5 чёрная пешка · a4 белая пешка · e4 чёрная пешка · b3 белая пешка · e3 белая пешка · f2 белая пешка · g2 белая пешка · h2 белая пешка · g1 белый король | d8 чёрный ферзь · f8 чёрная ладья · h8 чёрный король · d7 белая пешка · e7 чёрный слон · g7 чёрная пешка · h7 чёрная пешка · a6 белый слон · b6 чёрная пешка · e6 белый ферзь · c5 чёрная пешка · e5 белый слон · f5 чёрная пешка · a4 белая пешка · e4 чёрная пешка · b3 белая пешка · e3 белая пешка · f2 белая пешка · g2 белая пешка · h2 белая пешка · g1 белый король | d8 чёрный ферзь · f8 чёрная ладья · h8 чёрный король · d7 белая пешка · e7 чёрный слон · g7 чёрная пешка · h7 чёрная пешка · a6 белый слон · b6 чёрная пешка · e6 белый ферзь · c5 чёрная пешка · e5 белый слон · f5 чёрная пешка · a4 белая пешка · e4 чёрная пешка · b3 белая пешка · e3 белая пешка · f2 белая пешка · g2 белая пешка · h2 белая пешка · g1 белый король | d8 чёрный ферзь · f8 чёрная ладья · h8 чёрный король · d7 белая пешка · e7 чёрный слон · g7 чёрная пешка · h7 чёрная пешка · a6 белый слон · b6 чёрная пешка · e6 белый ферзь · c5 чёрная пешка · e5 белый слон · f5 чёрная пешка · a4 белая пешка · e4 чёрная пешка · b3 белая пешка · e3 белая пешка · f2 белая пешка · g2 белая пешка · h2 белая пешка · g1 белый король | 2 |
| 1 | d8 чёрный ферзь · f8 чёрная ладья · h8 чёрный король · d7 белая пешка · e7 чёрный слон · g7 чёрная пешка · h7 чёрная пешка · a6 белый слон · b6 чёрная пешка · e6 белый ферзь · c5 чёрная пешка · e5 белый слон · f5 чёрная пешка · a4 белая пешка · e4 чёрная пешка · b3 белая пешка · e3 белая пешка · f2 белая пешка · g2 белая пешка · h2 белая пешка · g1 белый король | d8 чёрный ферзь · f8 чёрная ладья · h8 чёрный король · d7 белая пешка · e7 чёрный слон · g7 чёрная пешка · h7 чёрная пешка · a6 белый слон · b6 чёрная пешка · e6 белый ферзь · c5 чёрная пешка · e5 белый слон · f5 чёрная пешка · a4 белая пешка · e4 чёрная пешка · b3 белая пешка · e3 белая пешка · f2 белая пешка · g2 белая пешка · h2 белая пешка · g1 белый король | d8 чёрный ферзь · f8 чёрная ладья · h8 чёрный король · d7 белая пешка · e7 чёрный слон · g7 чёрная пешка · h7 чёрная пешка · a6 белый слон · b6 чёрная пешка · e6 белый ферзь · c5 чёрная пешка · e5 белый слон · f5 чёрная пешка · a4 белая пешка · e4 чёрная пешка · b3 белая пешка · e3 белая пешка · f2 белая пешка · g2 белая пешка · h2 белая пешка · g1 белый король | d8 чёрный ферзь · f8 чёрная ладья · h8 чёрный король · d7 белая пешка · e7 чёрный слон · g7 чёрная пешка · h7 чёрная пешка · a6 белый слон · b6 чёрная пешка · e6 белый ферзь · c5 чёрная пешка · e5 белый слон · f5 чёрная пешка · a4 белая пешка · e4 чёрная пешка · b3 белая пешка · e3 белая пешка · f2 белая пешка · g2 белая пешка · h2 белая пешка · g1 белый король | d8 чёрный ферзь · f8 чёрная ладья · h8 чёрный король · d7 белая пешка · e7 чёрный слон · g7 чёрная пешка · h7 чёрная пешка · a6 белый слон · b6 чёрная пешка · e6 белый ферзь · c5 чёрная пешка · e5 белый слон · f5 чёрная пешка · a4 белая пешка · e4 чёрная пешка · b3 белая пешка · e3 белая пешка · f2 белая пешка · g2 белая пешка · h2 белая пешка · g1 белый король | d8 чёрный ферзь · f8 чёрная ладья · h8 чёрный король · d7 белая пешка · e7 чёрный слон · g7 чёрная пешка · h7 чёрная пешка · a6 белый слон · b6 чёрная пешка · e6 белый ферзь · c5 чёрная пешка · e5 белый слон · f5 чёрная пешка · a4 белая пешка · e4 чёрная пешка · b3 белая пешка · e3 белая пешка · f2 белая пешка · g2 белая пешка · h2 белая пешка · g1 белый король | d8 чёрный ферзь · f8 чёрная ладья · h8 чёрный король · d7 белая пешка · e7 чёрный слон · g7 чёрная пешка · h7 чёрная пешка · a6 белый слон · b6 чёрная пешка · e6 белый ферзь · c5 чёрная пешка · e5 белый слон · f5 чёрная пешка · a4 белая пешка · e4 чёрная пешка · b3 белая пешка · e3 белая пешка · f2 белая пешка · g2 белая пешка · h2 белая пешка · g1 белый король | d8 чёрный ферзь · f8 чёрная ладья · h8 чёрный король · d7 белая пешка · e7 чёрный слон · g7 чёрная пешка · h7 чёрная пешка · a6 белый слон · b6 чёрная пешка · e6 белый ферзь · c5 чёрная пешка · e5 белый слон · f5 чёрная пешка · a4 белая пешка · e4 чёрная пешка · b3 белая пешка · e3 белая пешка · f2 белая пешка · g2 белая пешка · h2 белая пешка · g1 белый король | 1 |
|   | a | b | c | d | e | f | g | h |   |

Белые до этого мощно атаковали, пожертвовали качество и у них сильная проходная пешка. Теперь же ходом 27. Се5! они ставят соперника в положение цугцванга. Из всех ходов чёрных фигур более-менее приемлемым является только ход 27 …Cf6, но после 28. Cd6 у чёрных безнадёжно, например 28 …g6 29. Cc4 Kpg7 30. C:f8+ Ф:f8 31. Ф:b6 и т. д. Ласкер продолжал: 27 …с4 28. С:с4 Сс5 29. g3 Фе7 30. Сс7 Ф:е6 31. С:е6 Се7 32. b4 h6 33. a5 ba 34. ba g6 35. Cd5 и чёрные сдались.

### ПартияНимцович—Тартаковер
|   | a | b | c | d | e | f | g | h |   |
| - | --- | --- | --- | --- | --- | --- | --- | --- | - |
| 8 | b8 чёрная ладья · g8 чёрный король · b7 чёрная ладья · d7 чёрная пешка · g7 чёрная пешка · h7 чёрная пешка · a6 чёрный конь · c6 чёрная пешка · e6 чёрная пешка · a5 чёрный ферзь · c5 белая пешка · e5 белая пешка · f5 чёрная пешка · b4 чёрный конь · d4 белая пешка · a3 чёрная пешка · b3 белая ладья · c3 белый слон · g3 белая пешка · a2 белая пешка · d2 белый ферзь · f2 белая пешка · h2 белая пешка · b1 белая ладья · f1 белый слон · g1 белый король | b8 чёрная ладья · g8 чёрный король · b7 чёрная ладья · d7 чёрная пешка · g7 чёрная пешка · h7 чёрная пешка · a6 чёрный конь · c6 чёрная пешка · e6 чёрная пешка · a5 чёрный ферзь · c5 белая пешка · e5 белая пешка · f5 чёрная пешка · b4 чёрный конь · d4 белая пешка · a3 чёрная пешка · b3 белая ладья · c3 белый слон · g3 белая пешка · a2 белая пешка · d2 белый ферзь · f2 белая пешка · h2 белая пешка · b1 белая ладья · f1 белый слон · g1 белый король | b8 чёрная ладья · g8 чёрный король · b7 чёрная ладья · d7 чёрная пешка · g7 чёрная пешка · h7 чёрная пешка · a6 чёрный конь · c6 чёрная пешка · e6 чёрная пешка · a5 чёрный ферзь · c5 белая пешка · e5 белая пешка · f5 чёрная пешка · b4 чёрный конь · d4 белая пешка · a3 чёрная пешка · b3 белая ладья · c3 белый слон · g3 белая пешка · a2 белая пешка · d2 белый ферзь · f2 белая пешка · h2 белая пешка · b1 белая ладья · f1 белый слон · g1 белый король | b8 чёрная ладья · g8 чёрный король · b7 чёрная ладья · d7 чёрная пешка · g7 чёрная пешка · h7 чёрная пешка · a6 чёрный конь · c6 чёрная пешка · e6 чёрная пешка · a5 чёрный ферзь · c5 белая пешка · e5 белая пешка · f5 чёрная пешка · b4 чёрный конь · d4 белая пешка · a3 чёрная пешка · b3 белая ладья · c3 белый слон · g3 белая пешка · a2 белая пешка · d2 белый ферзь · f2 белая пешка · h2 белая пешка · b1 белая ладья · f1 белый слон · g1 белый король | b8 чёрная ладья · g8 чёрный король · b7 чёрная ладья · d7 чёрная пешка · g7 чёрная пешка · h7 чёрная пешка · a6 чёрный конь · c6 чёрная пешка · e6 чёрная пешка · a5 чёрный ферзь · c5 белая пешка · e5 белая пешка · f5 чёрная пешка · b4 чёрный конь · d4 белая пешка · a3 чёрная пешка · b3 белая ладья · c3 белый слон · g3 белая пешка · a2 белая пешка · d2 белый ферзь · f2 белая пешка · h2 белая пешка · b1 белая ладья · f1 белый слон · g1 белый король | b8 чёрная ладья · g8 чёрный король · b7 чёрная ладья · d7 чёрная пешка · g7 чёрная пешка · h7 чёрная пешка · a6 чёрный конь · c6 чёрная пешка · e6 чёрная пешка · a5 чёрный ферзь · c5 белая пешка · e5 белая пешка · f5 чёрная пешка · b4 чёрный конь · d4 белая пешка · a3 чёрная пешка · b3 белая ладья · c3 белый слон · g3 белая пешка · a2 белая пешка · d2 белый ферзь · f2 белая пешка · h2 белая пешка · b1 белая ладья · f1 белый слон · g1 белый король | b8 чёрная ладья · g8 чёрный король · b7 чёрная ладья · d7 чёрная пешка · g7 чёрная пешка · h7 чёрная пешка · a6 чёрный конь · c6 чёрная пешка · e6 чёрная пешка · a5 чёрный ферзь · c5 белая пешка · e5 белая пешка · f5 чёрная пешка · b4 чёрный конь · d4 белая пешка · a3 чёрная пешка · b3 белая ладья · c3 белый слон · g3 белая пешка · a2 белая пешка · d2 белый ферзь · f2 белая пешка · h2 белая пешка · b1 белая ладья · f1 белый слон · g1 белый король | b8 чёрная ладья · g8 чёрный король · b7 чёрная ладья · d7 чёрная пешка · g7 чёрная пешка · h7 чёрная пешка · a6 чёрный конь · c6 чёрная пешка · e6 чёрная пешка · a5 чёрный ферзь · c5 белая пешка · e5 белая пешка · f5 чёрная пешка · b4 чёрный конь · d4 белая пешка · a3 чёрная пешка · b3 белая ладья · c3 белый слон · g3 белая пешка · a2 белая пешка · d2 белый ферзь · f2 белая пешка · h2 белая пешка · b1 белая ладья · f1 белый слон · g1 белый король | 8 |
| 7 | b8 чёрная ладья · g8 чёрный король · b7 чёрная ладья · d7 чёрная пешка · g7 чёрная пешка · h7 чёрная пешка · a6 чёрный конь · c6 чёрная пешка · e6 чёрная пешка · a5 чёрный ферзь · c5 белая пешка · e5 белая пешка · f5 чёрная пешка · b4 чёрный конь · d4 белая пешка · a3 чёрная пешка · b3 белая ладья · c3 белый слон · g3 белая пешка · a2 белая пешка · d2 белый ферзь · f2 белая пешка · h2 белая пешка · b1 белая ладья · f1 белый слон · g1 белый король | b8 чёрная ладья · g8 чёрный король · b7 чёрная ладья · d7 чёрная пешка · g7 чёрная пешка · h7 чёрная пешка · a6 чёрный конь · c6 чёрная пешка · e6 чёрная пешка · a5 чёрный ферзь · c5 белая пешка · e5 белая пешка · f5 чёрная пешка · b4 чёрный конь · d4 белая пешка · a3 чёрная пешка · b3 белая ладья · c3 белый слон · g3 белая пешка · a2 белая пешка · d2 белый ферзь · f2 белая пешка · h2 белая пешка · b1 белая ладья · f1 белый слон · g1 белый король | b8 чёрная ладья · g8 чёрный король · b7 чёрная ладья · d7 чёрная пешка · g7 чёрная пешка · h7 чёрная пешка · a6 чёрный конь · c6 чёрная пешка · e6 чёрная пешка · a5 чёрный ферзь · c5 белая пешка · e5 белая пешка · f5 чёрная пешка · b4 чёрный конь · d4 белая пешка · a3 чёрная пешка · b3 белая ладья · c3 белый слон · g3 белая пешка · a2 белая пешка · d2 белый ферзь · f2 белая пешка · h2 белая пешка · b1 белая ладья · f1 белый слон · g1 белый король | b8 чёрная ладья · g8 чёрный король · b7 чёрная ладья · d7 чёрная пешка · g7 чёрная пешка · h7 чёрная пешка · a6 чёрный конь · c6 чёрная пешка · e6 чёрная пешка · a5 чёрный ферзь · c5 белая пешка · e5 белая пешка · f5 чёрная пешка · b4 чёрный конь · d4 белая пешка · a3 чёрная пешка · b3 белая ладья · c3 белый слон · g3 белая пешка · a2 белая пешка · d2 белый ферзь · f2 белая пешка · h2 белая пешка · b1 белая ладья · f1 белый слон · g1 белый король | b8 чёрная ладья · g8 чёрный король · b7 чёрная ладья · d7 чёрная пешка · g7 чёрная пешка · h7 чёрная пешка · a6 чёрный конь · c6 чёрная пешка · e6 чёрная пешка · a5 чёрный ферзь · c5 белая пешка · e5 белая пешка · f5 чёрная пешка · b4 чёрный конь · d4 белая пешка · a3 чёрная пешка · b3 белая ладья · c3 белый слон · g3 белая пешка · a2 белая пешка · d2 белый ферзь · f2 белая пешка · h2 белая пешка · b1 белая ладья · f1 белый слон · g1 белый король | b8 чёрная ладья · g8 чёрный король · b7 чёрная ладья · d7 чёрная пешка · g7 чёрная пешка · h7 чёрная пешка · a6 чёрный конь · c6 чёрная пешка · e6 чёрная пешка · a5 чёрный ферзь · c5 белая пешка · e5 белая пешка · f5 чёрная пешка · b4 чёрный конь · d4 белая пешка · a3 чёрная пешка · b3 белая ладья · c3 белый слон · g3 белая пешка · a2 белая пешка · d2 белый ферзь · f2 белая пешка · h2 белая пешка · b1 белая ладья · f1 белый слон · g1 белый король | b8 чёрная ладья · g8 чёрный король · b7 чёрная ладья · d7 чёрная пешка · g7 чёрная пешка · h7 чёрная пешка · a6 чёрный конь · c6 чёрная пешка · e6 чёрная пешка · a5 чёрный ферзь · c5 белая пешка · e5 белая пешка · f5 чёрная пешка · b4 чёрный конь · d4 белая пешка · a3 чёрная пешка · b3 белая ладья · c3 белый слон · g3 белая пешка · a2 белая пешка · d2 белый ферзь · f2 белая пешка · h2 белая пешка · b1 белая ладья · f1 белый слон · g1 белый король | b8 чёрная ладья · g8 чёрный король · b7 чёрная ладья · d7 чёрная пешка · g7 чёрная пешка · h7 чёрная пешка · a6 чёрный конь · c6 чёрная пешка · e6 чёрная пешка · a5 чёрный ферзь · c5 белая пешка · e5 белая пешка · f5 чёрная пешка · b4 чёрный конь · d4 белая пешка · a3 чёрная пешка · b3 белая ладья · c3 белый слон · g3 белая пешка · a2 белая пешка · d2 белый ферзь · f2 белая пешка · h2 белая пешка · b1 белая ладья · f1 белый слон · g1 белый король | 7 |
| 6 | b8 чёрная ладья · g8 чёрный король · b7 чёрная ладья · d7 чёрная пешка · g7 чёрная пешка · h7 чёрная пешка · a6 чёрный конь · c6 чёрная пешка · e6 чёрная пешка · a5 чёрный ферзь · c5 белая пешка · e5 белая пешка · f5 чёрная пешка · b4 чёрный конь · d4 белая пешка · a3 чёрная пешка · b3 белая ладья · c3 белый слон · g3 белая пешка · a2 белая пешка · d2 белый ферзь · f2 белая пешка · h2 белая пешка · b1 белая ладья · f1 белый слон · g1 белый король | b8 чёрная ладья · g8 чёрный король · b7 чёрная ладья · d7 чёрная пешка · g7 чёрная пешка · h7 чёрная пешка · a6 чёрный конь · c6 чёрная пешка · e6 чёрная пешка · a5 чёрный ферзь · c5 белая пешка · e5 белая пешка · f5 чёрная пешка · b4 чёрный конь · d4 белая пешка · a3 чёрная пешка · b3 белая ладья · c3 белый слон · g3 белая пешка · a2 белая пешка · d2 белый ферзь · f2 белая пешка · h2 белая пешка · b1 белая ладья · f1 белый слон · g1 белый король | b8 чёрная ладья · g8 чёрный король · b7 чёрная ладья · d7 чёрная пешка · g7 чёрная пешка · h7 чёрная пешка · a6 чёрный конь · c6 чёрная пешка · e6 чёрная пешка · a5 чёрный ферзь · c5 белая пешка · e5 белая пешка · f5 чёрная пешка · b4 чёрный конь · d4 белая пешка · a3 чёрная пешка · b3 белая ладья · c3 белый слон · g3 белая пешка · a2 белая пешка · d2 белый ферзь · f2 белая пешка · h2 белая пешка · b1 белая ладья · f1 белый слон · g1 белый король | b8 чёрная ладья · g8 чёрный король · b7 чёрная ладья · d7 чёрная пешка · g7 чёрная пешка · h7 чёрная пешка · a6 чёрный конь · c6 чёрная пешка · e6 чёрная пешка · a5 чёрный ферзь · c5 белая пешка · e5 белая пешка · f5 чёрная пешка · b4 чёрный конь · d4 белая пешка · a3 чёрная пешка · b3 белая ладья · c3 белый слон · g3 белая пешка · a2 белая пешка · d2 белый ферзь · f2 белая пешка · h2 белая пешка · b1 белая ладья · f1 белый слон · g1 белый король | b8 чёрная ладья · g8 чёрный король · b7 чёрная ладья · d7 чёрная пешка · g7 чёрная пешка · h7 чёрная пешка · a6 чёрный конь · c6 чёрная пешка · e6 чёрная пешка · a5 чёрный ферзь · c5 белая пешка · e5 белая пешка · f5 чёрная пешка · b4 чёрный конь · d4 белая пешка · a3 чёрная пешка · b3 белая ладья · c3 белый слон · g3 белая пешка · a2 белая пешка · d2 белый ферзь · f2 белая пешка · h2 белая пешка · b1 белая ладья · f1 белый слон · g1 белый король | b8 чёрная ладья · g8 чёрный король · b7 чёрная ладья · d7 чёрная пешка · g7 чёрная пешка · h7 чёрная пешка · a6 чёрный конь · c6 чёрная пешка · e6 чёрная пешка · a5 чёрный ферзь · c5 белая пешка · e5 белая пешка · f5 чёрная пешка · b4 чёрный конь · d4 белая пешка · a3 чёрная пешка · b3 белая ладья · c3 белый слон · g3 белая пешка · a2 белая пешка · d2 белый ферзь · f2 белая пешка · h2 белая пешка · b1 белая ладья · f1 белый слон · g1 белый король | b8 чёрная ладья · g8 чёрный король · b7 чёрная ладья · d7 чёрная пешка · g7 чёрная пешка · h7 чёрная пешка · a6 чёрный конь · c6 чёрная пешка · e6 чёрная пешка · a5 чёрный ферзь · c5 белая пешка · e5 белая пешка · f5 чёрная пешка · b4 чёрный конь · d4 белая пешка · a3 чёрная пешка · b3 белая ладья · c3 белый слон · g3 белая пешка · a2 белая пешка · d2 белый ферзь · f2 белая пешка · h2 белая пешка · b1 белая ладья · f1 белый слон · g1 белый король | b8 чёрная ладья · g8 чёрный король · b7 чёрная ладья · d7 чёрная пешка · g7 чёрная пешка · h7 чёрная пешка · a6 чёрный конь · c6 чёрная пешка · e6 чёрная пешка · a5 чёрный ферзь · c5 белая пешка · e5 белая пешка · f5 чёрная пешка · b4 чёрный конь · d4 белая пешка · a3 чёрная пешка · b3 белая ладья · c3 белый слон · g3 белая пешка · a2 белая пешка · d2 белый ферзь · f2 белая пешка · h2 белая пешка · b1 белая ладья · f1 белый слон · g1 белый король | 6 |
| 5 | b8 чёрная ладья · g8 чёрный король · b7 чёрная ладья · d7 чёрная пешка · g7 чёрная пешка · h7 чёрная пешка · a6 чёрный конь · c6 чёрная пешка · e6 чёрная пешка · a5 чёрный ферзь · c5 белая пешка · e5 белая пешка · f5 чёрная пешка · b4 чёрный конь · d4 белая пешка · a3 чёрная пешка · b3 белая ладья · c3 белый слон · g3 белая пешка · a2 белая пешка · d2 белый ферзь · f2 белая пешка · h2 белая пешка · b1 белая ладья · f1 белый слон · g1 белый король | b8 чёрная ладья · g8 чёрный король · b7 чёрная ладья · d7 чёрная пешка · g7 чёрная пешка · h7 чёрная пешка · a6 чёрный конь · c6 чёрная пешка · e6 чёрная пешка · a5 чёрный ферзь · c5 белая пешка · e5 белая пешка · f5 чёрная пешка · b4 чёрный конь · d4 белая пешка · a3 чёрная пешка · b3 белая ладья · c3 белый слон · g3 белая пешка · a2 белая пешка · d2 белый ферзь · f2 белая пешка · h2 белая пешка · b1 белая ладья · f1 белый слон · g1 белый король | b8 чёрная ладья · g8 чёрный король · b7 чёрная ладья · d7 чёрная пешка · g7 чёрная пешка · h7 чёрная пешка · a6 чёрный конь · c6 чёрная пешка · e6 чёрная пешка · a5 чёрный ферзь · c5 белая пешка · e5 белая пешка · f5 чёрная пешка · b4 чёрный конь · d4 белая пешка · a3 чёрная пешка · b3 белая ладья · c3 белый слон · g3 белая пешка · a2 белая пешка · d2 белый ферзь · f2 белая пешка · h2 белая пешка · b1 белая ладья · f1 белый слон · g1 белый король | b8 чёрная ладья · g8 чёрный король · b7 чёрная ладья · d7 чёрная пешка · g7 чёрная пешка · h7 чёрная пешка · a6 чёрный конь · c6 чёрная пешка · e6 чёрная пешка · a5 чёрный ферзь · c5 белая пешка · e5 белая пешка · f5 чёрная пешка · b4 чёрный конь · d4 белая пешка · a3 чёрная пешка · b3 белая ладья · c3 белый слон · g3 белая пешка · a2 белая пешка · d2 белый ферзь · f2 белая пешка · h2 белая пешка · b1 белая ладья · f1 белый слон · g1 белый король | b8 чёрная ладья · g8 чёрный король · b7 чёрная ладья · d7 чёрная пешка · g7 чёрная пешка · h7 чёрная пешка · a6 чёрный конь · c6 чёрная пешка · e6 чёрная пешка · a5 чёрный ферзь · c5 белая пешка · e5 белая пешка · f5 чёрная пешка · b4 чёрный конь · d4 белая пешка · a3 чёрная пешка · b3 белая ладья · c3 белый слон · g3 белая пешка · a2 белая пешка · d2 белый ферзь · f2 белая пешка · h2 белая пешка · b1 белая ладья · f1 белый слон · g1 белый король | b8 чёрная ладья · g8 чёрный король · b7 чёрная ладья · d7 чёрная пешка · g7 чёрная пешка · h7 чёрная пешка · a6 чёрный конь · c6 чёрная пешка · e6 чёрная пешка · a5 чёрный ферзь · c5 белая пешка · e5 белая пешка · f5 чёрная пешка · b4 чёрный конь · d4 белая пешка · a3 чёрная пешка · b3 белая ладья · c3 белый слон · g3 белая пешка · a2 белая пешка · d2 белый ферзь · f2 белая пешка · h2 белая пешка · b1 белая ладья · f1 белый слон · g1 белый король | b8 чёрная ладья · g8 чёрный король · b7 чёрная ладья · d7 чёрная пешка · g7 чёрная пешка · h7 чёрная пешка · a6 чёрный конь · c6 чёрная пешка · e6 чёрная пешка · a5 чёрный ферзь · c5 белая пешка · e5 белая пешка · f5 чёрная пешка · b4 чёрный конь · d4 белая пешка · a3 чёрная пешка · b3 белая ладья · c3 белый слон · g3 белая пешка · a2 белая пешка · d2 белый ферзь · f2 белая пешка · h2 белая пешка · b1 белая ладья · f1 белый слон · g1 белый король | b8 чёрная ладья · g8 чёрный король · b7 чёрная ладья · d7 чёрная пешка · g7 чёрная пешка · h7 чёрная пешка · a6 чёрный конь · c6 чёрная пешка · e6 чёрная пешка · a5 чёрный ферзь · c5 белая пешка · e5 белая пешка · f5 чёрная пешка · b4 чёрный конь · d4 белая пешка · a3 чёрная пешка · b3 белая ладья · c3 белый слон · g3 белая пешка · a2 белая пешка · d2 белый ферзь · f2 белая пешка · h2 белая пешка · b1 белая ладья · f1 белый слон · g1 белый король | 5 |
| 4 | b8 чёрная ладья · g8 чёрный король · b7 чёрная ладья · d7 чёрная пешка · g7 чёрная пешка · h7 чёрная пешка · a6 чёрный конь · c6 чёрная пешка · e6 чёрная пешка · a5 чёрный ферзь · c5 белая пешка · e5 белая пешка · f5 чёрная пешка · b4 чёрный конь · d4 белая пешка · a3 чёрная пешка · b3 белая ладья · c3 белый слон · g3 белая пешка · a2 белая пешка · d2 белый ферзь · f2 белая пешка · h2 белая пешка · b1 белая ладья · f1 белый слон · g1 белый король | b8 чёрная ладья · g8 чёрный король · b7 чёрная ладья · d7 чёрная пешка · g7 чёрная пешка · h7 чёрная пешка · a6 чёрный конь · c6 чёрная пешка · e6 чёрная пешка · a5 чёрный ферзь · c5 белая пешка · e5 белая пешка · f5 чёрная пешка · b4 чёрный конь · d4 белая пешка · a3 чёрная пешка · b3 белая ладья · c3 белый слон · g3 белая пешка · a2 белая пешка · d2 белый ферзь · f2 белая пешка · h2 белая пешка · b1 белая ладья · f1 белый слон · g1 белый король | b8 чёрная ладья · g8 чёрный король · b7 чёрная ладья · d7 чёрная пешка · g7 чёрная пешка · h7 чёрная пешка · a6 чёрный конь · c6 чёрная пешка · e6 чёрная пешка · a5 чёрный ферзь · c5 белая пешка · e5 белая пешка · f5 чёрная пешка · b4 чёрный конь · d4 белая пешка · a3 чёрная пешка · b3 белая ладья · c3 белый слон · g3 белая пешка · a2 белая пешка · d2 белый ферзь · f2 белая пешка · h2 белая пешка · b1 белая ладья · f1 белый слон · g1 белый король | b8 чёрная ладья · g8 чёрный король · b7 чёрная ладья · d7 чёрная пешка · g7 чёрная пешка · h7 чёрная пешка · a6 чёрный конь · c6 чёрная пешка · e6 чёрная пешка · a5 чёрный ферзь · c5 белая пешка · e5 белая пешка · f5 чёрная пешка · b4 чёрный конь · d4 белая пешка · a3 чёрная пешка · b3 белая ладья · c3 белый слон · g3 белая пешка · a2 белая пешка · d2 белый ферзь · f2 белая пешка · h2 белая пешка · b1 белая ладья · f1 белый слон · g1 белый король | b8 чёрная ладья · g8 чёрный король · b7 чёрная ладья · d7 чёрная пешка · g7 чёрная пешка · h7 чёрная пешка · a6 чёрный конь · c6 чёрная пешка · e6 чёрная пешка · a5 чёрный ферзь · c5 белая пешка · e5 белая пешка · f5 чёрная пешка · b4 чёрный конь · d4 белая пешка · a3 чёрная пешка · b3 белая ладья · c3 белый слон · g3 белая пешка · a2 белая пешка · d2 белый ферзь · f2 белая пешка · h2 белая пешка · b1 белая ладья · f1 белый слон · g1 белый король | b8 чёрная ладья · g8 чёрный король · b7 чёрная ладья · d7 чёрная пешка · g7 чёрная пешка · h7 чёрная пешка · a6 чёрный конь · c6 чёрная пешка · e6 чёрная пешка · a5 чёрный ферзь · c5 белая пешка · e5 белая пешка · f5 чёрная пешка · b4 чёрный конь · d4 белая пешка · a3 чёрная пешка · b3 белая ладья · c3 белый слон · g3 белая пешка · a2 белая пешка · d2 белый ферзь · f2 белая пешка · h2 белая пешка · b1 белая ладья · f1 белый слон · g1 белый король | b8 чёрная ладья · g8 чёрный король · b7 чёрная ладья · d7 чёрная пешка · g7 чёрная пешка · h7 чёрная пешка · a6 чёрный конь · c6 чёрная пешка · e6 чёрная пешка · a5 чёрный ферзь · c5 белая пешка · e5 белая пешка · f5 чёрная пешка · b4 чёрный конь · d4 белая пешка · a3 чёрная пешка · b3 белая ладья · c3 белый слон · g3 белая пешка · a2 белая пешка · d2 белый ферзь · f2 белая пешка · h2 белая пешка · b1 белая ладья · f1 белый слон · g1 белый король | b8 чёрная ладья · g8 чёрный король · b7 чёрная ладья · d7 чёрная пешка · g7 чёрная пешка · h7 чёрная пешка · a6 чёрный конь · c6 чёрная пешка · e6 чёрная пешка · a5 чёрный ферзь · c5 белая пешка · e5 белая пешка · f5 чёрная пешка · b4 чёрный конь · d4 белая пешка · a3 чёрная пешка · b3 белая ладья · c3 белый слон · g3 белая пешка · a2 белая пешка · d2 белый ферзь · f2 белая пешка · h2 белая пешка · b1 белая ладья · f1 белый слон · g1 белый король | 4 |
| 3 | b8 чёрная ладья · g8 чёрный король · b7 чёрная ладья · d7 чёрная пешка · g7 чёрная пешка · h7 чёрная пешка · a6 чёрный конь · c6 чёрная пешка · e6 чёрная пешка · a5 чёрный ферзь · c5 белая пешка · e5 белая пешка · f5 чёрная пешка · b4 чёрный конь · d4 белая пешка · a3 чёрная пешка · b3 белая ладья · c3 белый слон · g3 белая пешка · a2 белая пешка · d2 белый ферзь · f2 белая пешка · h2 белая пешка · b1 белая ладья · f1 белый слон · g1 белый король | b8 чёрная ладья · g8 чёрный король · b7 чёрная ладья · d7 чёрная пешка · g7 чёрная пешка · h7 чёрная пешка · a6 чёрный конь · c6 чёрная пешка · e6 чёрная пешка · a5 чёрный ферзь · c5 белая пешка · e5 белая пешка · f5 чёрная пешка · b4 чёрный конь · d4 белая пешка · a3 чёрная пешка · b3 белая ладья · c3 белый слон · g3 белая пешка · a2 белая пешка · d2 белый ферзь · f2 белая пешка · h2 белая пешка · b1 белая ладья · f1 белый слон · g1 белый король | b8 чёрная ладья · g8 чёрный король · b7 чёрная ладья · d7 чёрная пешка · g7 чёрная пешка · h7 чёрная пешка · a6 чёрный конь · c6 чёрная пешка · e6 чёрная пешка · a5 чёрный ферзь · c5 белая пешка · e5 белая пешка · f5 чёрная пешка · b4 чёрный конь · d4 белая пешка · a3 чёрная пешка · b3 белая ладья · c3 белый слон · g3 белая пешка · a2 белая пешка · d2 белый ферзь · f2 белая пешка · h2 белая пешка · b1 белая ладья · f1 белый слон · g1 белый король | b8 чёрная ладья · g8 чёрный король · b7 чёрная ладья · d7 чёрная пешка · g7 чёрная пешка · h7 чёрная пешка · a6 чёрный конь · c6 чёрная пешка · e6 чёрная пешка · a5 чёрный ферзь · c5 белая пешка · e5 белая пешка · f5 чёрная пешка · b4 чёрный конь · d4 белая пешка · a3 чёрная пешка · b3 белая ладья · c3 белый слон · g3 белая пешка · a2 белая пешка · d2 белый ферзь · f2 белая пешка · h2 белая пешка · b1 белая ладья · f1 белый слон · g1 белый король | b8 чёрная ладья · g8 чёрный король · b7 чёрная ладья · d7 чёрная пешка · g7 чёрная пешка · h7 чёрная пешка · a6 чёрный конь · c6 чёрная пешка · e6 чёрная пешка · a5 чёрный ферзь · c5 белая пешка · e5 белая пешка · f5 чёрная пешка · b4 чёрный конь · d4 белая пешка · a3 чёрная пешка · b3 белая ладья · c3 белый слон · g3 белая пешка · a2 белая пешка · d2 белый ферзь · f2 белая пешка · h2 белая пешка · b1 белая ладья · f1 белый слон · g1 белый король | b8 чёрная ладья · g8 чёрный король · b7 чёрная ладья · d7 чёрная пешка · g7 чёрная пешка · h7 чёрная пешка · a6 чёрный конь · c6 чёрная пешка · e6 чёрная пешка · a5 чёрный ферзь · c5 белая пешка · e5 белая пешка · f5 чёрная пешка · b4 чёрный конь · d4 белая пешка · a3 чёрная пешка · b3 белая ладья · c3 белый слон · g3 белая пешка · a2 белая пешка · d2 белый ферзь · f2 белая пешка · h2 белая пешка · b1 белая ладья · f1 белый слон · g1 белый король | b8 чёрная ладья · g8 чёрный король · b7 чёрная ладья · d7 чёрная пешка · g7 чёрная пешка · h7 чёрная пешка · a6 чёрный конь · c6 чёрная пешка · e6 чёрная пешка · a5 чёрный ферзь · c5 белая пешка · e5 белая пешка · f5 чёрная пешка · b4 чёрный конь · d4 белая пешка · a3 чёрная пешка · b3 белая ладья · c3 белый слон · g3 белая пешка · a2 белая пешка · d2 белый ферзь · f2 белая пешка · h2 белая пешка · b1 белая ладья · f1 белый слон · g1 белый король | b8 чёрная ладья · g8 чёрный король · b7 чёрная ладья · d7 чёрная пешка · g7 чёрная пешка · h7 чёрная пешка · a6 чёрный конь · c6 чёрная пешка · e6 чёрная пешка · a5 чёрный ферзь · c5 белая пешка · e5 белая пешка · f5 чёрная пешка · b4 чёрный конь · d4 белая пешка · a3 чёрная пешка · b3 белая ладья · c3 белый слон · g3 белая пешка · a2 белая пешка · d2 белый ферзь · f2 белая пешка · h2 белая пешка · b1 белая ладья · f1 белый слон · g1 белый король | 3 |
| 2 | b8 чёрная ладья · g8 чёрный король · b7 чёрная ладья · d7 чёрная пешка · g7 чёрная пешка · h7 чёрная пешка · a6 чёрный конь · c6 чёрная пешка · e6 чёрная пешка · a5 чёрный ферзь · c5 белая пешка · e5 белая пешка · f5 чёрная пешка · b4 чёрный конь · d4 белая пешка · a3 чёрная пешка · b3 белая ладья · c3 белый слон · g3 белая пешка · a2 белая пешка · d2 белый ферзь · f2 белая пешка · h2 белая пешка · b1 белая ладья · f1 белый слон · g1 белый король | b8 чёрная ладья · g8 чёрный король · b7 чёрная ладья · d7 чёрная пешка · g7 чёрная пешка · h7 чёрная пешка · a6 чёрный конь · c6 чёрная пешка · e6 чёрная пешка · a5 чёрный ферзь · c5 белая пешка · e5 белая пешка · f5 чёрная пешка · b4 чёрный конь · d4 белая пешка · a3 чёрная пешка · b3 белая ладья · c3 белый слон · g3 белая пешка · a2 белая пешка · d2 белый ферзь · f2 белая пешка · h2 белая пешка · b1 белая ладья · f1 белый слон · g1 белый король | b8 чёрная ладья · g8 чёрный король · b7 чёрная ладья · d7 чёрная пешка · g7 чёрная пешка · h7 чёрная пешка · a6 чёрный конь · c6 чёрная пешка · e6 чёрная пешка · a5 чёрный ферзь · c5 белая пешка · e5 белая пешка · f5 чёрная пешка · b4 чёрный конь · d4 белая пешка · a3 чёрная пешка · b3 белая ладья · c3 белый слон · g3 белая пешка · a2 белая пешка · d2 белый ферзь · f2 белая пешка · h2 белая пешка · b1 белая ладья · f1 белый слон · g1 белый король | b8 чёрная ладья · g8 чёрный король · b7 чёрная ладья · d7 чёрная пешка · g7 чёрная пешка · h7 чёрная пешка · a6 чёрный конь · c6 чёрная пешка · e6 чёрная пешка · a5 чёрный ферзь · c5 белая пешка · e5 белая пешка · f5 чёрная пешка · b4 чёрный конь · d4 белая пешка · a3 чёрная пешка · b3 белая ладья · c3 белый слон · g3 белая пешка · a2 белая пешка · d2 белый ферзь · f2 белая пешка · h2 белая пешка · b1 белая ладья · f1 белый слон · g1 белый король | b8 чёрная ладья · g8 чёрный король · b7 чёрная ладья · d7 чёрная пешка · g7 чёрная пешка · h7 чёрная пешка · a6 чёрный конь · c6 чёрная пешка · e6 чёрная пешка · a5 чёрный ферзь · c5 белая пешка · e5 белая пешка · f5 чёрная пешка · b4 чёрный конь · d4 белая пешка · a3 чёрная пешка · b3 белая ладья · c3 белый слон · g3 белая пешка · a2 белая пешка · d2 белый ферзь · f2 белая пешка · h2 белая пешка · b1 белая ладья · f1 белый слон · g1 белый король | b8 чёрная ладья · g8 чёрный король · b7 чёрная ладья · d7 чёрная пешка · g7 чёрная пешка · h7 чёрная пешка · a6 чёрный конь · c6 чёрная пешка · e6 чёрная пешка · a5 чёрный ферзь · c5 белая пешка · e5 белая пешка · f5 чёрная пешка · b4 чёрный конь · d4 белая пешка · a3 чёрная пешка · b3 белая ладья · c3 белый слон · g3 белая пешка · a2 белая пешка · d2 белый ферзь · f2 белая пешка · h2 белая пешка · b1 белая ладья · f1 белый слон · g1 белый король | b8 чёрная ладья · g8 чёрный король · b7 чёрная ладья · d7 чёрная пешка · g7 чёрная пешка · h7 чёрная пешка · a6 чёрный конь · c6 чёрная пешка · e6 чёрная пешка · a5 чёрный ферзь · c5 белая пешка · e5 белая пешка · f5 чёрная пешка · b4 чёрный конь · d4 белая пешка · a3 чёрная пешка · b3 белая ладья · c3 белый слон · g3 белая пешка · a2 белая пешка · d2 белый ферзь · f2 белая пешка · h2 белая пешка · b1 белая ладья · f1 белый слон · g1 белый король | b8 чёрная ладья · g8 чёрный король · b7 чёрная ладья · d7 чёрная пешка · g7 чёрная пешка · h7 чёрная пешка · a6 чёрный конь · c6 чёрная пешка · e6 чёрная пешка · a5 чёрный ферзь · c5 белая пешка · e5 белая пешка · f5 чёрная пешка · b4 чёрный конь · d4 белая пешка · a3 чёрная пешка · b3 белая ладья · c3 белый слон · g3 белая пешка · a2 белая пешка · d2 белый ферзь · f2 белая пешка · h2 белая пешка · b1 белая ладья · f1 белый слон · g1 белый король | 2 |
| 1 | b8 чёрная ладья · g8 чёрный король · b7 чёрная ладья · d7 чёрная пешка · g7 чёрная пешка · h7 чёрная пешка · a6 чёрный конь · c6 чёрная пешка · e6 чёрная пешка · a5 чёрный ферзь · c5 белая пешка · e5 белая пешка · f5 чёрная пешка · b4 чёрный конь · d4 белая пешка · a3 чёрная пешка · b3 белая ладья · c3 белый слон · g3 белая пешка · a2 белая пешка · d2 белый ферзь · f2 белая пешка · h2 белая пешка · b1 белая ладья · f1 белый слон · g1 белый король | b8 чёрная ладья · g8 чёрный король · b7 чёрная ладья · d7 чёрная пешка · g7 чёрная пешка · h7 чёрная пешка · a6 чёрный конь · c6 чёрная пешка · e6 чёрная пешка · a5 чёрный ферзь · c5 белая пешка · e5 белая пешка · f5 чёрная пешка · b4 чёрный конь · d4 белая пешка · a3 чёрная пешка · b3 белая ладья · c3 белый слон · g3 белая пешка · a2 белая пешка · d2 белый ферзь · f2 белая пешка · h2 белая пешка · b1 белая ладья · f1 белый слон · g1 белый король | b8 чёрная ладья · g8 чёрный король · b7 чёрная ладья · d7 чёрная пешка · g7 чёрная пешка · h7 чёрная пешка · a6 чёрный конь · c6 чёрная пешка · e6 чёрная пешка · a5 чёрный ферзь · c5 белая пешка · e5 белая пешка · f5 чёрная пешка · b4 чёрный конь · d4 белая пешка · a3 чёрная пешка · b3 белая ладья · c3 белый слон · g3 белая пешка · a2 белая пешка · d2 белый ферзь · f2 белая пешка · h2 белая пешка · b1 белая ладья · f1 белый слон · g1 белый король | b8 чёрная ладья · g8 чёрный король · b7 чёрная ладья · d7 чёрная пешка · g7 чёрная пешка · h7 чёрная пешка · a6 чёрный конь · c6 чёрная пешка · e6 чёрная пешка · a5 чёрный ферзь · c5 белая пешка · e5 белая пешка · f5 чёрная пешка · b4 чёрный конь · d4 белая пешка · a3 чёрная пешка · b3 белая ладья · c3 белый слон · g3 белая пешка · a2 белая пешка · d2 белый ферзь · f2 белая пешка · h2 белая пешка · b1 белая ладья · f1 белый слон · g1 белый король | b8 чёрная ладья · g8 чёрный король · b7 чёрная ладья · d7 чёрная пешка · g7 чёрная пешка · h7 чёрная пешка · a6 чёрный конь · c6 чёрная пешка · e6 чёрная пешка · a5 чёрный ферзь · c5 белая пешка · e5 белая пешка · f5 чёрная пешка · b4 чёрный конь · d4 белая пешка · a3 чёрная пешка · b3 белая ладья · c3 белый слон · g3 белая пешка · a2 белая пешка · d2 белый ферзь · f2 белая пешка · h2 белая пешка · b1 белая ладья · f1 белый слон · g1 белый король | b8 чёрная ладья · g8 чёрный король · b7 чёрная ладья · d7 чёрная пешка · g7 чёрная пешка · h7 чёрная пешка · a6 чёрный конь · c6 чёрная пешка · e6 чёрная пешка · a5 чёрный ферзь · c5 белая пешка · e5 белая пешка · f5 чёрная пешка · b4 чёрный конь · d4 белая пешка · a3 чёрная пешка · b3 белая ладья · c3 белый слон · g3 белая пешка · a2 белая пешка · d2 белый ферзь · f2 белая пешка · h2 белая пешка · b1 белая ладья · f1 белый слон · g1 белый король | b8 чёрная ладья · g8 чёрный король · b7 чёрная ладья · d7 чёрная пешка · g7 чёрная пешка · h7 чёрная пешка · a6 чёрный конь · c6 чёрная пешка · e6 чёрная пешка · a5 чёрный ферзь · c5 белая пешка · e5 белая пешка · f5 чёрная пешка · b4 чёрный конь · d4 белая пешка · a3 чёрная пешка · b3 белая ладья · c3 белый слон · g3 белая пешка · a2 белая пешка · d2 белый ферзь · f2 белая пешка · h2 белая пешка · b1 белая ладья · f1 белый слон · g1 белый король | b8 чёрная ладья · g8 чёрный король · b7 чёрная ладья · d7 чёрная пешка · g7 чёрная пешка · h7 чёрная пешка · a6 чёрный конь · c6 чёрная пешка · e6 чёрная пешка · a5 чёрный ферзь · c5 белая пешка · e5 белая пешка · f5 чёрная пешка · b4 чёрный конь · d4 белая пешка · a3 чёрная пешка · b3 белая ладья · c3 белый слон · g3 белая пешка · a2 белая пешка · d2 белый ферзь · f2 белая пешка · h2 белая пешка · b1 белая ладья · f1 белый слон · g1 белый король | 1 |
|   | a | b | c | d | e | f | g | h |   |

Ситуацию, возникшую в данной партии после 24. Cf1, возможно, нельзя назвать цугцвангом в полном смысле этого слова, так как белые оперируют ещё и угрозой 25. С:а6. Однако приемлемых продолжений у чёрных нет. Их фигуры полностью связаны и в результате застрявший на b4 конь попросту теряется. Последовало: 24 …Фс7 25. C:b4 K:b4 26. Л:b4 Фа5 (чёрные пытаются не остаться в долгу, однако их связка оказывается неэффективной) 27. Л:b7! Ф:d2 28. Л:b8+ Kpf7 29. Сс4, и белые реализовали своё преимущество на 48-м ходу.

### ПартияАлехин—Нимцович
|   | a | b | c | d | e | f | g | h |   |
| - | --- | --- | --- | --- | --- | --- | --- | --- | - |
| 8 | c8 чёрная ладья · f8 чёрный король · a7 чёрная пешка · c7 чёрная ладья · d7 чёрный ферзь · e7 чёрный конь · g7 чёрная пешка · a6 белая пешка · b6 чёрная пешка · c6 чёрный конь · e6 чёрная пешка · h6 чёрная пешка · b5 белый слон · d5 чёрная пешка · e5 белая пешка · f5 чёрная пешка · b4 белая пешка · d4 белая пешка · f4 белая пешка · c3 белая ладья · f3 белый конь · c2 белая ладья · g2 белая пешка · h2 белая пешка · c1 белый ферзь · g1 белый король | c8 чёрная ладья · f8 чёрный король · a7 чёрная пешка · c7 чёрная ладья · d7 чёрный ферзь · e7 чёрный конь · g7 чёрная пешка · a6 белая пешка · b6 чёрная пешка · c6 чёрный конь · e6 чёрная пешка · h6 чёрная пешка · b5 белый слон · d5 чёрная пешка · e5 белая пешка · f5 чёрная пешка · b4 белая пешка · d4 белая пешка · f4 белая пешка · c3 белая ладья · f3 белый конь · c2 белая ладья · g2 белая пешка · h2 белая пешка · c1 белый ферзь · g1 белый король | c8 чёрная ладья · f8 чёрный король · a7 чёрная пешка · c7 чёрная ладья · d7 чёрный ферзь · e7 чёрный конь · g7 чёрная пешка · a6 белая пешка · b6 чёрная пешка · c6 чёрный конь · e6 чёрная пешка · h6 чёрная пешка · b5 белый слон · d5 чёрная пешка · e5 белая пешка · f5 чёрная пешка · b4 белая пешка · d4 белая пешка · f4 белая пешка · c3 белая ладья · f3 белый конь · c2 белая ладья · g2 белая пешка · h2 белая пешка · c1 белый ферзь · g1 белый король | c8 чёрная ладья · f8 чёрный король · a7 чёрная пешка · c7 чёрная ладья · d7 чёрный ферзь · e7 чёрный конь · g7 чёрная пешка · a6 белая пешка · b6 чёрная пешка · c6 чёрный конь · e6 чёрная пешка · h6 чёрная пешка · b5 белый слон · d5 чёрная пешка · e5 белая пешка · f5 чёрная пешка · b4 белая пешка · d4 белая пешка · f4 белая пешка · c3 белая ладья · f3 белый конь · c2 белая ладья · g2 белая пешка · h2 белая пешка · c1 белый ферзь · g1 белый король | c8 чёрная ладья · f8 чёрный король · a7 чёрная пешка · c7 чёрная ладья · d7 чёрный ферзь · e7 чёрный конь · g7 чёрная пешка · a6 белая пешка · b6 чёрная пешка · c6 чёрный конь · e6 чёрная пешка · h6 чёрная пешка · b5 белый слон · d5 чёрная пешка · e5 белая пешка · f5 чёрная пешка · b4 белая пешка · d4 белая пешка · f4 белая пешка · c3 белая ладья · f3 белый конь · c2 белая ладья · g2 белая пешка · h2 белая пешка · c1 белый ферзь · g1 белый король | c8 чёрная ладья · f8 чёрный король · a7 чёрная пешка · c7 чёрная ладья · d7 чёрный ферзь · e7 чёрный конь · g7 чёрная пешка · a6 белая пешка · b6 чёрная пешка · c6 чёрный конь · e6 чёрная пешка · h6 чёрная пешка · b5 белый слон · d5 чёрная пешка · e5 белая пешка · f5 чёрная пешка · b4 белая пешка · d4 белая пешка · f4 белая пешка · c3 белая ладья · f3 белый конь · c2 белая ладья · g2 белая пешка · h2 белая пешка · c1 белый ферзь · g1 белый король | c8 чёрная ладья · f8 чёрный король · a7 чёрная пешка · c7 чёрная ладья · d7 чёрный ферзь · e7 чёрный конь · g7 чёрная пешка · a6 белая пешка · b6 чёрная пешка · c6 чёрный конь · e6 чёрная пешка · h6 чёрная пешка · b5 белый слон · d5 чёрная пешка · e5 белая пешка · f5 чёрная пешка · b4 белая пешка · d4 белая пешка · f4 белая пешка · c3 белая ладья · f3 белый конь · c2 белая ладья · g2 белая пешка · h2 белая пешка · c1 белый ферзь · g1 белый король | c8 чёрная ладья · f8 чёрный король · a7 чёрная пешка · c7 чёрная ладья · d7 чёрный ферзь · e7 чёрный конь · g7 чёрная пешка · a6 белая пешка · b6 чёрная пешка · c6 чёрный конь · e6 чёрная пешка · h6 чёрная пешка · b5 белый слон · d5 чёрная пешка · e5 белая пешка · f5 чёрная пешка · b4 белая пешка · d4 белая пешка · f4 белая пешка · c3 белая ладья · f3 белый конь · c2 белая ладья · g2 белая пешка · h2 белая пешка · c1 белый ферзь · g1 белый король | 8 |
| 7 | c8 чёрная ладья · f8 чёрный король · a7 чёрная пешка · c7 чёрная ладья · d7 чёрный ферзь · e7 чёрный конь · g7 чёрная пешка · a6 белая пешка · b6 чёрная пешка · c6 чёрный конь · e6 чёрная пешка · h6 чёрная пешка · b5 белый слон · d5 чёрная пешка · e5 белая пешка · f5 чёрная пешка · b4 белая пешка · d4 белая пешка · f4 белая пешка · c3 белая ладья · f3 белый конь · c2 белая ладья · g2 белая пешка · h2 белая пешка · c1 белый ферзь · g1 белый король | c8 чёрная ладья · f8 чёрный король · a7 чёрная пешка · c7 чёрная ладья · d7 чёрный ферзь · e7 чёрный конь · g7 чёрная пешка · a6 белая пешка · b6 чёрная пешка · c6 чёрный конь · e6 чёрная пешка · h6 чёрная пешка · b5 белый слон · d5 чёрная пешка · e5 белая пешка · f5 чёрная пешка · b4 белая пешка · d4 белая пешка · f4 белая пешка · c3 белая ладья · f3 белый конь · c2 белая ладья · g2 белая пешка · h2 белая пешка · c1 белый ферзь · g1 белый король | c8 чёрная ладья · f8 чёрный король · a7 чёрная пешка · c7 чёрная ладья · d7 чёрный ферзь · e7 чёрный конь · g7 чёрная пешка · a6 белая пешка · b6 чёрная пешка · c6 чёрный конь · e6 чёрная пешка · h6 чёрная пешка · b5 белый слон · d5 чёрная пешка · e5 белая пешка · f5 чёрная пешка · b4 белая пешка · d4 белая пешка · f4 белая пешка · c3 белая ладья · f3 белый конь · c2 белая ладья · g2 белая пешка · h2 белая пешка · c1 белый ферзь · g1 белый король | c8 чёрная ладья · f8 чёрный король · a7 чёрная пешка · c7 чёрная ладья · d7 чёрный ферзь · e7 чёрный конь · g7 чёрная пешка · a6 белая пешка · b6 чёрная пешка · c6 чёрный конь · e6 чёрная пешка · h6 чёрная пешка · b5 белый слон · d5 чёрная пешка · e5 белая пешка · f5 чёрная пешка · b4 белая пешка · d4 белая пешка · f4 белая пешка · c3 белая ладья · f3 белый конь · c2 белая ладья · g2 белая пешка · h2 белая пешка · c1 белый ферзь · g1 белый король | c8 чёрная ладья · f8 чёрный король · a7 чёрная пешка · c7 чёрная ладья · d7 чёрный ферзь · e7 чёрный конь · g7 чёрная пешка · a6 белая пешка · b6 чёрная пешка · c6 чёрный конь · e6 чёрная пешка · h6 чёрная пешка · b5 белый слон · d5 чёрная пешка · e5 белая пешка · f5 чёрная пешка · b4 белая пешка · d4 белая пешка · f4 белая пешка · c3 белая ладья · f3 белый конь · c2 белая ладья · g2 белая пешка · h2 белая пешка · c1 белый ферзь · g1 белый король | c8 чёрная ладья · f8 чёрный король · a7 чёрная пешка · c7 чёрная ладья · d7 чёрный ферзь · e7 чёрный конь · g7 чёрная пешка · a6 белая пешка · b6 чёрная пешка · c6 чёрный конь · e6 чёрная пешка · h6 чёрная пешка · b5 белый слон · d5 чёрная пешка · e5 белая пешка · f5 чёрная пешка · b4 белая пешка · d4 белая пешка · f4 белая пешка · c3 белая ладья · f3 белый конь · c2 белая ладья · g2 белая пешка · h2 белая пешка · c1 белый ферзь · g1 белый король | c8 чёрная ладья · f8 чёрный король · a7 чёрная пешка · c7 чёрная ладья · d7 чёрный ферзь · e7 чёрный конь · g7 чёрная пешка · a6 белая пешка · b6 чёрная пешка · c6 чёрный конь · e6 чёрная пешка · h6 чёрная пешка · b5 белый слон · d5 чёрная пешка · e5 белая пешка · f5 чёрная пешка · b4 белая пешка · d4 белая пешка · f4 белая пешка · c3 белая ладья · f3 белый конь · c2 белая ладья · g2 белая пешка · h2 белая пешка · c1 белый ферзь · g1 белый король | c8 чёрная ладья · f8 чёрный король · a7 чёрная пешка · c7 чёрная ладья · d7 чёрный ферзь · e7 чёрный конь · g7 чёрная пешка · a6 белая пешка · b6 чёрная пешка · c6 чёрный конь · e6 чёрная пешка · h6 чёрная пешка · b5 белый слон · d5 чёрная пешка · e5 белая пешка · f5 чёрная пешка · b4 белая пешка · d4 белая пешка · f4 белая пешка · c3 белая ладья · f3 белый конь · c2 белая ладья · g2 белая пешка · h2 белая пешка · c1 белый ферзь · g1 белый король | 7 |
| 6 | c8 чёрная ладья · f8 чёрный король · a7 чёрная пешка · c7 чёрная ладья · d7 чёрный ферзь · e7 чёрный конь · g7 чёрная пешка · a6 белая пешка · b6 чёрная пешка · c6 чёрный конь · e6 чёрная пешка · h6 чёрная пешка · b5 белый слон · d5 чёрная пешка · e5 белая пешка · f5 чёрная пешка · b4 белая пешка · d4 белая пешка · f4 белая пешка · c3 белая ладья · f3 белый конь · c2 белая ладья · g2 белая пешка · h2 белая пешка · c1 белый ферзь · g1 белый король | c8 чёрная ладья · f8 чёрный король · a7 чёрная пешка · c7 чёрная ладья · d7 чёрный ферзь · e7 чёрный конь · g7 чёрная пешка · a6 белая пешка · b6 чёрная пешка · c6 чёрный конь · e6 чёрная пешка · h6 чёрная пешка · b5 белый слон · d5 чёрная пешка · e5 белая пешка · f5 чёрная пешка · b4 белая пешка · d4 белая пешка · f4 белая пешка · c3 белая ладья · f3 белый конь · c2 белая ладья · g2 белая пешка · h2 белая пешка · c1 белый ферзь · g1 белый король | c8 чёрная ладья · f8 чёрный король · a7 чёрная пешка · c7 чёрная ладья · d7 чёрный ферзь · e7 чёрный конь · g7 чёрная пешка · a6 белая пешка · b6 чёрная пешка · c6 чёрный конь · e6 чёрная пешка · h6 чёрная пешка · b5 белый слон · d5 чёрная пешка · e5 белая пешка · f5 чёрная пешка · b4 белая пешка · d4 белая пешка · f4 белая пешка · c3 белая ладья · f3 белый конь · c2 белая ладья · g2 белая пешка · h2 белая пешка · c1 белый ферзь · g1 белый король | c8 чёрная ладья · f8 чёрный король · a7 чёрная пешка · c7 чёрная ладья · d7 чёрный ферзь · e7 чёрный конь · g7 чёрная пешка · a6 белая пешка · b6 чёрная пешка · c6 чёрный конь · e6 чёрная пешка · h6 чёрная пешка · b5 белый слон · d5 чёрная пешка · e5 белая пешка · f5 чёрная пешка · b4 белая пешка · d4 белая пешка · f4 белая пешка · c3 белая ладья · f3 белый конь · c2 белая ладья · g2 белая пешка · h2 белая пешка · c1 белый ферзь · g1 белый король | c8 чёрная ладья · f8 чёрный король · a7 чёрная пешка · c7 чёрная ладья · d7 чёрный ферзь · e7 чёрный конь · g7 чёрная пешка · a6 белая пешка · b6 чёрная пешка · c6 чёрный конь · e6 чёрная пешка · h6 чёрная пешка · b5 белый слон · d5 чёрная пешка · e5 белая пешка · f5 чёрная пешка · b4 белая пешка · d4 белая пешка · f4 белая пешка · c3 белая ладья · f3 белый конь · c2 белая ладья · g2 белая пешка · h2 белая пешка · c1 белый ферзь · g1 белый король | c8 чёрная ладья · f8 чёрный король · a7 чёрная пешка · c7 чёрная ладья · d7 чёрный ферзь · e7 чёрный конь · g7 чёрная пешка · a6 белая пешка · b6 чёрная пешка · c6 чёрный конь · e6 чёрная пешка · h6 чёрная пешка · b5 белый слон · d5 чёрная пешка · e5 белая пешка · f5 чёрная пешка · b4 белая пешка · d4 белая пешка · f4 белая пешка · c3 белая ладья · f3 белый конь · c2 белая ладья · g2 белая пешка · h2 белая пешка · c1 белый ферзь · g1 белый король | c8 чёрная ладья · f8 чёрный король · a7 чёрная пешка · c7 чёрная ладья · d7 чёрный ферзь · e7 чёрный конь · g7 чёрная пешка · a6 белая пешка · b6 чёрная пешка · c6 чёрный конь · e6 чёрная пешка · h6 чёрная пешка · b5 белый слон · d5 чёрная пешка · e5 белая пешка · f5 чёрная пешка · b4 белая пешка · d4 белая пешка · f4 белая пешка · c3 белая ладья · f3 белый конь · c2 белая ладья · g2 белая пешка · h2 белая пешка · c1 белый ферзь · g1 белый король | c8 чёрная ладья · f8 чёрный король · a7 чёрная пешка · c7 чёрная ладья · d7 чёрный ферзь · e7 чёрный конь · g7 чёрная пешка · a6 белая пешка · b6 чёрная пешка · c6 чёрный конь · e6 чёрная пешка · h6 чёрная пешка · b5 белый слон · d5 чёрная пешка · e5 белая пешка · f5 чёрная пешка · b4 белая пешка · d4 белая пешка · f4 белая пешка · c3 белая ладья · f3 белый конь · c2 белая ладья · g2 белая пешка · h2 белая пешка · c1 белый ферзь · g1 белый король | 6 |
| 5 | c8 чёрная ладья · f8 чёрный король · a7 чёрная пешка · c7 чёрная ладья · d7 чёрный ферзь · e7 чёрный конь · g7 чёрная пешка · a6 белая пешка · b6 чёрная пешка · c6 чёрный конь · e6 чёрная пешка · h6 чёрная пешка · b5 белый слон · d5 чёрная пешка · e5 белая пешка · f5 чёрная пешка · b4 белая пешка · d4 белая пешка · f4 белая пешка · c3 белая ладья · f3 белый конь · c2 белая ладья · g2 белая пешка · h2 белая пешка · c1 белый ферзь · g1 белый король | c8 чёрная ладья · f8 чёрный король · a7 чёрная пешка · c7 чёрная ладья · d7 чёрный ферзь · e7 чёрный конь · g7 чёрная пешка · a6 белая пешка · b6 чёрная пешка · c6 чёрный конь · e6 чёрная пешка · h6 чёрная пешка · b5 белый слон · d5 чёрная пешка · e5 белая пешка · f5 чёрная пешка · b4 белая пешка · d4 белая пешка · f4 белая пешка · c3 белая ладья · f3 белый конь · c2 белая ладья · g2 белая пешка · h2 белая пешка · c1 белый ферзь · g1 белый король | c8 чёрная ладья · f8 чёрный король · a7 чёрная пешка · c7 чёрная ладья · d7 чёрный ферзь · e7 чёрный конь · g7 чёрная пешка · a6 белая пешка · b6 чёрная пешка · c6 чёрный конь · e6 чёрная пешка · h6 чёрная пешка · b5 белый слон · d5 чёрная пешка · e5 белая пешка · f5 чёрная пешка · b4 белая пешка · d4 белая пешка · f4 белая пешка · c3 белая ладья · f3 белый конь · c2 белая ладья · g2 белая пешка · h2 белая пешка · c1 белый ферзь · g1 белый король | c8 чёрная ладья · f8 чёрный король · a7 чёрная пешка · c7 чёрная ладья · d7 чёрный ферзь · e7 чёрный конь · g7 чёрная пешка · a6 белая пешка · b6 чёрная пешка · c6 чёрный конь · e6 чёрная пешка · h6 чёрная пешка · b5 белый слон · d5 чёрная пешка · e5 белая пешка · f5 чёрная пешка · b4 белая пешка · d4 белая пешка · f4 белая пешка · c3 белая ладья · f3 белый конь · c2 белая ладья · g2 белая пешка · h2 белая пешка · c1 белый ферзь · g1 белый король | c8 чёрная ладья · f8 чёрный король · a7 чёрная пешка · c7 чёрная ладья · d7 чёрный ферзь · e7 чёрный конь · g7 чёрная пешка · a6 белая пешка · b6 чёрная пешка · c6 чёрный конь · e6 чёрная пешка · h6 чёрная пешка · b5 белый слон · d5 чёрная пешка · e5 белая пешка · f5 чёрная пешка · b4 белая пешка · d4 белая пешка · f4 белая пешка · c3 белая ладья · f3 белый конь · c2 белая ладья · g2 белая пешка · h2 белая пешка · c1 белый ферзь · g1 белый король | c8 чёрная ладья · f8 чёрный король · a7 чёрная пешка · c7 чёрная ладья · d7 чёрный ферзь · e7 чёрный конь · g7 чёрная пешка · a6 белая пешка · b6 чёрная пешка · c6 чёрный конь · e6 чёрная пешка · h6 чёрная пешка · b5 белый слон · d5 чёрная пешка · e5 белая пешка · f5 чёрная пешка · b4 белая пешка · d4 белая пешка · f4 белая пешка · c3 белая ладья · f3 белый конь · c2 белая ладья · g2 белая пешка · h2 белая пешка · c1 белый ферзь · g1 белый король | c8 чёрная ладья · f8 чёрный король · a7 чёрная пешка · c7 чёрная ладья · d7 чёрный ферзь · e7 чёрный конь · g7 чёрная пешка · a6 белая пешка · b6 чёрная пешка · c6 чёрный конь · e6 чёрная пешка · h6 чёрная пешка · b5 белый слон · d5 чёрная пешка · e5 белая пешка · f5 чёрная пешка · b4 белая пешка · d4 белая пешка · f4 белая пешка · c3 белая ладья · f3 белый конь · c2 белая ладья · g2 белая пешка · h2 белая пешка · c1 белый ферзь · g1 белый король | c8 чёрная ладья · f8 чёрный король · a7 чёрная пешка · c7 чёрная ладья · d7 чёрный ферзь · e7 чёрный конь · g7 чёрная пешка · a6 белая пешка · b6 чёрная пешка · c6 чёрный конь · e6 чёрная пешка · h6 чёрная пешка · b5 белый слон · d5 чёрная пешка · e5 белая пешка · f5 чёрная пешка · b4 белая пешка · d4 белая пешка · f4 белая пешка · c3 белая ладья · f3 белый конь · c2 белая ладья · g2 белая пешка · h2 белая пешка · c1 белый ферзь · g1 белый король | 5 |
| 4 | c8 чёрная ладья · f8 чёрный король · a7 чёрная пешка · c7 чёрная ладья · d7 чёрный ферзь · e7 чёрный конь · g7 чёрная пешка · a6 белая пешка · b6 чёрная пешка · c6 чёрный конь · e6 чёрная пешка · h6 чёрная пешка · b5 белый слон · d5 чёрная пешка · e5 белая пешка · f5 чёрная пешка · b4 белая пешка · d4 белая пешка · f4 белая пешка · c3 белая ладья · f3 белый конь · c2 белая ладья · g2 белая пешка · h2 белая пешка · c1 белый ферзь · g1 белый король | c8 чёрная ладья · f8 чёрный король · a7 чёрная пешка · c7 чёрная ладья · d7 чёрный ферзь · e7 чёрный конь · g7 чёрная пешка · a6 белая пешка · b6 чёрная пешка · c6 чёрный конь · e6 чёрная пешка · h6 чёрная пешка · b5 белый слон · d5 чёрная пешка · e5 белая пешка · f5 чёрная пешка · b4 белая пешка · d4 белая пешка · f4 белая пешка · c3 белая ладья · f3 белый конь · c2 белая ладья · g2 белая пешка · h2 белая пешка · c1 белый ферзь · g1 белый король | c8 чёрная ладья · f8 чёрный король · a7 чёрная пешка · c7 чёрная ладья · d7 чёрный ферзь · e7 чёрный конь · g7 чёрная пешка · a6 белая пешка · b6 чёрная пешка · c6 чёрный конь · e6 чёрная пешка · h6 чёрная пешка · b5 белый слон · d5 чёрная пешка · e5 белая пешка · f5 чёрная пешка · b4 белая пешка · d4 белая пешка · f4 белая пешка · c3 белая ладья · f3 белый конь · c2 белая ладья · g2 белая пешка · h2 белая пешка · c1 белый ферзь · g1 белый король | c8 чёрная ладья · f8 чёрный король · a7 чёрная пешка · c7 чёрная ладья · d7 чёрный ферзь · e7 чёрный конь · g7 чёрная пешка · a6 белая пешка · b6 чёрная пешка · c6 чёрный конь · e6 чёрная пешка · h6 чёрная пешка · b5 белый слон · d5 чёрная пешка · e5 белая пешка · f5 чёрная пешка · b4 белая пешка · d4 белая пешка · f4 белая пешка · c3 белая ладья · f3 белый конь · c2 белая ладья · g2 белая пешка · h2 белая пешка · c1 белый ферзь · g1 белый король | c8 чёрная ладья · f8 чёрный король · a7 чёрная пешка · c7 чёрная ладья · d7 чёрный ферзь · e7 чёрный конь · g7 чёрная пешка · a6 белая пешка · b6 чёрная пешка · c6 чёрный конь · e6 чёрная пешка · h6 чёрная пешка · b5 белый слон · d5 чёрная пешка · e5 белая пешка · f5 чёрная пешка · b4 белая пешка · d4 белая пешка · f4 белая пешка · c3 белая ладья · f3 белый конь · c2 белая ладья · g2 белая пешка · h2 белая пешка · c1 белый ферзь · g1 белый король | c8 чёрная ладья · f8 чёрный король · a7 чёрная пешка · c7 чёрная ладья · d7 чёрный ферзь · e7 чёрный конь · g7 чёрная пешка · a6 белая пешка · b6 чёрная пешка · c6 чёрный конь · e6 чёрная пешка · h6 чёрная пешка · b5 белый слон · d5 чёрная пешка · e5 белая пешка · f5 чёрная пешка · b4 белая пешка · d4 белая пешка · f4 белая пешка · c3 белая ладья · f3 белый конь · c2 белая ладья · g2 белая пешка · h2 белая пешка · c1 белый ферзь · g1 белый король | c8 чёрная ладья · f8 чёрный король · a7 чёрная пешка · c7 чёрная ладья · d7 чёрный ферзь · e7 чёрный конь · g7 чёрная пешка · a6 белая пешка · b6 чёрная пешка · c6 чёрный конь · e6 чёрная пешка · h6 чёрная пешка · b5 белый слон · d5 чёрная пешка · e5 белая пешка · f5 чёрная пешка · b4 белая пешка · d4 белая пешка · f4 белая пешка · c3 белая ладья · f3 белый конь · c2 белая ладья · g2 белая пешка · h2 белая пешка · c1 белый ферзь · g1 белый король | c8 чёрная ладья · f8 чёрный король · a7 чёрная пешка · c7 чёрная ладья · d7 чёрный ферзь · e7 чёрный конь · g7 чёрная пешка · a6 белая пешка · b6 чёрная пешка · c6 чёрный конь · e6 чёрная пешка · h6 чёрная пешка · b5 белый слон · d5 чёрная пешка · e5 белая пешка · f5 чёрная пешка · b4 белая пешка · d4 белая пешка · f4 белая пешка · c3 белая ладья · f3 белый конь · c2 белая ладья · g2 белая пешка · h2 белая пешка · c1 белый ферзь · g1 белый король | 4 |
| 3 | c8 чёрная ладья · f8 чёрный король · a7 чёрная пешка · c7 чёрная ладья · d7 чёрный ферзь · e7 чёрный конь · g7 чёрная пешка · a6 белая пешка · b6 чёрная пешка · c6 чёрный конь · e6 чёрная пешка · h6 чёрная пешка · b5 белый слон · d5 чёрная пешка · e5 белая пешка · f5 чёрная пешка · b4 белая пешка · d4 белая пешка · f4 белая пешка · c3 белая ладья · f3 белый конь · c2 белая ладья · g2 белая пешка · h2 белая пешка · c1 белый ферзь · g1 белый король | c8 чёрная ладья · f8 чёрный король · a7 чёрная пешка · c7 чёрная ладья · d7 чёрный ферзь · e7 чёрный конь · g7 чёрная пешка · a6 белая пешка · b6 чёрная пешка · c6 чёрный конь · e6 чёрная пешка · h6 чёрная пешка · b5 белый слон · d5 чёрная пешка · e5 белая пешка · f5 чёрная пешка · b4 белая пешка · d4 белая пешка · f4 белая пешка · c3 белая ладья · f3 белый конь · c2 белая ладья · g2 белая пешка · h2 белая пешка · c1 белый ферзь · g1 белый король | c8 чёрная ладья · f8 чёрный король · a7 чёрная пешка · c7 чёрная ладья · d7 чёрный ферзь · e7 чёрный конь · g7 чёрная пешка · a6 белая пешка · b6 чёрная пешка · c6 чёрный конь · e6 чёрная пешка · h6 чёрная пешка · b5 белый слон · d5 чёрная пешка · e5 белая пешка · f5 чёрная пешка · b4 белая пешка · d4 белая пешка · f4 белая пешка · c3 белая ладья · f3 белый конь · c2 белая ладья · g2 белая пешка · h2 белая пешка · c1 белый ферзь · g1 белый король | c8 чёрная ладья · f8 чёрный король · a7 чёрная пешка · c7 чёрная ладья · d7 чёрный ферзь · e7 чёрный конь · g7 чёрная пешка · a6 белая пешка · b6 чёрная пешка · c6 чёрный конь · e6 чёрная пешка · h6 чёрная пешка · b5 белый слон · d5 чёрная пешка · e5 белая пешка · f5 чёрная пешка · b4 белая пешка · d4 белая пешка · f4 белая пешка · c3 белая ладья · f3 белый конь · c2 белая ладья · g2 белая пешка · h2 белая пешка · c1 белый ферзь · g1 белый король | c8 чёрная ладья · f8 чёрный король · a7 чёрная пешка · c7 чёрная ладья · d7 чёрный ферзь · e7 чёрный конь · g7 чёрная пешка · a6 белая пешка · b6 чёрная пешка · c6 чёрный конь · e6 чёрная пешка · h6 чёрная пешка · b5 белый слон · d5 чёрная пешка · e5 белая пешка · f5 чёрная пешка · b4 белая пешка · d4 белая пешка · f4 белая пешка · c3 белая ладья · f3 белый конь · c2 белая ладья · g2 белая пешка · h2 белая пешка · c1 белый ферзь · g1 белый король | c8 чёрная ладья · f8 чёрный король · a7 чёрная пешка · c7 чёрная ладья · d7 чёрный ферзь · e7 чёрный конь · g7 чёрная пешка · a6 белая пешка · b6 чёрная пешка · c6 чёрный конь · e6 чёрная пешка · h6 чёрная пешка · b5 белый слон · d5 чёрная пешка · e5 белая пешка · f5 чёрная пешка · b4 белая пешка · d4 белая пешка · f4 белая пешка · c3 белая ладья · f3 белый конь · c2 белая ладья · g2 белая пешка · h2 белая пешка · c1 белый ферзь · g1 белый король | c8 чёрная ладья · f8 чёрный король · a7 чёрная пешка · c7 чёрная ладья · d7 чёрный ферзь · e7 чёрный конь · g7 чёрная пешка · a6 белая пешка · b6 чёрная пешка · c6 чёрный конь · e6 чёрная пешка · h6 чёрная пешка · b5 белый слон · d5 чёрная пешка · e5 белая пешка · f5 чёрная пешка · b4 белая пешка · d4 белая пешка · f4 белая пешка · c3 белая ладья · f3 белый конь · c2 белая ладья · g2 белая пешка · h2 белая пешка · c1 белый ферзь · g1 белый король | c8 чёрная ладья · f8 чёрный король · a7 чёрная пешка · c7 чёрная ладья · d7 чёрный ферзь · e7 чёрный конь · g7 чёрная пешка · a6 белая пешка · b6 чёрная пешка · c6 чёрный конь · e6 чёрная пешка · h6 чёрная пешка · b5 белый слон · d5 чёрная пешка · e5 белая пешка · f5 чёрная пешка · b4 белая пешка · d4 белая пешка · f4 белая пешка · c3 белая ладья · f3 белый конь · c2 белая ладья · g2 белая пешка · h2 белая пешка · c1 белый ферзь · g1 белый король | 3 |
| 2 | c8 чёрная ладья · f8 чёрный король · a7 чёрная пешка · c7 чёрная ладья · d7 чёрный ферзь · e7 чёрный конь · g7 чёрная пешка · a6 белая пешка · b6 чёрная пешка · c6 чёрный конь · e6 чёрная пешка · h6 чёрная пешка · b5 белый слон · d5 чёрная пешка · e5 белая пешка · f5 чёрная пешка · b4 белая пешка · d4 белая пешка · f4 белая пешка · c3 белая ладья · f3 белый конь · c2 белая ладья · g2 белая пешка · h2 белая пешка · c1 белый ферзь · g1 белый король | c8 чёрная ладья · f8 чёрный король · a7 чёрная пешка · c7 чёрная ладья · d7 чёрный ферзь · e7 чёрный конь · g7 чёрная пешка · a6 белая пешка · b6 чёрная пешка · c6 чёрный конь · e6 чёрная пешка · h6 чёрная пешка · b5 белый слон · d5 чёрная пешка · e5 белая пешка · f5 чёрная пешка · b4 белая пешка · d4 белая пешка · f4 белая пешка · c3 белая ладья · f3 белый конь · c2 белая ладья · g2 белая пешка · h2 белая пешка · c1 белый ферзь · g1 белый король | c8 чёрная ладья · f8 чёрный король · a7 чёрная пешка · c7 чёрная ладья · d7 чёрный ферзь · e7 чёрный конь · g7 чёрная пешка · a6 белая пешка · b6 чёрная пешка · c6 чёрный конь · e6 чёрная пешка · h6 чёрная пешка · b5 белый слон · d5 чёрная пешка · e5 белая пешка · f5 чёрная пешка · b4 белая пешка · d4 белая пешка · f4 белая пешка · c3 белая ладья · f3 белый конь · c2 белая ладья · g2 белая пешка · h2 белая пешка · c1 белый ферзь · g1 белый король | c8 чёрная ладья · f8 чёрный король · a7 чёрная пешка · c7 чёрная ладья · d7 чёрный ферзь · e7 чёрный конь · g7 чёрная пешка · a6 белая пешка · b6 чёрная пешка · c6 чёрный конь · e6 чёрная пешка · h6 чёрная пешка · b5 белый слон · d5 чёрная пешка · e5 белая пешка · f5 чёрная пешка · b4 белая пешка · d4 белая пешка · f4 белая пешка · c3 белая ладья · f3 белый конь · c2 белая ладья · g2 белая пешка · h2 белая пешка · c1 белый ферзь · g1 белый король | c8 чёрная ладья · f8 чёрный король · a7 чёрная пешка · c7 чёрная ладья · d7 чёрный ферзь · e7 чёрный конь · g7 чёрная пешка · a6 белая пешка · b6 чёрная пешка · c6 чёрный конь · e6 чёрная пешка · h6 чёрная пешка · b5 белый слон · d5 чёрная пешка · e5 белая пешка · f5 чёрная пешка · b4 белая пешка · d4 белая пешка · f4 белая пешка · c3 белая ладья · f3 белый конь · c2 белая ладья · g2 белая пешка · h2 белая пешка · c1 белый ферзь · g1 белый король | c8 чёрная ладья · f8 чёрный король · a7 чёрная пешка · c7 чёрная ладья · d7 чёрный ферзь · e7 чёрный конь · g7 чёрная пешка · a6 белая пешка · b6 чёрная пешка · c6 чёрный конь · e6 чёрная пешка · h6 чёрная пешка · b5 белый слон · d5 чёрная пешка · e5 белая пешка · f5 чёрная пешка · b4 белая пешка · d4 белая пешка · f4 белая пешка · c3 белая ладья · f3 белый конь · c2 белая ладья · g2 белая пешка · h2 белая пешка · c1 белый ферзь · g1 белый король | c8 чёрная ладья · f8 чёрный король · a7 чёрная пешка · c7 чёрная ладья · d7 чёрный ферзь · e7 чёрный конь · g7 чёрная пешка · a6 белая пешка · b6 чёрная пешка · c6 чёрный конь · e6 чёрная пешка · h6 чёрная пешка · b5 белый слон · d5 чёрная пешка · e5 белая пешка · f5 чёрная пешка · b4 белая пешка · d4 белая пешка · f4 белая пешка · c3 белая ладья · f3 белый конь · c2 белая ладья · g2 белая пешка · h2 белая пешка · c1 белый ферзь · g1 белый король | c8 чёрная ладья · f8 чёрный король · a7 чёрная пешка · c7 чёрная ладья · d7 чёрный ферзь · e7 чёрный конь · g7 чёрная пешка · a6 белая пешка · b6 чёрная пешка · c6 чёрный конь · e6 чёрная пешка · h6 чёрная пешка · b5 белый слон · d5 чёрная пешка · e5 белая пешка · f5 чёрная пешка · b4 белая пешка · d4 белая пешка · f4 белая пешка · c3 белая ладья · f3 белый конь · c2 белая ладья · g2 белая пешка · h2 белая пешка · c1 белый ферзь · g1 белый король | 2 |
| 1 | c8 чёрная ладья · f8 чёрный король · a7 чёрная пешка · c7 чёрная ладья · d7 чёрный ферзь · e7 чёрный конь · g7 чёрная пешка · a6 белая пешка · b6 чёрная пешка · c6 чёрный конь · e6 чёрная пешка · h6 чёрная пешка · b5 белый слон · d5 чёрная пешка · e5 белая пешка · f5 чёрная пешка · b4 белая пешка · d4 белая пешка · f4 белая пешка · c3 белая ладья · f3 белый конь · c2 белая ладья · g2 белая пешка · h2 белая пешка · c1 белый ферзь · g1 белый король | c8 чёрная ладья · f8 чёрный король · a7 чёрная пешка · c7 чёрная ладья · d7 чёрный ферзь · e7 чёрный конь · g7 чёрная пешка · a6 белая пешка · b6 чёрная пешка · c6 чёрный конь · e6 чёрная пешка · h6 чёрная пешка · b5 белый слон · d5 чёрная пешка · e5 белая пешка · f5 чёрная пешка · b4 белая пешка · d4 белая пешка · f4 белая пешка · c3 белая ладья · f3 белый конь · c2 белая ладья · g2 белая пешка · h2 белая пешка · c1 белый ферзь · g1 белый король | c8 чёрная ладья · f8 чёрный король · a7 чёрная пешка · c7 чёрная ладья · d7 чёрный ферзь · e7 чёрный конь · g7 чёрная пешка · a6 белая пешка · b6 чёрная пешка · c6 чёрный конь · e6 чёрная пешка · h6 чёрная пешка · b5 белый слон · d5 чёрная пешка · e5 белая пешка · f5 чёрная пешка · b4 белая пешка · d4 белая пешка · f4 белая пешка · c3 белая ладья · f3 белый конь · c2 белая ладья · g2 белая пешка · h2 белая пешка · c1 белый ферзь · g1 белый король | c8 чёрная ладья · f8 чёрный король · a7 чёрная пешка · c7 чёрная ладья · d7 чёрный ферзь · e7 чёрный конь · g7 чёрная пешка · a6 белая пешка · b6 чёрная пешка · c6 чёрный конь · e6 чёрная пешка · h6 чёрная пешка · b5 белый слон · d5 чёрная пешка · e5 белая пешка · f5 чёрная пешка · b4 белая пешка · d4 белая пешка · f4 белая пешка · c3 белая ладья · f3 белый конь · c2 белая ладья · g2 белая пешка · h2 белая пешка · c1 белый ферзь · g1 белый король | c8 чёрная ладья · f8 чёрный король · a7 чёрная пешка · c7 чёрная ладья · d7 чёрный ферзь · e7 чёрный конь · g7 чёрная пешка · a6 белая пешка · b6 чёрная пешка · c6 чёрный конь · e6 чёрная пешка · h6 чёрная пешка · b5 белый слон · d5 чёрная пешка · e5 белая пешка · f5 чёрная пешка · b4 белая пешка · d4 белая пешка · f4 белая пешка · c3 белая ладья · f3 белый конь · c2 белая ладья · g2 белая пешка · h2 белая пешка · c1 белый ферзь · g1 белый король | c8 чёрная ладья · f8 чёрный король · a7 чёрная пешка · c7 чёрная ладья · d7 чёрный ферзь · e7 чёрный конь · g7 чёрная пешка · a6 белая пешка · b6 чёрная пешка · c6 чёрный конь · e6 чёрная пешка · h6 чёрная пешка · b5 белый слон · d5 чёрная пешка · e5 белая пешка · f5 чёрная пешка · b4 белая пешка · d4 белая пешка · f4 белая пешка · c3 белая ладья · f3 белый конь · c2 белая ладья · g2 белая пешка · h2 белая пешка · c1 белый ферзь · g1 белый король | c8 чёрная ладья · f8 чёрный король · a7 чёрная пешка · c7 чёрная ладья · d7 чёрный ферзь · e7 чёрный конь · g7 чёрная пешка · a6 белая пешка · b6 чёрная пешка · c6 чёрный конь · e6 чёрная пешка · h6 чёрная пешка · b5 белый слон · d5 чёрная пешка · e5 белая пешка · f5 чёрная пешка · b4 белая пешка · d4 белая пешка · f4 белая пешка · c3 белая ладья · f3 белый конь · c2 белая ладья · g2 белая пешка · h2 белая пешка · c1 белый ферзь · g1 белый король | c8 чёрная ладья · f8 чёрный король · a7 чёрная пешка · c7 чёрная ладья · d7 чёрный ферзь · e7 чёрный конь · g7 чёрная пешка · a6 белая пешка · b6 чёрная пешка · c6 чёрный конь · e6 чёрная пешка · h6 чёрная пешка · b5 белый слон · d5 чёрная пешка · e5 белая пешка · f5 чёрная пешка · b4 белая пешка · d4 белая пешка · f4 белая пешка · c3 белая ладья · f3 белый конь · c2 белая ладья · g2 белая пешка · h2 белая пешка · c1 белый ферзь · g1 белый король | 1 |
|   | a | b | c | d | e | f | g | h |   |

|   | a | b | c | d | e | f | g | h |   |
| - | --- | --- | --- | --- | --- | --- | --- | --- | - |
| 8 | c8 чёрная ладья · d8 чёрный король · a7 чёрная пешка · c7 чёрная ладья · d7 чёрный ферзь · e7 чёрный конь · a6 белая пешка · c6 чёрный конь · e6 чёрная пешка · g6 чёрная пешка · d5 чёрная пешка · e5 белая пешка · f5 чёрная пешка · h5 чёрная пешка · a4 белый слон · b4 белая пешка · d4 белая пешка · f4 белая пешка · h4 белая пешка · c3 белая ладья · f3 белый конь · g3 белая пешка · c2 белая ладья · h2 белый король · c1 белый ферзь | c8 чёрная ладья · d8 чёрный король · a7 чёрная пешка · c7 чёрная ладья · d7 чёрный ферзь · e7 чёрный конь · a6 белая пешка · c6 чёрный конь · e6 чёрная пешка · g6 чёрная пешка · d5 чёрная пешка · e5 белая пешка · f5 чёрная пешка · h5 чёрная пешка · a4 белый слон · b4 белая пешка · d4 белая пешка · f4 белая пешка · h4 белая пешка · c3 белая ладья · f3 белый конь · g3 белая пешка · c2 белая ладья · h2 белый король · c1 белый ферзь | c8 чёрная ладья · d8 чёрный король · a7 чёрная пешка · c7 чёрная ладья · d7 чёрный ферзь · e7 чёрный конь · a6 белая пешка · c6 чёрный конь · e6 чёрная пешка · g6 чёрная пешка · d5 чёрная пешка · e5 белая пешка · f5 чёрная пешка · h5 чёрная пешка · a4 белый слон · b4 белая пешка · d4 белая пешка · f4 белая пешка · h4 белая пешка · c3 белая ладья · f3 белый конь · g3 белая пешка · c2 белая ладья · h2 белый король · c1 белый ферзь | c8 чёрная ладья · d8 чёрный король · a7 чёрная пешка · c7 чёрная ладья · d7 чёрный ферзь · e7 чёрный конь · a6 белая пешка · c6 чёрный конь · e6 чёрная пешка · g6 чёрная пешка · d5 чёрная пешка · e5 белая пешка · f5 чёрная пешка · h5 чёрная пешка · a4 белый слон · b4 белая пешка · d4 белая пешка · f4 белая пешка · h4 белая пешка · c3 белая ладья · f3 белый конь · g3 белая пешка · c2 белая ладья · h2 белый король · c1 белый ферзь | c8 чёрная ладья · d8 чёрный король · a7 чёрная пешка · c7 чёрная ладья · d7 чёрный ферзь · e7 чёрный конь · a6 белая пешка · c6 чёрный конь · e6 чёрная пешка · g6 чёрная пешка · d5 чёрная пешка · e5 белая пешка · f5 чёрная пешка · h5 чёрная пешка · a4 белый слон · b4 белая пешка · d4 белая пешка · f4 белая пешка · h4 белая пешка · c3 белая ладья · f3 белый конь · g3 белая пешка · c2 белая ладья · h2 белый король · c1 белый ферзь | c8 чёрная ладья · d8 чёрный король · a7 чёрная пешка · c7 чёрная ладья · d7 чёрный ферзь · e7 чёрный конь · a6 белая пешка · c6 чёрный конь · e6 чёрная пешка · g6 чёрная пешка · d5 чёрная пешка · e5 белая пешка · f5 чёрная пешка · h5 чёрная пешка · a4 белый слон · b4 белая пешка · d4 белая пешка · f4 белая пешка · h4 белая пешка · c3 белая ладья · f3 белый конь · g3 белая пешка · c2 белая ладья · h2 белый король · c1 белый ферзь | c8 чёрная ладья · d8 чёрный король · a7 чёрная пешка · c7 чёрная ладья · d7 чёрный ферзь · e7 чёрный конь · a6 белая пешка · c6 чёрный конь · e6 чёрная пешка · g6 чёрная пешка · d5 чёрная пешка · e5 белая пешка · f5 чёрная пешка · h5 чёрная пешка · a4 белый слон · b4 белая пешка · d4 белая пешка · f4 белая пешка · h4 белая пешка · c3 белая ладья · f3 белый конь · g3 белая пешка · c2 белая ладья · h2 белый король · c1 белый ферзь | c8 чёрная ладья · d8 чёрный король · a7 чёрная пешка · c7 чёрная ладья · d7 чёрный ферзь · e7 чёрный конь · a6 белая пешка · c6 чёрный конь · e6 чёрная пешка · g6 чёрная пешка · d5 чёрная пешка · e5 белая пешка · f5 чёрная пешка · h5 чёрная пешка · a4 белый слон · b4 белая пешка · d4 белая пешка · f4 белая пешка · h4 белая пешка · c3 белая ладья · f3 белый конь · g3 белая пешка · c2 белая ладья · h2 белый король · c1 белый ферзь | 8 |
| 7 | c8 чёрная ладья · d8 чёрный король · a7 чёрная пешка · c7 чёрная ладья · d7 чёрный ферзь · e7 чёрный конь · a6 белая пешка · c6 чёрный конь · e6 чёрная пешка · g6 чёрная пешка · d5 чёрная пешка · e5 белая пешка · f5 чёрная пешка · h5 чёрная пешка · a4 белый слон · b4 белая пешка · d4 белая пешка · f4 белая пешка · h4 белая пешка · c3 белая ладья · f3 белый конь · g3 белая пешка · c2 белая ладья · h2 белый король · c1 белый ферзь | c8 чёрная ладья · d8 чёрный король · a7 чёрная пешка · c7 чёрная ладья · d7 чёрный ферзь · e7 чёрный конь · a6 белая пешка · c6 чёрный конь · e6 чёрная пешка · g6 чёрная пешка · d5 чёрная пешка · e5 белая пешка · f5 чёрная пешка · h5 чёрная пешка · a4 белый слон · b4 белая пешка · d4 белая пешка · f4 белая пешка · h4 белая пешка · c3 белая ладья · f3 белый конь · g3 белая пешка · c2 белая ладья · h2 белый король · c1 белый ферзь | c8 чёрная ладья · d8 чёрный король · a7 чёрная пешка · c7 чёрная ладья · d7 чёрный ферзь · e7 чёрный конь · a6 белая пешка · c6 чёрный конь · e6 чёрная пешка · g6 чёрная пешка · d5 чёрная пешка · e5 белая пешка · f5 чёрная пешка · h5 чёрная пешка · a4 белый слон · b4 белая пешка · d4 белая пешка · f4 белая пешка · h4 белая пешка · c3 белая ладья · f3 белый конь · g3 белая пешка · c2 белая ладья · h2 белый король · c1 белый ферзь | c8 чёрная ладья · d8 чёрный король · a7 чёрная пешка · c7 чёрная ладья · d7 чёрный ферзь · e7 чёрный конь · a6 белая пешка · c6 чёрный конь · e6 чёрная пешка · g6 чёрная пешка · d5 чёрная пешка · e5 белая пешка · f5 чёрная пешка · h5 чёрная пешка · a4 белый слон · b4 белая пешка · d4 белая пешка · f4 белая пешка · h4 белая пешка · c3 белая ладья · f3 белый конь · g3 белая пешка · c2 белая ладья · h2 белый король · c1 белый ферзь | c8 чёрная ладья · d8 чёрный король · a7 чёрная пешка · c7 чёрная ладья · d7 чёрный ферзь · e7 чёрный конь · a6 белая пешка · c6 чёрный конь · e6 чёрная пешка · g6 чёрная пешка · d5 чёрная пешка · e5 белая пешка · f5 чёрная пешка · h5 чёрная пешка · a4 белый слон · b4 белая пешка · d4 белая пешка · f4 белая пешка · h4 белая пешка · c3 белая ладья · f3 белый конь · g3 белая пешка · c2 белая ладья · h2 белый король · c1 белый ферзь | c8 чёрная ладья · d8 чёрный король · a7 чёрная пешка · c7 чёрная ладья · d7 чёрный ферзь · e7 чёрный конь · a6 белая пешка · c6 чёрный конь · e6 чёрная пешка · g6 чёрная пешка · d5 чёрная пешка · e5 белая пешка · f5 чёрная пешка · h5 чёрная пешка · a4 белый слон · b4 белая пешка · d4 белая пешка · f4 белая пешка · h4 белая пешка · c3 белая ладья · f3 белый конь · g3 белая пешка · c2 белая ладья · h2 белый король · c1 белый ферзь | c8 чёрная ладья · d8 чёрный король · a7 чёрная пешка · c7 чёрная ладья · d7 чёрный ферзь · e7 чёрный конь · a6 белая пешка · c6 чёрный конь · e6 чёрная пешка · g6 чёрная пешка · d5 чёрная пешка · e5 белая пешка · f5 чёрная пешка · h5 чёрная пешка · a4 белый слон · b4 белая пешка · d4 белая пешка · f4 белая пешка · h4 белая пешка · c3 белая ладья · f3 белый конь · g3 белая пешка · c2 белая ладья · h2 белый король · c1 белый ферзь | c8 чёрная ладья · d8 чёрный король · a7 чёрная пешка · c7 чёрная ладья · d7 чёрный ферзь · e7 чёрный конь · a6 белая пешка · c6 чёрный конь · e6 чёрная пешка · g6 чёрная пешка · d5 чёрная пешка · e5 белая пешка · f5 чёрная пешка · h5 чёрная пешка · a4 белый слон · b4 белая пешка · d4 белая пешка · f4 белая пешка · h4 белая пешка · c3 белая ладья · f3 белый конь · g3 белая пешка · c2 белая ладья · h2 белый король · c1 белый ферзь | 7 |
| 6 | c8 чёрная ладья · d8 чёрный король · a7 чёрная пешка · c7 чёрная ладья · d7 чёрный ферзь · e7 чёрный конь · a6 белая пешка · c6 чёрный конь · e6 чёрная пешка · g6 чёрная пешка · d5 чёрная пешка · e5 белая пешка · f5 чёрная пешка · h5 чёрная пешка · a4 белый слон · b4 белая пешка · d4 белая пешка · f4 белая пешка · h4 белая пешка · c3 белая ладья · f3 белый конь · g3 белая пешка · c2 белая ладья · h2 белый король · c1 белый ферзь | c8 чёрная ладья · d8 чёрный король · a7 чёрная пешка · c7 чёрная ладья · d7 чёрный ферзь · e7 чёрный конь · a6 белая пешка · c6 чёрный конь · e6 чёрная пешка · g6 чёрная пешка · d5 чёрная пешка · e5 белая пешка · f5 чёрная пешка · h5 чёрная пешка · a4 белый слон · b4 белая пешка · d4 белая пешка · f4 белая пешка · h4 белая пешка · c3 белая ладья · f3 белый конь · g3 белая пешка · c2 белая ладья · h2 белый король · c1 белый ферзь | c8 чёрная ладья · d8 чёрный король · a7 чёрная пешка · c7 чёрная ладья · d7 чёрный ферзь · e7 чёрный конь · a6 белая пешка · c6 чёрный конь · e6 чёрная пешка · g6 чёрная пешка · d5 чёрная пешка · e5 белая пешка · f5 чёрная пешка · h5 чёрная пешка · a4 белый слон · b4 белая пешка · d4 белая пешка · f4 белая пешка · h4 белая пешка · c3 белая ладья · f3 белый конь · g3 белая пешка · c2 белая ладья · h2 белый король · c1 белый ферзь | c8 чёрная ладья · d8 чёрный король · a7 чёрная пешка · c7 чёрная ладья · d7 чёрный ферзь · e7 чёрный конь · a6 белая пешка · c6 чёрный конь · e6 чёрная пешка · g6 чёрная пешка · d5 чёрная пешка · e5 белая пешка · f5 чёрная пешка · h5 чёрная пешка · a4 белый слон · b4 белая пешка · d4 белая пешка · f4 белая пешка · h4 белая пешка · c3 белая ладья · f3 белый конь · g3 белая пешка · c2 белая ладья · h2 белый король · c1 белый ферзь | c8 чёрная ладья · d8 чёрный король · a7 чёрная пешка · c7 чёрная ладья · d7 чёрный ферзь · e7 чёрный конь · a6 белая пешка · c6 чёрный конь · e6 чёрная пешка · g6 чёрная пешка · d5 чёрная пешка · e5 белая пешка · f5 чёрная пешка · h5 чёрная пешка · a4 белый слон · b4 белая пешка · d4 белая пешка · f4 белая пешка · h4 белая пешка · c3 белая ладья · f3 белый конь · g3 белая пешка · c2 белая ладья · h2 белый король · c1 белый ферзь | c8 чёрная ладья · d8 чёрный король · a7 чёрная пешка · c7 чёрная ладья · d7 чёрный ферзь · e7 чёрный конь · a6 белая пешка · c6 чёрный конь · e6 чёрная пешка · g6 чёрная пешка · d5 чёрная пешка · e5 белая пешка · f5 чёрная пешка · h5 чёрная пешка · a4 белый слон · b4 белая пешка · d4 белая пешка · f4 белая пешка · h4 белая пешка · c3 белая ладья · f3 белый конь · g3 белая пешка · c2 белая ладья · h2 белый король · c1 белый ферзь | c8 чёрная ладья · d8 чёрный король · a7 чёрная пешка · c7 чёрная ладья · d7 чёрный ферзь · e7 чёрный конь · a6 белая пешка · c6 чёрный конь · e6 чёрная пешка · g6 чёрная пешка · d5 чёрная пешка · e5 белая пешка · f5 чёрная пешка · h5 чёрная пешка · a4 белый слон · b4 белая пешка · d4 белая пешка · f4 белая пешка · h4 белая пешка · c3 белая ладья · f3 белый конь · g3 белая пешка · c2 белая ладья · h2 белый король · c1 белый ферзь | c8 чёрная ладья · d8 чёрный король · a7 чёрная пешка · c7 чёрная ладья · d7 чёрный ферзь · e7 чёрный конь · a6 белая пешка · c6 чёрный конь · e6 чёрная пешка · g6 чёрная пешка · d5 чёрная пешка · e5 белая пешка · f5 чёрная пешка · h5 чёрная пешка · a4 белый слон · b4 белая пешка · d4 белая пешка · f4 белая пешка · h4 белая пешка · c3 белая ладья · f3 белый конь · g3 белая пешка · c2 белая ладья · h2 белый король · c1 белый ферзь | 6 |
| 5 | c8 чёрная ладья · d8 чёрный король · a7 чёрная пешка · c7 чёрная ладья · d7 чёрный ферзь · e7 чёрный конь · a6 белая пешка · c6 чёрный конь · e6 чёрная пешка · g6 чёрная пешка · d5 чёрная пешка · e5 белая пешка · f5 чёрная пешка · h5 чёрная пешка · a4 белый слон · b4 белая пешка · d4 белая пешка · f4 белая пешка · h4 белая пешка · c3 белая ладья · f3 белый конь · g3 белая пешка · c2 белая ладья · h2 белый король · c1 белый ферзь | c8 чёрная ладья · d8 чёрный король · a7 чёрная пешка · c7 чёрная ладья · d7 чёрный ферзь · e7 чёрный конь · a6 белая пешка · c6 чёрный конь · e6 чёрная пешка · g6 чёрная пешка · d5 чёрная пешка · e5 белая пешка · f5 чёрная пешка · h5 чёрная пешка · a4 белый слон · b4 белая пешка · d4 белая пешка · f4 белая пешка · h4 белая пешка · c3 белая ладья · f3 белый конь · g3 белая пешка · c2 белая ладья · h2 белый король · c1 белый ферзь | c8 чёрная ладья · d8 чёрный король · a7 чёрная пешка · c7 чёрная ладья · d7 чёрный ферзь · e7 чёрный конь · a6 белая пешка · c6 чёрный конь · e6 чёрная пешка · g6 чёрная пешка · d5 чёрная пешка · e5 белая пешка · f5 чёрная пешка · h5 чёрная пешка · a4 белый слон · b4 белая пешка · d4 белая пешка · f4 белая пешка · h4 белая пешка · c3 белая ладья · f3 белый конь · g3 белая пешка · c2 белая ладья · h2 белый король · c1 белый ферзь | c8 чёрная ладья · d8 чёрный король · a7 чёрная пешка · c7 чёрная ладья · d7 чёрный ферзь · e7 чёрный конь · a6 белая пешка · c6 чёрный конь · e6 чёрная пешка · g6 чёрная пешка · d5 чёрная пешка · e5 белая пешка · f5 чёрная пешка · h5 чёрная пешка · a4 белый слон · b4 белая пешка · d4 белая пешка · f4 белая пешка · h4 белая пешка · c3 белая ладья · f3 белый конь · g3 белая пешка · c2 белая ладья · h2 белый король · c1 белый ферзь | c8 чёрная ладья · d8 чёрный король · a7 чёрная пешка · c7 чёрная ладья · d7 чёрный ферзь · e7 чёрный конь · a6 белая пешка · c6 чёрный конь · e6 чёрная пешка · g6 чёрная пешка · d5 чёрная пешка · e5 белая пешка · f5 чёрная пешка · h5 чёрная пешка · a4 белый слон · b4 белая пешка · d4 белая пешка · f4 белая пешка · h4 белая пешка · c3 белая ладья · f3 белый конь · g3 белая пешка · c2 белая ладья · h2 белый король · c1 белый ферзь | c8 чёрная ладья · d8 чёрный король · a7 чёрная пешка · c7 чёрная ладья · d7 чёрный ферзь · e7 чёрный конь · a6 белая пешка · c6 чёрный конь · e6 чёрная пешка · g6 чёрная пешка · d5 чёрная пешка · e5 белая пешка · f5 чёрная пешка · h5 чёрная пешка · a4 белый слон · b4 белая пешка · d4 белая пешка · f4 белая пешка · h4 белая пешка · c3 белая ладья · f3 белый конь · g3 белая пешка · c2 белая ладья · h2 белый король · c1 белый ферзь | c8 чёрная ладья · d8 чёрный король · a7 чёрная пешка · c7 чёрная ладья · d7 чёрный ферзь · e7 чёрный конь · a6 белая пешка · c6 чёрный конь · e6 чёрная пешка · g6 чёрная пешка · d5 чёрная пешка · e5 белая пешка · f5 чёрная пешка · h5 чёрная пешка · a4 белый слон · b4 белая пешка · d4 белая пешка · f4 белая пешка · h4 белая пешка · c3 белая ладья · f3 белый конь · g3 белая пешка · c2 белая ладья · h2 белый король · c1 белый ферзь | c8 чёрная ладья · d8 чёрный король · a7 чёрная пешка · c7 чёрная ладья · d7 чёрный ферзь · e7 чёрный конь · a6 белая пешка · c6 чёрный конь · e6 чёрная пешка · g6 чёрная пешка · d5 чёрная пешка · e5 белая пешка · f5 чёрная пешка · h5 чёрная пешка · a4 белый слон · b4 белая пешка · d4 белая пешка · f4 белая пешка · h4 белая пешка · c3 белая ладья · f3 белый конь · g3 белая пешка · c2 белая ладья · h2 белый король · c1 белый ферзь | 5 |
| 4 | c8 чёрная ладья · d8 чёрный король · a7 чёрная пешка · c7 чёрная ладья · d7 чёрный ферзь · e7 чёрный конь · a6 белая пешка · c6 чёрный конь · e6 чёрная пешка · g6 чёрная пешка · d5 чёрная пешка · e5 белая пешка · f5 чёрная пешка · h5 чёрная пешка · a4 белый слон · b4 белая пешка · d4 белая пешка · f4 белая пешка · h4 белая пешка · c3 белая ладья · f3 белый конь · g3 белая пешка · c2 белая ладья · h2 белый король · c1 белый ферзь | c8 чёрная ладья · d8 чёрный король · a7 чёрная пешка · c7 чёрная ладья · d7 чёрный ферзь · e7 чёрный конь · a6 белая пешка · c6 чёрный конь · e6 чёрная пешка · g6 чёрная пешка · d5 чёрная пешка · e5 белая пешка · f5 чёрная пешка · h5 чёрная пешка · a4 белый слон · b4 белая пешка · d4 белая пешка · f4 белая пешка · h4 белая пешка · c3 белая ладья · f3 белый конь · g3 белая пешка · c2 белая ладья · h2 белый король · c1 белый ферзь | c8 чёрная ладья · d8 чёрный король · a7 чёрная пешка · c7 чёрная ладья · d7 чёрный ферзь · e7 чёрный конь · a6 белая пешка · c6 чёрный конь · e6 чёрная пешка · g6 чёрная пешка · d5 чёрная пешка · e5 белая пешка · f5 чёрная пешка · h5 чёрная пешка · a4 белый слон · b4 белая пешка · d4 белая пешка · f4 белая пешка · h4 белая пешка · c3 белая ладья · f3 белый конь · g3 белая пешка · c2 белая ладья · h2 белый король · c1 белый ферзь | c8 чёрная ладья · d8 чёрный король · a7 чёрная пешка · c7 чёрная ладья · d7 чёрный ферзь · e7 чёрный конь · a6 белая пешка · c6 чёрный конь · e6 чёрная пешка · g6 чёрная пешка · d5 чёрная пешка · e5 белая пешка · f5 чёрная пешка · h5 чёрная пешка · a4 белый слон · b4 белая пешка · d4 белая пешка · f4 белая пешка · h4 белая пешка · c3 белая ладья · f3 белый конь · g3 белая пешка · c2 белая ладья · h2 белый король · c1 белый ферзь | c8 чёрная ладья · d8 чёрный король · a7 чёрная пешка · c7 чёрная ладья · d7 чёрный ферзь · e7 чёрный конь · a6 белая пешка · c6 чёрный конь · e6 чёрная пешка · g6 чёрная пешка · d5 чёрная пешка · e5 белая пешка · f5 чёрная пешка · h5 чёрная пешка · a4 белый слон · b4 белая пешка · d4 белая пешка · f4 белая пешка · h4 белая пешка · c3 белая ладья · f3 белый конь · g3 белая пешка · c2 белая ладья · h2 белый король · c1 белый ферзь | c8 чёрная ладья · d8 чёрный король · a7 чёрная пешка · c7 чёрная ладья · d7 чёрный ферзь · e7 чёрный конь · a6 белая пешка · c6 чёрный конь · e6 чёрная пешка · g6 чёрная пешка · d5 чёрная пешка · e5 белая пешка · f5 чёрная пешка · h5 чёрная пешка · a4 белый слон · b4 белая пешка · d4 белая пешка · f4 белая пешка · h4 белая пешка · c3 белая ладья · f3 белый конь · g3 белая пешка · c2 белая ладья · h2 белый король · c1 белый ферзь | c8 чёрная ладья · d8 чёрный король · a7 чёрная пешка · c7 чёрная ладья · d7 чёрный ферзь · e7 чёрный конь · a6 белая пешка · c6 чёрный конь · e6 чёрная пешка · g6 чёрная пешка · d5 чёрная пешка · e5 белая пешка · f5 чёрная пешка · h5 чёрная пешка · a4 белый слон · b4 белая пешка · d4 белая пешка · f4 белая пешка · h4 белая пешка · c3 белая ладья · f3 белый конь · g3 белая пешка · c2 белая ладья · h2 белый король · c1 белый ферзь | c8 чёрная ладья · d8 чёрный король · a7 чёрная пешка · c7 чёрная ладья · d7 чёрный ферзь · e7 чёрный конь · a6 белая пешка · c6 чёрный конь · e6 чёрная пешка · g6 чёрная пешка · d5 чёрная пешка · e5 белая пешка · f5 чёрная пешка · h5 чёрная пешка · a4 белый слон · b4 белая пешка · d4 белая пешка · f4 белая пешка · h4 белая пешка · c3 белая ладья · f3 белый конь · g3 белая пешка · c2 белая ладья · h2 белый король · c1 белый ферзь | 4 |
| 3 | c8 чёрная ладья · d8 чёрный король · a7 чёрная пешка · c7 чёрная ладья · d7 чёрный ферзь · e7 чёрный конь · a6 белая пешка · c6 чёрный конь · e6 чёрная пешка · g6 чёрная пешка · d5 чёрная пешка · e5 белая пешка · f5 чёрная пешка · h5 чёрная пешка · a4 белый слон · b4 белая пешка · d4 белая пешка · f4 белая пешка · h4 белая пешка · c3 белая ладья · f3 белый конь · g3 белая пешка · c2 белая ладья · h2 белый король · c1 белый ферзь | c8 чёрная ладья · d8 чёрный король · a7 чёрная пешка · c7 чёрная ладья · d7 чёрный ферзь · e7 чёрный конь · a6 белая пешка · c6 чёрный конь · e6 чёрная пешка · g6 чёрная пешка · d5 чёрная пешка · e5 белая пешка · f5 чёрная пешка · h5 чёрная пешка · a4 белый слон · b4 белая пешка · d4 белая пешка · f4 белая пешка · h4 белая пешка · c3 белая ладья · f3 белый конь · g3 белая пешка · c2 белая ладья · h2 белый король · c1 белый ферзь | c8 чёрная ладья · d8 чёрный король · a7 чёрная пешка · c7 чёрная ладья · d7 чёрный ферзь · e7 чёрный конь · a6 белая пешка · c6 чёрный конь · e6 чёрная пешка · g6 чёрная пешка · d5 чёрная пешка · e5 белая пешка · f5 чёрная пешка · h5 чёрная пешка · a4 белый слон · b4 белая пешка · d4 белая пешка · f4 белая пешка · h4 белая пешка · c3 белая ладья · f3 белый конь · g3 белая пешка · c2 белая ладья · h2 белый король · c1 белый ферзь | c8 чёрная ладья · d8 чёрный король · a7 чёрная пешка · c7 чёрная ладья · d7 чёрный ферзь · e7 чёрный конь · a6 белая пешка · c6 чёрный конь · e6 чёрная пешка · g6 чёрная пешка · d5 чёрная пешка · e5 белая пешка · f5 чёрная пешка · h5 чёрная пешка · a4 белый слон · b4 белая пешка · d4 белая пешка · f4 белая пешка · h4 белая пешка · c3 белая ладья · f3 белый конь · g3 белая пешка · c2 белая ладья · h2 белый король · c1 белый ферзь | c8 чёрная ладья · d8 чёрный король · a7 чёрная пешка · c7 чёрная ладья · d7 чёрный ферзь · e7 чёрный конь · a6 белая пешка · c6 чёрный конь · e6 чёрная пешка · g6 чёрная пешка · d5 чёрная пешка · e5 белая пешка · f5 чёрная пешка · h5 чёрная пешка · a4 белый слон · b4 белая пешка · d4 белая пешка · f4 белая пешка · h4 белая пешка · c3 белая ладья · f3 белый конь · g3 белая пешка · c2 белая ладья · h2 белый король · c1 белый ферзь | c8 чёрная ладья · d8 чёрный король · a7 чёрная пешка · c7 чёрная ладья · d7 чёрный ферзь · e7 чёрный конь · a6 белая пешка · c6 чёрный конь · e6 чёрная пешка · g6 чёрная пешка · d5 чёрная пешка · e5 белая пешка · f5 чёрная пешка · h5 чёрная пешка · a4 белый слон · b4 белая пешка · d4 белая пешка · f4 белая пешка · h4 белая пешка · c3 белая ладья · f3 белый конь · g3 белая пешка · c2 белая ладья · h2 белый король · c1 белый ферзь | c8 чёрная ладья · d8 чёрный король · a7 чёрная пешка · c7 чёрная ладья · d7 чёрный ферзь · e7 чёрный конь · a6 белая пешка · c6 чёрный конь · e6 чёрная пешка · g6 чёрная пешка · d5 чёрная пешка · e5 белая пешка · f5 чёрная пешка · h5 чёрная пешка · a4 белый слон · b4 белая пешка · d4 белая пешка · f4 белая пешка · h4 белая пешка · c3 белая ладья · f3 белый конь · g3 белая пешка · c2 белая ладья · h2 белый король · c1 белый ферзь | c8 чёрная ладья · d8 чёрный король · a7 чёрная пешка · c7 чёрная ладья · d7 чёрный ферзь · e7 чёрный конь · a6 белая пешка · c6 чёрный конь · e6 чёрная пешка · g6 чёрная пешка · d5 чёрная пешка · e5 белая пешка · f5 чёрная пешка · h5 чёрная пешка · a4 белый слон · b4 белая пешка · d4 белая пешка · f4 белая пешка · h4 белая пешка · c3 белая ладья · f3 белый конь · g3 белая пешка · c2 белая ладья · h2 белый король · c1 белый ферзь | 3 |
| 2 | c8 чёрная ладья · d8 чёрный король · a7 чёрная пешка · c7 чёрная ладья · d7 чёрный ферзь · e7 чёрный конь · a6 белая пешка · c6 чёрный конь · e6 чёрная пешка · g6 чёрная пешка · d5 чёрная пешка · e5 белая пешка · f5 чёрная пешка · h5 чёрная пешка · a4 белый слон · b4 белая пешка · d4 белая пешка · f4 белая пешка · h4 белая пешка · c3 белая ладья · f3 белый конь · g3 белая пешка · c2 белая ладья · h2 белый король · c1 белый ферзь | c8 чёрная ладья · d8 чёрный король · a7 чёрная пешка · c7 чёрная ладья · d7 чёрный ферзь · e7 чёрный конь · a6 белая пешка · c6 чёрный конь · e6 чёрная пешка · g6 чёрная пешка · d5 чёрная пешка · e5 белая пешка · f5 чёрная пешка · h5 чёрная пешка · a4 белый слон · b4 белая пешка · d4 белая пешка · f4 белая пешка · h4 белая пешка · c3 белая ладья · f3 белый конь · g3 белая пешка · c2 белая ладья · h2 белый король · c1 белый ферзь | c8 чёрная ладья · d8 чёрный король · a7 чёрная пешка · c7 чёрная ладья · d7 чёрный ферзь · e7 чёрный конь · a6 белая пешка · c6 чёрный конь · e6 чёрная пешка · g6 чёрная пешка · d5 чёрная пешка · e5 белая пешка · f5 чёрная пешка · h5 чёрная пешка · a4 белый слон · b4 белая пешка · d4 белая пешка · f4 белая пешка · h4 белая пешка · c3 белая ладья · f3 белый конь · g3 белая пешка · c2 белая ладья · h2 белый король · c1 белый ферзь | c8 чёрная ладья · d8 чёрный король · a7 чёрная пешка · c7 чёрная ладья · d7 чёрный ферзь · e7 чёрный конь · a6 белая пешка · c6 чёрный конь · e6 чёрная пешка · g6 чёрная пешка · d5 чёрная пешка · e5 белая пешка · f5 чёрная пешка · h5 чёрная пешка · a4 белый слон · b4 белая пешка · d4 белая пешка · f4 белая пешка · h4 белая пешка · c3 белая ладья · f3 белый конь · g3 белая пешка · c2 белая ладья · h2 белый король · c1 белый ферзь | c8 чёрная ладья · d8 чёрный король · a7 чёрная пешка · c7 чёрная ладья · d7 чёрный ферзь · e7 чёрный конь · a6 белая пешка · c6 чёрный конь · e6 чёрная пешка · g6 чёрная пешка · d5 чёрная пешка · e5 белая пешка · f5 чёрная пешка · h5 чёрная пешка · a4 белый слон · b4 белая пешка · d4 белая пешка · f4 белая пешка · h4 белая пешка · c3 белая ладья · f3 белый конь · g3 белая пешка · c2 белая ладья · h2 белый король · c1 белый ферзь | c8 чёрная ладья · d8 чёрный король · a7 чёрная пешка · c7 чёрная ладья · d7 чёрный ферзь · e7 чёрный конь · a6 белая пешка · c6 чёрный конь · e6 чёрная пешка · g6 чёрная пешка · d5 чёрная пешка · e5 белая пешка · f5 чёрная пешка · h5 чёрная пешка · a4 белый слон · b4 белая пешка · d4 белая пешка · f4 белая пешка · h4 белая пешка · c3 белая ладья · f3 белый конь · g3 белая пешка · c2 белая ладья · h2 белый король · c1 белый ферзь | c8 чёрная ладья · d8 чёрный король · a7 чёрная пешка · c7 чёрная ладья · d7 чёрный ферзь · e7 чёрный конь · a6 белая пешка · c6 чёрный конь · e6 чёрная пешка · g6 чёрная пешка · d5 чёрная пешка · e5 белая пешка · f5 чёрная пешка · h5 чёрная пешка · a4 белый слон · b4 белая пешка · d4 белая пешка · f4 белая пешка · h4 белая пешка · c3 белая ладья · f3 белый конь · g3 белая пешка · c2 белая ладья · h2 белый король · c1 белый ферзь | c8 чёрная ладья · d8 чёрный король · a7 чёрная пешка · c7 чёрная ладья · d7 чёрный ферзь · e7 чёрный конь · a6 белая пешка · c6 чёрный конь · e6 чёрная пешка · g6 чёрная пешка · d5 чёрная пешка · e5 белая пешка · f5 чёрная пешка · h5 чёрная пешка · a4 белый слон · b4 белая пешка · d4 белая пешка · f4 белая пешка · h4 белая пешка · c3 белая ладья · f3 белый конь · g3 белая пешка · c2 белая ладья · h2 белый король · c1 белый ферзь | 2 |
| 1 | c8 чёрная ладья · d8 чёрный король · a7 чёрная пешка · c7 чёрная ладья · d7 чёрный ферзь · e7 чёрный конь · a6 белая пешка · c6 чёрный конь · e6 чёрная пешка · g6 чёрная пешка · d5 чёрная пешка · e5 белая пешка · f5 чёрная пешка · h5 чёрная пешка · a4 белый слон · b4 белая пешка · d4 белая пешка · f4 белая пешка · h4 белая пешка · c3 белая ладья · f3 белый конь · g3 белая пешка · c2 белая ладья · h2 белый король · c1 белый ферзь | c8 чёрная ладья · d8 чёрный король · a7 чёрная пешка · c7 чёрная ладья · d7 чёрный ферзь · e7 чёрный конь · a6 белая пешка · c6 чёрный конь · e6 чёрная пешка · g6 чёрная пешка · d5 чёрная пешка · e5 белая пешка · f5 чёрная пешка · h5 чёрная пешка · a4 белый слон · b4 белая пешка · d4 белая пешка · f4 белая пешка · h4 белая пешка · c3 белая ладья · f3 белый конь · g3 белая пешка · c2 белая ладья · h2 белый король · c1 белый ферзь | c8 чёрная ладья · d8 чёрный король · a7 чёрная пешка · c7 чёрная ладья · d7 чёрный ферзь · e7 чёрный конь · a6 белая пешка · c6 чёрный конь · e6 чёрная пешка · g6 чёрная пешка · d5 чёрная пешка · e5 белая пешка · f5 чёрная пешка · h5 чёрная пешка · a4 белый слон · b4 белая пешка · d4 белая пешка · f4 белая пешка · h4 белая пешка · c3 белая ладья · f3 белый конь · g3 белая пешка · c2 белая ладья · h2 белый король · c1 белый ферзь | c8 чёрная ладья · d8 чёрный король · a7 чёрная пешка · c7 чёрная ладья · d7 чёрный ферзь · e7 чёрный конь · a6 белая пешка · c6 чёрный конь · e6 чёрная пешка · g6 чёрная пешка · d5 чёрная пешка · e5 белая пешка · f5 чёрная пешка · h5 чёрная пешка · a4 белый слон · b4 белая пешка · d4 белая пешка · f4 белая пешка · h4 белая пешка · c3 белая ладья · f3 белый конь · g3 белая пешка · c2 белая ладья · h2 белый король · c1 белый ферзь | c8 чёрная ладья · d8 чёрный король · a7 чёрная пешка · c7 чёрная ладья · d7 чёрный ферзь · e7 чёрный конь · a6 белая пешка · c6 чёрный конь · e6 чёрная пешка · g6 чёрная пешка · d5 чёрная пешка · e5 белая пешка · f5 чёрная пешка · h5 чёрная пешка · a4 белый слон · b4 белая пешка · d4 белая пешка · f4 белая пешка · h4 белая пешка · c3 белая ладья · f3 белый конь · g3 белая пешка · c2 белая ладья · h2 белый король · c1 белый ферзь | c8 чёрная ладья · d8 чёрный король · a7 чёрная пешка · c7 чёрная ладья · d7 чёрный ферзь · e7 чёрный конь · a6 белая пешка · c6 чёрный конь · e6 чёрная пешка · g6 чёрная пешка · d5 чёрная пешка · e5 белая пешка · f5 чёрная пешка · h5 чёрная пешка · a4 белый слон · b4 белая пешка · d4 белая пешка · f4 белая пешка · h4 белая пешка · c3 белая ладья · f3 белый конь · g3 белая пешка · c2 белая ладья · h2 белый король · c1 белый ферзь | c8 чёрная ладья · d8 чёрный король · a7 чёрная пешка · c7 чёрная ладья · d7 чёрный ферзь · e7 чёрный конь · a6 белая пешка · c6 чёрный конь · e6 чёрная пешка · g6 чёрная пешка · d5 чёрная пешка · e5 белая пешка · f5 чёрная пешка · h5 чёрная пешка · a4 белый слон · b4 белая пешка · d4 белая пешка · f4 белая пешка · h4 белая пешка · c3 белая ладья · f3 белый конь · g3 белая пешка · c2 белая ладья · h2 белый король · c1 белый ферзь | c8 чёрная ладья · d8 чёрный король · a7 чёрная пешка · c7 чёрная ладья · d7 чёрный ферзь · e7 чёрный конь · a6 белая пешка · c6 чёрный конь · e6 чёрная пешка · g6 чёрная пешка · d5 чёрная пешка · e5 белая пешка · f5 чёрная пешка · h5 чёрная пешка · a4 белый слон · b4 белая пешка · d4 белая пешка · f4 белая пешка · h4 белая пешка · c3 белая ладья · f3 белый конь · g3 белая пешка · c2 белая ладья · h2 белый король · c1 белый ферзь | 1 |
|   | a | b | c | d | e | f | g | h |   |

В данной партии Алехин в результате предыдущей тонкой игры, используя слабости чёрных на ферзевом фланге, уже почти опутал противника «паутиной цугцванга». Осталось лишь повязать его полностью: 27. Са4! (теперь грозит 28. b5) b5 28. C:b5 Kpe8 (отчаянная попытка подтянуть короля для защиты, но и она не спасает) 29. Са4 Kpd8 (чёрным удалось наконец защитить ладью, но в их распоряжении осталось всего несколько пешечных ходов на королевском фланге) 30. h4 h5 31. Kph2 g6 32. g3. Полный цугцванг! Чёрные сдались.

## В композиции
Цугцванг — популярный приём в шахматной композиции. Обычно противопоставляется угрозе, потому что после хода с угрозой возникает игра, которая, без учёта ответного хода противоположной стороны, приводит к выполнению задания. В противоположность этому, после хода без угрозы, но с возникающим цугцвангом, белые не могут выполнить задание при своём ходе, однако очередь хода принадлежит чёрным, и они вынуждены сделать невыгодный ход, что делает возможным выполнение задания. Наиболее ярко эта дифференциация иллюстрируется ортодоксальной задачной композицией (мат в 2 или 3 хода). В задачах на обратный мат цугцванг тоже играет важную роль, поскольку там чёрные делают матующий ход по одной из двух причин: либо они находятся в цугцванге, либо защищаются от шаха.
|   | a | b | c | d | e | f | g | h |   |
| - | --- | --- | --- | --- | --- | --- | --- | --- | - |
| 8 | a8 чёрный король · b8 чёрный слон · c8 белый король · a7 чёрная пешка · b7 чёрная пешка · b6 белая пешка · a1 белая ладья | a8 чёрный король · b8 чёрный слон · c8 белый король · a7 чёрная пешка · b7 чёрная пешка · b6 белая пешка · a1 белая ладья | a8 чёрный король · b8 чёрный слон · c8 белый король · a7 чёрная пешка · b7 чёрная пешка · b6 белая пешка · a1 белая ладья | a8 чёрный король · b8 чёрный слон · c8 белый король · a7 чёрная пешка · b7 чёрная пешка · b6 белая пешка · a1 белая ладья | a8 чёрный король · b8 чёрный слон · c8 белый король · a7 чёрная пешка · b7 чёрная пешка · b6 белая пешка · a1 белая ладья | a8 чёрный король · b8 чёрный слон · c8 белый король · a7 чёрная пешка · b7 чёрная пешка · b6 белая пешка · a1 белая ладья | a8 чёрный король · b8 чёрный слон · c8 белый король · a7 чёрная пешка · b7 чёрная пешка · b6 белая пешка · a1 белая ладья | a8 чёрный король · b8 чёрный слон · c8 белый король · a7 чёрная пешка · b7 чёрная пешка · b6 белая пешка · a1 белая ладья | 8 |
| 7 | a8 чёрный король · b8 чёрный слон · c8 белый король · a7 чёрная пешка · b7 чёрная пешка · b6 белая пешка · a1 белая ладья | a8 чёрный король · b8 чёрный слон · c8 белый король · a7 чёрная пешка · b7 чёрная пешка · b6 белая пешка · a1 белая ладья | a8 чёрный король · b8 чёрный слон · c8 белый король · a7 чёрная пешка · b7 чёрная пешка · b6 белая пешка · a1 белая ладья | a8 чёрный король · b8 чёрный слон · c8 белый король · a7 чёрная пешка · b7 чёрная пешка · b6 белая пешка · a1 белая ладья | a8 чёрный король · b8 чёрный слон · c8 белый король · a7 чёрная пешка · b7 чёрная пешка · b6 белая пешка · a1 белая ладья | a8 чёрный король · b8 чёрный слон · c8 белый король · a7 чёрная пешка · b7 чёрная пешка · b6 белая пешка · a1 белая ладья | a8 чёрный король · b8 чёрный слон · c8 белый король · a7 чёрная пешка · b7 чёрная пешка · b6 белая пешка · a1 белая ладья | a8 чёрный король · b8 чёрный слон · c8 белый король · a7 чёрная пешка · b7 чёрная пешка · b6 белая пешка · a1 белая ладья | 7 |
| 6 | a8 чёрный король · b8 чёрный слон · c8 белый король · a7 чёрная пешка · b7 чёрная пешка · b6 белая пешка · a1 белая ладья | a8 чёрный король · b8 чёрный слон · c8 белый король · a7 чёрная пешка · b7 чёрная пешка · b6 белая пешка · a1 белая ладья | a8 чёрный король · b8 чёрный слон · c8 белый король · a7 чёрная пешка · b7 чёрная пешка · b6 белая пешка · a1 белая ладья | a8 чёрный король · b8 чёрный слон · c8 белый король · a7 чёрная пешка · b7 чёрная пешка · b6 белая пешка · a1 белая ладья | a8 чёрный король · b8 чёрный слон · c8 белый король · a7 чёрная пешка · b7 чёрная пешка · b6 белая пешка · a1 белая ладья | a8 чёрный король · b8 чёрный слон · c8 белый король · a7 чёрная пешка · b7 чёрная пешка · b6 белая пешка · a1 белая ладья | a8 чёрный король · b8 чёрный слон · c8 белый король · a7 чёрная пешка · b7 чёрная пешка · b6 белая пешка · a1 белая ладья | a8 чёрный король · b8 чёрный слон · c8 белый король · a7 чёрная пешка · b7 чёрная пешка · b6 белая пешка · a1 белая ладья | 6 |
| 5 | a8 чёрный король · b8 чёрный слон · c8 белый король · a7 чёрная пешка · b7 чёрная пешка · b6 белая пешка · a1 белая ладья | a8 чёрный король · b8 чёрный слон · c8 белый король · a7 чёрная пешка · b7 чёрная пешка · b6 белая пешка · a1 белая ладья | a8 чёрный король · b8 чёрный слон · c8 белый король · a7 чёрная пешка · b7 чёрная пешка · b6 белая пешка · a1 белая ладья | a8 чёрный король · b8 чёрный слон · c8 белый король · a7 чёрная пешка · b7 чёрная пешка · b6 белая пешка · a1 белая ладья | a8 чёрный король · b8 чёрный слон · c8 белый король · a7 чёрная пешка · b7 чёрная пешка · b6 белая пешка · a1 белая ладья | a8 чёрный король · b8 чёрный слон · c8 белый король · a7 чёрная пешка · b7 чёрная пешка · b6 белая пешка · a1 белая ладья | a8 чёрный король · b8 чёрный слон · c8 белый король · a7 чёрная пешка · b7 чёрная пешка · b6 белая пешка · a1 белая ладья | a8 чёрный король · b8 чёрный слон · c8 белый король · a7 чёрная пешка · b7 чёрная пешка · b6 белая пешка · a1 белая ладья | 5 |
| 4 | a8 чёрный король · b8 чёрный слон · c8 белый король · a7 чёрная пешка · b7 чёрная пешка · b6 белая пешка · a1 белая ладья | a8 чёрный король · b8 чёрный слон · c8 белый король · a7 чёрная пешка · b7 чёрная пешка · b6 белая пешка · a1 белая ладья | a8 чёрный король · b8 чёрный слон · c8 белый король · a7 чёрная пешка · b7 чёрная пешка · b6 белая пешка · a1 белая ладья | a8 чёрный король · b8 чёрный слон · c8 белый король · a7 чёрная пешка · b7 чёрная пешка · b6 белая пешка · a1 белая ладья | a8 чёрный король · b8 чёрный слон · c8 белый король · a7 чёрная пешка · b7 чёрная пешка · b6 белая пешка · a1 белая ладья | a8 чёрный король · b8 чёрный слон · c8 белый король · a7 чёрная пешка · b7 чёрная пешка · b6 белая пешка · a1 белая ладья | a8 чёрный король · b8 чёрный слон · c8 белый король · a7 чёрная пешка · b7 чёрная пешка · b6 белая пешка · a1 белая ладья | a8 чёрный король · b8 чёрный слон · c8 белый король · a7 чёрная пешка · b7 чёрная пешка · b6 белая пешка · a1 белая ладья | 4 |
| 3 | a8 чёрный король · b8 чёрный слон · c8 белый король · a7 чёрная пешка · b7 чёрная пешка · b6 белая пешка · a1 белая ладья | a8 чёрный король · b8 чёрный слон · c8 белый король · a7 чёрная пешка · b7 чёрная пешка · b6 белая пешка · a1 белая ладья | a8 чёрный король · b8 чёрный слон · c8 белый король · a7 чёрная пешка · b7 чёрная пешка · b6 белая пешка · a1 белая ладья | a8 чёрный король · b8 чёрный слон · c8 белый король · a7 чёрная пешка · b7 чёрная пешка · b6 белая пешка · a1 белая ладья | a8 чёрный король · b8 чёрный слон · c8 белый король · a7 чёрная пешка · b7 чёрная пешка · b6 белая пешка · a1 белая ладья | a8 чёрный король · b8 чёрный слон · c8 белый король · a7 чёрная пешка · b7 чёрная пешка · b6 белая пешка · a1 белая ладья | a8 чёрный король · b8 чёрный слон · c8 белый король · a7 чёрная пешка · b7 чёрная пешка · b6 белая пешка · a1 белая ладья | a8 чёрный король · b8 чёрный слон · c8 белый король · a7 чёрная пешка · b7 чёрная пешка · b6 белая пешка · a1 белая ладья | 3 |
| 2 | a8 чёрный король · b8 чёрный слон · c8 белый король · a7 чёрная пешка · b7 чёрная пешка · b6 белая пешка · a1 белая ладья | a8 чёрный король · b8 чёрный слон · c8 белый король · a7 чёрная пешка · b7 чёрная пешка · b6 белая пешка · a1 белая ладья | a8 чёрный король · b8 чёрный слон · c8 белый король · a7 чёрная пешка · b7 чёрная пешка · b6 белая пешка · a1 белая ладья | a8 чёрный король · b8 чёрный слон · c8 белый король · a7 чёрная пешка · b7 чёрная пешка · b6 белая пешка · a1 белая ладья | a8 чёрный король · b8 чёрный слон · c8 белый король · a7 чёрная пешка · b7 чёрная пешка · b6 белая пешка · a1 белая ладья | a8 чёрный король · b8 чёрный слон · c8 белый король · a7 чёрная пешка · b7 чёрная пешка · b6 белая пешка · a1 белая ладья | a8 чёрный король · b8 чёрный слон · c8 белый король · a7 чёрная пешка · b7 чёрная пешка · b6 белая пешка · a1 белая ладья | a8 чёрный король · b8 чёрный слон · c8 белый король · a7 чёрная пешка · b7 чёрная пешка · b6 белая пешка · a1 белая ладья | 2 |
| 1 | a8 чёрный король · b8 чёрный слон · c8 белый король · a7 чёрная пешка · b7 чёрная пешка · b6 белая пешка · a1 белая ладья | a8 чёрный король · b8 чёрный слон · c8 белый король · a7 чёрная пешка · b7 чёрная пешка · b6 белая пешка · a1 белая ладья | a8 чёрный король · b8 чёрный слон · c8 белый король · a7 чёрная пешка · b7 чёрная пешка · b6 белая пешка · a1 белая ладья | a8 чёрный король · b8 чёрный слон · c8 белый король · a7 чёрная пешка · b7 чёрная пешка · b6 белая пешка · a1 белая ладья | a8 чёрный король · b8 чёрный слон · c8 белый король · a7 чёрная пешка · b7 чёрная пешка · b6 белая пешка · a1 белая ладья | a8 чёрный король · b8 чёрный слон · c8 белый король · a7 чёрная пешка · b7 чёрная пешка · b6 белая пешка · a1 белая ладья | a8 чёрный король · b8 чёрный слон · c8 белый король · a7 чёрная пешка · b7 чёрная пешка · b6 белая пешка · a1 белая ладья | a8 чёрный король · b8 чёрный слон · c8 белый король · a7 чёрная пешка · b7 чёрная пешка · b6 белая пешка · a1 белая ладья | 1 |
|   | a | b | c | d | e | f | g | h |   |

1. Ла6! и чёрные в типичном цугцванге: 1 …ba 2. b7#! или 1 …C~ 2. Л:а7#

|   | a | b | c | d | e | f | g | h |   |
| - | --- | --- | --- | --- | --- | --- | --- | --- | - |
| 8 | a4 чёрная пешка · a3 чёрная ладья · b3 чёрная пешка · d2 белая ладья · a1 чёрный король · c1 белый король | a4 чёрная пешка · a3 чёрная ладья · b3 чёрная пешка · d2 белая ладья · a1 чёрный король · c1 белый король | a4 чёрная пешка · a3 чёрная ладья · b3 чёрная пешка · d2 белая ладья · a1 чёрный король · c1 белый король | a4 чёрная пешка · a3 чёрная ладья · b3 чёрная пешка · d2 белая ладья · a1 чёрный король · c1 белый король | a4 чёрная пешка · a3 чёрная ладья · b3 чёрная пешка · d2 белая ладья · a1 чёрный король · c1 белый король | a4 чёрная пешка · a3 чёрная ладья · b3 чёрная пешка · d2 белая ладья · a1 чёрный король · c1 белый король | a4 чёрная пешка · a3 чёрная ладья · b3 чёрная пешка · d2 белая ладья · a1 чёрный король · c1 белый король | a4 чёрная пешка · a3 чёрная ладья · b3 чёрная пешка · d2 белая ладья · a1 чёрный король · c1 белый король | 8 |
| 7 | a4 чёрная пешка · a3 чёрная ладья · b3 чёрная пешка · d2 белая ладья · a1 чёрный король · c1 белый король | a4 чёрная пешка · a3 чёрная ладья · b3 чёрная пешка · d2 белая ладья · a1 чёрный король · c1 белый король | a4 чёрная пешка · a3 чёрная ладья · b3 чёрная пешка · d2 белая ладья · a1 чёрный король · c1 белый король | a4 чёрная пешка · a3 чёрная ладья · b3 чёрная пешка · d2 белая ладья · a1 чёрный король · c1 белый король | a4 чёрная пешка · a3 чёрная ладья · b3 чёрная пешка · d2 белая ладья · a1 чёрный король · c1 белый король | a4 чёрная пешка · a3 чёрная ладья · b3 чёрная пешка · d2 белая ладья · a1 чёрный король · c1 белый король | a4 чёрная пешка · a3 чёрная ладья · b3 чёрная пешка · d2 белая ладья · a1 чёрный король · c1 белый король | a4 чёрная пешка · a3 чёрная ладья · b3 чёрная пешка · d2 белая ладья · a1 чёрный король · c1 белый король | 7 |
| 6 | a4 чёрная пешка · a3 чёрная ладья · b3 чёрная пешка · d2 белая ладья · a1 чёрный король · c1 белый король | a4 чёрная пешка · a3 чёрная ладья · b3 чёрная пешка · d2 белая ладья · a1 чёрный король · c1 белый король | a4 чёрная пешка · a3 чёрная ладья · b3 чёрная пешка · d2 белая ладья · a1 чёрный король · c1 белый король | a4 чёрная пешка · a3 чёрная ладья · b3 чёрная пешка · d2 белая ладья · a1 чёрный король · c1 белый король | a4 чёрная пешка · a3 чёрная ладья · b3 чёрная пешка · d2 белая ладья · a1 чёрный король · c1 белый король | a4 чёрная пешка · a3 чёрная ладья · b3 чёрная пешка · d2 белая ладья · a1 чёрный король · c1 белый король | a4 чёрная пешка · a3 чёрная ладья · b3 чёрная пешка · d2 белая ладья · a1 чёрный король · c1 белый король | a4 чёрная пешка · a3 чёрная ладья · b3 чёрная пешка · d2 белая ладья · a1 чёрный король · c1 белый король | 6 |
| 5 | a4 чёрная пешка · a3 чёрная ладья · b3 чёрная пешка · d2 белая ладья · a1 чёрный король · c1 белый король | a4 чёрная пешка · a3 чёрная ладья · b3 чёрная пешка · d2 белая ладья · a1 чёрный король · c1 белый король | a4 чёрная пешка · a3 чёрная ладья · b3 чёрная пешка · d2 белая ладья · a1 чёрный король · c1 белый король | a4 чёрная пешка · a3 чёрная ладья · b3 чёрная пешка · d2 белая ладья · a1 чёрный король · c1 белый король | a4 чёрная пешка · a3 чёрная ладья · b3 чёрная пешка · d2 белая ладья · a1 чёрный король · c1 белый король | a4 чёрная пешка · a3 чёрная ладья · b3 чёрная пешка · d2 белая ладья · a1 чёрный король · c1 белый король | a4 чёрная пешка · a3 чёрная ладья · b3 чёрная пешка · d2 белая ладья · a1 чёрный король · c1 белый король | a4 чёрная пешка · a3 чёрная ладья · b3 чёрная пешка · d2 белая ладья · a1 чёрный король · c1 белый король | 5 |
| 4 | a4 чёрная пешка · a3 чёрная ладья · b3 чёрная пешка · d2 белая ладья · a1 чёрный король · c1 белый король | a4 чёрная пешка · a3 чёрная ладья · b3 чёрная пешка · d2 белая ладья · a1 чёрный король · c1 белый король | a4 чёрная пешка · a3 чёрная ладья · b3 чёрная пешка · d2 белая ладья · a1 чёрный король · c1 белый король | a4 чёрная пешка · a3 чёрная ладья · b3 чёрная пешка · d2 белая ладья · a1 чёрный король · c1 белый король | a4 чёрная пешка · a3 чёрная ладья · b3 чёрная пешка · d2 белая ладья · a1 чёрный король · c1 белый король | a4 чёрная пешка · a3 чёрная ладья · b3 чёрная пешка · d2 белая ладья · a1 чёрный король · c1 белый король | a4 чёрная пешка · a3 чёрная ладья · b3 чёрная пешка · d2 белая ладья · a1 чёрный король · c1 белый король | a4 чёрная пешка · a3 чёрная ладья · b3 чёрная пешка · d2 белая ладья · a1 чёрный король · c1 белый король | 4 |
| 3 | a4 чёрная пешка · a3 чёрная ладья · b3 чёрная пешка · d2 белая ладья · a1 чёрный король · c1 белый король | a4 чёрная пешка · a3 чёрная ладья · b3 чёрная пешка · d2 белая ладья · a1 чёрный король · c1 белый король | a4 чёрная пешка · a3 чёрная ладья · b3 чёрная пешка · d2 белая ладья · a1 чёрный король · c1 белый король | a4 чёрная пешка · a3 чёрная ладья · b3 чёрная пешка · d2 белая ладья · a1 чёрный король · c1 белый король | a4 чёрная пешка · a3 чёрная ладья · b3 чёрная пешка · d2 белая ладья · a1 чёрный король · c1 белый король | a4 чёрная пешка · a3 чёрная ладья · b3 чёрная пешка · d2 белая ладья · a1 чёрный король · c1 белый король | a4 чёрная пешка · a3 чёрная ладья · b3 чёрная пешка · d2 белая ладья · a1 чёрный король · c1 белый король | a4 чёрная пешка · a3 чёрная ладья · b3 чёрная пешка · d2 белая ладья · a1 чёрный король · c1 белый король | 3 |
| 2 | a4 чёрная пешка · a3 чёрная ладья · b3 чёрная пешка · d2 белая ладья · a1 чёрный король · c1 белый король | a4 чёрная пешка · a3 чёрная ладья · b3 чёрная пешка · d2 белая ладья · a1 чёрный король · c1 белый король | a4 чёрная пешка · a3 чёрная ладья · b3 чёрная пешка · d2 белая ладья · a1 чёрный король · c1 белый король | a4 чёрная пешка · a3 чёрная ладья · b3 чёрная пешка · d2 белая ладья · a1 чёрный король · c1 белый король | a4 чёрная пешка · a3 чёрная ладья · b3 чёрная пешка · d2 белая ладья · a1 чёрный король · c1 белый король | a4 чёрная пешка · a3 чёрная ладья · b3 чёрная пешка · d2 белая ладья · a1 чёрный король · c1 белый король | a4 чёрная пешка · a3 чёрная ладья · b3 чёрная пешка · d2 белая ладья · a1 чёрный король · c1 белый король | a4 чёрная пешка · a3 чёрная ладья · b3 чёрная пешка · d2 белая ладья · a1 чёрный король · c1 белый король | 2 |
| 1 | a4 чёрная пешка · a3 чёрная ладья · b3 чёрная пешка · d2 белая ладья · a1 чёрный король · c1 белый король | a4 чёрная пешка · a3 чёрная ладья · b3 чёрная пешка · d2 белая ладья · a1 чёрный король · c1 белый король | a4 чёрная пешка · a3 чёрная ладья · b3 чёрная пешка · d2 белая ладья · a1 чёрный король · c1 белый король | a4 чёрная пешка · a3 чёрная ладья · b3 чёрная пешка · d2 белая ладья · a1 чёрный король · c1 белый король | a4 чёрная пешка · a3 чёрная ладья · b3 чёрная пешка · d2 белая ладья · a1 чёрный король · c1 белый король | a4 чёрная пешка · a3 чёрная ладья · b3 чёрная пешка · d2 белая ладья · a1 чёрный король · c1 белый король | a4 чёрная пешка · a3 чёрная ладья · b3 чёрная пешка · d2 белая ладья · a1 чёрный король · c1 белый король | a4 чёрная пешка · a3 чёрная ладья · b3 чёрная пешка · d2 белая ладья · a1 чёрный король · c1 белый король | 1 |
|   | a | b | c | d | e | f | g | h |   |

(окончание этюда)
8. Лb2! Ла2 (за неимением других ходов приходится «замуровать» своего короля) 9. Лb1#.

## Высказывания о цугцванге
Оперируя цугцвангом, игрок опутывает противника тонкой паутиной мысли… Цугцванг вносит в шахматную игру элемент хитрости, замысловатости, элемент чего-то схоластически нереального. В комбинации, основанной на цугцванге, проницательность, опирающаяся на логику, торжествует над обычной в шахматах идеей силы.
— Эм. Ласкер

Цугцванг — это невозможность играющего передать свою энергию деревянным фигуркам.
— Ю. Разуваев

При проведении плана выигрыша [в эндшпиле] результат часто определяется тем, удастся ли поставить противника в положение цугцванга. Даже большой позиционный перевес не может быть реализован, если у противника хватит ресурсов защиты и полезные ходы не иссякнут.
— Ю. Авербах